# 2025年日本国際博覧会
2025年日本国際博覧会（2025ねんにっぽんこくさいはくらんかい、英称：Expo 2025 Osaka, Kansai, Japan）は、日本の大阪府大阪市此花区夢洲にて2025年（令和7年）4月13日から10月13日までの184日間開催している国際博覧会である。公式略称は、「大阪・関西万博」（おおさか・かんさいばんぱく）。報道では「2025年大阪・関西万博」表記が用いられることもある。
史上初めて四方を海に囲まれた人工島で開催された国際博覧会である。

## 概要
2025年に日本の大阪府で開催される国際博覧会であり、公益社団法人2025年日本国際博覧会協会が準備から開催運営までを行う。登録博覧会（登録博）に区分されており、総合的なテーマを扱う大規模博覧会として実施される。
- テーマ：いのち輝く未来社会のデザイン（英語: Designing Future Society for Our Lives） [1]
- コンセプト：-People’s Living Lab- 未来社会の実験場 [1]
- 公式キャラクター：ミャクミャク
- 開催期間：2025年4月13日 - 10月13日（184日間）
- 開場時間：9時[注釈 1] - 22時
- 主催：公益社団法人 2025年日本国際博覧会協会
- 面積：約155ヘクタール（参考：ユニバーサル・スタジオ・ジャパン〈USJ〉約3個分[注釈 2]）
- 事業費：3,187億円（内訳：会場建設費2,350億円、運営費837億円）[注釈 3]
- 入場料：大人3,700 - 7,500円 中人2,000 - 4,200円 小人1,000 - 1,800円[6]
- 想定来場者数：2,820万人[7]

### 経緯

#### 誘致

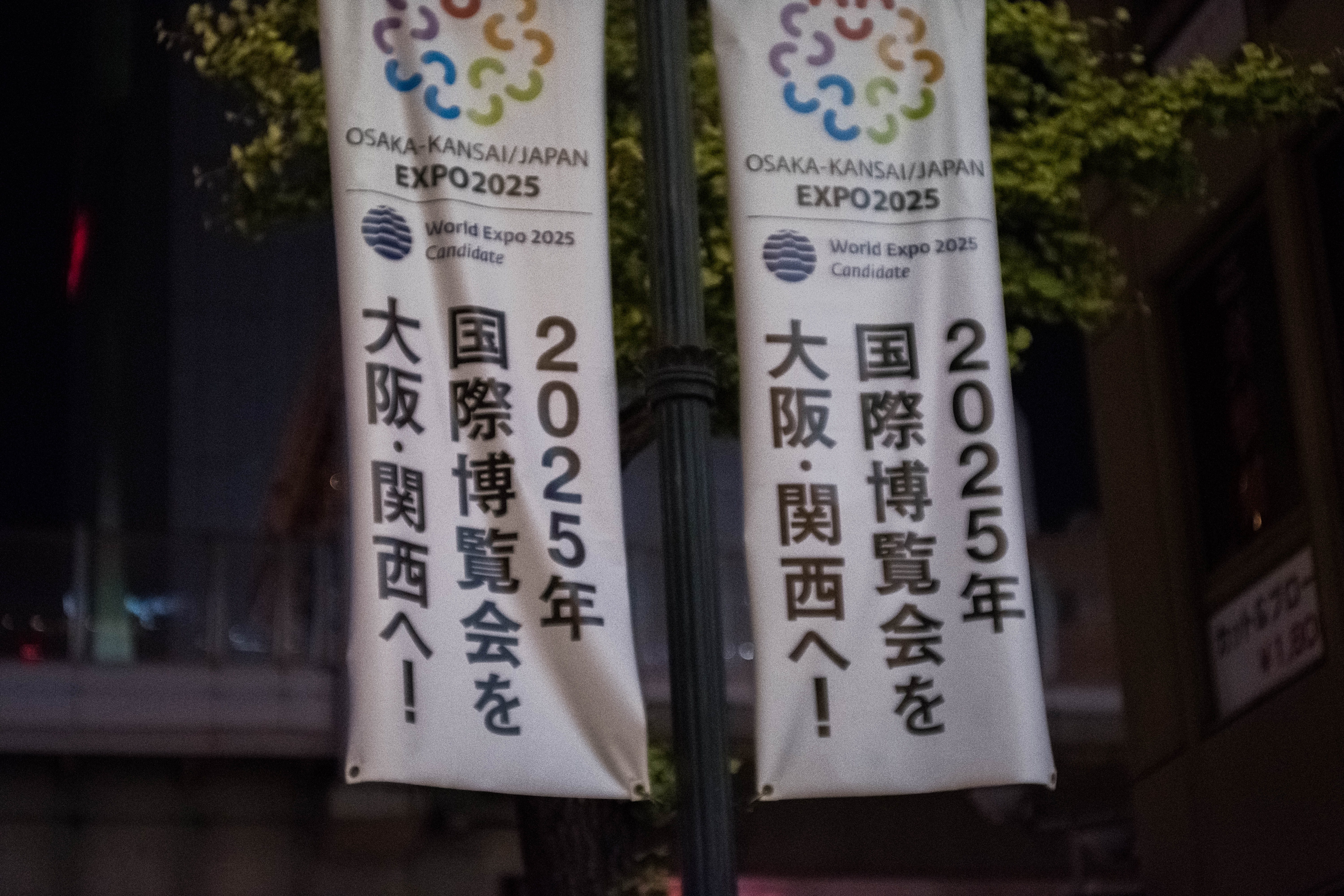
招致活動中に使用されたのぼり

2018年11月23日にフランスのパリで開かれた第164回BIE総会で開催国を決める投票が行われた。最終プレゼンテーションはバクー、大阪、エカテリンブルクの順で、各都市が30分の持ち時間で開催の優位性を訴え、その後、無記名による電子投票をもって開催地を選出した。1回目の投票で投票総数の3分の2以上を得た都市があった場合はその時点で開催地が決まるが、いずれの得票も3分の2に及ばなかった場合は最下位の都市を失格させて2都市に絞り込んだうえで決選投票を行い、過半数を得た都市が開催権を獲得することになっていた。最終プレゼンテーション後に行われた初回の投票で、大阪は投票総数の過半数を上回る85票を獲得してエカテリンブルクの48票とバクーの23票を上回ったが、3分の2に及ばなかったためエカテリンブルクとの決選投票となった。2回目の投票では大阪は92票を獲得し、対するエカテリンブルクは61票であった（その他、棄権2票）。これにより、2025年国際博覧会の開催地が大阪に決定された。
日本での国際博覧会開催は愛知県愛知郡長久手町（現在の長久手市）で開催された2005年日本国際博覧会（愛・地球博）以来20年ぶり6回目で、登録博（旧一般博）としても20年ぶり、3回目である。大阪で開催されるのは登録博（旧一般博）としては1970年に吹田市で開催された日本万国博覧会以来55年ぶり2回目、特別博も含めると1990年に大阪市鶴見区で開催された国際花と緑の博覧会以来35年ぶり3回目である。

#### 投票結果
| 都市             | 第1回 | 第2回 |
| ---------------- | ----- | ----- |
| 大阪             | 85    | 92    |
| エカテリンブルク | 48    | 61    |
| バクー           | 23    | —     |

- アゼルバイジャン・バクー

テーマ： 「人という資本」
- ロシア・エカテリンブルク

テーマ： 「変化する世界、包括的な技術革新－子供と将来の世代へ」
- 日本・大阪府

テーマ： 「いのち輝く未来社会のデザイン」
立候補取り下げ;
- フランス・パリ 最初に立候補を表明[12]。

テーマ： 「共有すべき知見、守るべき地球」。2018年1月に立候補を断念。

## テーマ
経済産業省が2017年4月7日に発表した「2025年国際博覧会検討会報告書」では、テーマ・サブテーマは、以下のようになった。
- テーマ：いのち輝く未来社会のデザイン（Designing Future Society for Our Lives）
- サブテーマ
  - 多様で心身ともに健康な生き方
  - 持続可能な社会・経済システム

### ロゴマーク
- 「細胞」をコンセプトとしたロゴマークが大阪市内のTEAM INARI（シマダタモツ代表）によりデザインされた[16]。2020年8月25日発表[17]。「いのちの輝きくん」と呼ばれインターネット上で話題を呼んだ。

### 公式キャラクター
- ミャクミャク - 3万3197件の公募から、厳選なる審査の上、開幕1000日前にあたる2022年7月18日午前に決定され、同日開催された記念イベントで発表された。 岸田文雄首相は、歴史、伝統、文化、世界とのつながりを脈々と引き継ぐ、そういった意味が込められている愛称であると説明した。

### 公式テーマソング
- 「この地球の続きを」 - アンバサダーにも就任しているコブクロが、万博のために書き下ろした楽曲。開催の3年前である2022年7月19日に配信、同年10月19日にCDシングルとしてリリースされた。「世界の国からこんにちは」のオマージュとして、サビが「こんにちは」というフレーズで始まっている。万博開催前より万博関連のイベントでは、この楽曲がコブクロによってたびたび披露されている。

## 開催目的
- 国連が掲げる持続可能な開発目標（SDGs）の達成への貢献[18]

- 日本の国家戦略Society5.0*の実現

* Society5.0:狩猟社会、農耕社会、工業社会、情報社会に続く、5番目の新しい社会（超スマート社会）。ICTを最大に活用し、サイバー空間とフィジカル空間とを融合させた取組により、人々に豊かさをもたらす社会。
大阪・関西万博は、2015年9月に国連本部で開催された「国連持続可能な開発サミット」において、持続可能な開発目標として17の目標を掲げたSDGsが達成された社会を目指すために開催する。SDGs達成の目標年である2030年まで残り5年となる2025年は実現に向けた取り組みを加速するのに極めて重要な年である。

### 大阪・関西万博に向けた取組
#thinkexpo2025：万博の理念である「人類課題の解決の場」として日本で開催する意義や価値を国内外に広めると共に、これからの社会を担う若い世代とアイデアを創発し合うプロジェクト
WAKAZO.ONLINE：2025年の誘致を目指す大阪万博に向けて、若者からの声をあげ、若者自らが主体となって大阪万博を作り上げるためのプラットフォーム。Webサイト上では期間ごとに設定されたテーマを参考に、SNS形式でテキスト・画像・動画など自由な形でのアイデア・意見の投稿やお気に入り、コメントができる。

## 沿革

### 誘致活動
《主要な出典：》
2017年
- 3月27日 - 「2025日本万国博覧会誘致委員会」を設立。榊原定征（日本経済団体連合会会長）が誘致委員会会長に就任[20]。
- 4月7日 - 経済産業省が2025年国際博覧会検討会報告書をとりまとめ[21]。その中で博覧会テーマを「いのち輝く未来社会のデザイン」に選定[22]。
- 4月11日 - 政府が2025年国際博覧会の大阪誘致に向けた立候補及び開催申請について閣議了解[23]。
- 4月24日 - 木寺昌人駐仏日本大使からBIE（博覧会国際事務局）に立候補表明文書を提出[24]。
- 6月14日 - 第161回BIE総会で榊原らが第1回プレゼンテーションを行う[25]。
- 9月25日 - 木寺駐仏日本大使が日本国としての正式な立候補申請文書（英: bid dossier）をBIEに提出[26]。
- 11月15日 - 第162回BIE総会で6月に続き安倍晋三（内閣総理大臣）のビデオメッセージなど含めた第2回プレゼンテーションを実施[27][28]。岡本三成（外務大臣政務官）、松本正義（誘致委員会会長代行〈関経連会長〉）らが出席。

2018年
- 6月12日 - 6月13日にかけて第163回BIE総会への出席（13日に第3回プレゼンテーションを実施）[29]。
- 11月23日 - 第164回BIE総会で、2025年国際博覧会の日本（大阪・関西）での開催が決定[30]。

### 開催準備
2018年
- 12月21日 - 2025年国際博覧会担当大臣の設置を閣議決定、初代大臣に世耕弘成経済産業大臣が兼任で就任[31]。

2019年
- 1月30日 - 一般社団法人2025年日本国際博覧会協会が発足。中西宏明（日本経済団体連合会会長）が博覧会協会会長に就任[31]。
- 2月1日 - 博覧会協会事務所を開設[31]。事務所の所在地：大阪府大阪市住之江区南港北1丁目14番16号 大阪府咲洲庁舎43階。
- 2月8日 - 万博特措法（当時の正式名称：平成37年に開催される国際博覧会の準備及び運営のために必要な特別措置に関する法律）を閣議決定。
- 3月31日 - 2025日本万国博覧会誘致委員会を解散[32]。
- 4月19日 - 万博特措法が成立[33]（翌5月の改元に伴う法律名：令和7年に開催される国際博覧会の準備及び運営のために必要な特別措置に関する法律）。
- 5月15日 - 博覧会協会理事会開催[34]。副会長の選定のほか、事務総長に石毛博行を決定[35]。
- 日付不詳 - 博覧会協会東京オフィスを開設[36]。所在地：東京都千代田区平河町2丁目4番2号 全国都市会館5階[37]。
- 5月31日 - 博覧会協会が万博特措法に基づく指定を受ける[38]。
- 10月21日 - 博覧会協会が公益社団法人に移行[39]。
- 12月20日 - 政府がBIE 事務局に対して本登録申請を行うことを閣議決定[40]。
- 12月27日 - BIE 事務局に登録申請書（英: Registration Dossier）を提出[41]。

2020年
- 2月14日 - 2025年日本国際博覧会アンバサダーを選任・発表[42]。
- 7月13日 - 会場デザインプロデューサーに藤本壮介を、会場運営プロデューサーに石川勝（）を、テーマ事業プロデューサーに福岡伸一ほか7人をそれぞれ決定[43]。
- 8月25日 - ロゴマークを決定[44]。
- 9月9日 - 博覧会協会道修町事務所を開設[45]。事務所の所在地：大阪市中央区道修町3丁目4番10号 損保ジャパン道修町ビル4階。
- 9月16日 - 万博特措法（全部）施行[46]。政府の国際博覧会推進本部が発足（本部長：菅義偉〈内閣総理大臣〉）[注釈 5]。専任の国際博覧会担当大臣（新設）に井上信治が就任。
- 12月1日 - 第164回BIE総会で、登録申請書が承認される[48]。
- 12月25日 - 2025年日本国際博覧会基本計画を策定・公表[49]。

2021年
- 3月5日 - 開幕1500日前に合わせ、公式ホームページに記念バナーを掲載。また、アンバサダーからのメッセージを公式SNSより発信[50]。
- 6月16日 - 博覧会協会会長に十倉雅和（日本経済団体連合会会長）が就任[51]。
- 8月27日 - 会場周辺や会場アクセスなどのインフラ整備計画を決定[52]。
- 9月16日 - 国内企業・団体のパビリオン出展参加受付を開始[53]。
- 10月29日 - 国内企業・団体のパビリオン出展参加受付を終了[53]。

2022年

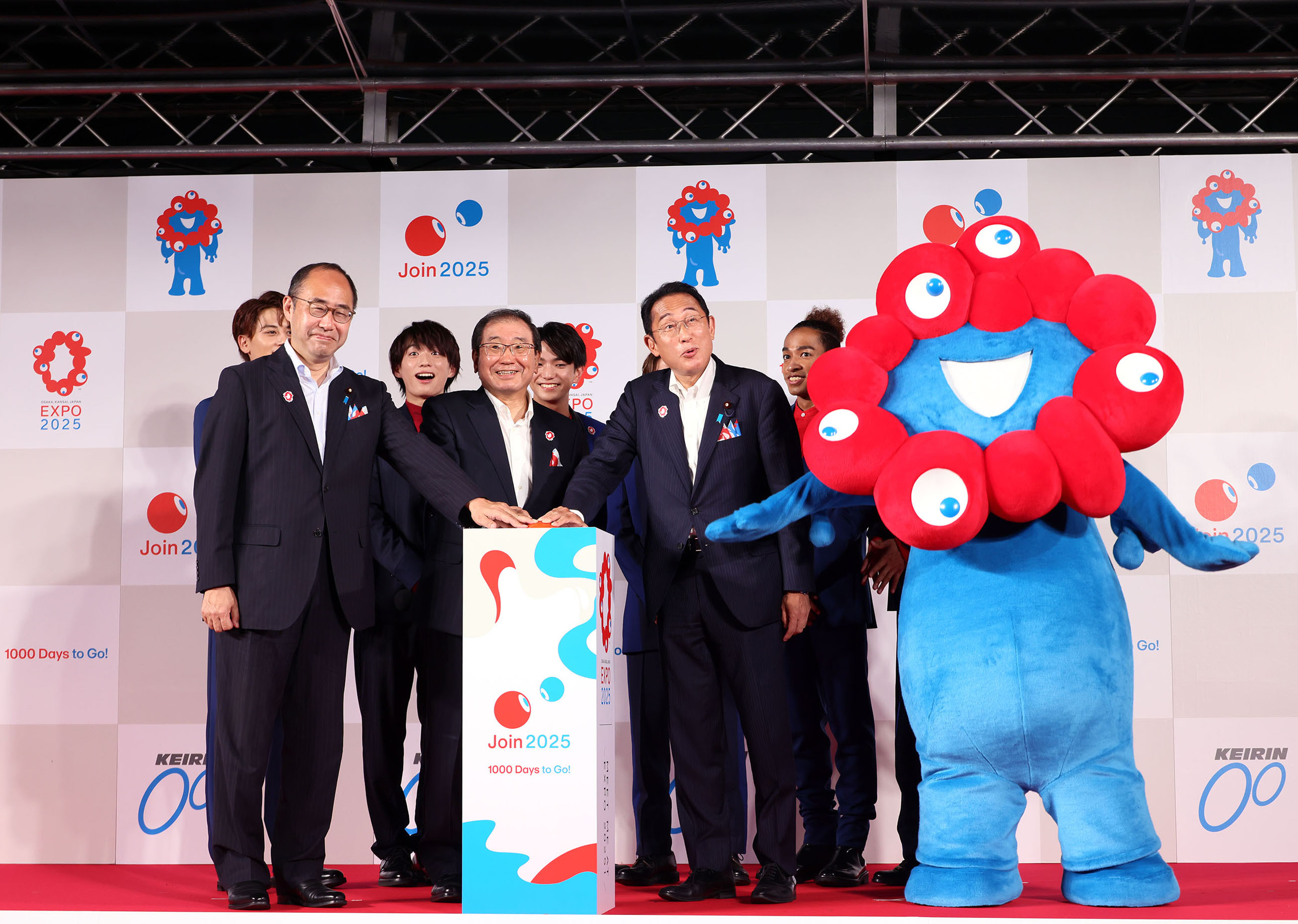
1,000日前イベントの様子

- 2月10日 - 国内パビリオン出展参加者（13企業・団体）の内定を公表[53]。
- 3月22日 - 公募を経て大阪・関西万博の公式キャラクターのデザインを決定[54]。
- 4月18日 - 大阪・関西万博テーマ事業「いのちの輝きプロジェクト」基本計画を策定（8テーマ事業を設定）[55]。
- 5月30日 - 東京都内で民間パビリオン出展者発表会を開催、12企業・団体が参加[56][57]。
- 7月18日 -
  - 公募を経て公式キャラクターの愛称が「ミャクミャク（英: MYAKU-MYAKU）」に決まる[58]（開幕1000日前にあたる同日に決定、公表）。
  - 公式テーマソング「この地球（）の続きを」発表[59]。
- 7月26日 - 博覧会協会東京オフィスを東京都港区に移転、開設[36]。所在地：東京都港区虎ノ門1丁目1番3号 磯村ビル6階[60]。

2023年
- 4月13日 -
  - 開幕2年前に合わせ、メイン会場の夢洲（大阪市此花区夢洲）で起工式を開催[61]。会場内パビリオン建築工事開始[46]。
  - 秋篠宮文仁親王（皇嗣）が名誉総裁に就任[62]。
- 10月4日 - 東京都内で民間パビリオン構想発表会を開催、第1弾の7企業・団体が発表[63]。
- 10月18日 - 東京都内で民間パビリオン構想発表会を開催、第2弾の6企業・団体が発表[64]。
- 11月30日 -
  - 開幕500日前に合わせ、前売り入場券販売開始[65]。
  - 阪急電鉄と阪神電気鉄道が大阪・関西万博のラッピング列車を運行開始[66]。近畿日本鉄道も大阪・関西万博オリジナルデザインのラッピングトレインを運行開始[67]。

2024年
- 4月12日 - 日本郵便が寄付金付き記念切手を発売[68]。
- 4月13日 - 開幕1年前に合わせ、南海電鉄が大阪・関西万博ラッピングラピートを運行開始[69]。
- 9月13日 - 8月21日に「大屋根リング」の木造建築部分が完成したことを記念し「大屋根リング記念式典」を挙行[70]。
- 9月24日 - パビリオンの建設完了第1号となる三菱未来館の完成検査を実施、同日に完了証明証を交付[71]。
- 9月25日 - 開幕200日前となるこの日、東京に大阪・関西万博の情報発信拠点を開設[72]。所在地：東京都港区北青山2丁目3番1号 Itochu Garden B1F ITOCHU SDGs STUDIO 「2025大阪・関西万博コンセプトストア いのち輝くシリーズ 外苑前店」（2025年1月31日まで）[73]。
- 10月13日 - 開幕半年前となるこの日、購入済み前売り入場券による会場来場日時予約の受付を開始（先着順で受付けする予約は来場希望日の6か月前から可能[74]）[注釈 6]。同日、コンビニ等店頭での前売り入場券の販売を開始[77]。
- 10月16日 - JR東日本が東北・北海道新幹線で大阪・関西万博ラッピングE5系新幹線を運行開始[78]。
- 11月12日 - 東急電鉄が「2025年 大阪・関西万博PRトレイン」を運行開始[79]。
- 12月17日 - タイプAの海外パビリオンでは最初の建設完了となるアイルランドパビリオンに完了証明証を交付[80]。
- 12月20日 - 大阪府・市は開催中の賓客の接遇を所掌する「大阪儀典室」（大阪府）、「賓客接遇グループ」（大阪市）をそれぞれ設置（合同でアジア太平洋トレードセンターO's棟北館4階に設置）[81][82]。統括する儀典長に植田浩（元大阪府副知事・前駐ルーマニア大使）が就任[注釈 7]。
- 12月27日 - イラン・イスラム共和国、エルサルバドル共和国、ボツワナ共和国、南アフリカ共和国の4か国が大阪・関西万博の出展を撤退したことが公となる[84][85]。

2025年
- 1月1日 - 同日付けで博覧会協会において新設の儀典長に引原毅（元ウィーン国際機関政府代表部大使）が就任[86][注釈 7]。
- 1月14日 - 大阪府・市が合同により大阪・関西万博感染症情報解析センターを設置[87]（設置主体：2025年大阪・関西万博推進本部医療衛生部会、所在地：大阪市東成区中道1丁目3番3号 大阪健康安全基盤研究所（wikidata）内）。
- 1月17日 - 石破茂（内閣総理大臣）が大阪・関西万博名誉会長に就任[88]。
- 1月19日 -
  - 石破が会場を視察[89]。
  - 会場最寄り駅となる「夢洲駅」営業開始。
- 1月23日 - ミャクミャクがニューヨーク国連本部で大阪・関西万博をPR[90]。
- 2月13日 - 開会式の開催概要を公表[91][92]。
- 3月4日 -
  - 翌月に開幕を控えて楠芳伸警察庁長官が会場等の安全確保のため視察[93]。
  - 「大屋根リング」が世界最大の木造建築物としてギネス世界記録に認定（認定面積：6万1035.55平方メートル）[94]。 ※大屋根リングの竣工は前月の2月27日[95]。
- 3月13日 - 海上保安庁が大阪・関西万博の海上警備にあたる「2025年日本国際博覧会対策本部」を設置（第五管区海上保安本部内に設置[注釈 8]）[96]。
- 3月19日 - 大阪・関西万博公式ガイドブックを発売開始[97]（なお、英語版は4月3日に発行〈当初の3月27日発行予定からの変更後〉[98]）。
- 3月27日 - 大阪府警「会場警察隊」と大阪市消防局「大阪・関西万博消防センター」の合同発足式を挙行[99][100]（会場警察隊の発足は前日の26日付け[101]）。
- 4月4日 - 4月6日にかけて開催本番前のリハーサルにあたる試行的運営（テストラン）を実施[102]。出展企業の関係者（4月4日）、事前申込・抽選により選ばれた大阪府民・市民（4月5日・6日）などの計約9万8千人が入場参加[103][104][注釈 9]。5日に石破内閣総理大臣が2回目の視察[107]。
- 4月9日 - 報道関係者向けの事前公開（メディアデー）を実施[108]。
- 4月10日 - 航空自衛隊「ブルーインパルス」が開幕日前の試験飛行[109]。
- 4月11日 - 天皇、皇后が会場を視察[110]。
- 4月12日 - 博覧会協会の主催によるレセプションを開催[111]。

### 会期中
開会式
- 開催前日の4月12日に、天皇皇后・秋篠宮夫妻臨場の下EXPOホール「シャインハット」などで開会式が行われた[112][113]。総合司会はimma。
- 開会式のテーマは「Re-Connect 巡り、響き、還り、繋がる」。
- 天皇が開会の辞を述べた後に、博覧会名誉総裁である皇嗣秋篠宮文仁親王が起動パネルに手をかざす「開会アクション」をもって開幕した[114]。サプライズゲストとして新しい学校のリーダーズらが登場した。

おもな出来事
- 4月13日 - 開会。開幕直後に「1万人の第九EXPO2025」[注釈 10]開催[116]。正午に予定されていたブルーインパルスの「展示飛行」が天候悪化のために中止となった[117][118]。夜には歌い手Adoスペシャルライブ開催[116]。初日の一般来場者数は124,339人[119]。
- 4月14日 - アンゴラ館が「技術的な調整」（映像展示の再調整）を理由に2日目以降休館[120][121]（6月25日まで休館継続[122]）。
- 4月15日 - 大阪府・市主催、関西経済連合会等の共催による参加各国代表者など関係者の歓迎レセプションを開催[123][124]。
- 4月16日 - ブラジル館とチリ館が3日遅れで開館[125][126]。
- 4月18日 - 京浜急行電鉄が京急線での大阪・関西万博のラッピング列車運行を開始[127]。
- 4月21日 - 開幕後1週間の一般入場者数を524,937人と公表[119]。
- 4月23日 - 関係者も含めた総入場者数100万人達成[128]（一般入場者での達成は4月25日[129]）。
- 4月28日 - 空飛ぶクルマのデモ飛行でプロペラモーターが1個破損し、モーターを覆うプラスチック製カバーが2個落下した。パイロットにけがは無かった。
- 4月29日 - 前日（28日）に、自動運転（レベル4）により運行する舞洲パークアンドライド区間シャトルバスが待機場での停止中に発進して擁壁に接触する事故が発生したため、当該バスを含む同型バス（EVモーターズ・ジャパン社製「F8 series2-City Bus 10.5m」、自動運転装置〈先進モビリティ社製「ASM-AD」〉搭載）の当面の間の運行を見合せる[130][131][132]（6月12日からのテスト走行を経て6月25日から正式に運行再開[133][134]）。
- 4月30日 - ベトナム館が開幕から17日遅れで開館[135]。
- 5月1日 - インド館とブルネイ館が開幕から18日遅れで開館[136][137][138]。
- 5月5日 - 5月3日現在、開幕日（4月13日）からの累計来場者数2,133,354人（うちAD証入場者数358,651人）、累計入場チケット販売数10,908,132枚を公表[139]
- 5月7日 - 「夜間券」の入場可能時間を1時間早めて16時にする「トワイライトキャンペーン」を開始[140]。
- 5月11日 - 関西吹奏楽連盟などの主催による「ブラスエキスポ2025」の一環で同日に大屋根リング上で行った参加者1万2269人によるマーチングバンド演奏が「最大のマーチングバンド（英: The largest marching band）」にあたるギネス世界記録を更新[141][142]。
- 5月20日 - オランダ館を閉幕後に淡路島に移築することをパソナグループが発表した[143]。
- 5月20日 - 開催約1か月の一般来場者数が300万人を突破した[144]。
- 5月25日 - 東西の入場ゲートにおける日々の開場時刻を当日の朝に見込まれる混雑状況を配慮し必要に応じて定刻の9時よりも早める「アーリーゲートオープン」を開始[5]（初日は5分前倒して開場[145]）。
- 5月26日 - 総入場者数[注釈 11]500万人達成[146]。
- 6月4日 - 「ウォータープラザ」の海水から国の指針の20倍のレジオネラ属菌を検出[147][148]。これを受けて水上ショーを中止[149]。
- 6月5日 - マルタ館の工事費未払い問題が発生[150]。約1億2000万円が支払われず。
- 6月9日 - 中国館の工事費未払い問題が発生。約6000万円が支払われず。
- 6月23日 - ルーマニア館・ドイツ館・セルビア館の工事費未払い問題が発生[151]。ルーマニア館は約1億4800万円、ドイツ館は約1000万円、セルビア館は約6500万円が支払われず。
- 6月26日 - アンゴラ館が74日ぶりに再開館[152][153]。しかし工事費未払い問題が続く。
- 6月29日 - 総入場者数1000万人達成（スタッフや報道関係者らを含む。一般来場者は800万人台。）[154]。
- 7月7日 - アメリカ館の工事費未払い問題が発生。約2800万円が支払われず。
- 7月11日 - 水上ショーが再開[149]。
- 7月12日 - ブルーインパルスが展示飛行[155]。空飛ぶクルマのデモ飛行再開[156]。
- 7月13日 - ブルーインパルスが展示飛行[155]。
- 7月19日 - ネパール館が98日遅れで開館[157][158][159]。これにより84のパビリオン全てがオープンした[152][153][158][159]。
- 7月29日 - 和歌山県は、関西パビリオン内にある和歌山県ブースの来場者数が、10月の閉幕までの目標にしていた30万人を8月1日に達成する見込みであると発表[160]。
- 8月13日 - 大阪メトロ中央線が21時半ごろ発生した電気系統のトラブルにより全線で運転を見合わせ、夢洲駅に直結する東ゲート前広場に大勢の人が滞留[161]、大阪メトロ中央線は14日5時25分に設備点検が終わり全線で運転を再開したが、その間に男女36人が救急搬送された[162]。一時は約3万人におよぶ帰宅困難者が生じたため、博覧会協会はパビリオン等の開放を行って収容した（これに伴い14日の開場時間を9時30分に繰り下げ）[163]。
- 10月13日 - 閉会。閉会式では万国博覧会旗がベオグラード市（セルビア）とリヤド市（サウジアラビア）にそれぞれ授受される予定。

## ナショナル・デー一覧
|      | 4月                  | 5月                           | 6月                  | 7月                                   | 8月                                | 9月                          | 10月                 |
| ---- | -------------------- | ----------------------------- | -------------------- | ------------------------------------- | ---------------------------------- | ---------------------------- | -------------------- |
| 1日  |                      | 北マケドニア MKD              | パレスチナ PSE       | レソト LSO                            | 中央アフリカ CAF                   | ウズベキスタン UZB           | ポーランド POL       |
| 2日  |                      | ブータン BTN                  | ノルウェー NOR       |                                       | マリ MLI                           | スーダン SDN                 | ソロモン SLB         |
| 3日  |                      | サンマリノ SMR                | エスワティニ SWZ     | 日本 JPN                              | ベリーズ BLZ                       | オーストラリア AUS           | エチオピア ETH       |
| 4日  |                      |                               | 南スーダン SSD       | ルワンダ RWA                          | ブルキナファソ BFA                 | マーシャル MHL               | ソマリア SOM         |
| 5日  |                      | ポルトガル PRT                | アゼルバイジャン AZE | カンボジア KHM                        | ウクライナ UKR                     | アルメニア ARM               | ジブチ DJI           |
| 6日  |                      |                               | キルギス KGZ         | リトアニア LTU                        | ジャマイカ JAM                     | パナマ PAN                   | ウガンダ UGA         |
| 7日  |                      | ヨルダン JOR                  | フィリピン PHL       | ザンビア ZMB                          | ブルネイ BRN                       | セーシェル SYC               |                      |
| 8日  |                      | 国際赤十字・赤新月運動 IFRC   | サモア WSM           | カタール QAT                          | 東南アジア諸国連合事務局 ASEAN     | マレーシア MYS               |                      |
| 9日  |                      | 欧州連合 EU                   | グアテマラ GTM       | ラオス LAO                            | ペルー PER                         | ベトナム VNM                 | ホンジュラス HBD     |
| 10日 |                      | ギニアビサウ GNB              | ギニア GIN           | アルジェリア DZA                      | カザフスタン KAZ                   | スロバキア SVK               | カーボベルデ CPT     |
| 11日 |                      | バングラデシュ BGD            | コソボ KSV           | 中華人民共和国 CHN                    | トリニダード・トバゴ TTO           | ガーナ GHA                   | ハイチ HTI           |
| 12日 |                      | チリ CHL                      | フィンランド FIN     | モーリタニア MRT                      | コモロ COM                         | イタリア ITA                 | 博覧会国際事務局 BIE |
| 13日 |                      | 大韓民国 KOR                  | コートジボワール CIV | イーター国際核融合エネルギー機構 ITER | チュニジア TUN                     | フランス FRA                 |                      |
| 14日 | トルクメ二スタン TKM | スウェーデン SWE              | アイルランド IRL     | モーリシャス MUS                      | パキスタン PAK                     | ベルギー BEL                 |                      |
| 15日 |                      |                               | ブルンジ BDI         | 赤道ギニア GNQ                        | インド IND                         | セルビア SRB                 |                      |
| 16日 |                      | スペイン ESP                  | モザンビーク MOZ     | ジンバブエ ZWE                        | ナウル NRU                         | カメルーン CMR               |                      |
| 17日 |                      | カナダ CAN                    | ウルグアイ URY       | マルタ MLT                            |                                    | バルバドス BRB               |                      |
| 18日 | トンガ TON           | ブルガリア BGR                | マラウイ MWI         |                                       | タイ THA                           | バーレーン BHR               |                      |
| 19日 | グレナダ GRD         | パラグアイ PRY                | クウェート KWT       | アメリカ合衆国 USA                    | ガンビア GMB                       | アラブ首長国連邦 ARE         |                      |
| 20日 |                      | ラトビア LVA                  | ドイツ DEU           | コロンビア COL                        | セントクリストファー・ネイビス KNA | オマーン OMN                 |                      |
| 21日 | ボリビア BOL         | オランダ NLD                  | ブラジル BRA         | パプアニューギニア PNG                | トーゴ TGO                         | クロアチア HRV               |                      |
| 22日 | スイス               | 英国 GBR                      | スリナム SUR         | ツバル TUV                            | 国際連合 UN                        |                              |                      |
| 23日 | トルコ TUR           | オーストリア AUT              |                      | エジプト EGY                          | ドミニカ共和国 DOM                 | サウジアラビア SAU           |                      |
| 24日 | デンマーク DNK       | ハンガリー HUN                | ケニア KEN           | チェコ TCD                            | シンガポール SGP                   | セントビンセント VCT         |                      |
| 25日 |                      | タンザニア TZA                | ナイジェリア NGA     | キューバ CUB                          | セネガル SEN                       | フィジー FJI                 |                      |
| 26日 |                      | モンテネグロ MNE              | ルーマニア ROU       | ガボン GAB                            | リベリア LBR                       | スロベニア SVN               |                      |
| 27日 | ガイアナ GUY         | インドネシア IDN              | タジキスタン TJK     | モンゴル MNG                          | 国際科学技術センター ISTC          | スリランカ LKA               |                      |
| 28日 | パラオ PLW           | イエメン YEM                  | モナコ MCO           | ネパール NPL                          | 東ティモール TLS                   | アンティグア・バーブーダ ATG |                      |
| 29日 | チャド TCD           | アイスランド ISL              | バチカン VAT         | アンゴラ AGO                          | ベナン BEN                         | サントメ・プリンシペ STP     |                      |
| 30日 |                      | ルクセンブルク LUX            | コンゴ民主共和国 COD | バヌアツ VUT                          | セントルシア LCA                   | マダガスカル MDG             |                      |
| 31日 |                      | (ネパール NPL) ※7月28日に変更 |                      | ミクロネシア FSM                      | モルドバ MDA                       |                              |                      |

## 会場構成
大阪・関西万博の会場は、埋立工事や地盤条件を考慮し、大きく3つのエリアに分けて構成されている。エリアは事業計画時の呼称であり、開催期間中、これらはシンボルとなる「大屋根リング」を基軸に8つのゾーンに細分化されている。
パビリオンワールド
万博の花形であるパビリオンなどの施設が集まるにぎわいのエリア。パビリオンワールドでは、会場を大きく囲むようなリング状のメインストリートが設定され、その上空には大屋根（リング）が設置される。大屋根は、日除けや雨避けの機能であると共に、屋根上に空中回廊が設置されることで、展望歩廊の役割も果たす。2021年9月には大阪府木材連合会がリングを国産の木材で建設するよう提案した。また大屋根やパビリオンの中心には、来場者の憩いの空間として「静けさの森」が配置される。
ウォーターワールド
会場南側の水景を活用した憩いのエリアであり、世界史上初の海上万博を象徴する場所である。水辺に面して飲食施設を配置すると共に、「空気と水のスペクタクルショー」やドローンショーなどの水上イベントの舞台としても活用される。
グリーンワールド
会場西側の海に面した緑地エリアで、開放的で緑あふれる空間である。屋外イベント広場や、ベストプラクティスエリア、また先進的なモビリティ（空飛ぶクルマなど）が体験できるモビリティエクスペリエンスなどが設置される。またバスターミナルおよび西側ゲートが設置される。

### 大屋根リング
内周直径約615メートル、1周約2キロメートルの世界最大級の木造建築物。2023年6月に着工し、2025年2月に竣工した。屋上には遊歩道が設置され登ることができる。夕刻になると、屋上から古代より絶景と謳われた瀬戸内海に沈む夕日を眺めることができる。

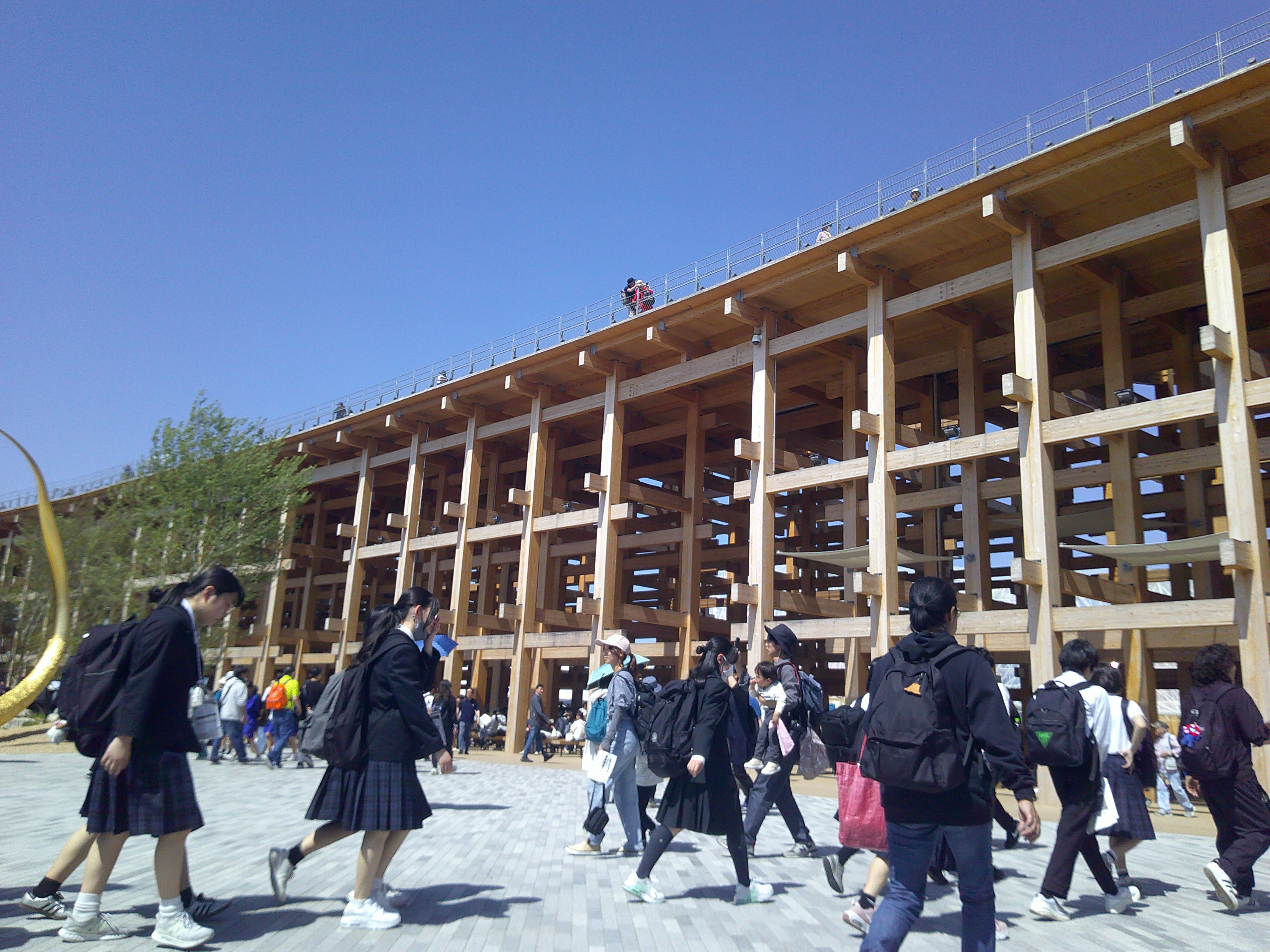
リング付近
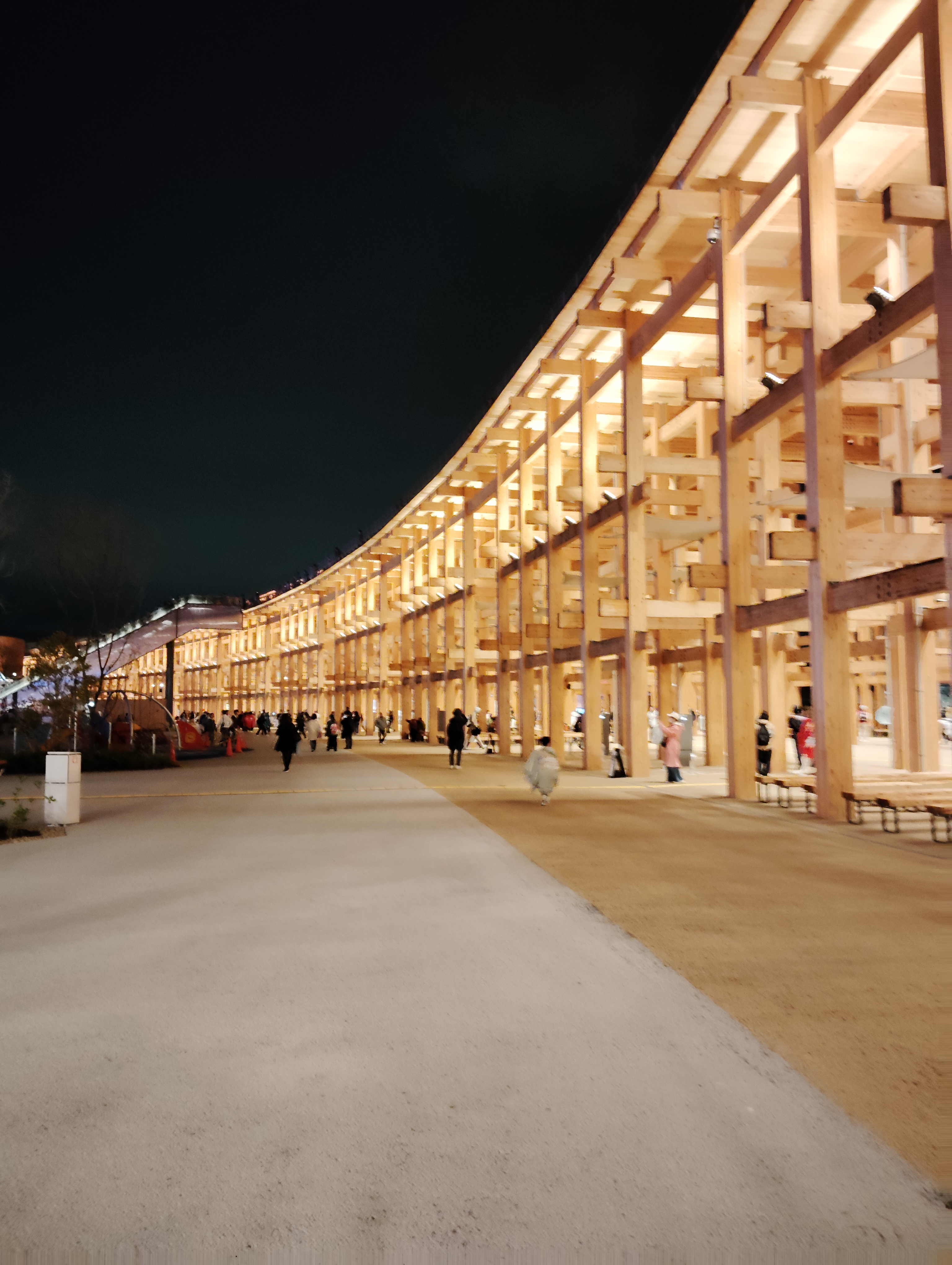
ライトアップされた大屋根リング
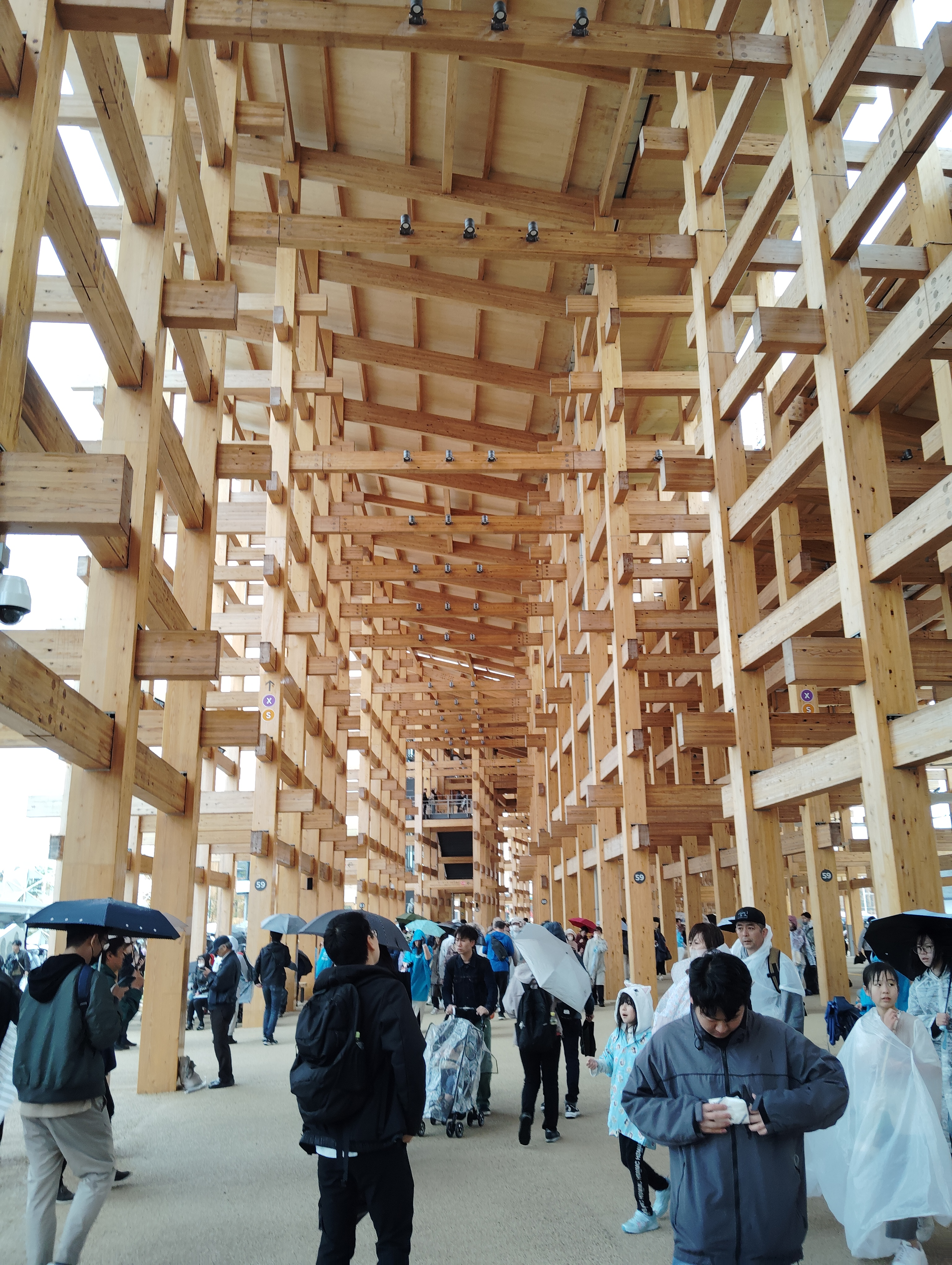
内部
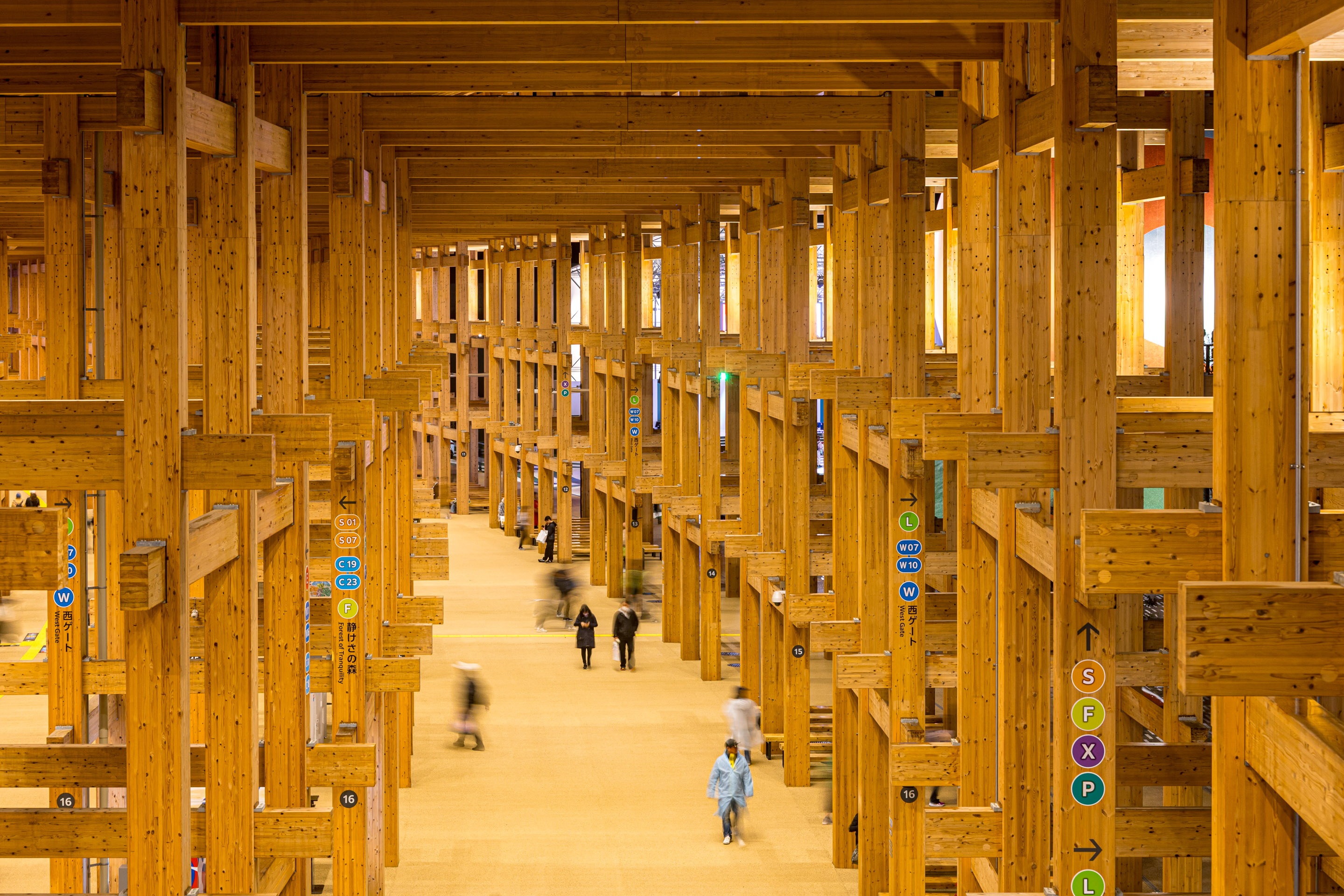
ライトアップされた内部
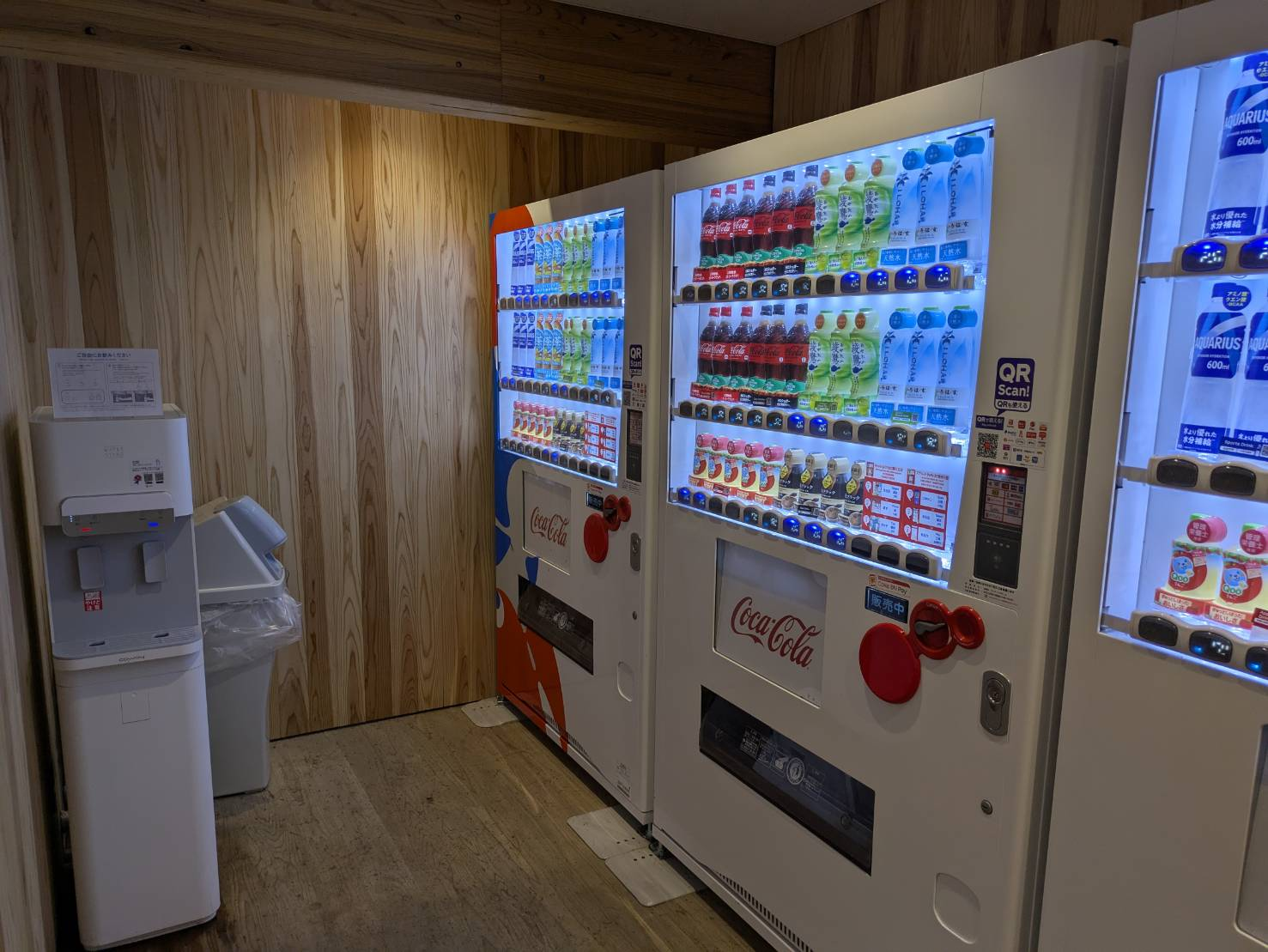
内部にある自動販売機
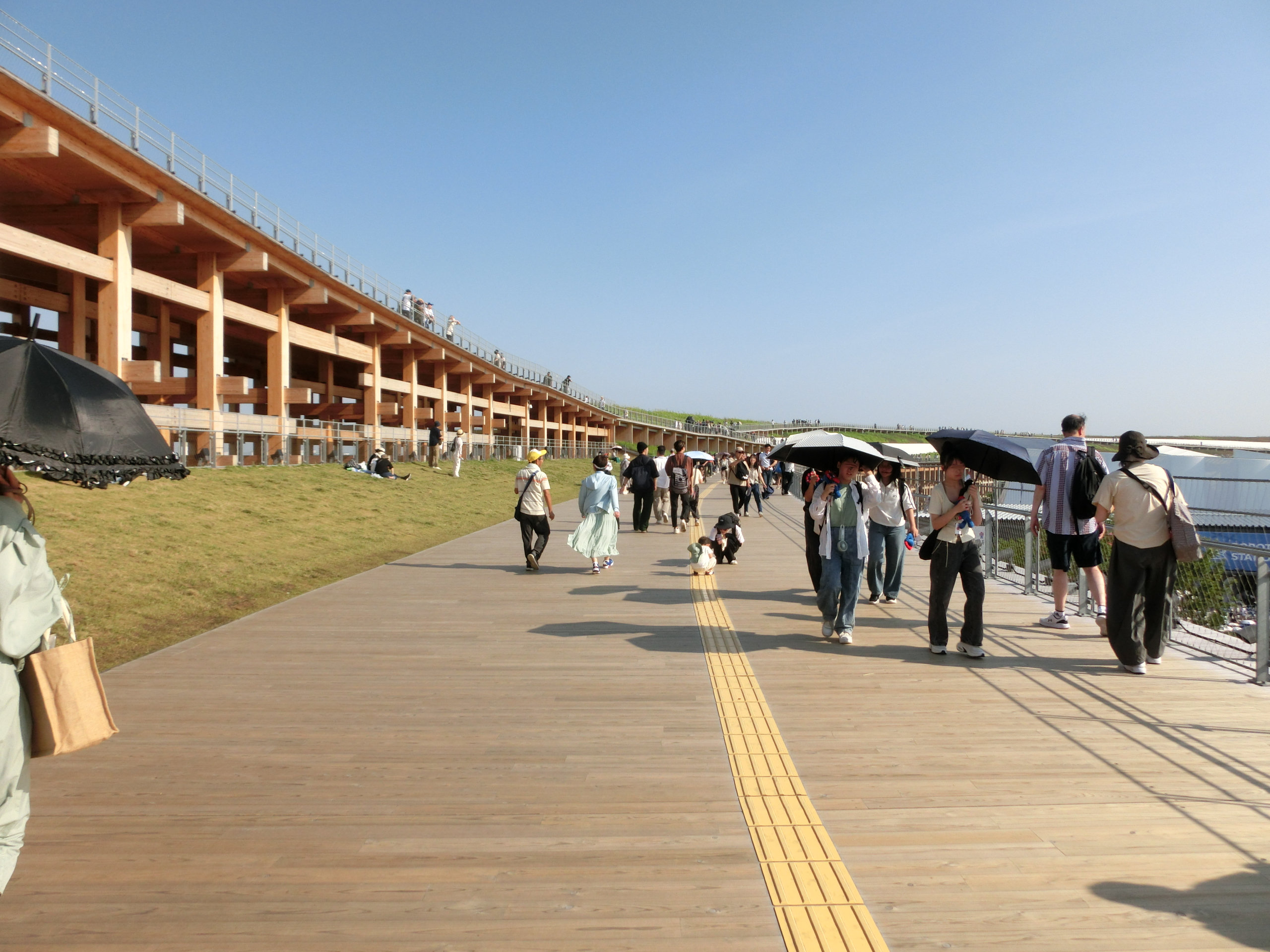
屋上
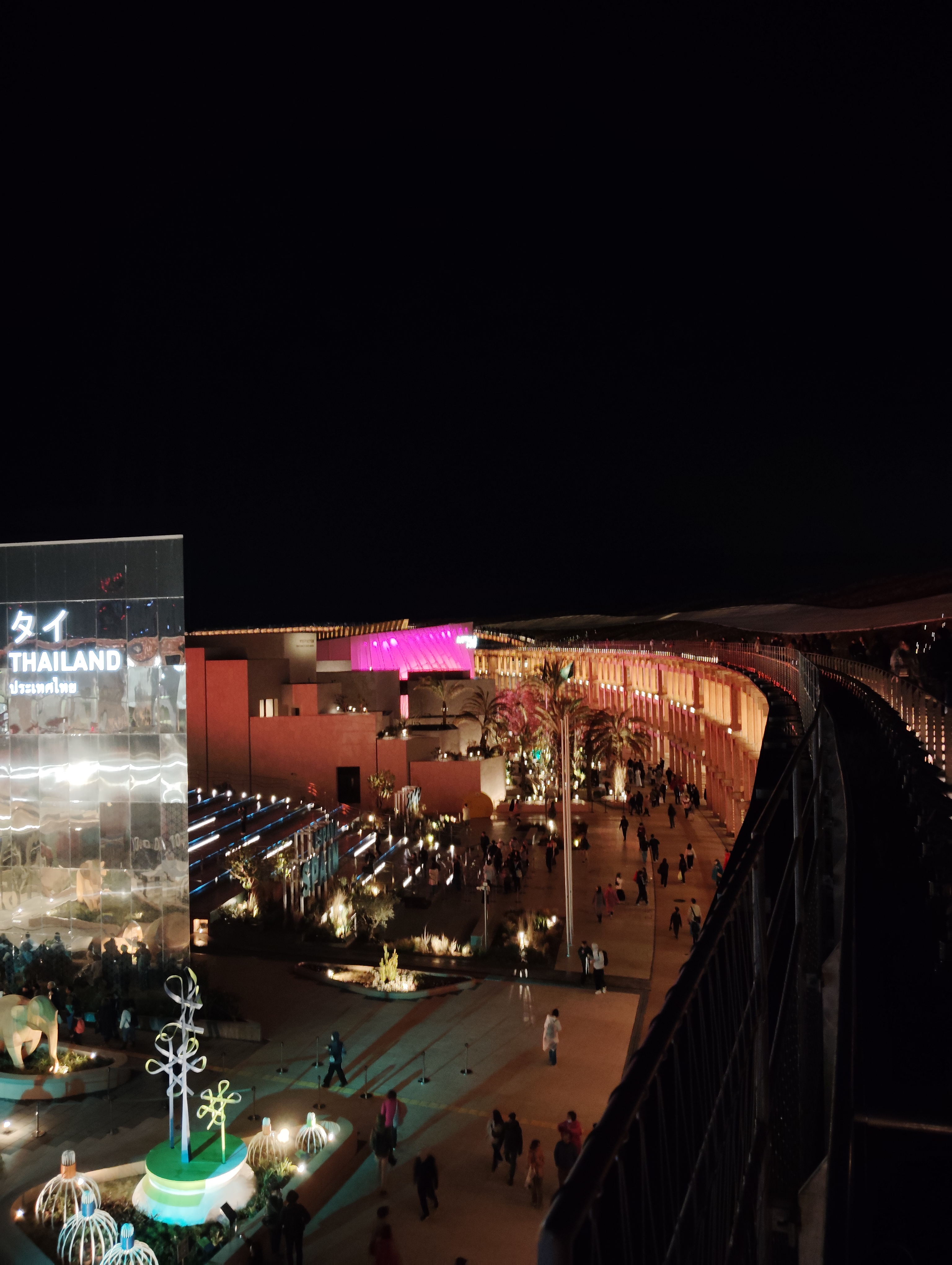
ライトアップされた屋上から
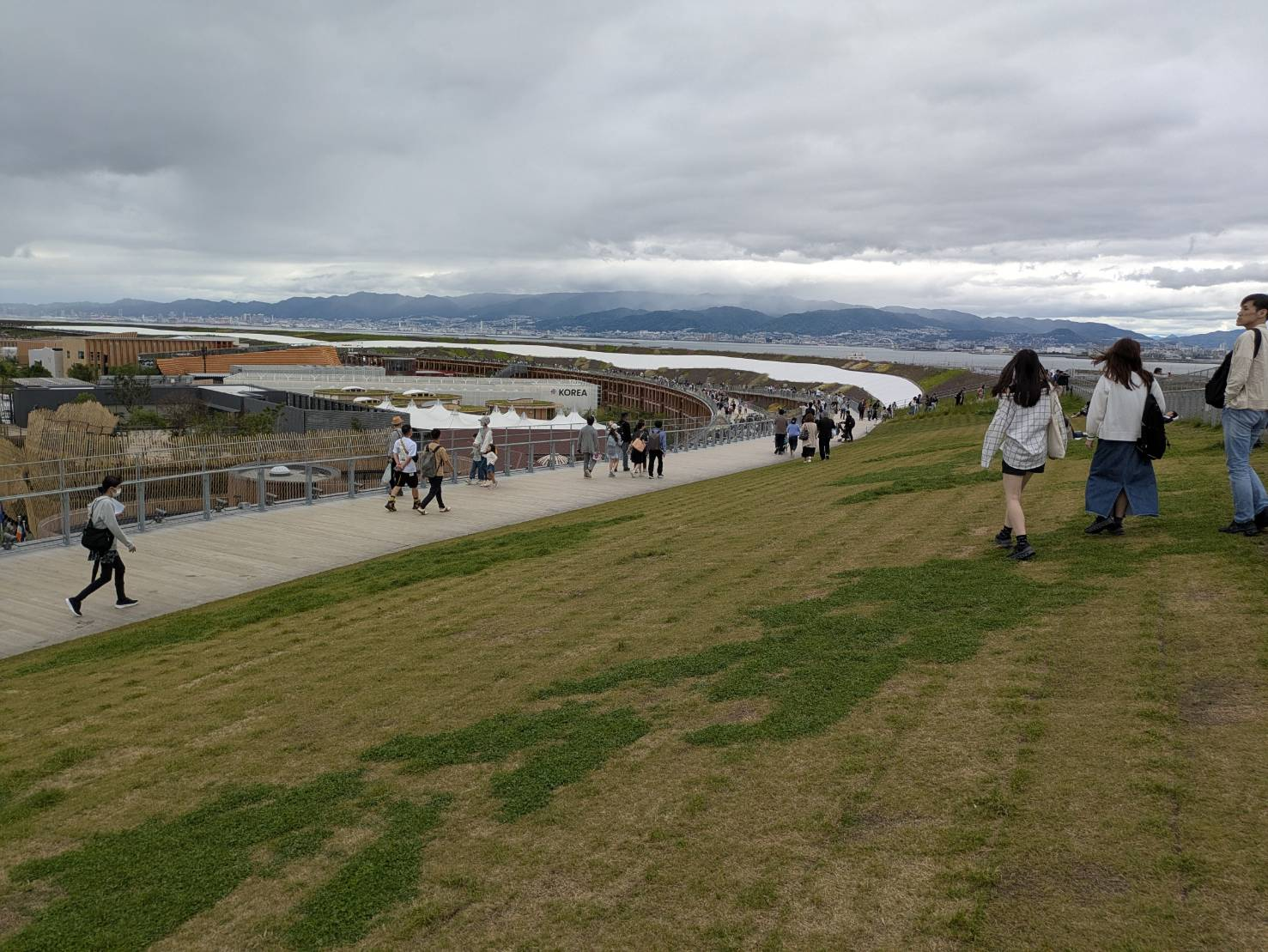
最上段
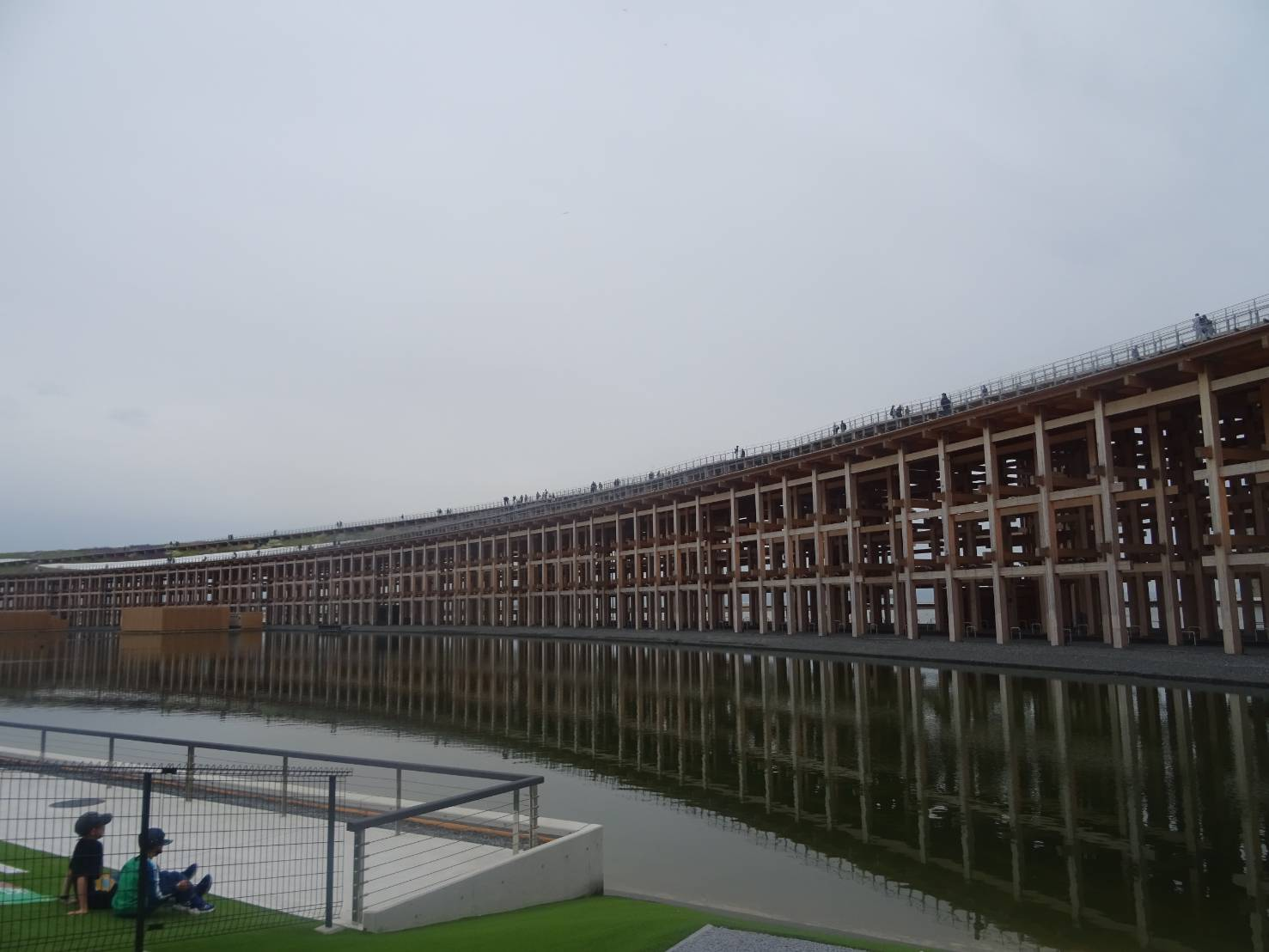
リング南側
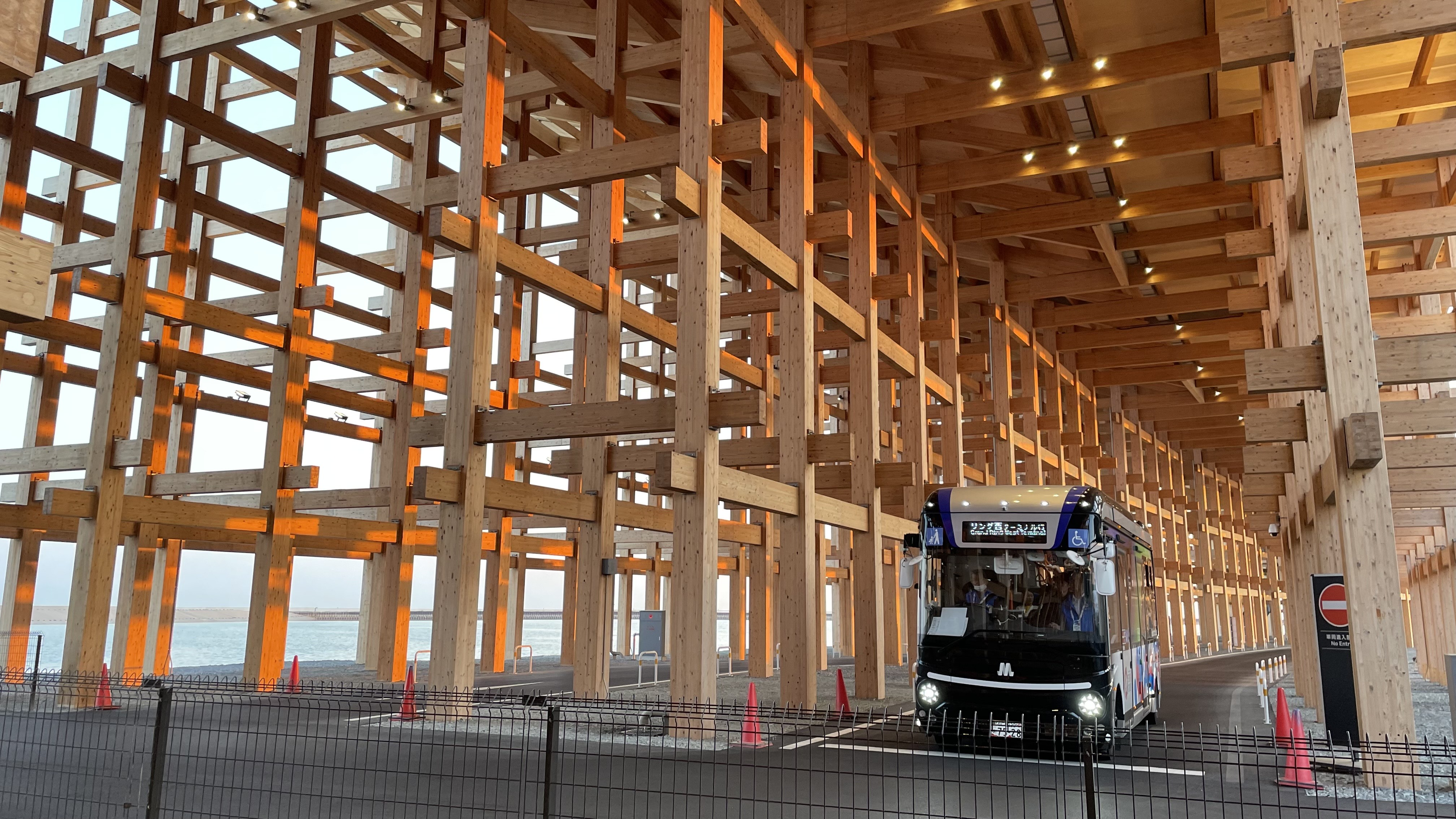
リングの海側を走行するシャトルバス

### ゾーン

#### コネクティングゾーン
大屋根リング内部北側。ドイツ、スペイン、韓国などの海外パビリオンが並ぶ。

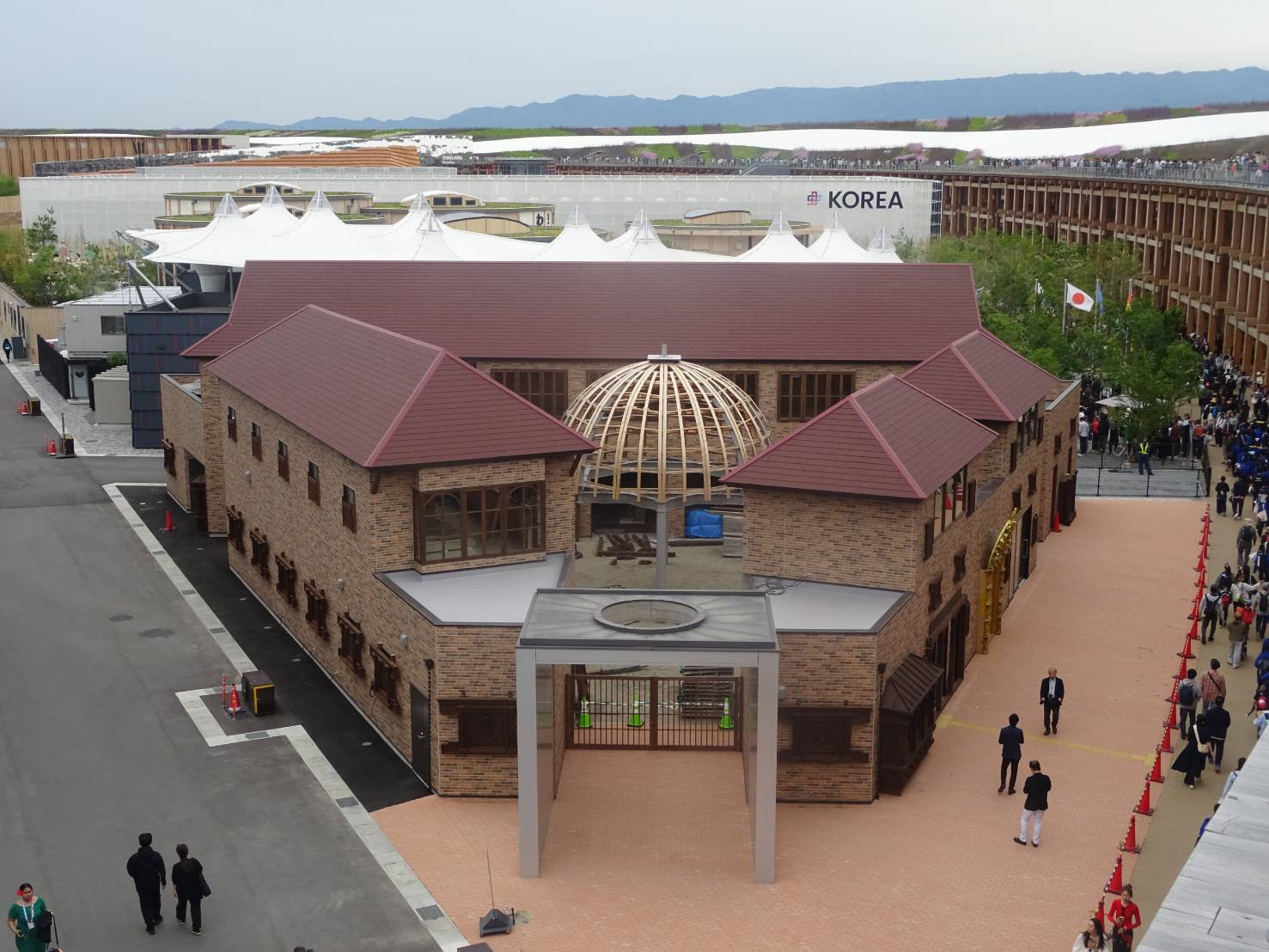
ネパール館（写真は未完成時のもの）
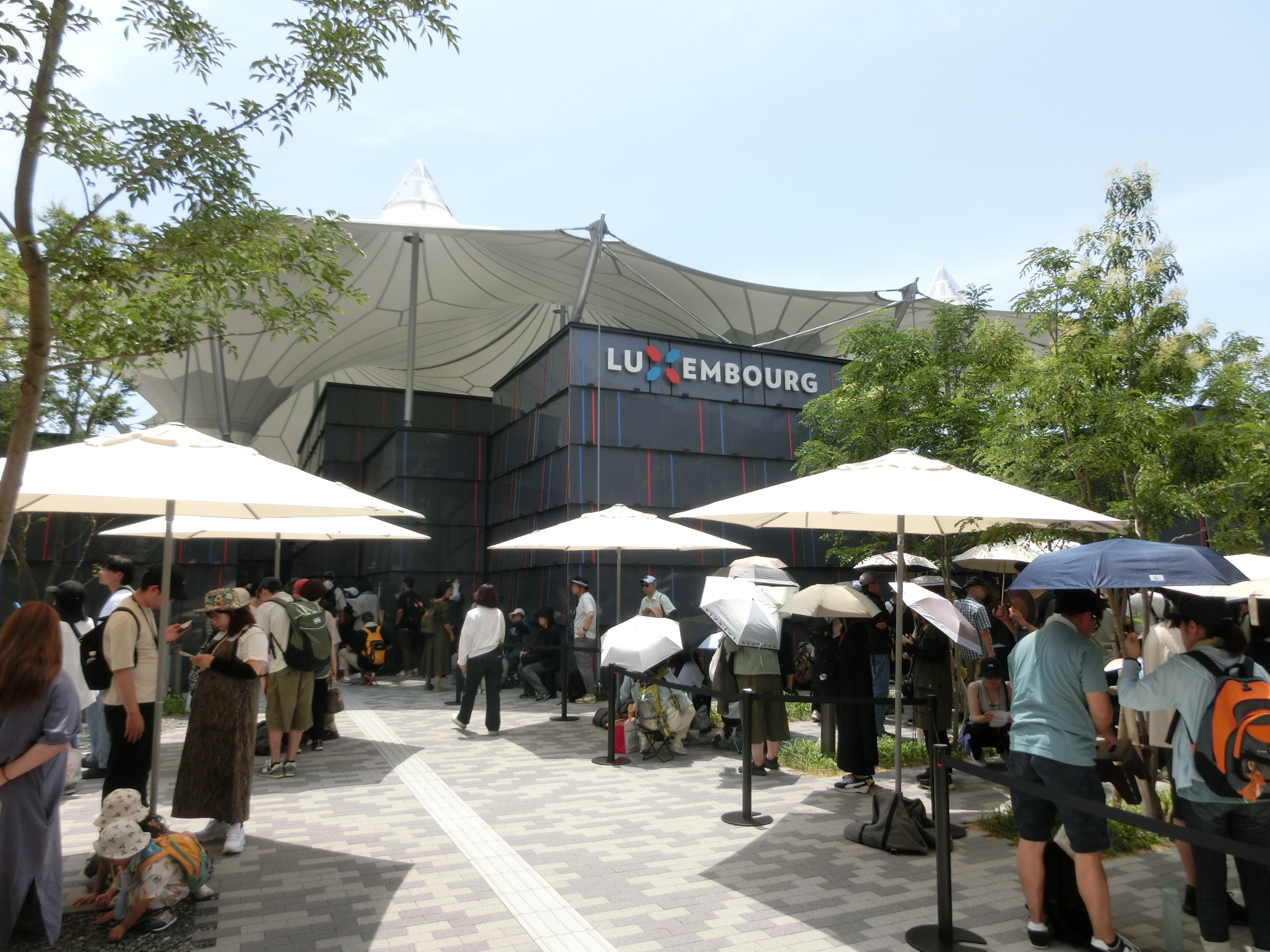
ルクセンブルク館
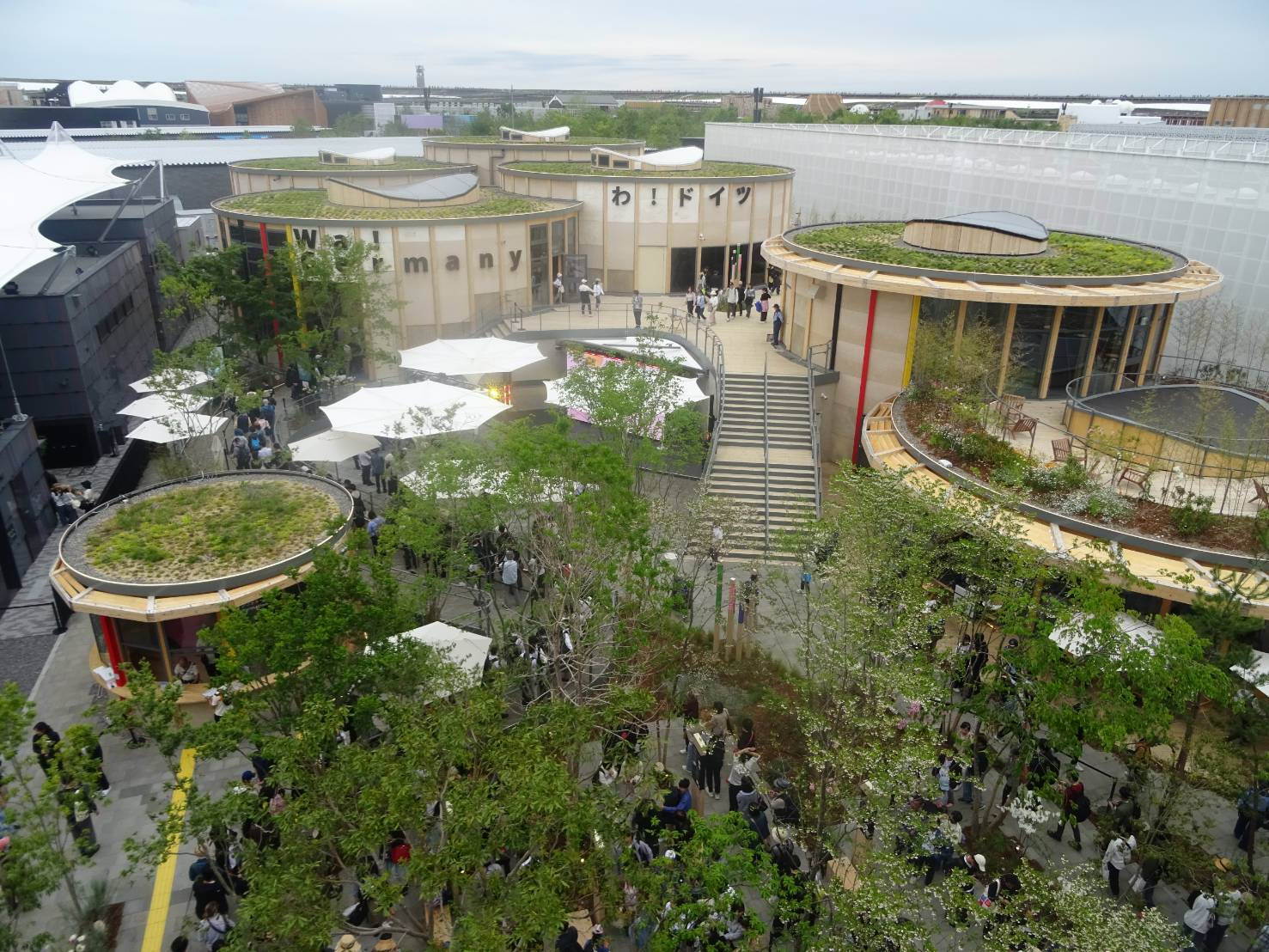
ドイツ館
韓国館
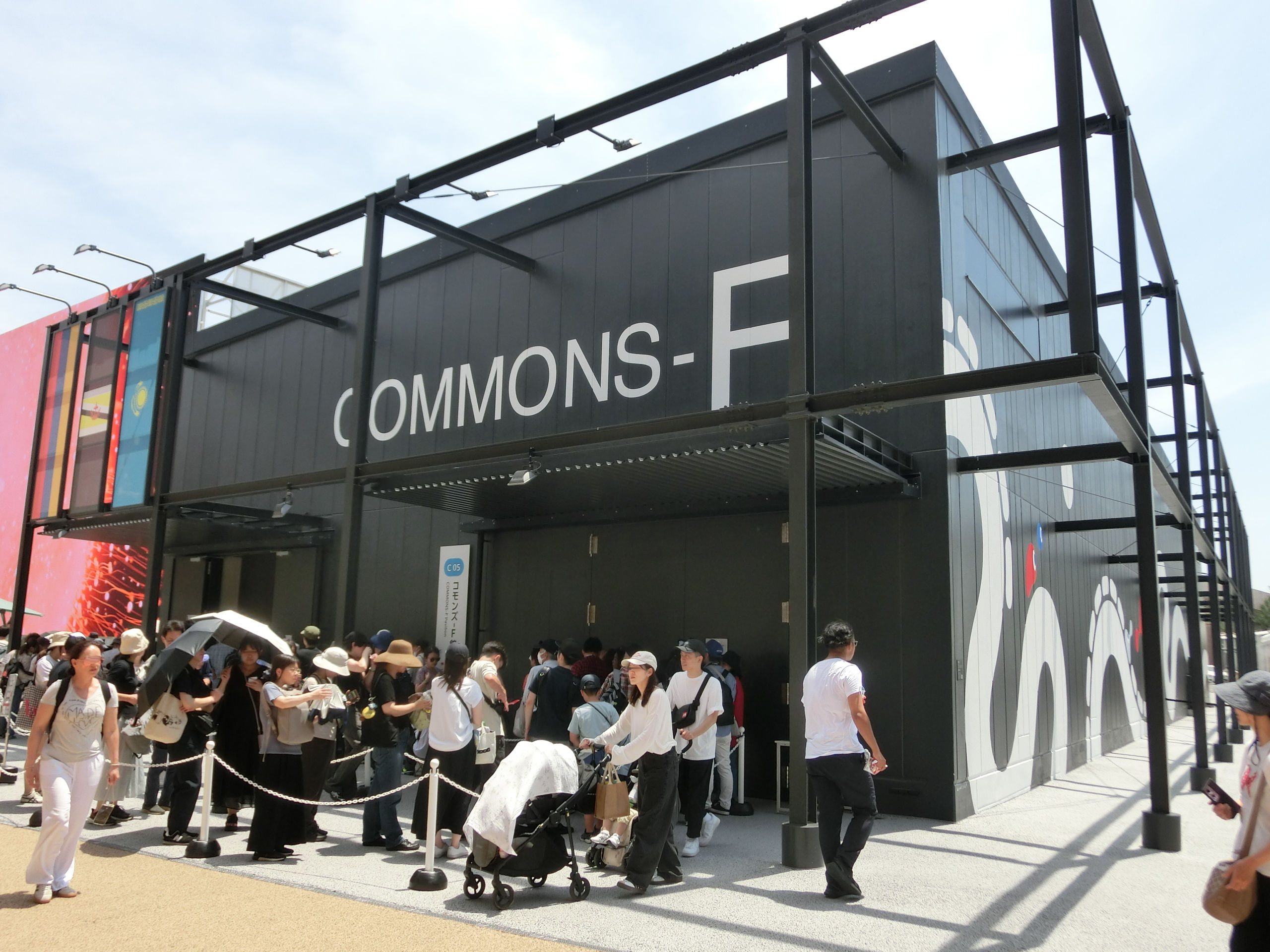
コモンズF館
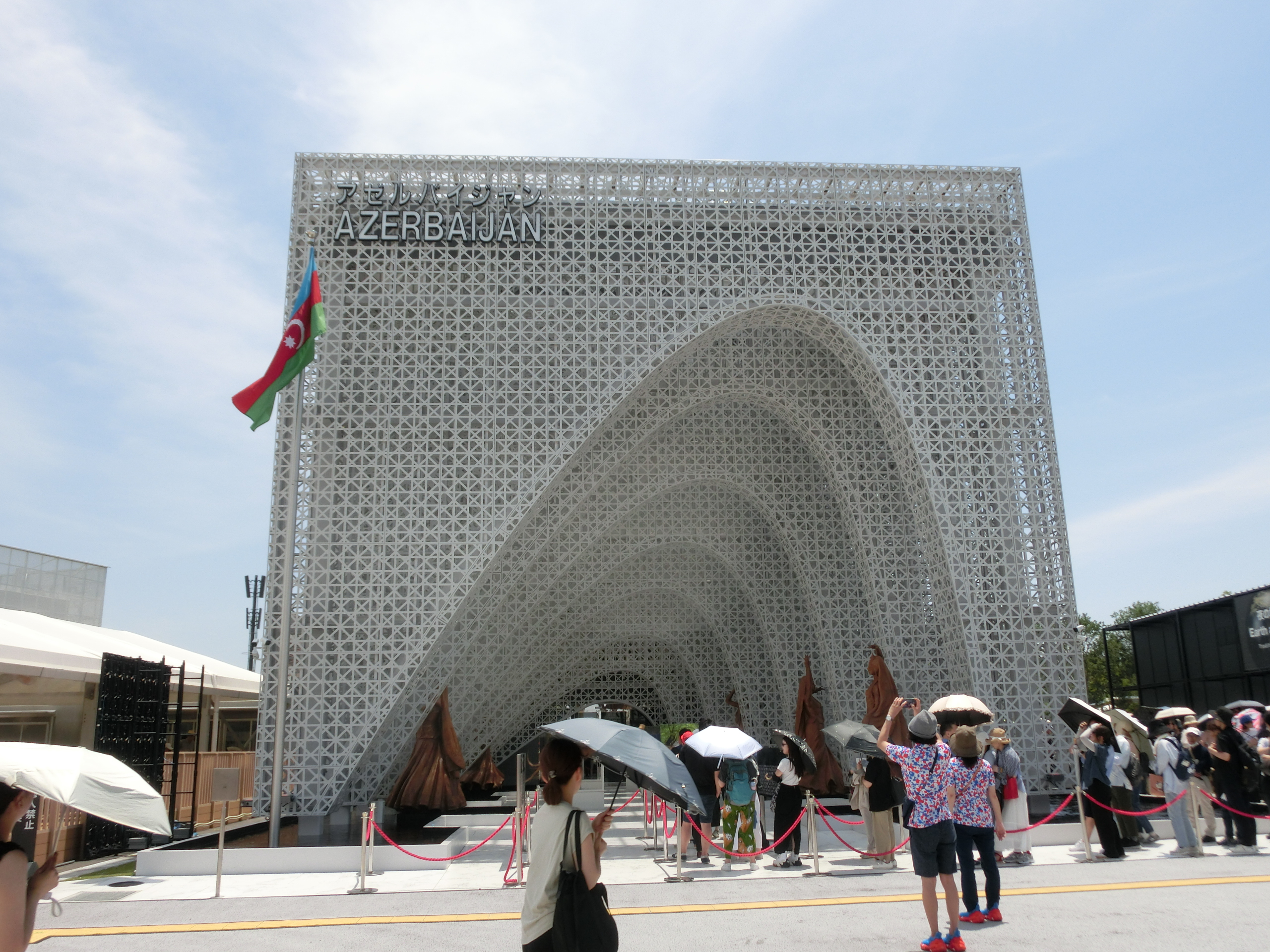
アゼルバイジャン館
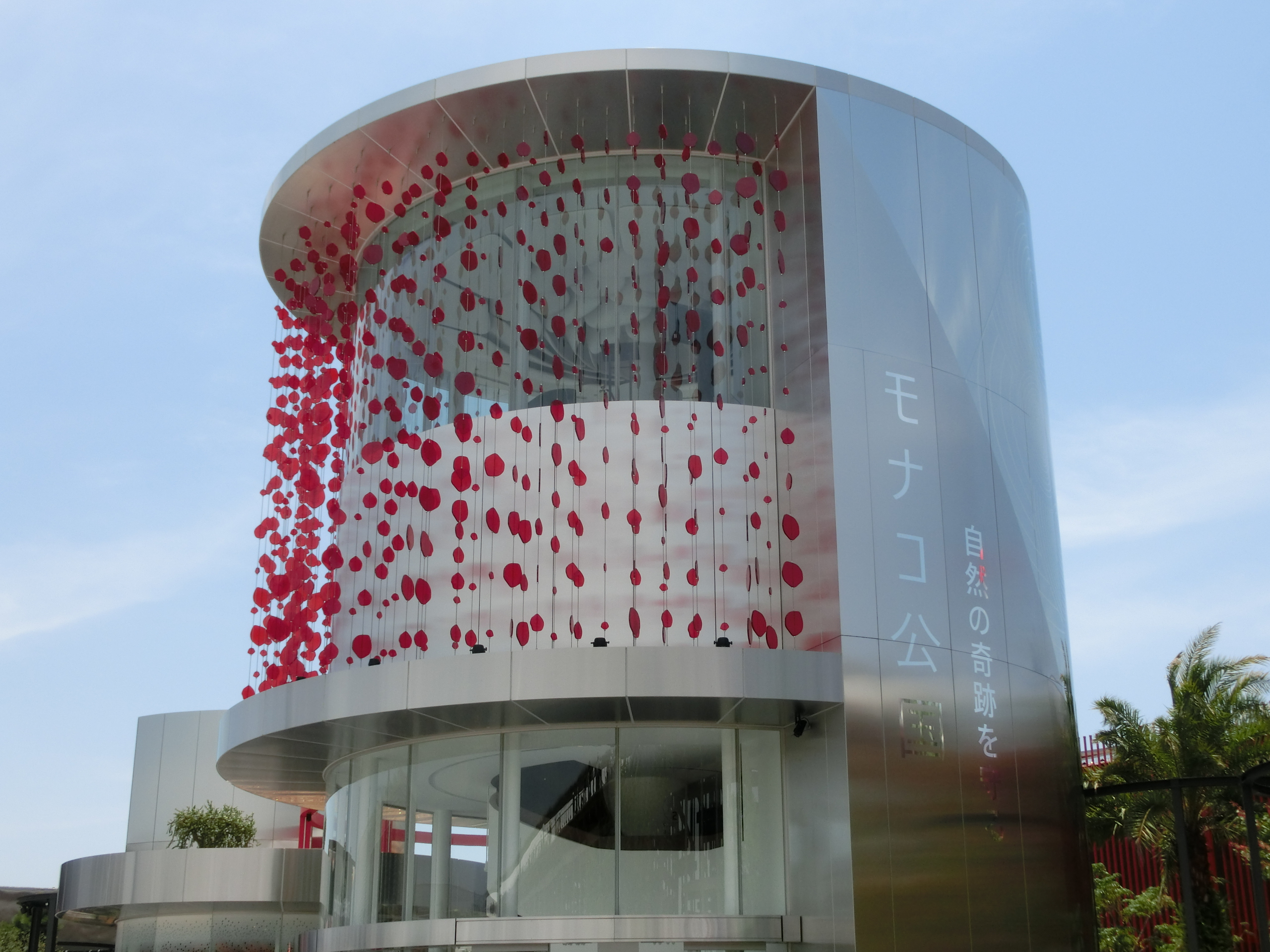
モナコ館
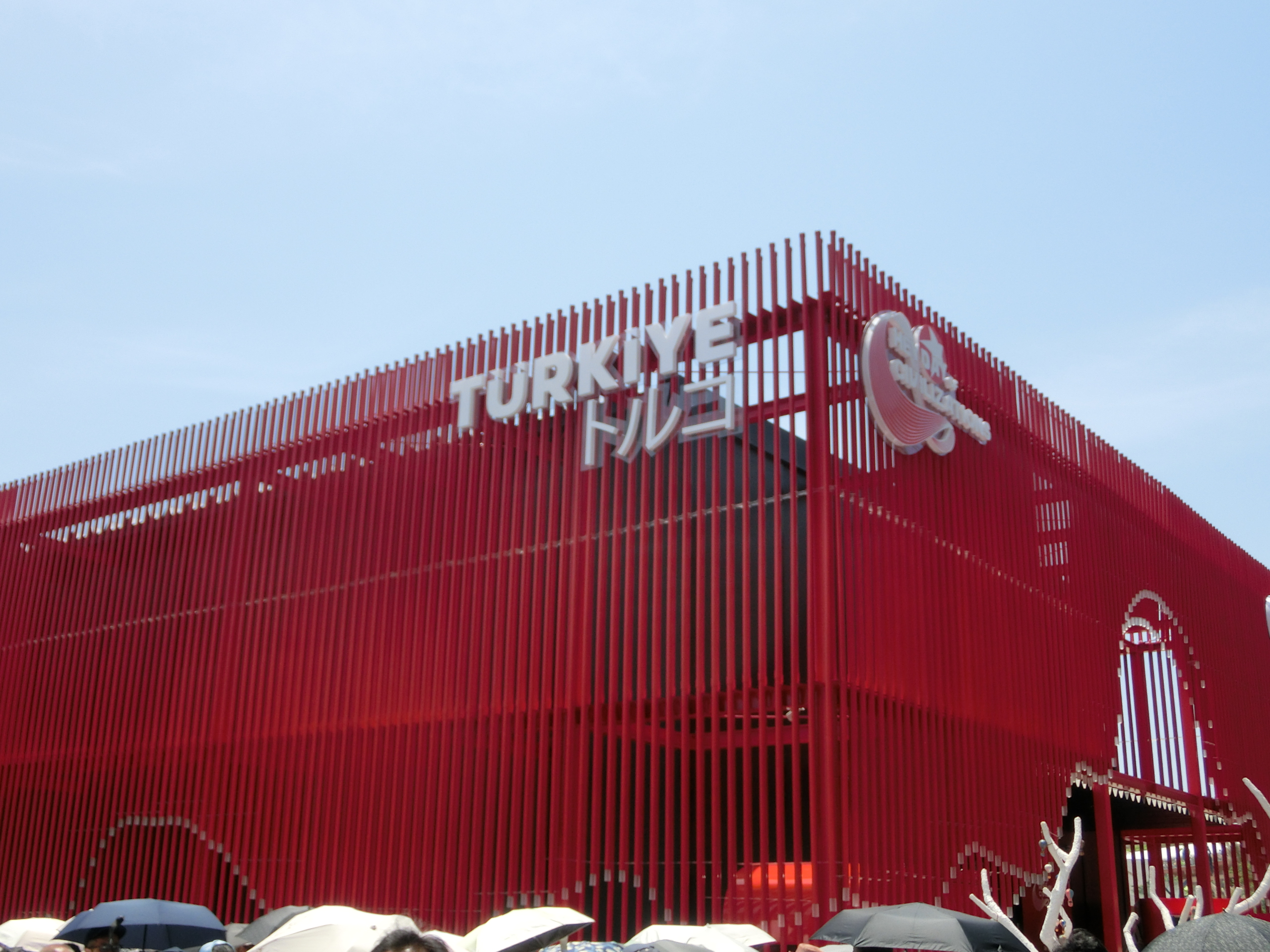
トルコ館
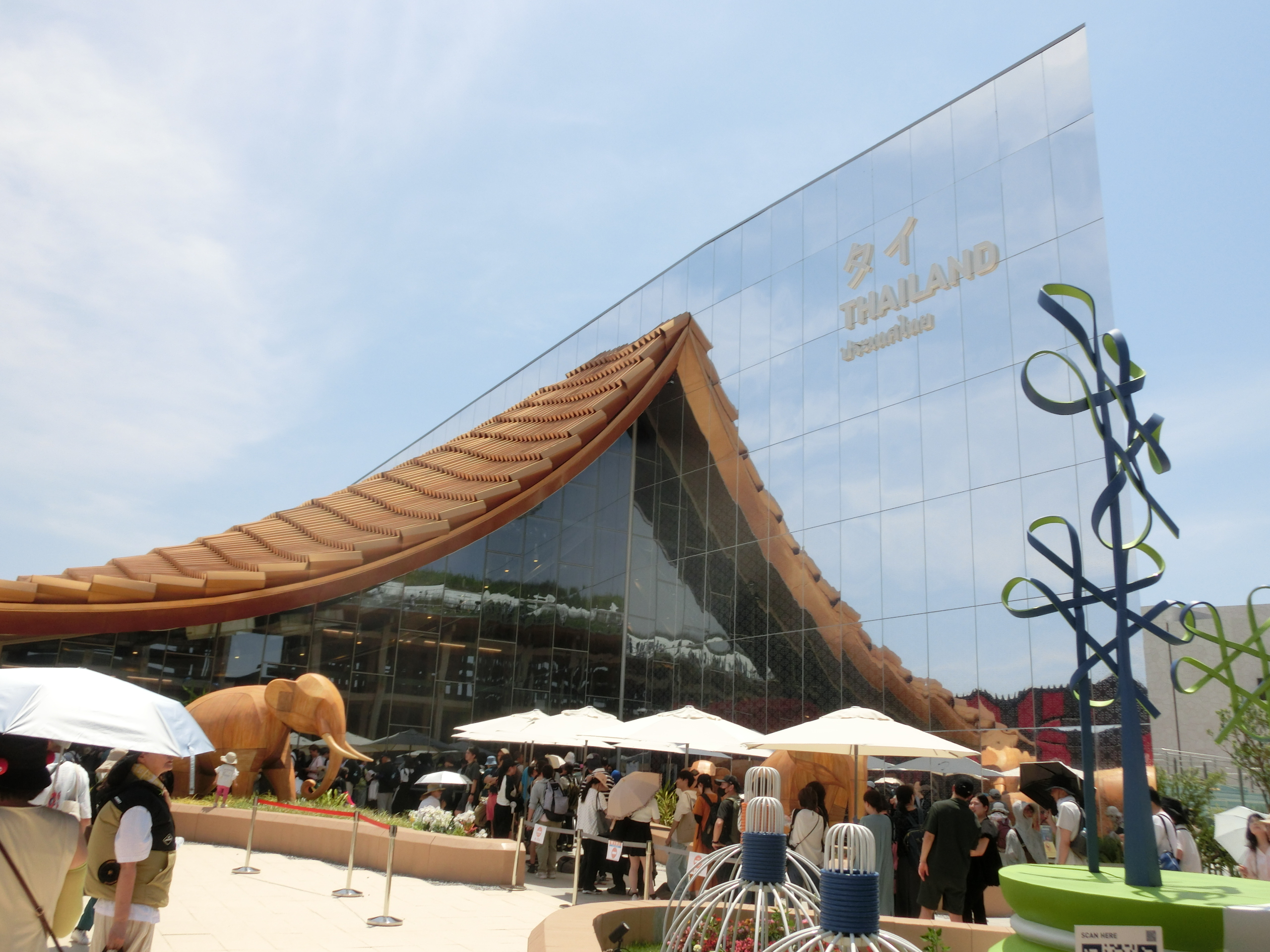
タイ館
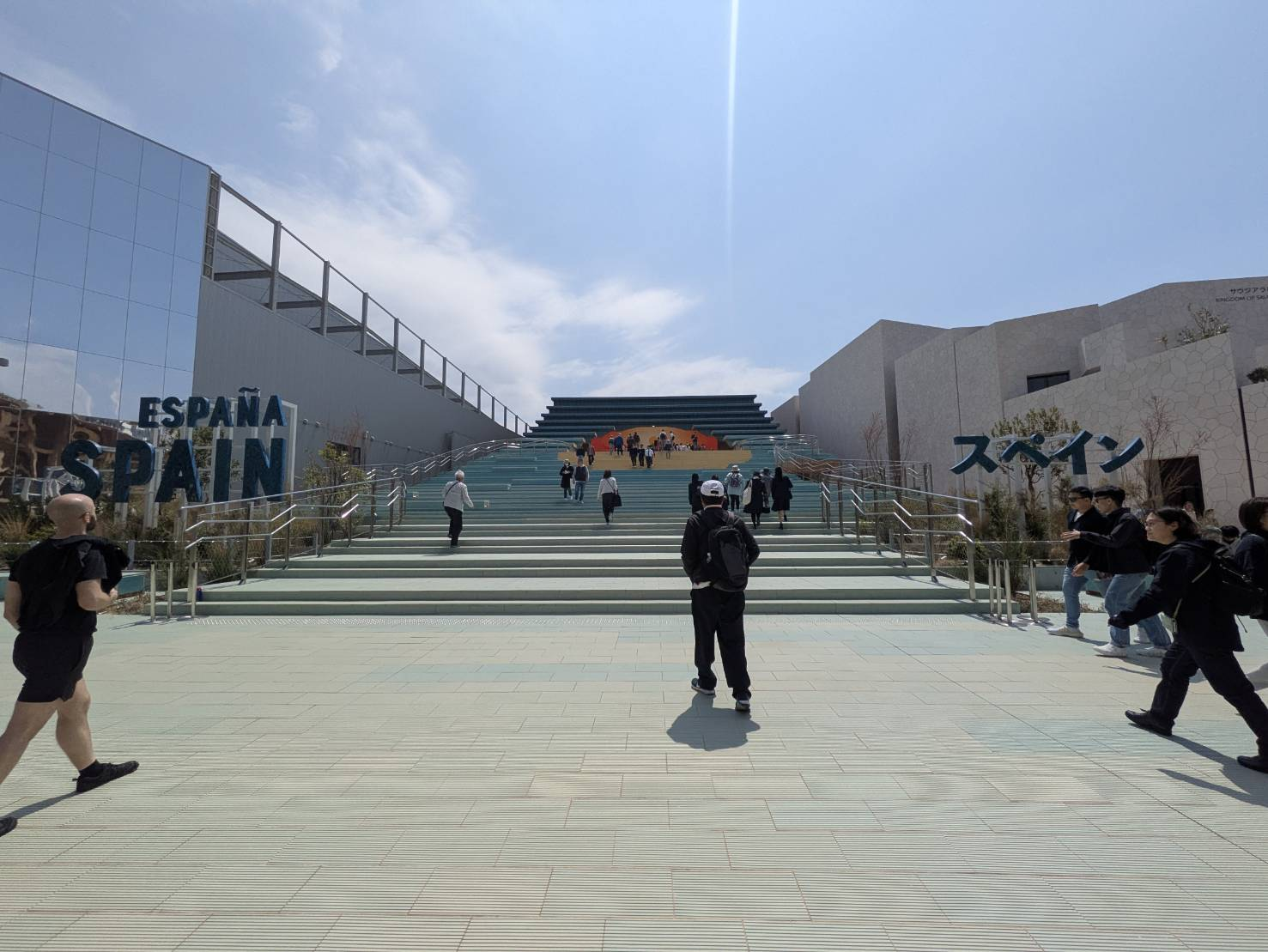
スペイン館
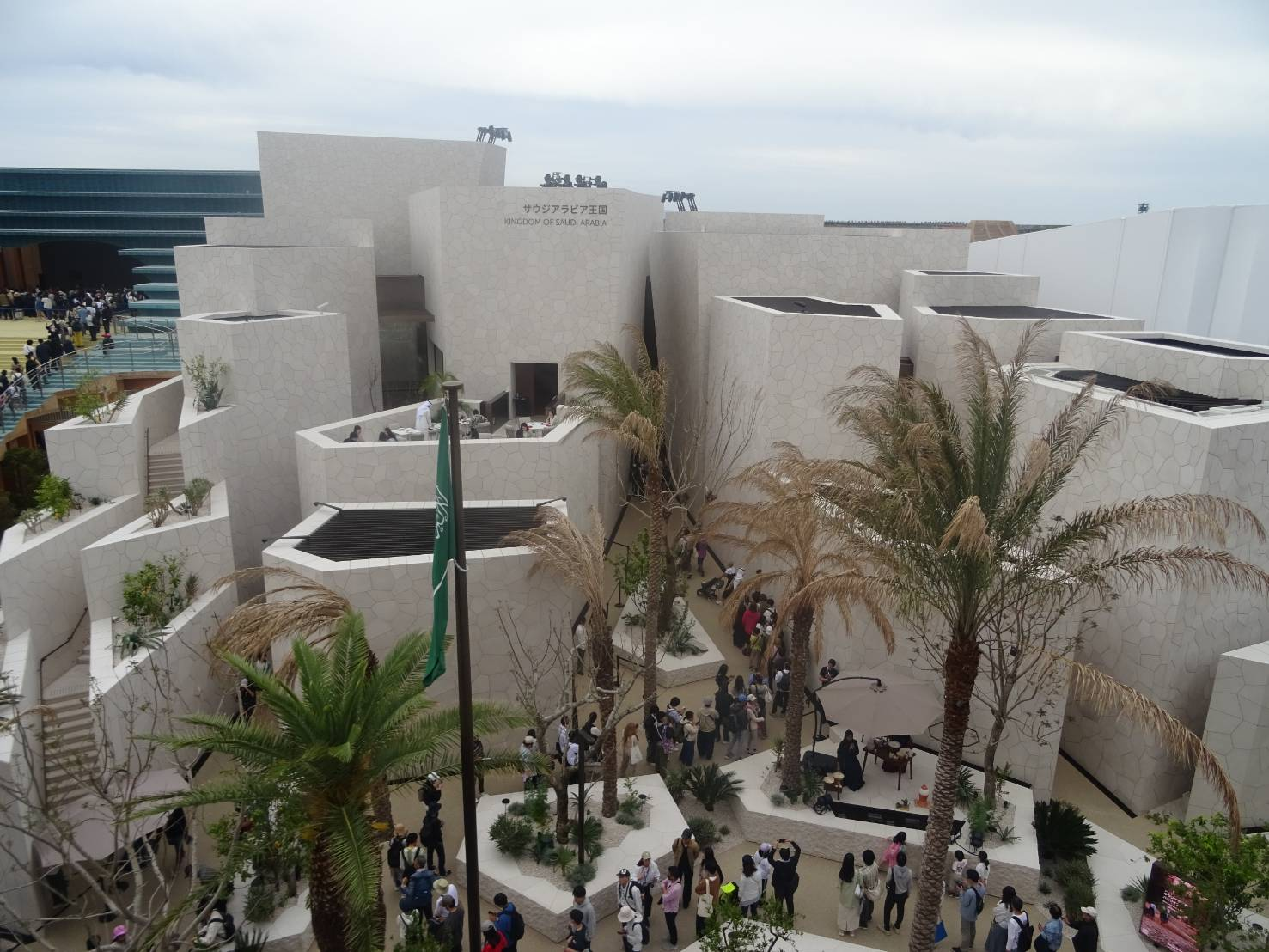
サウジアラビア館
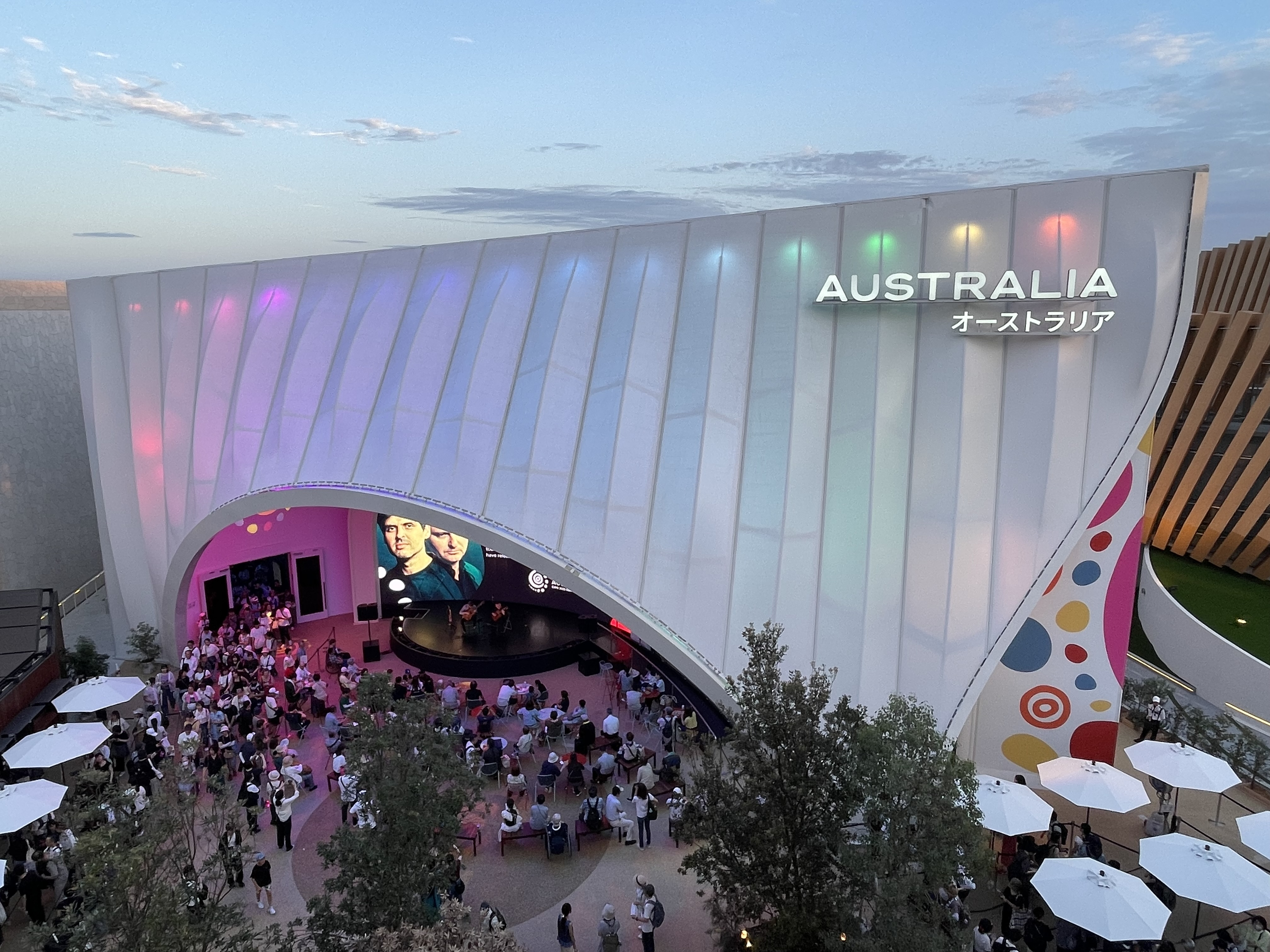
オーストラリア館
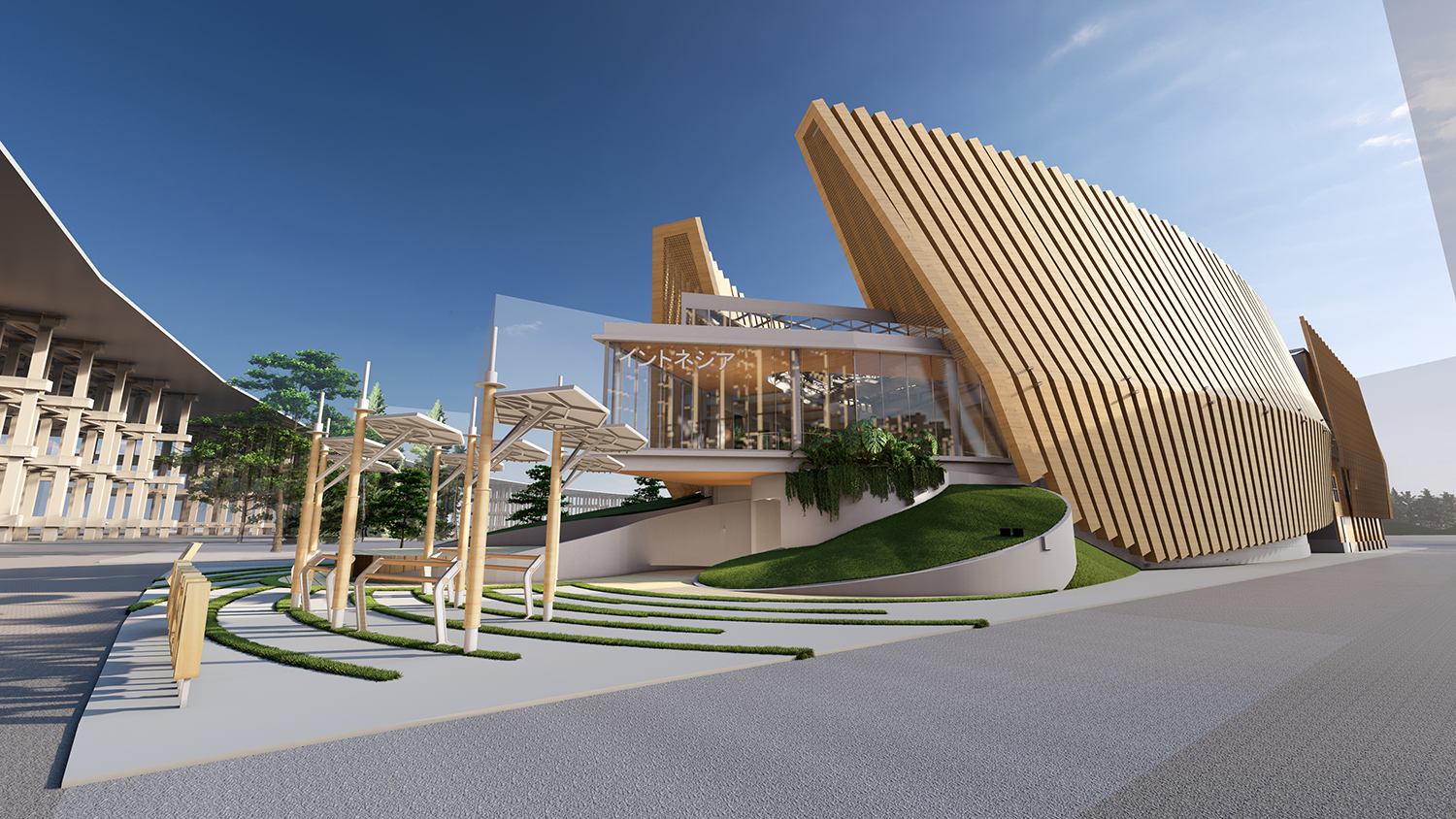
インドネシア館
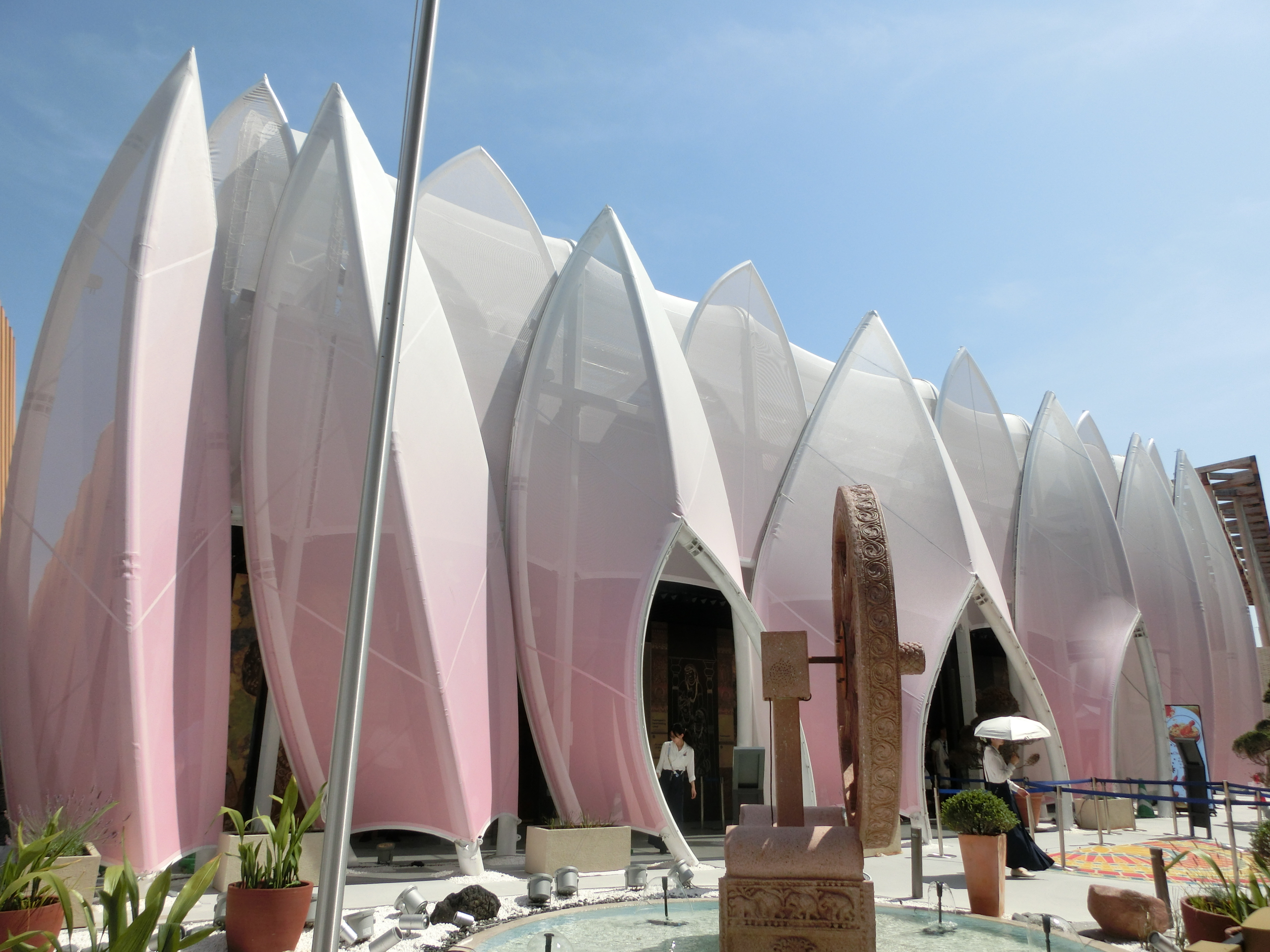
インド館
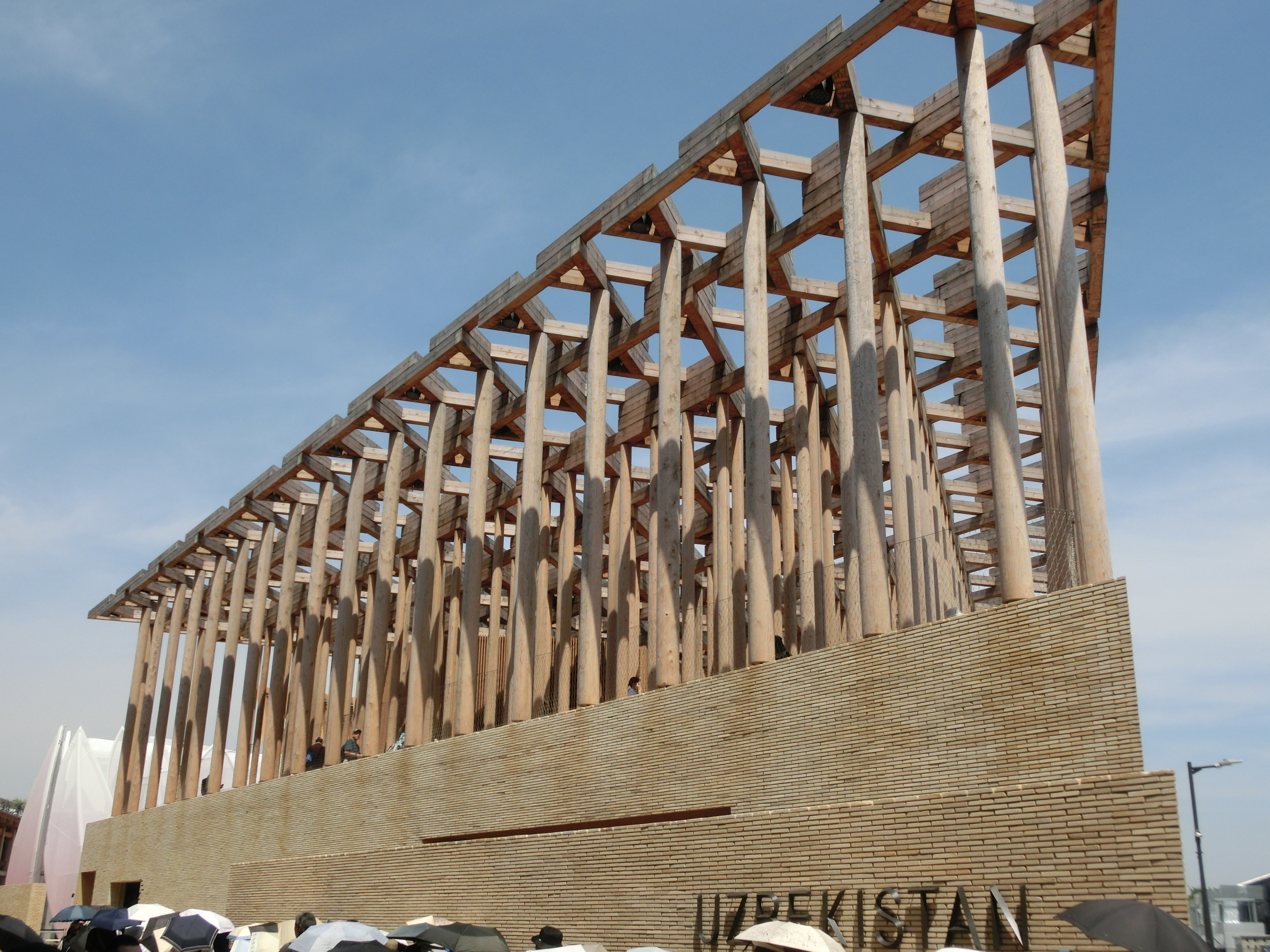
ウズベキスタン館
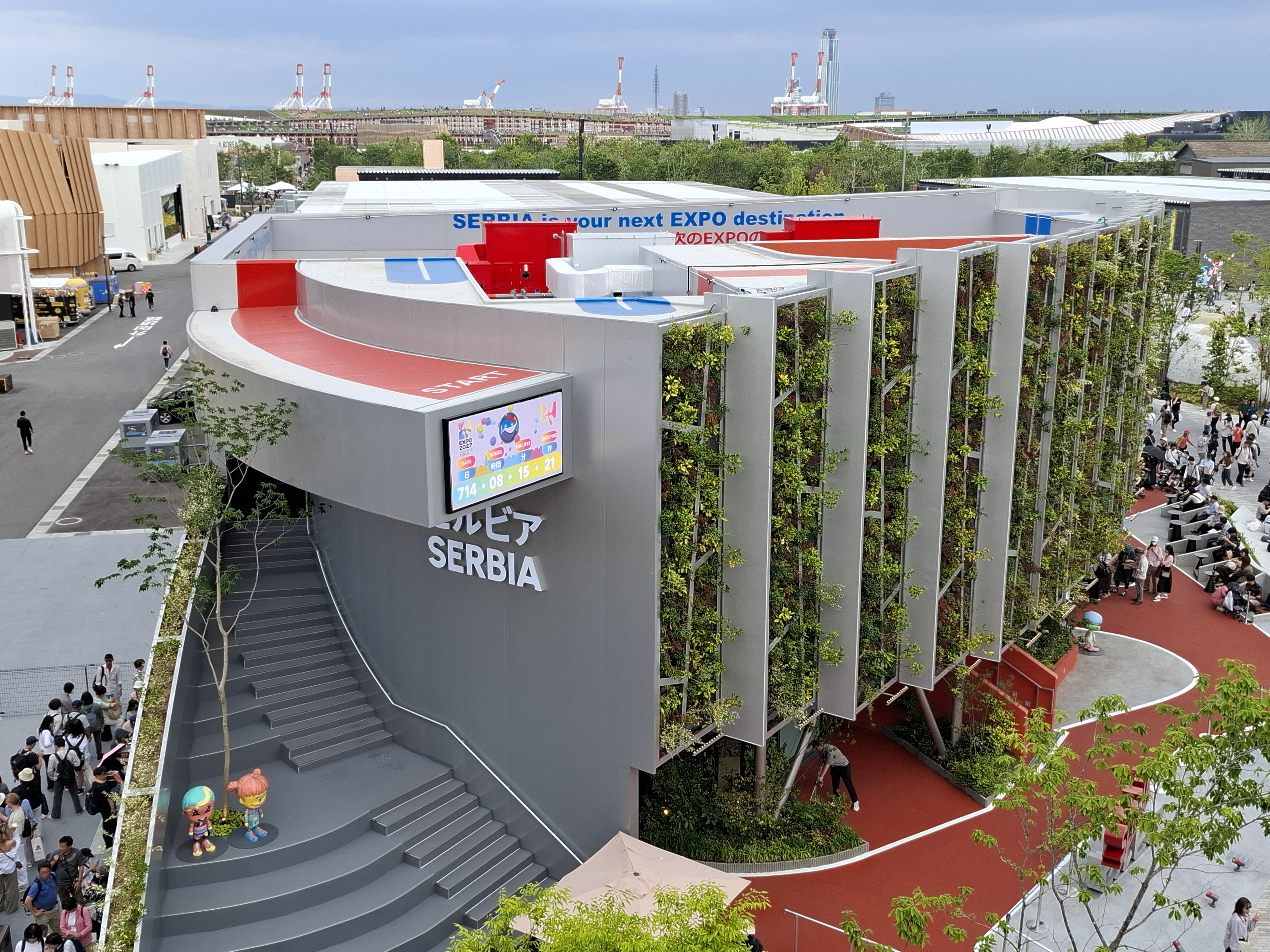
セルビア館
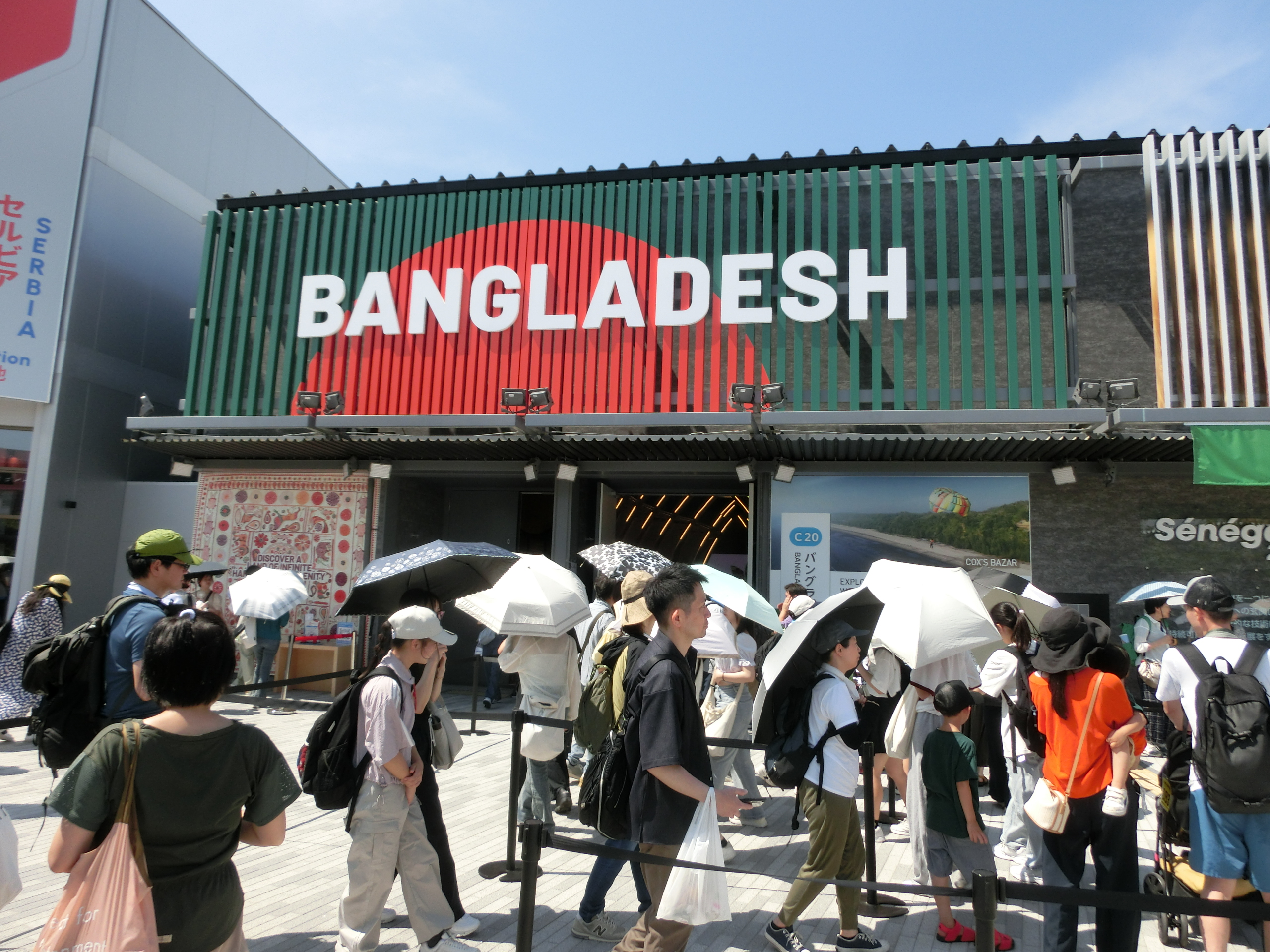
バングラデシュ館
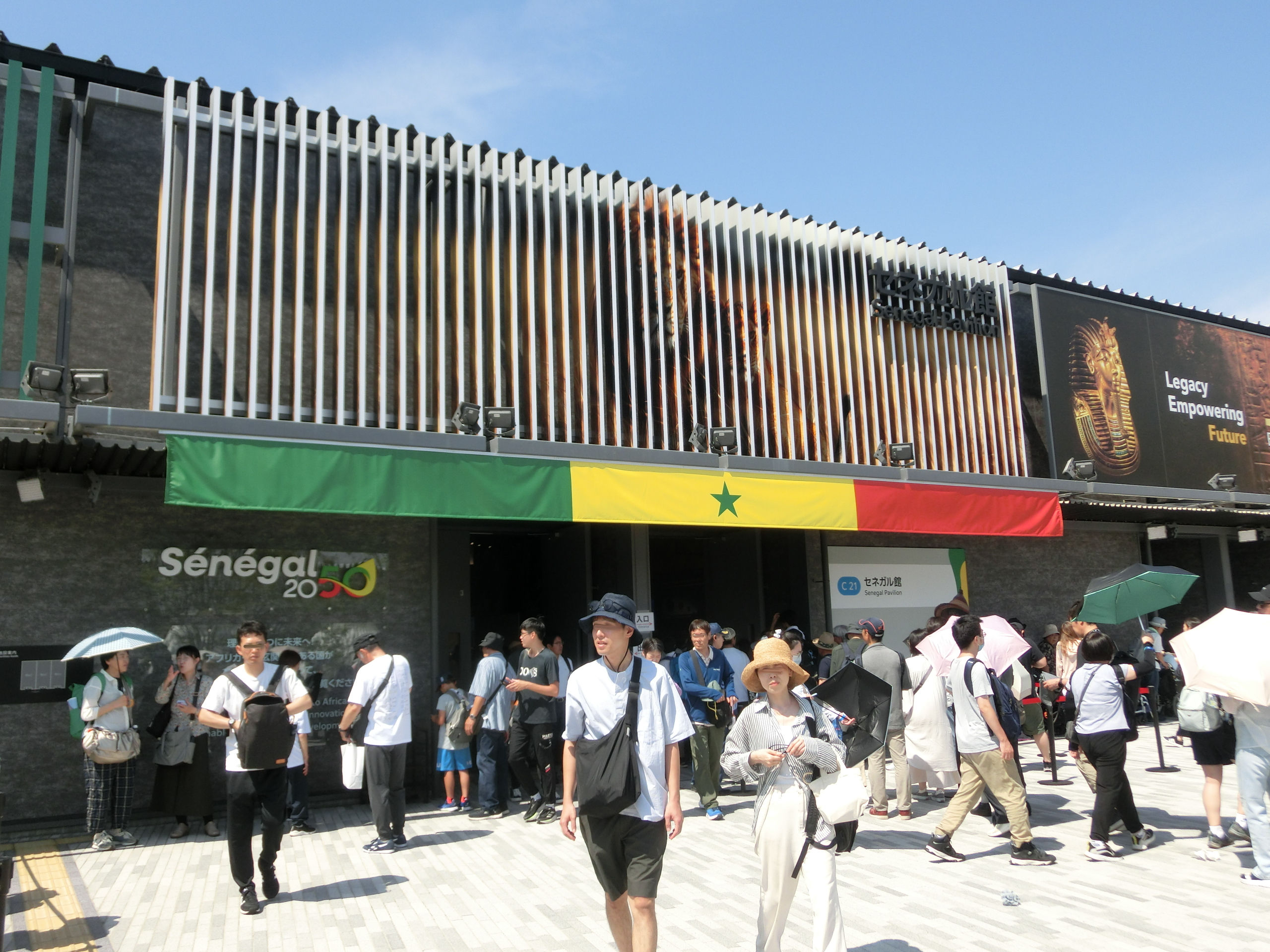
セネガル館
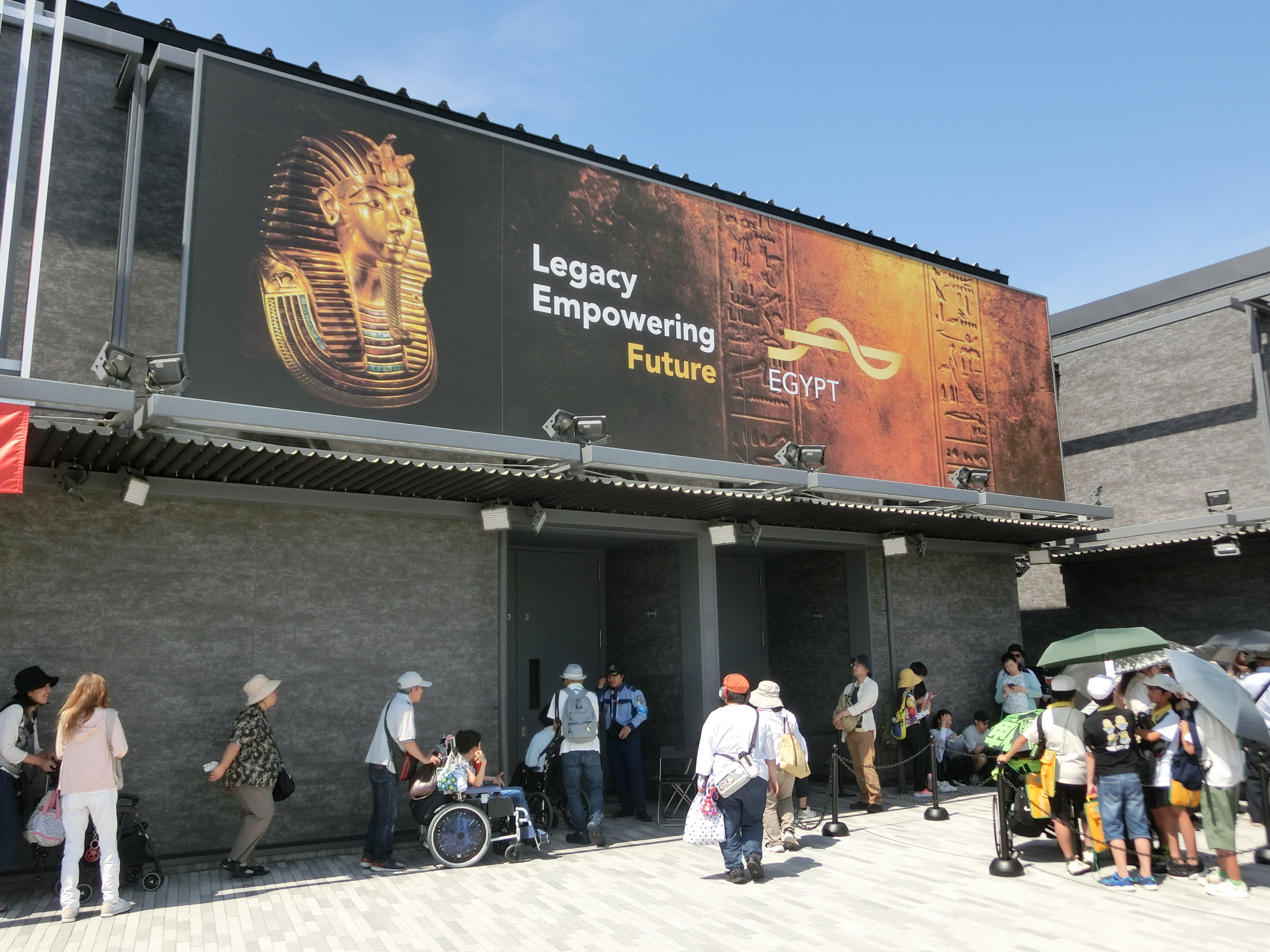
エジプト館
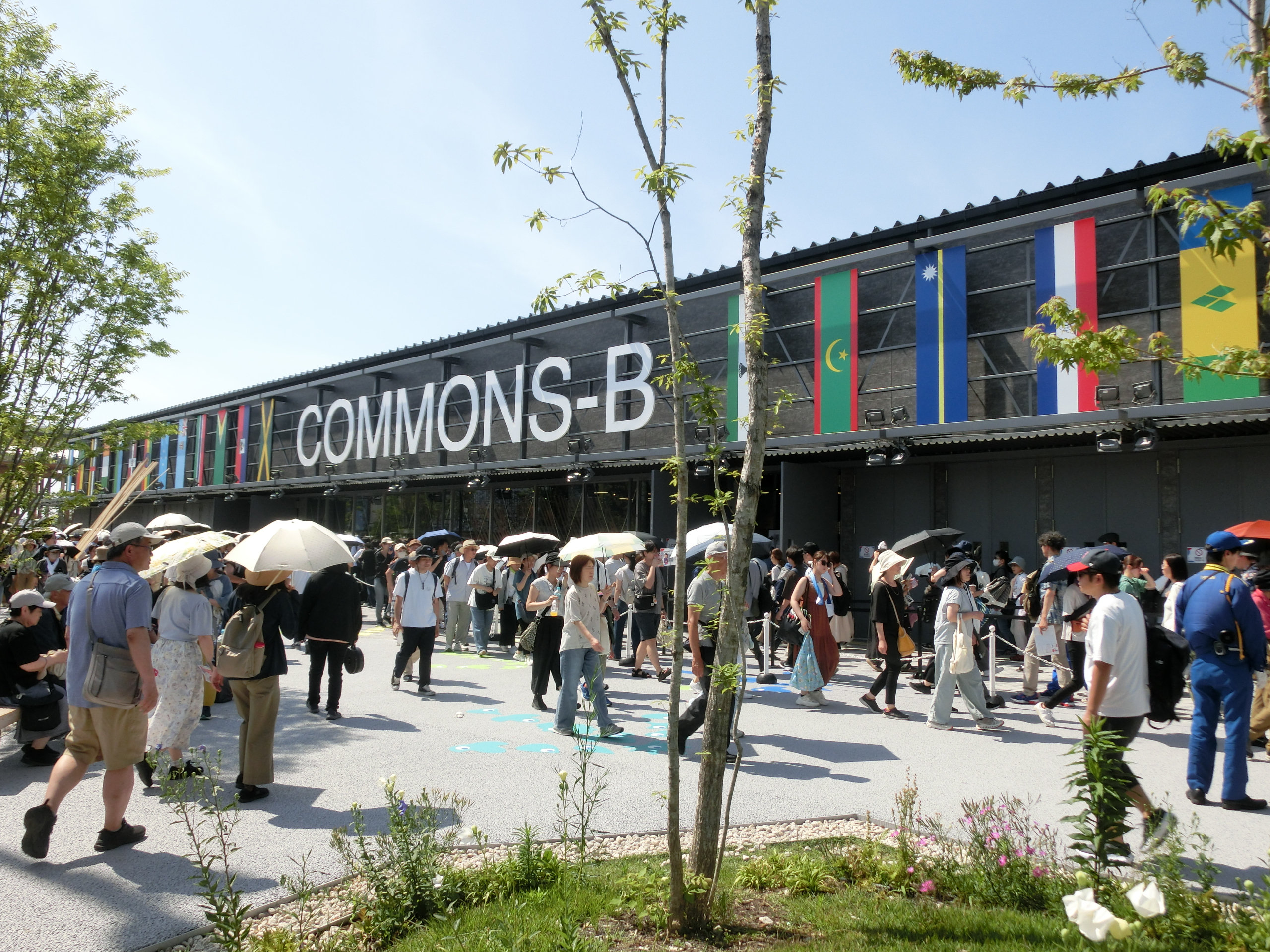
コモンズB館

コモンズB館 参加国 
エチオピア、ガーボベルデ、ガイアナ、ガンビア、コートジボワール、ザンビア、シエラレオネ、ジブチ、ジャマイカ、ジンバブエ、セントビンセント
コモンズF館 参加国 
アルメニア、カザフスタン、ブルネイ

#### エンパワーリングゾーン
大屋根リング内部東側。アメリカ、フランスなどの海外パビリオンや国際機関パビリオンが並ぶ。

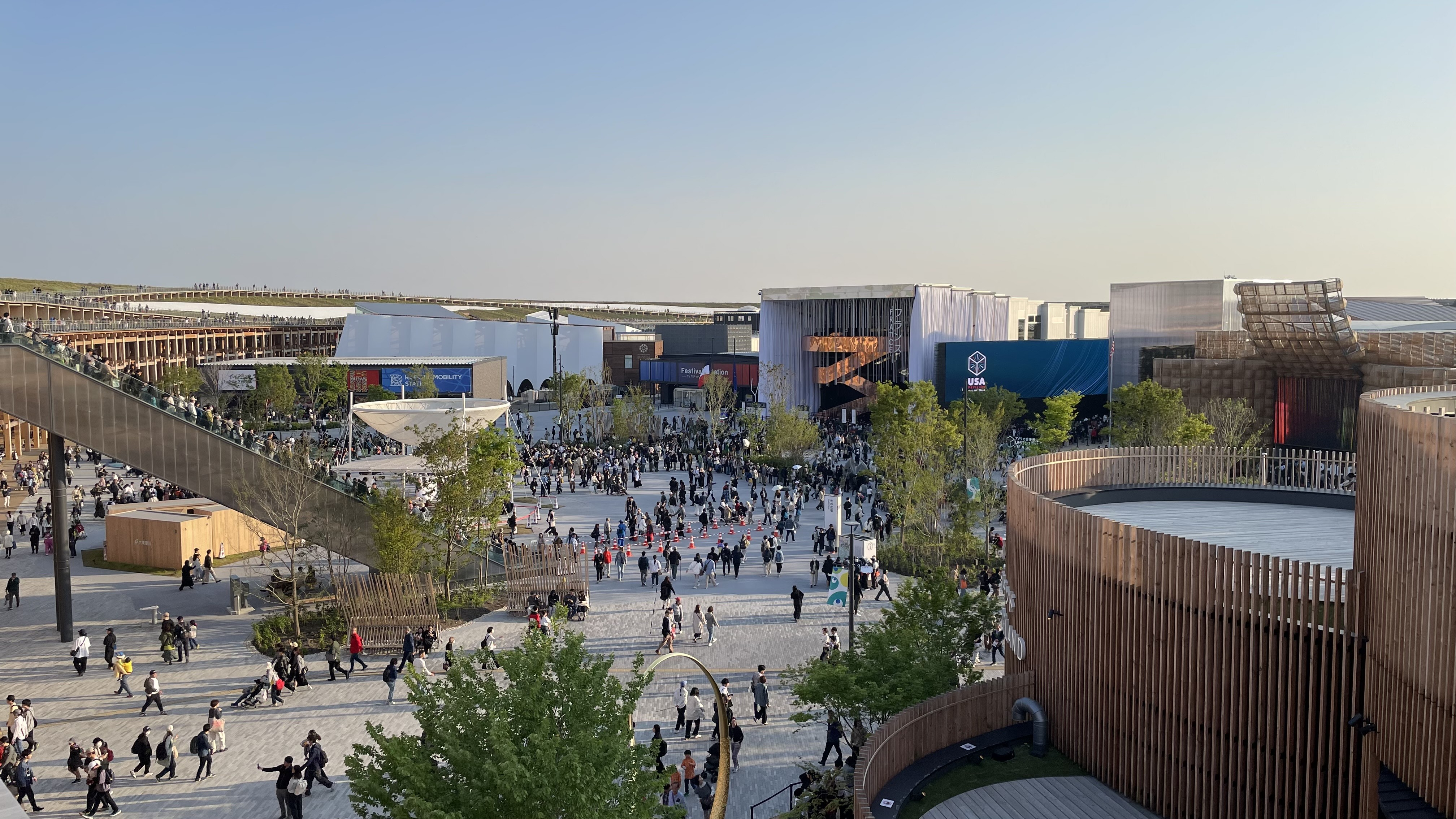
光の広場
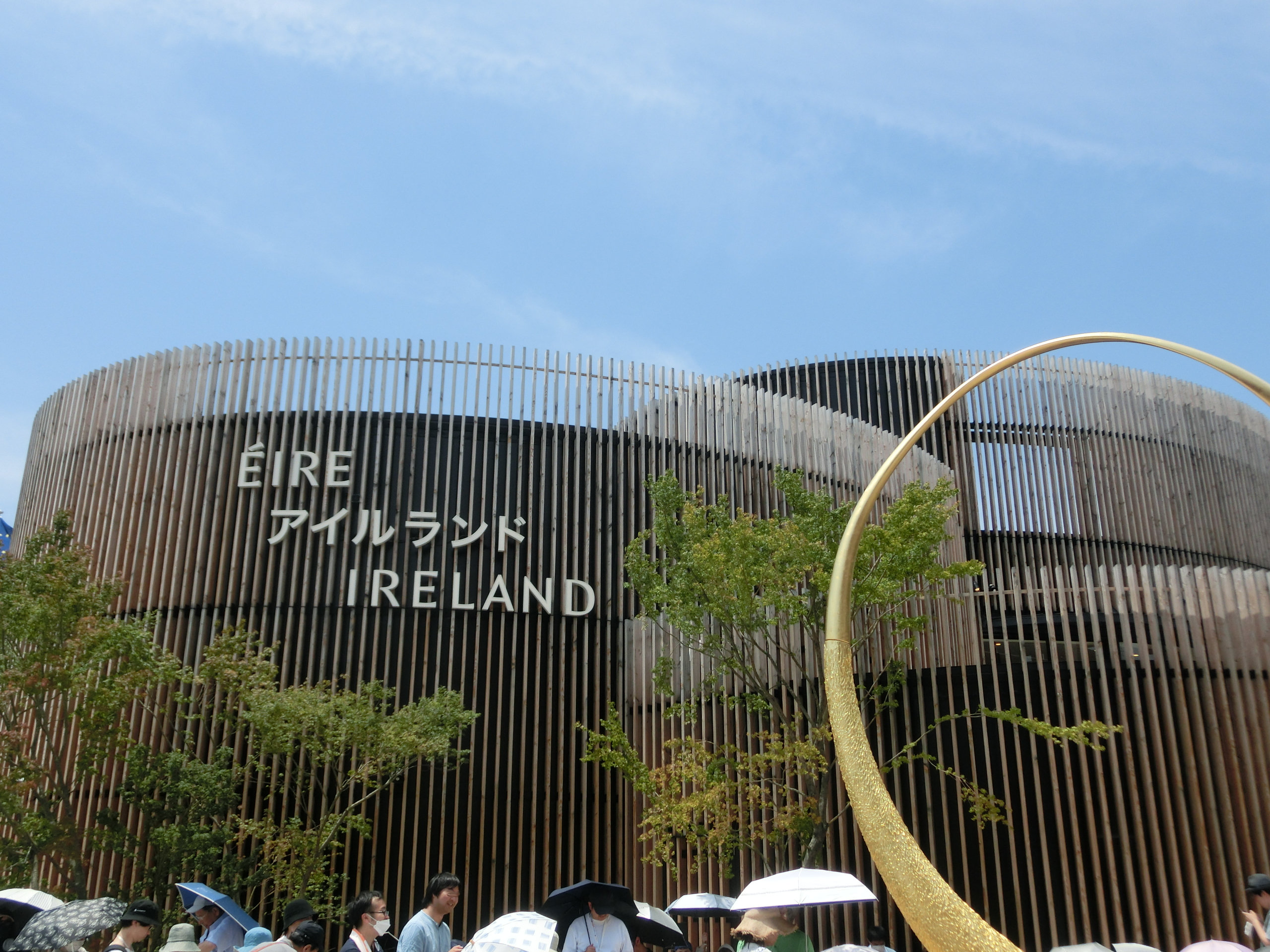
アイルランド館
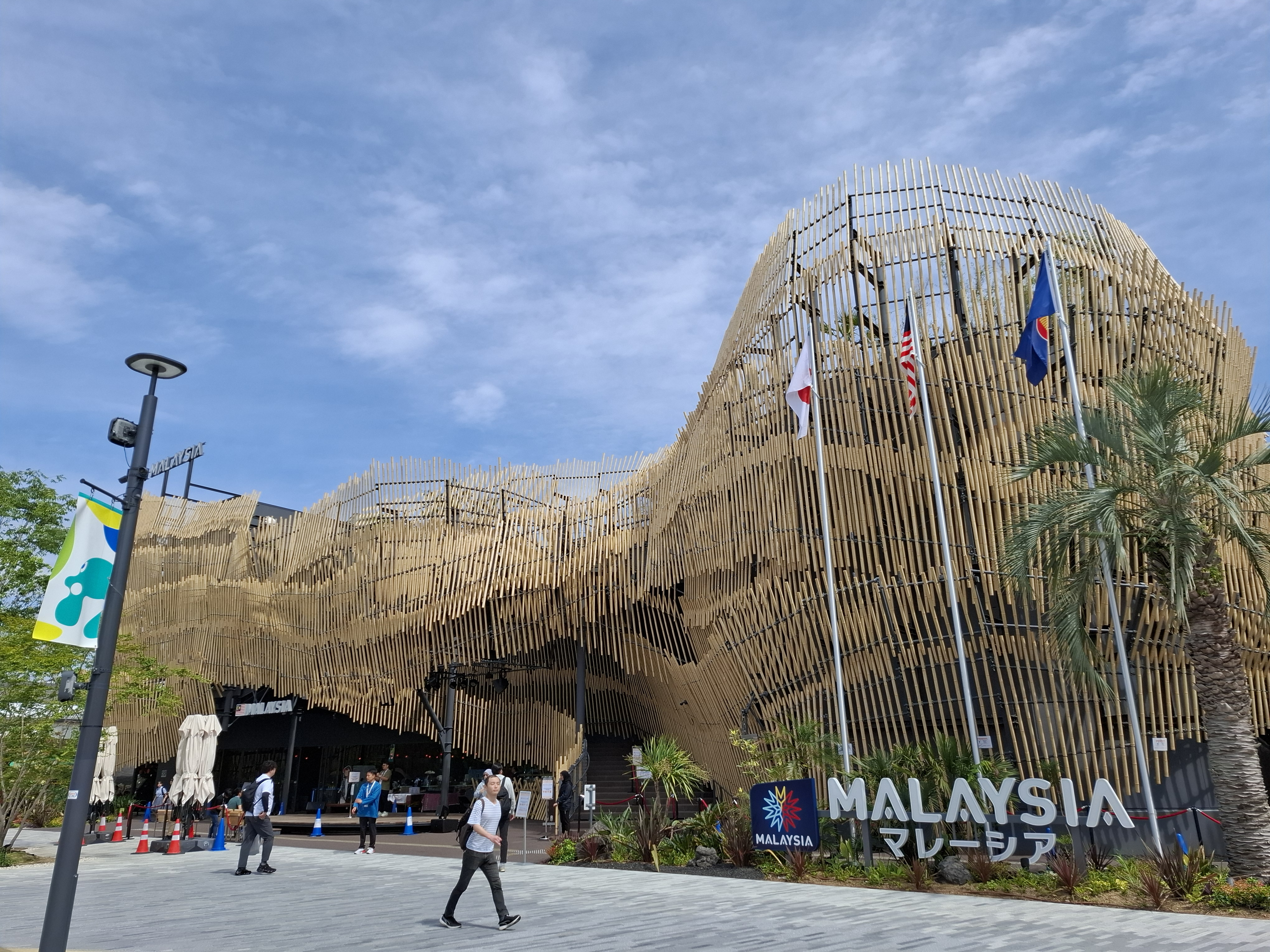
マレーシア館
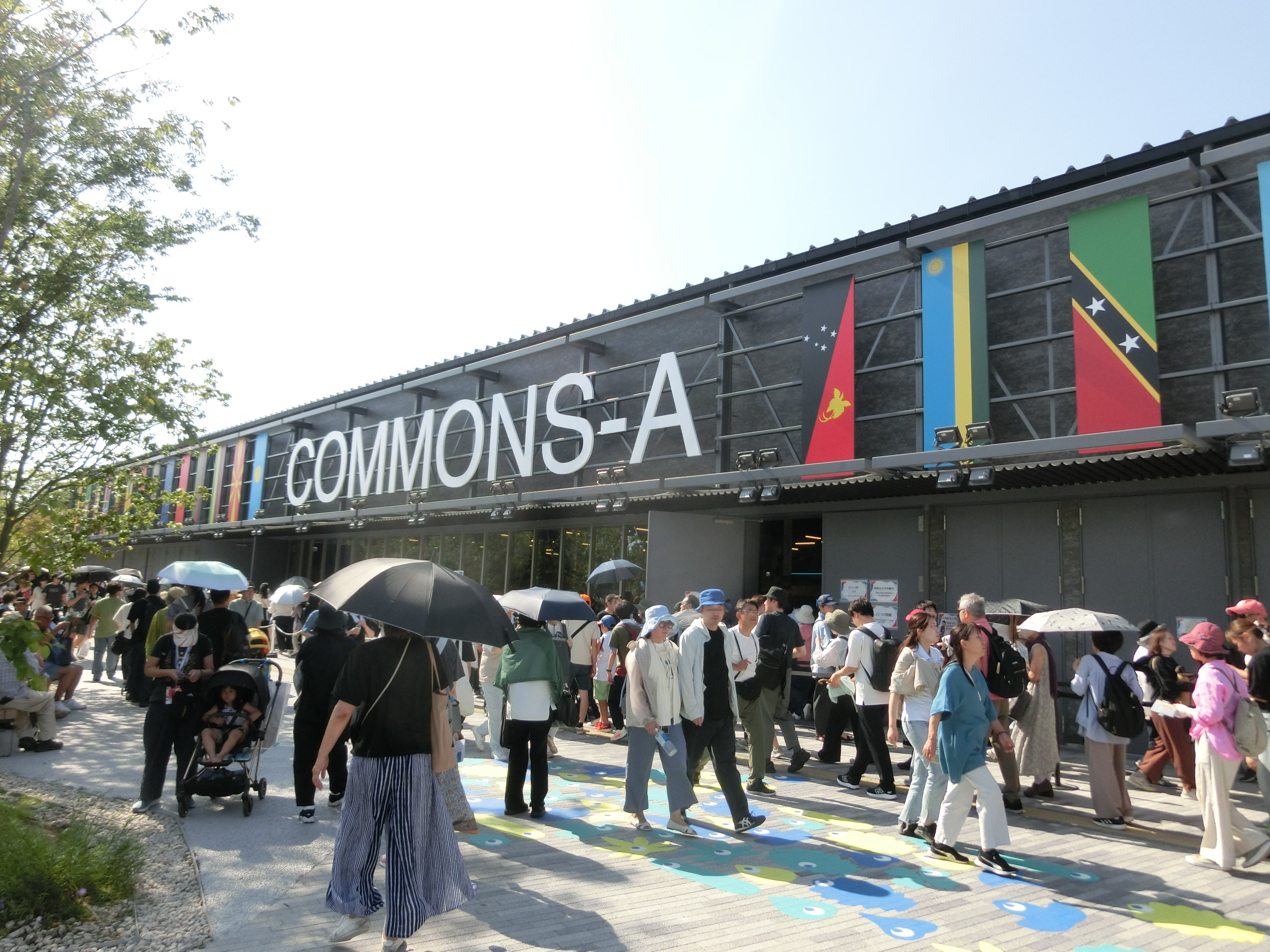
コモンズA館
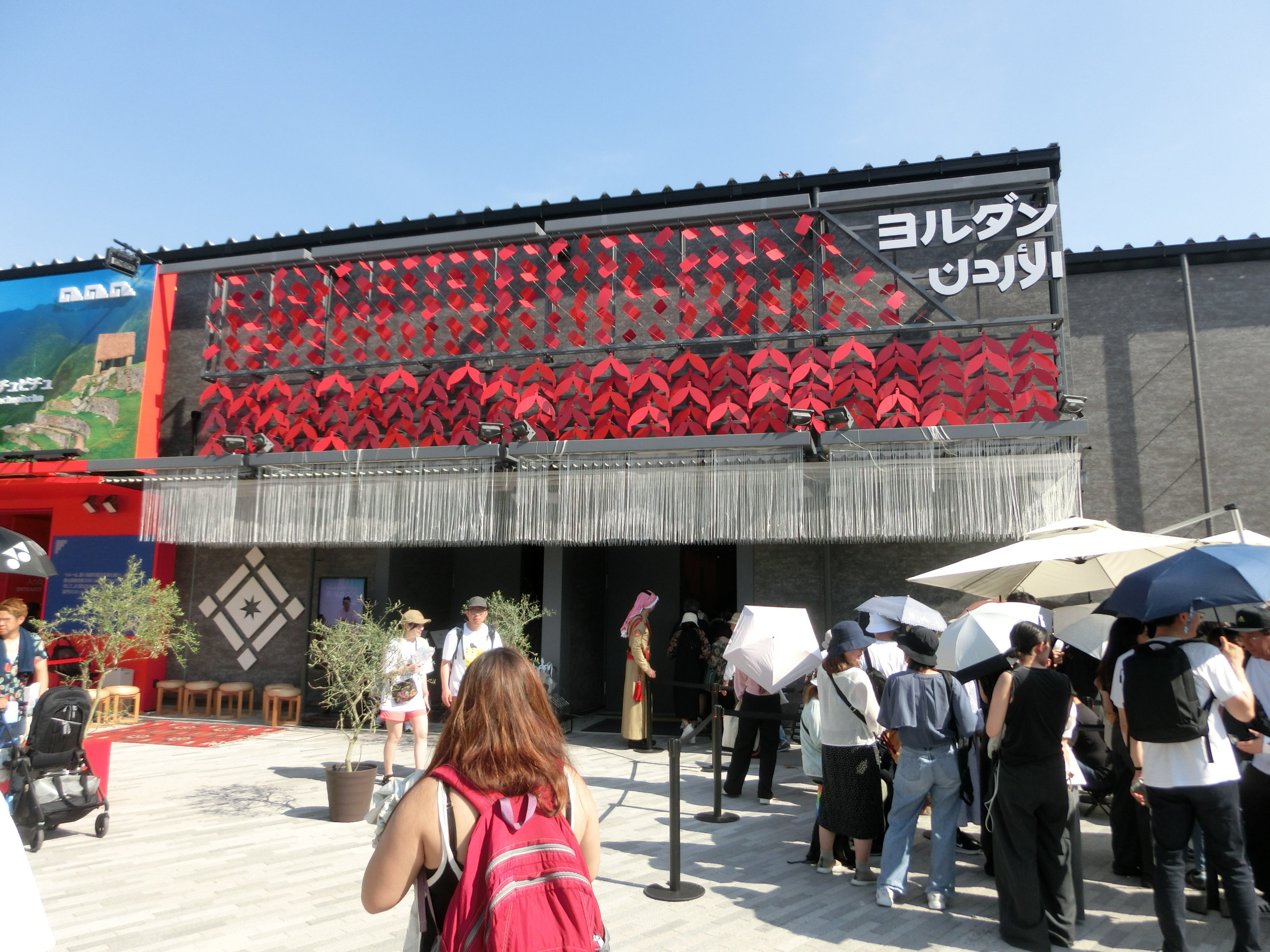
ヨルダン館
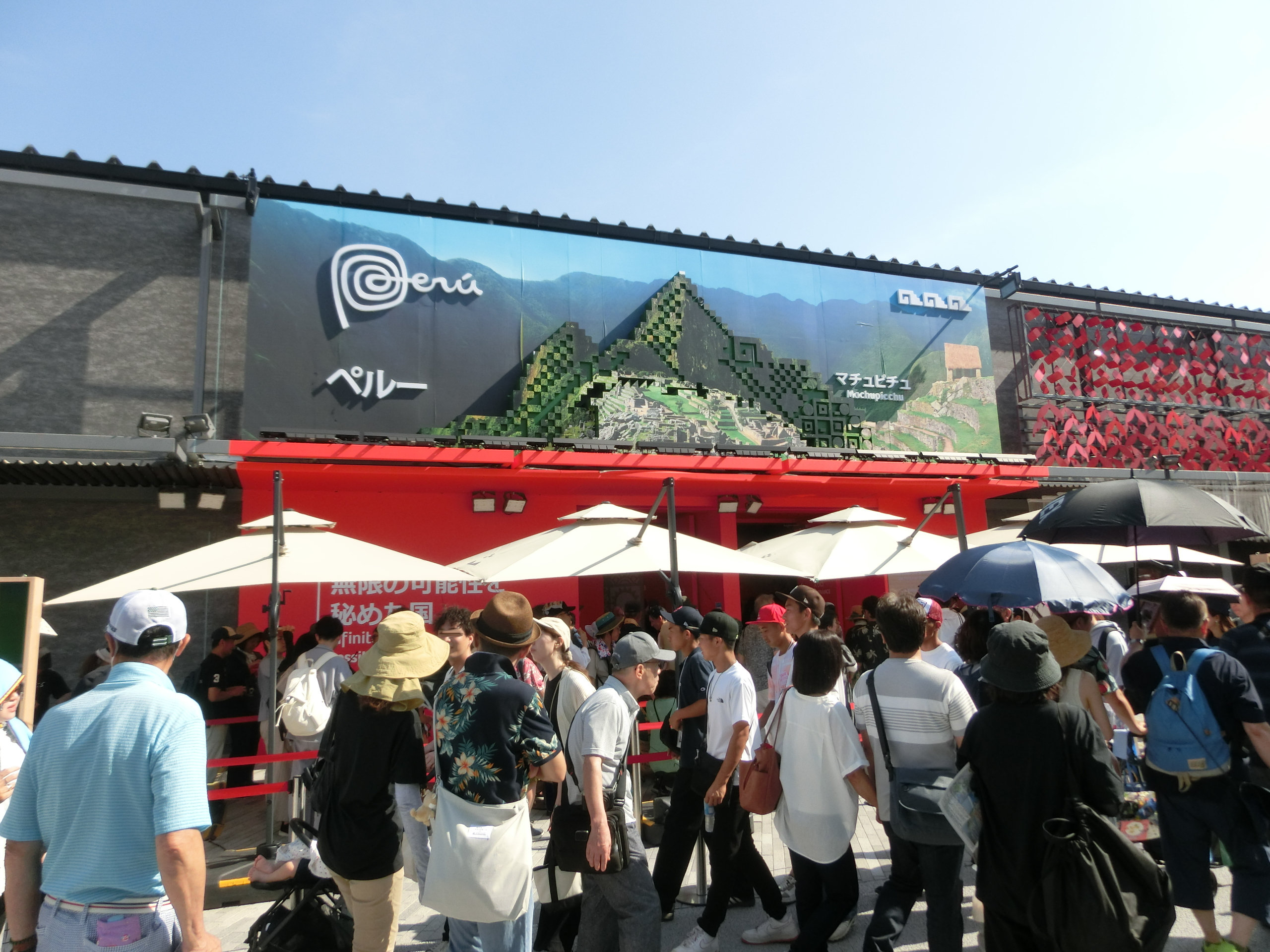
ペルー館
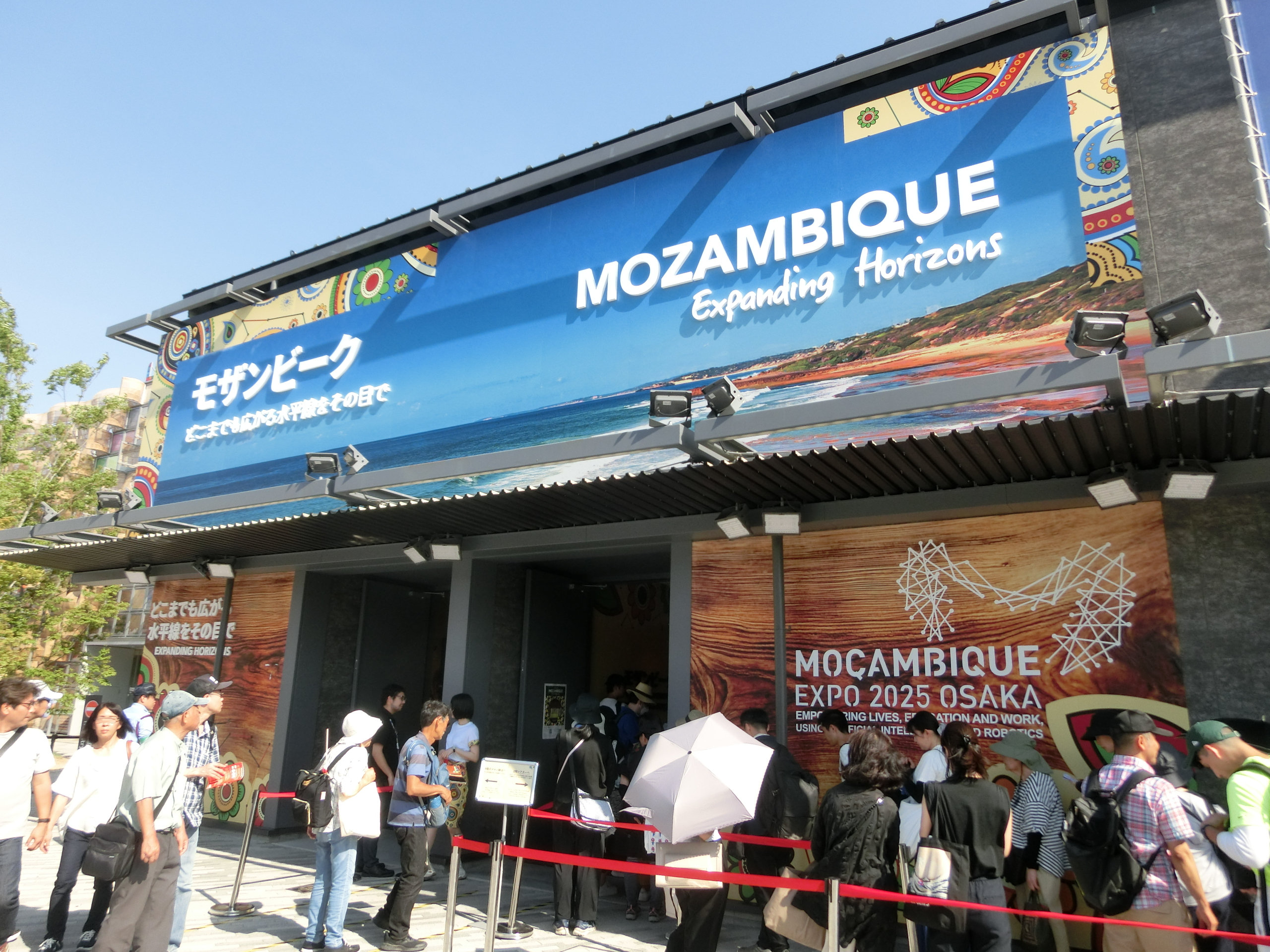
モザンビーク館
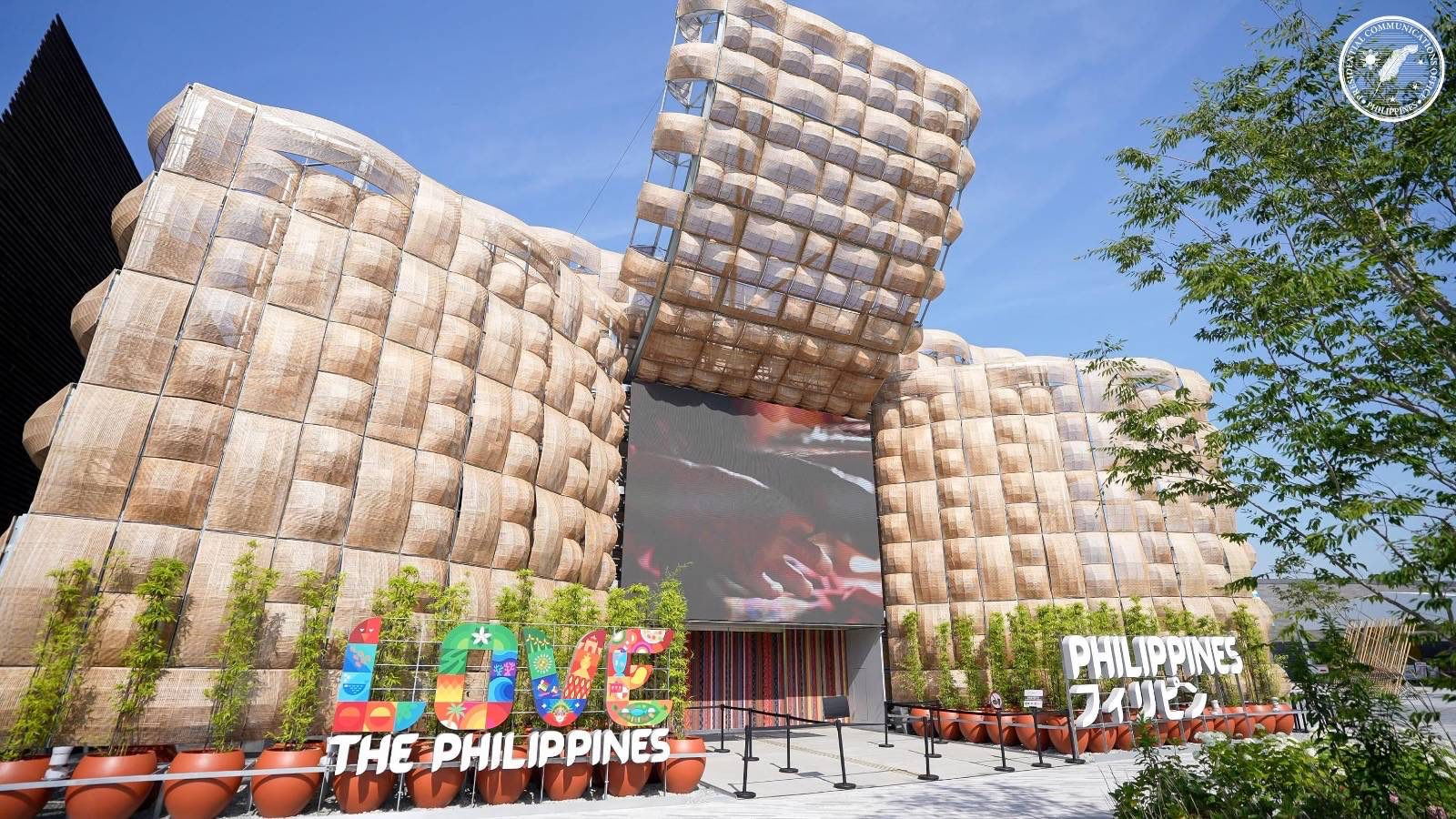
フィリピン館
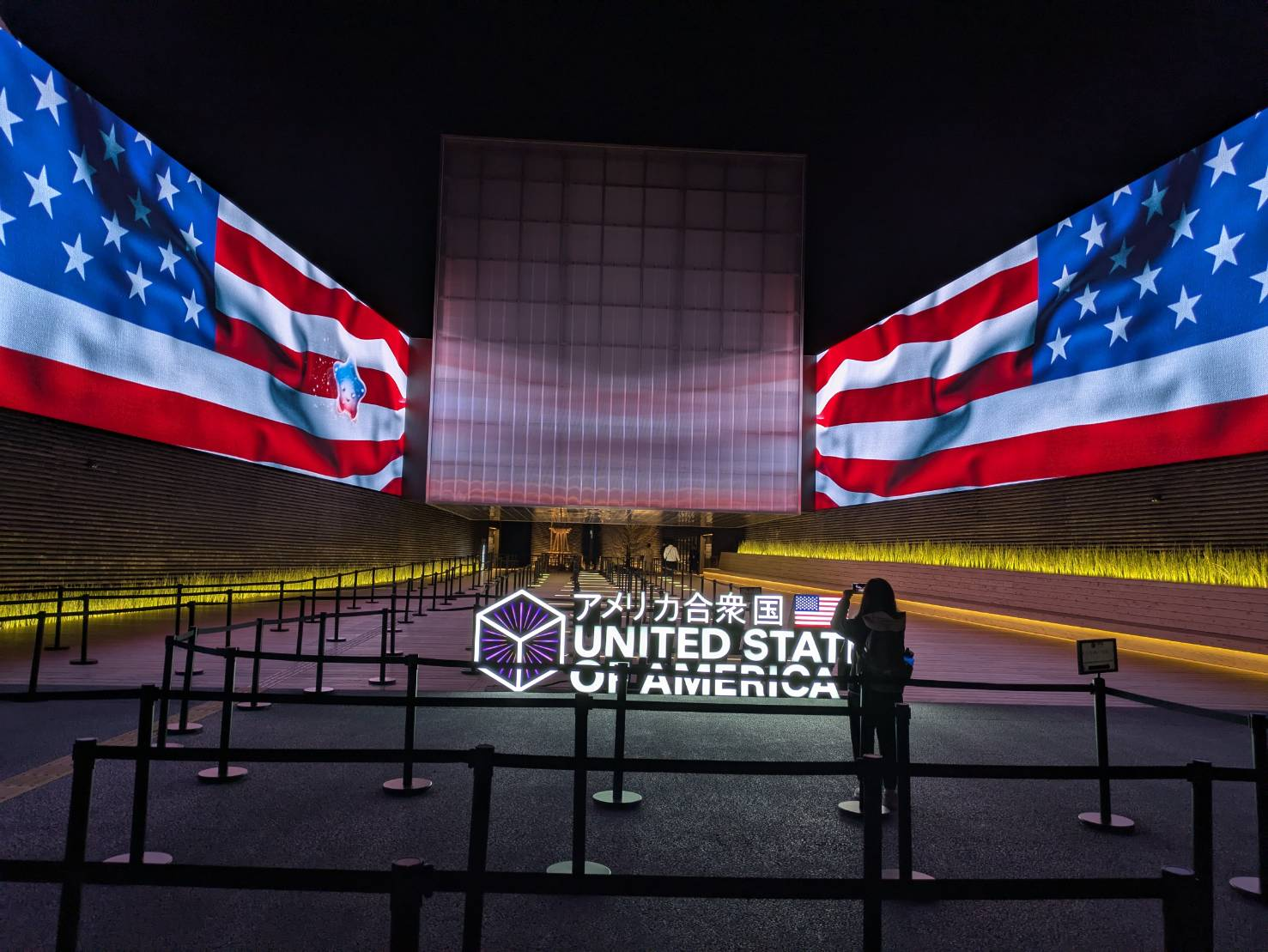
アメリカ館
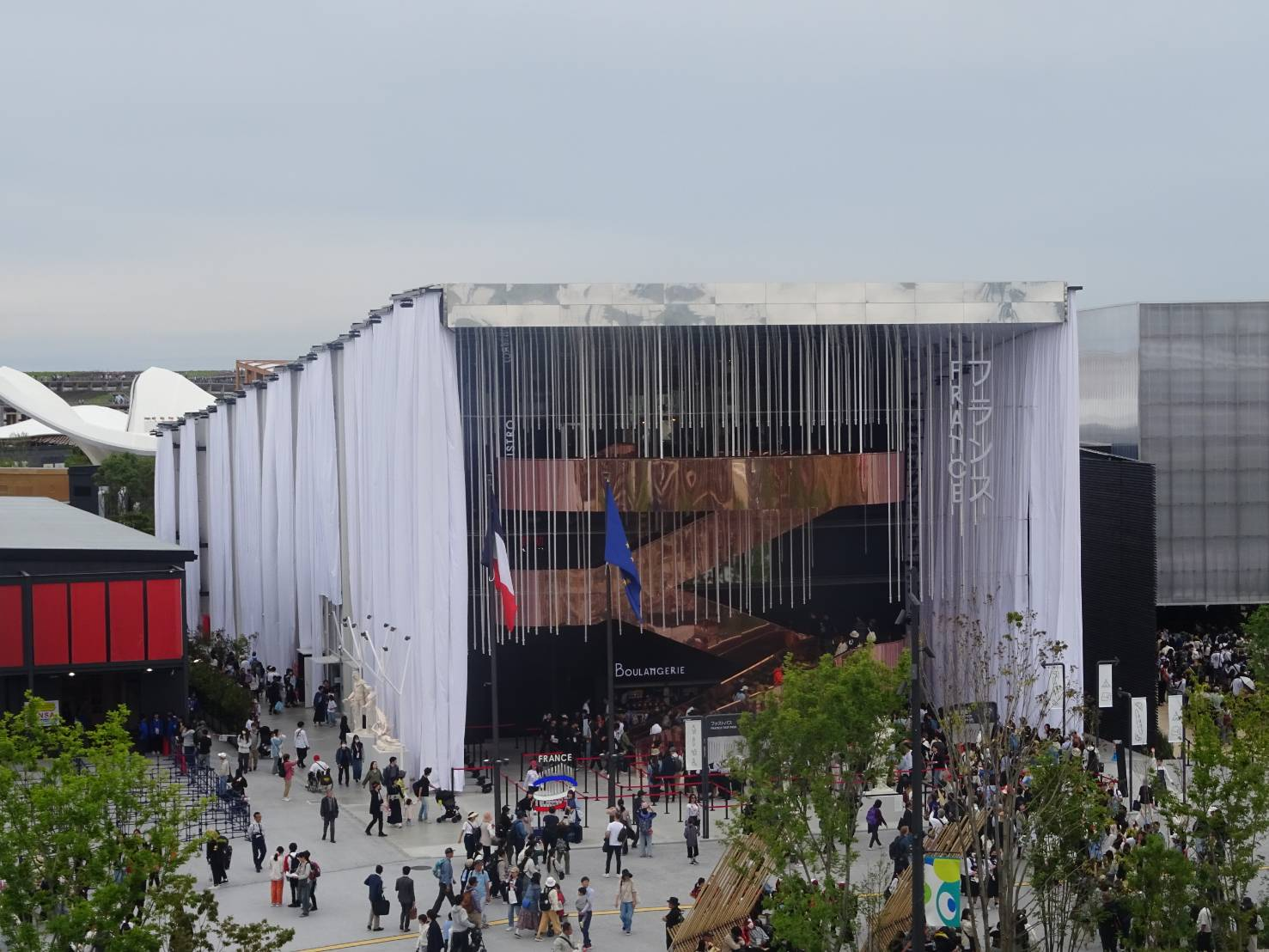
フランス館
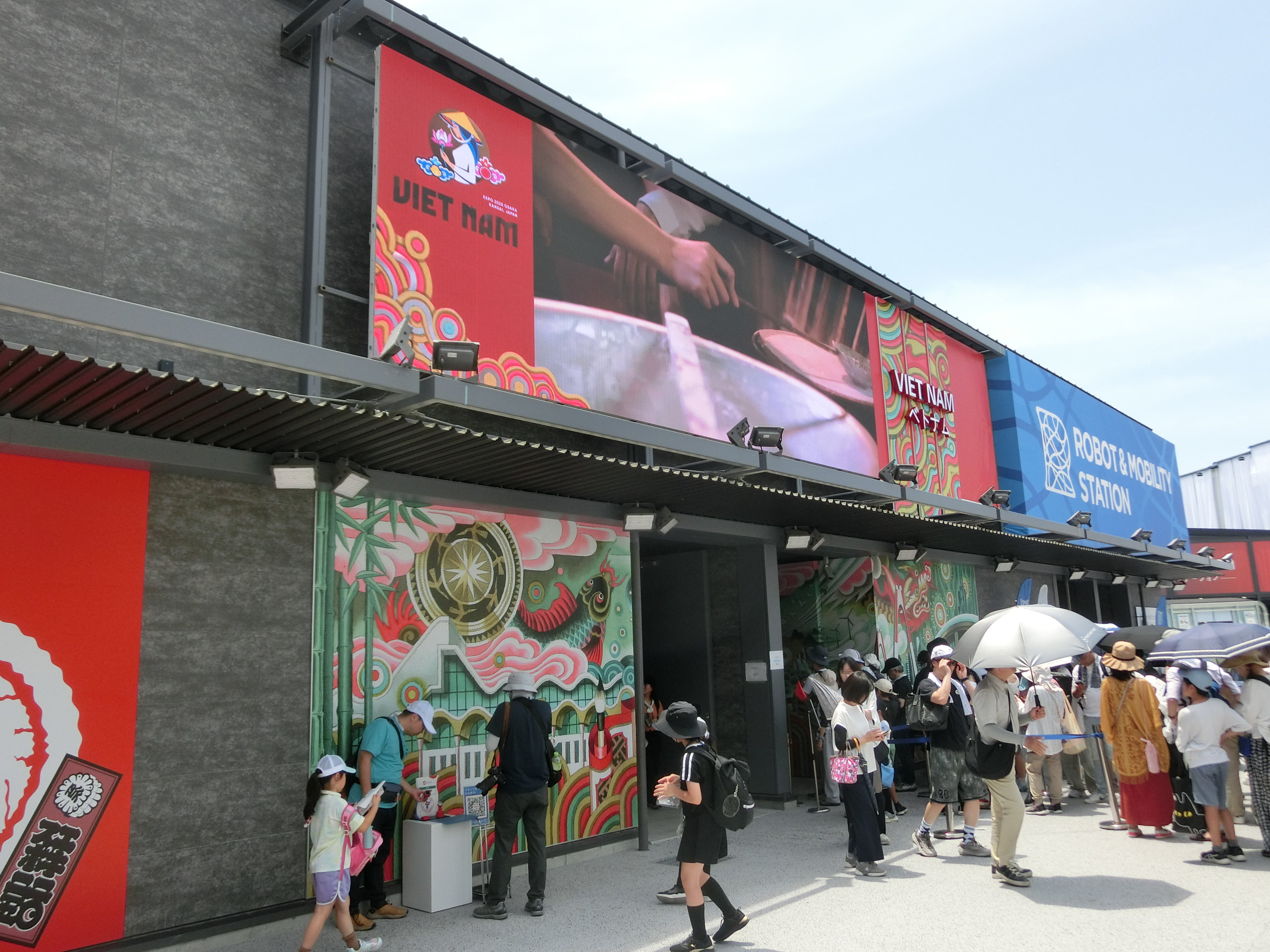
ベトナム館
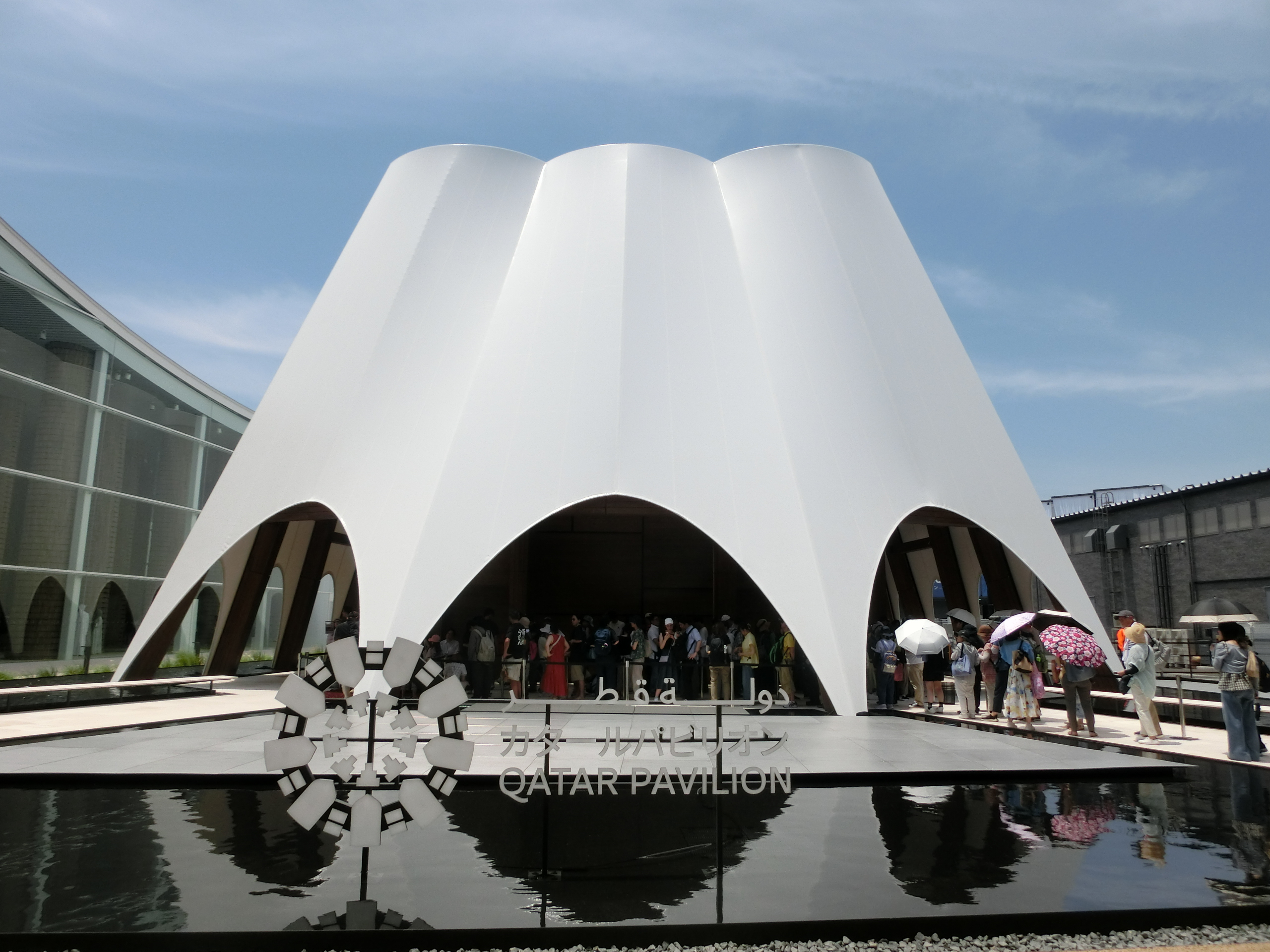
カタール館
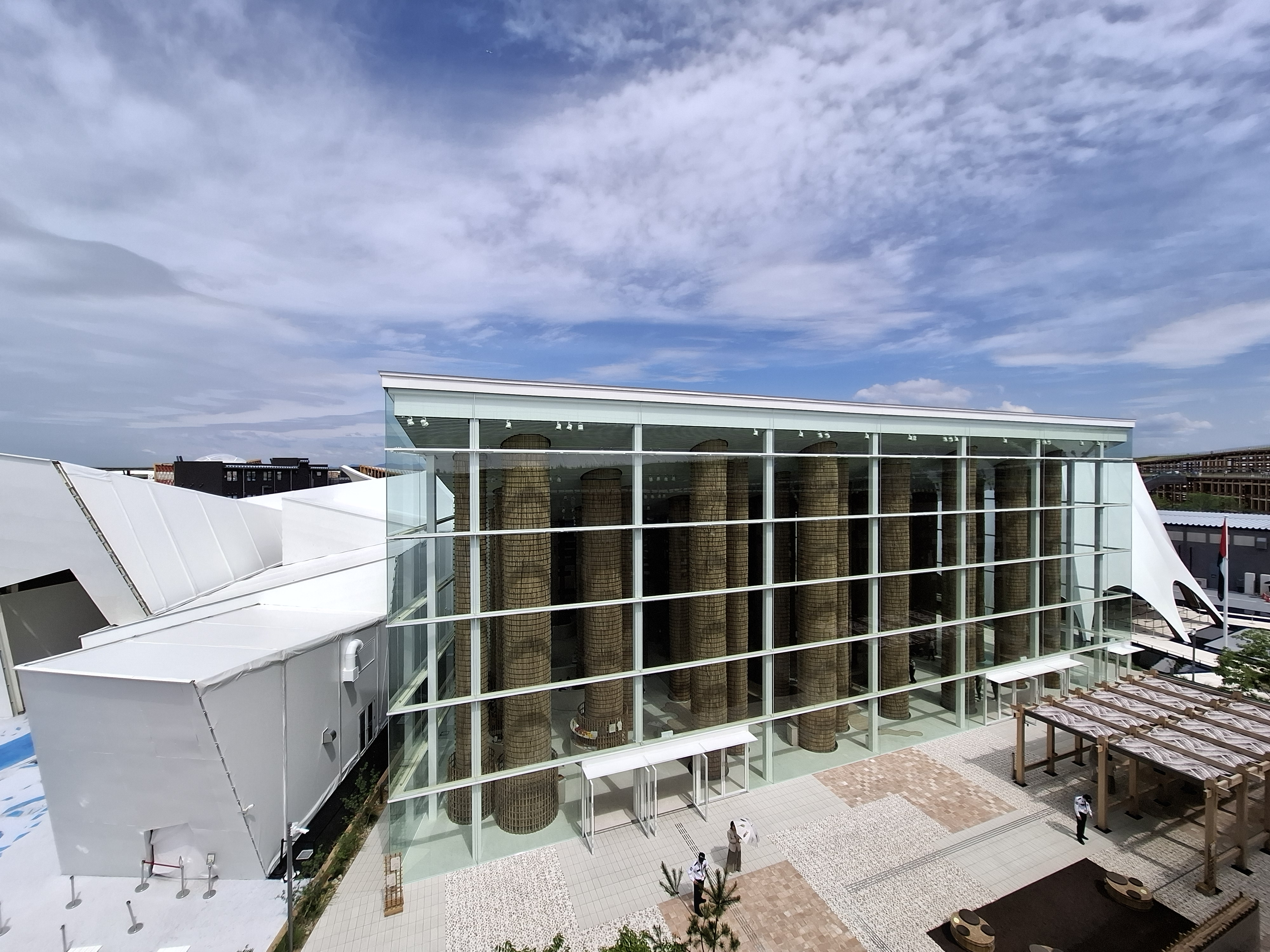
UAE（アラブ首長国連邦）館
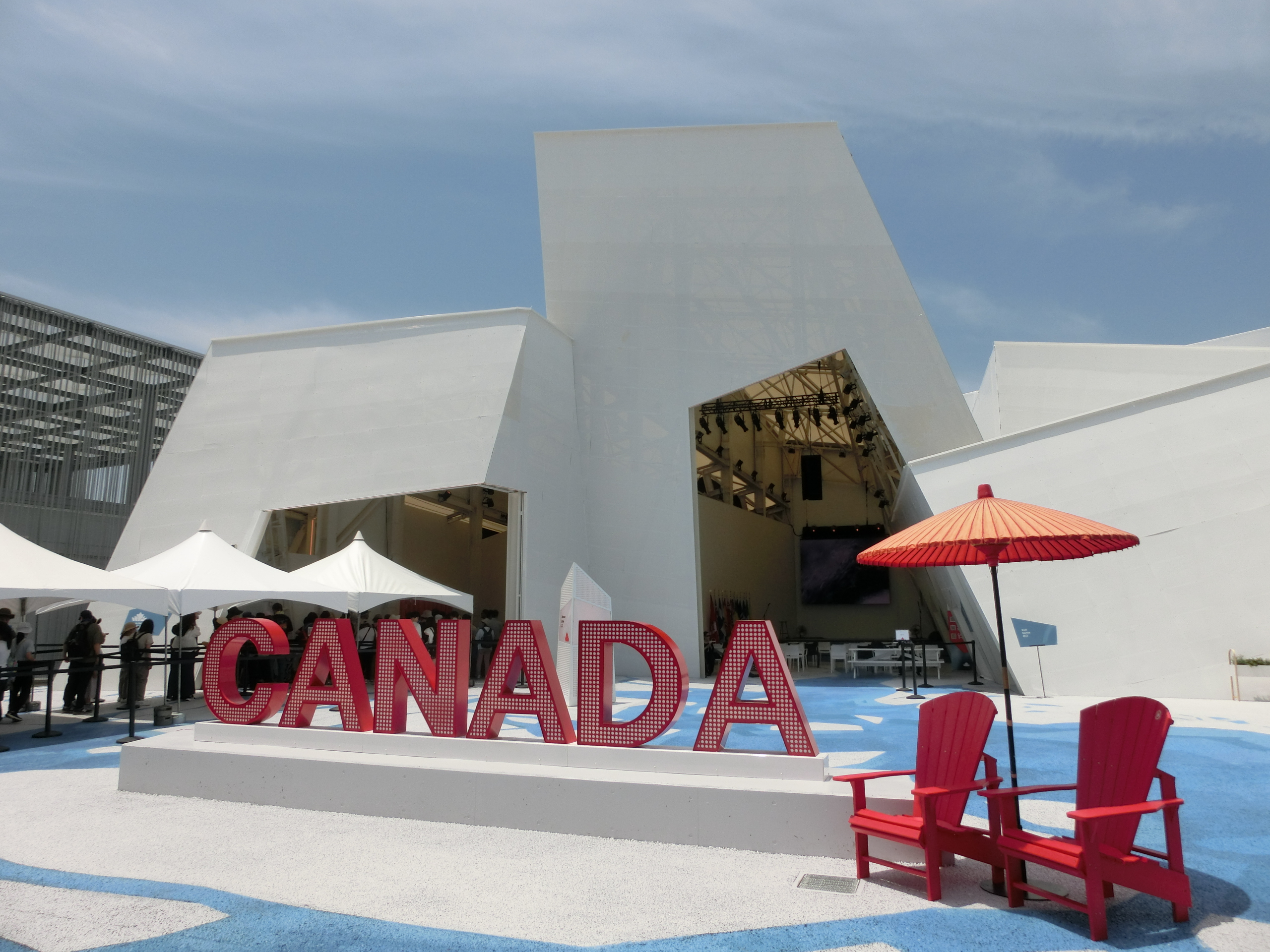
カナダ館
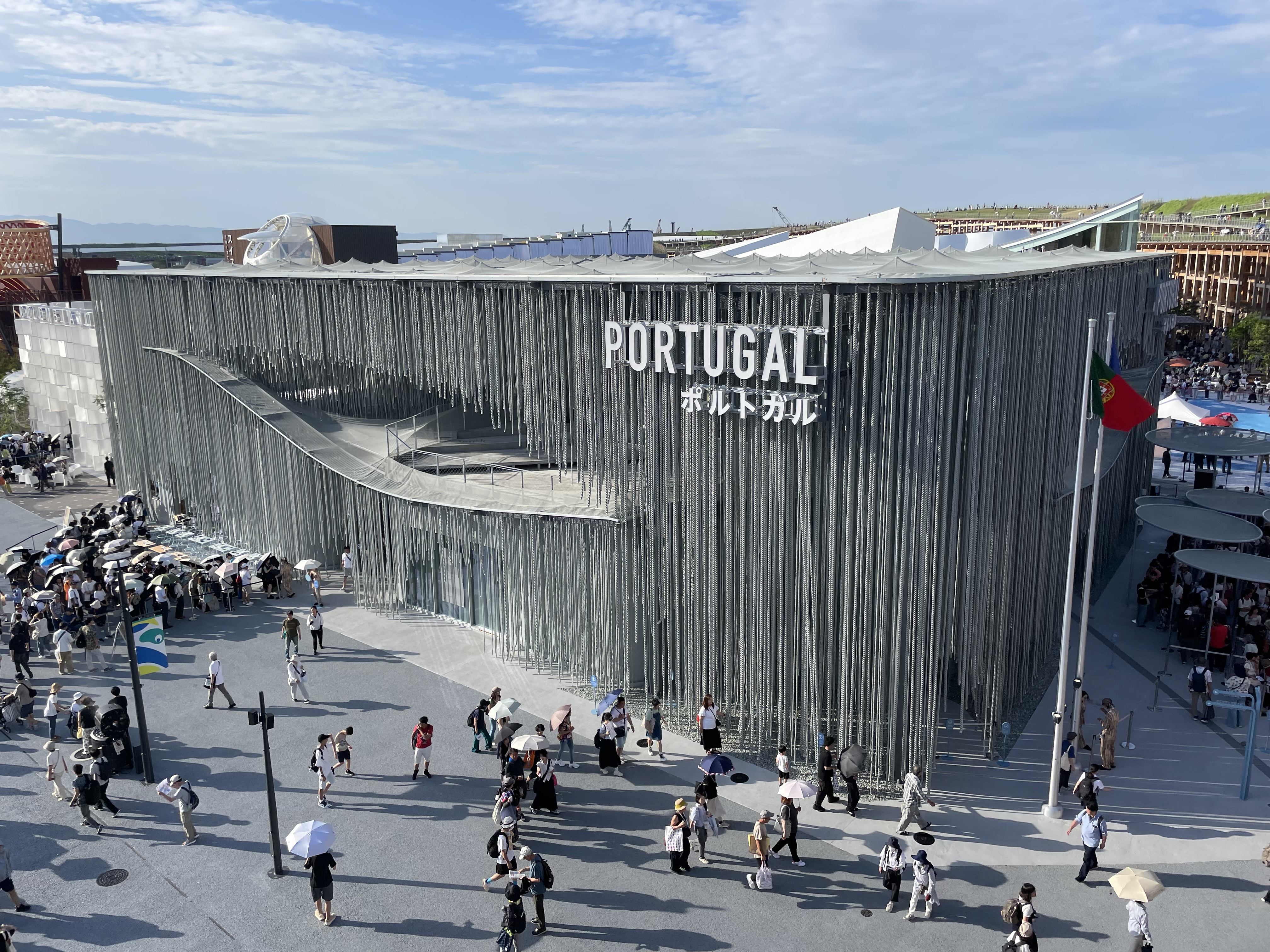
ポルトガル館
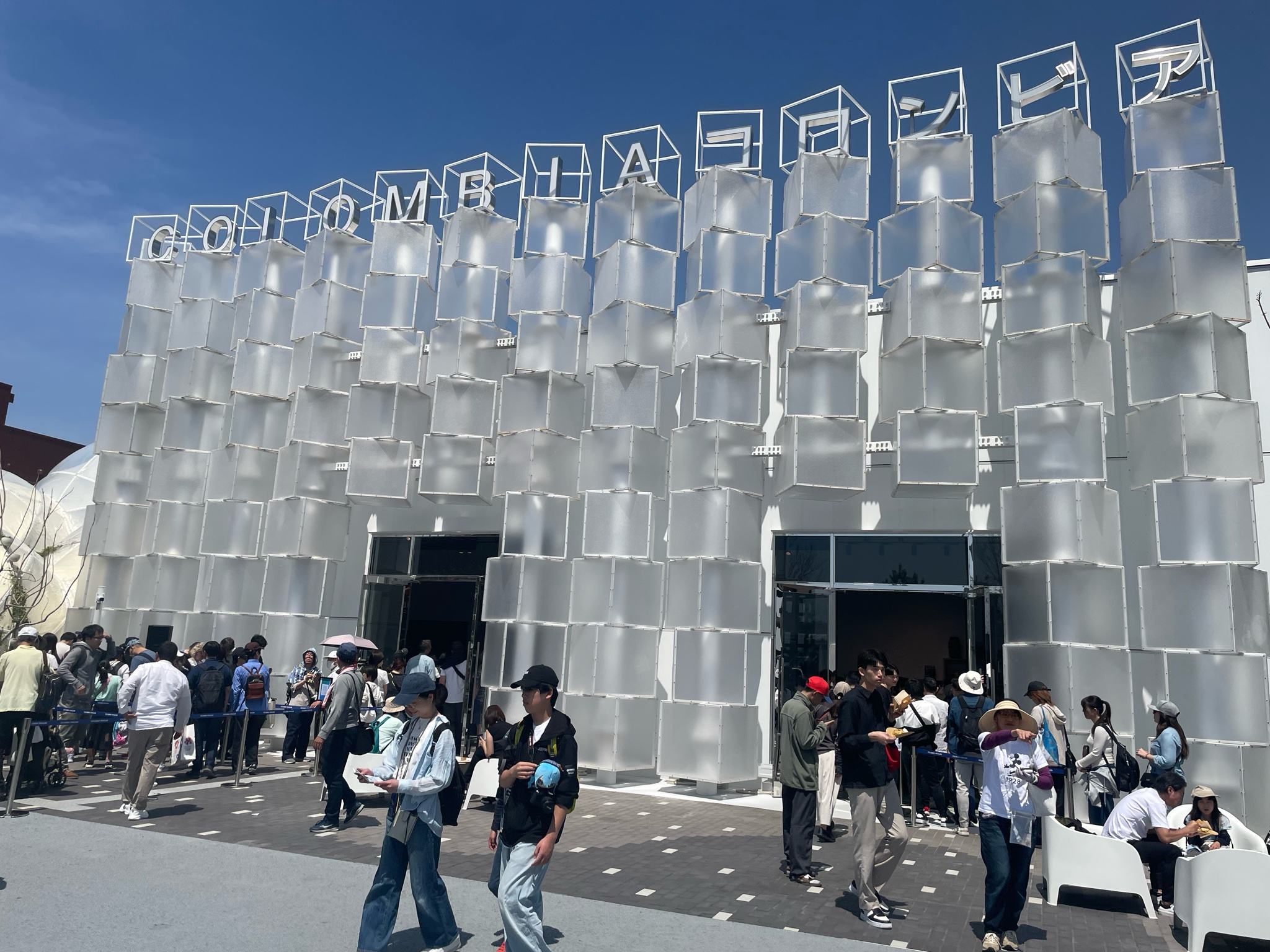
コロンビア館
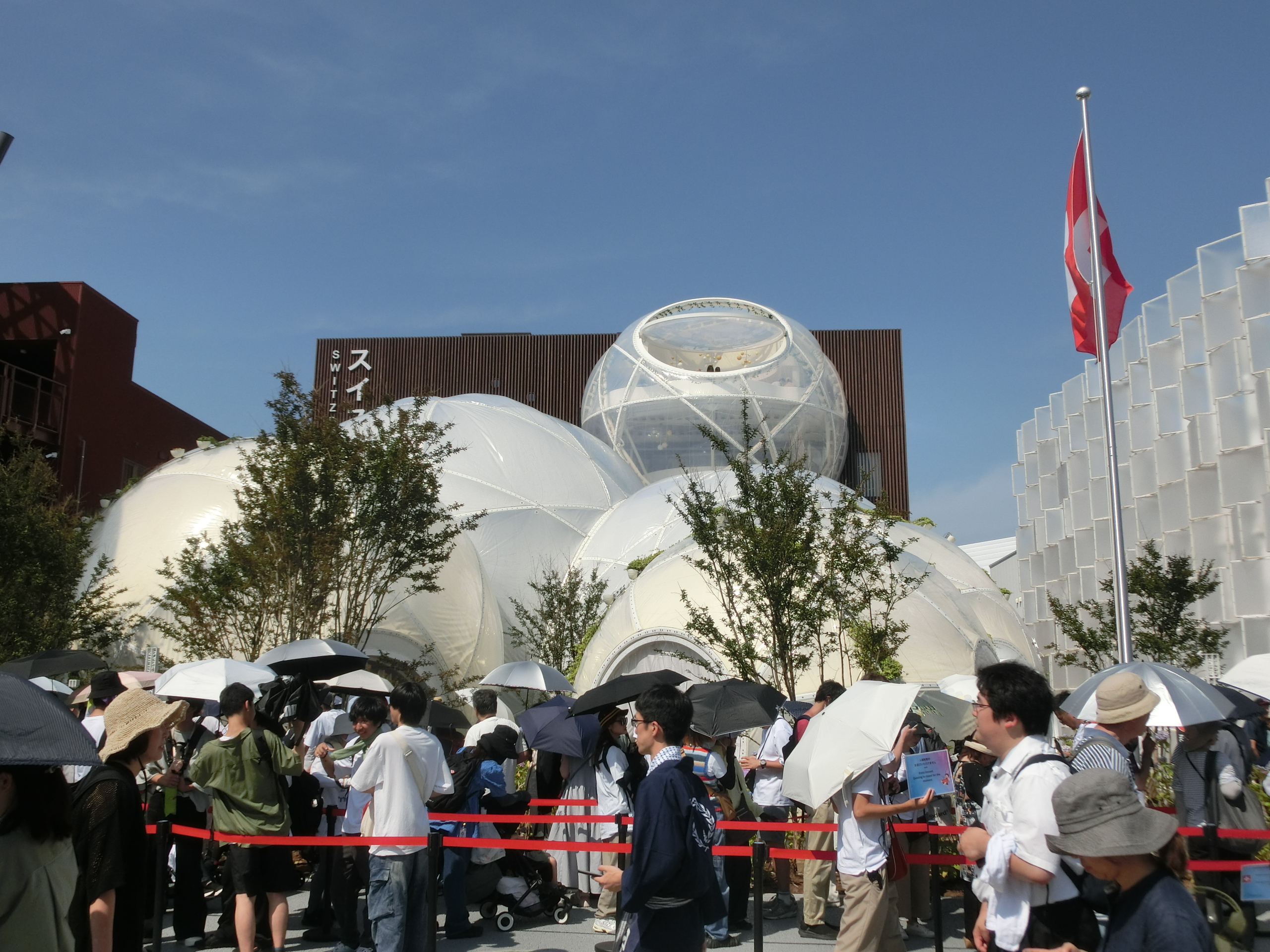
スイス館
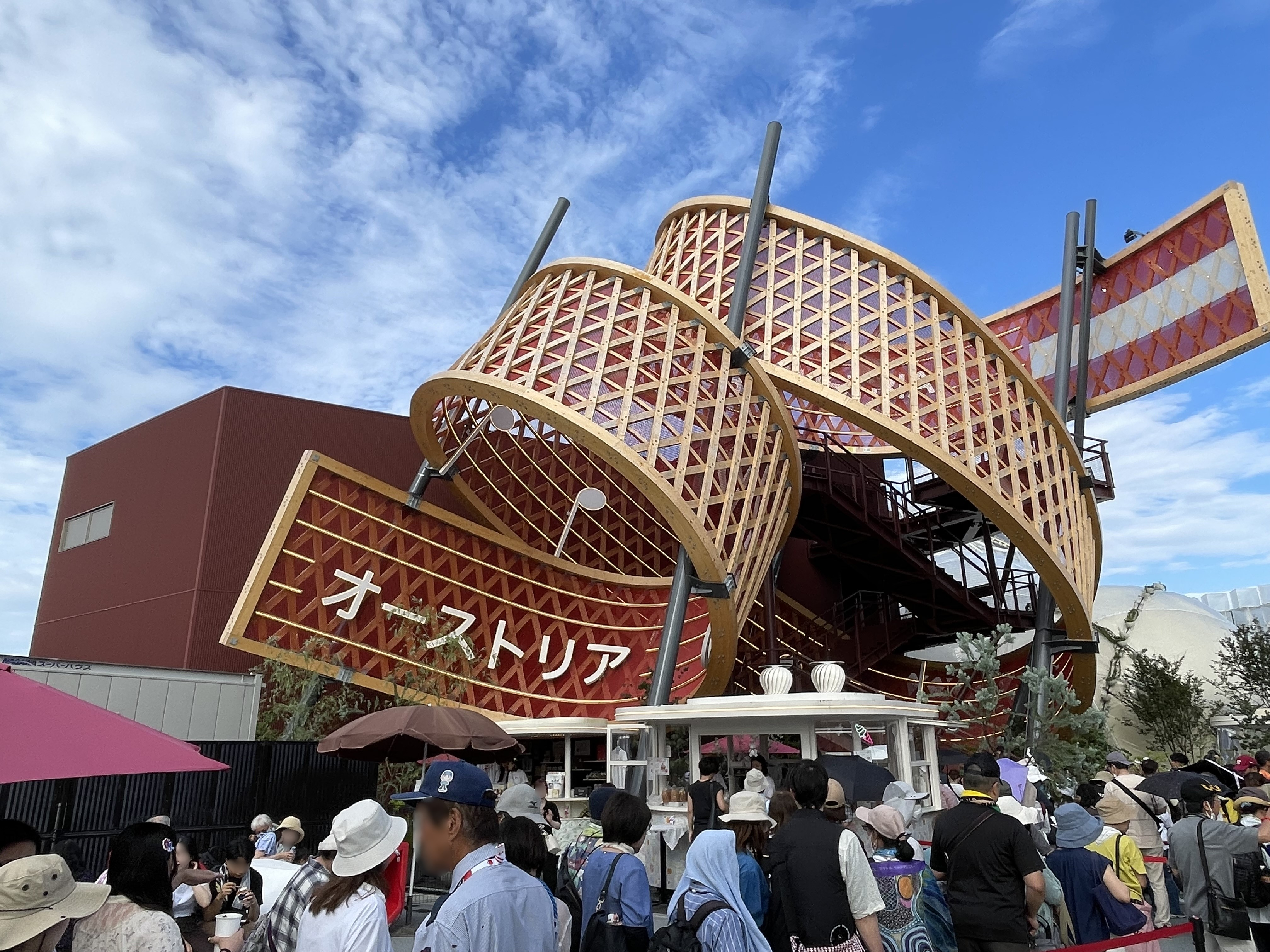
オーストリア館
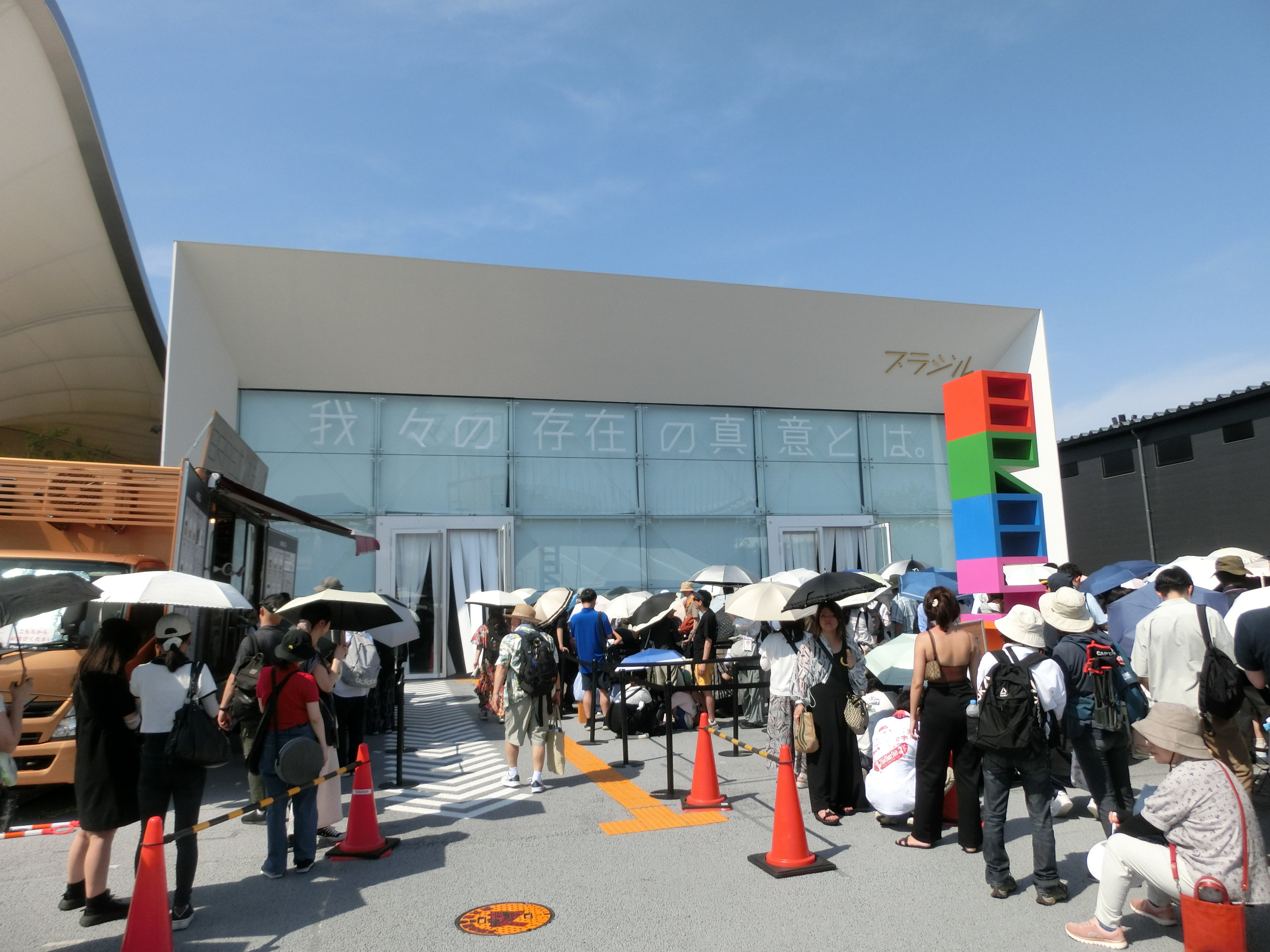
ブラジル館
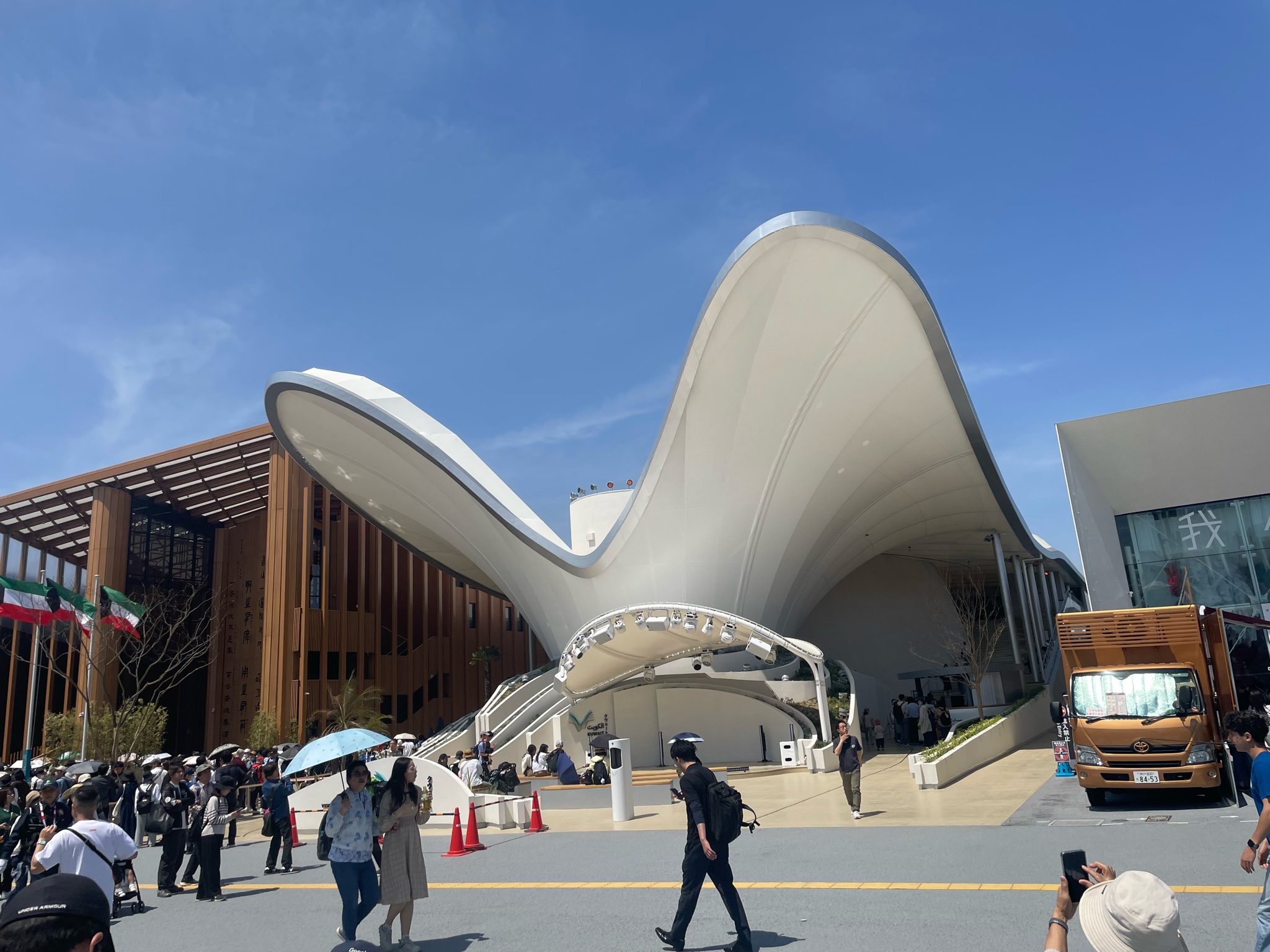
クウェート館
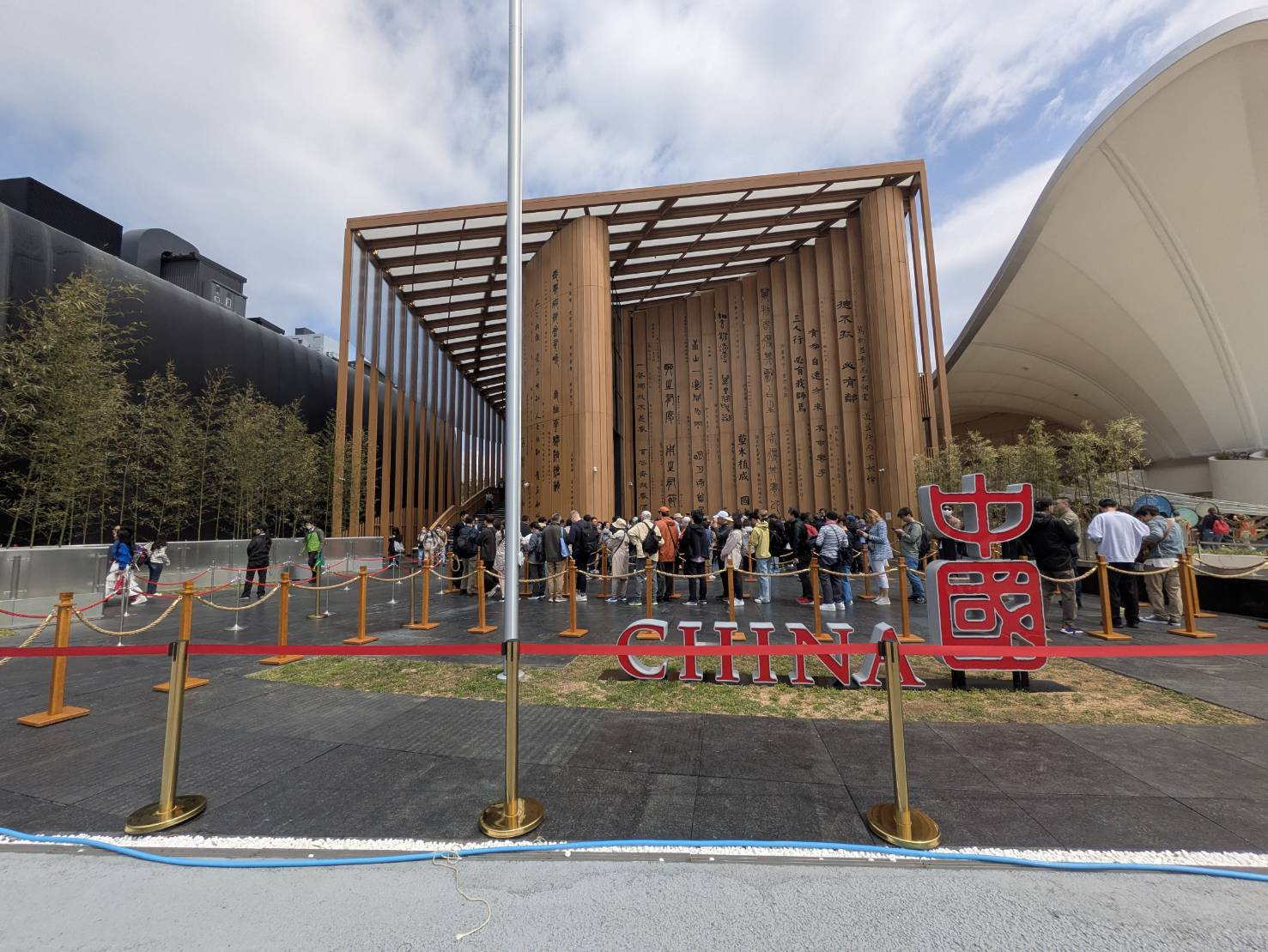
中国館
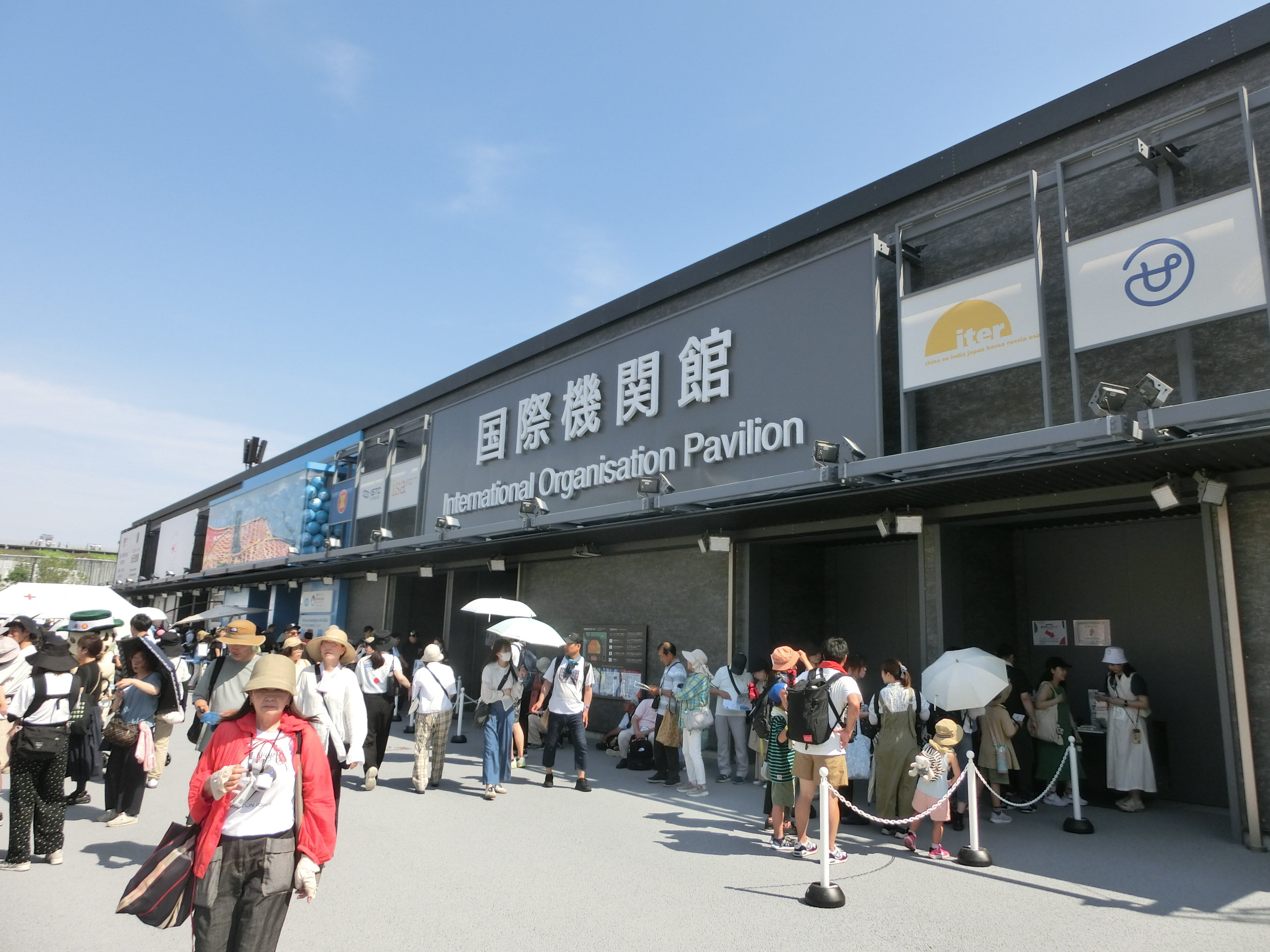
国際機関館
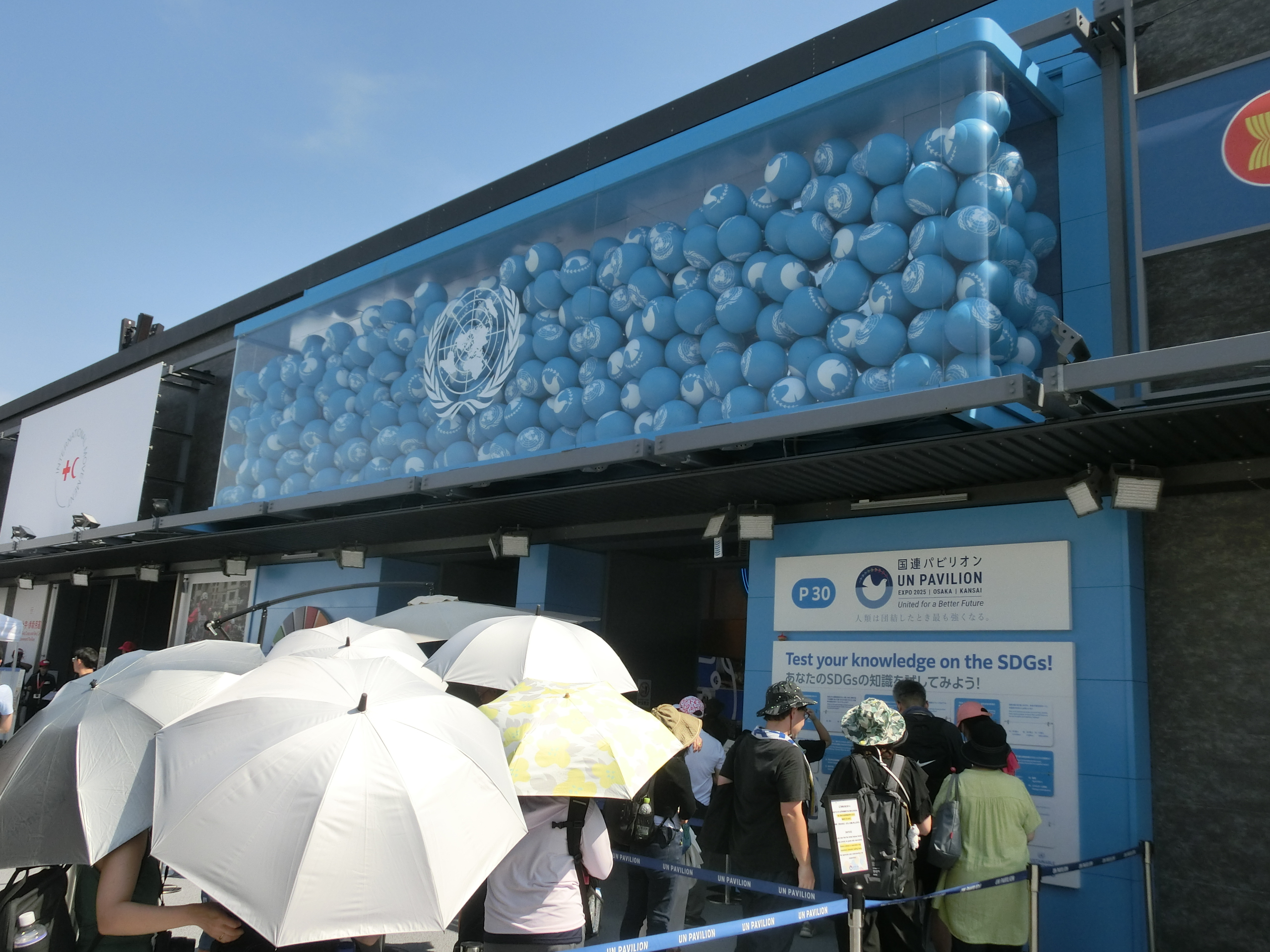
国際連合館
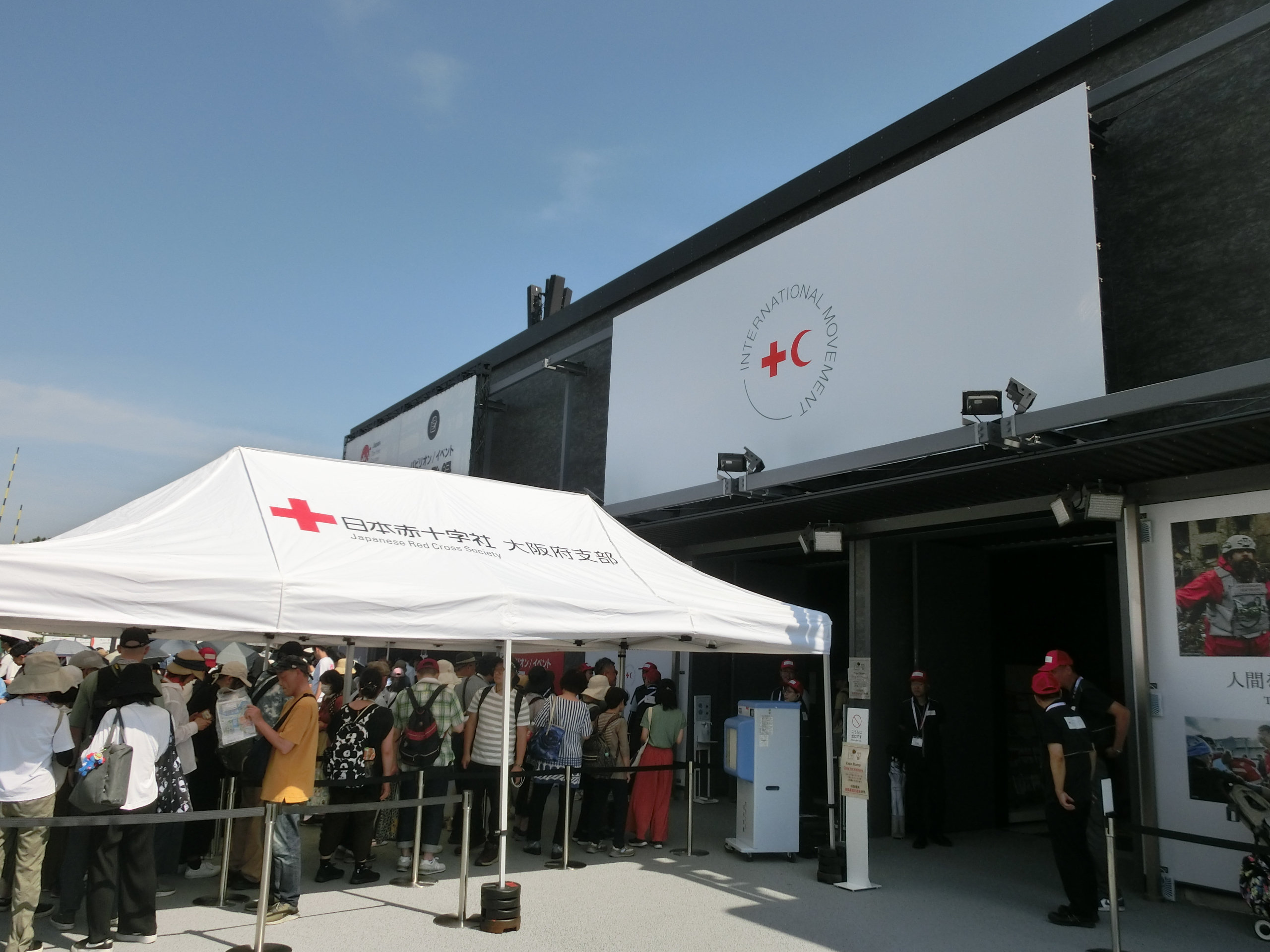
国際赤十字・赤新月運動館
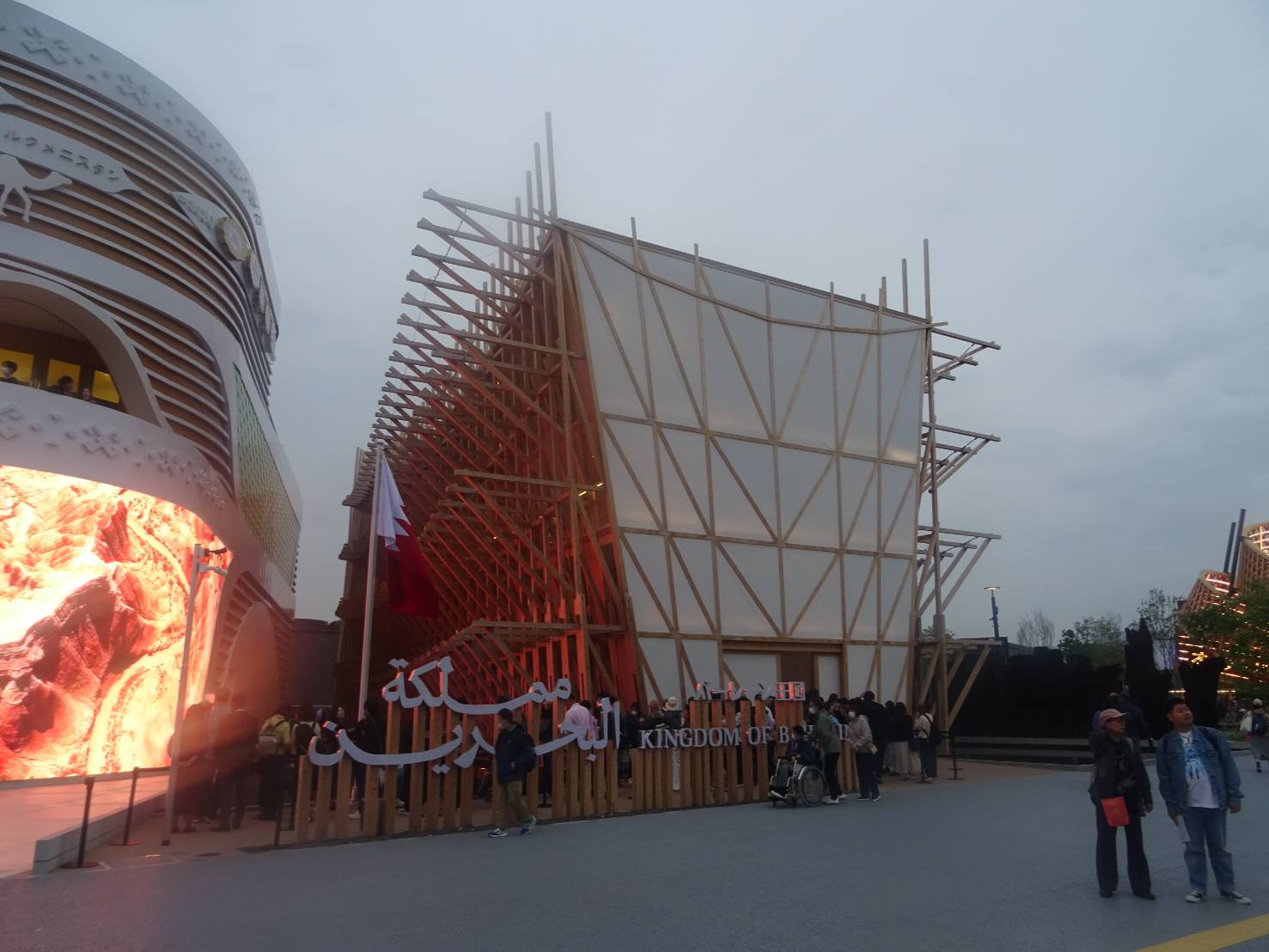
バーレーン館
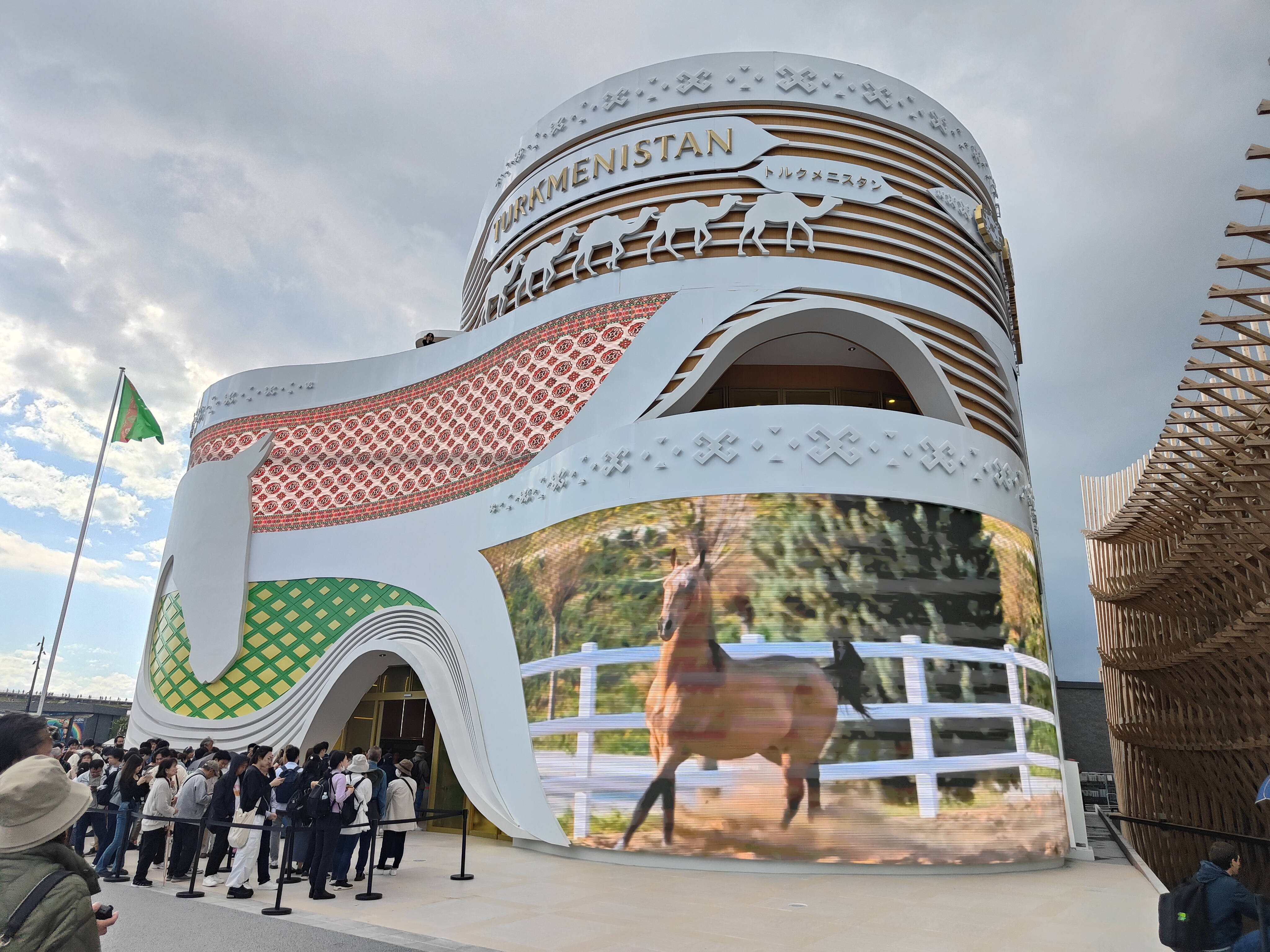
トルクメニスタン館
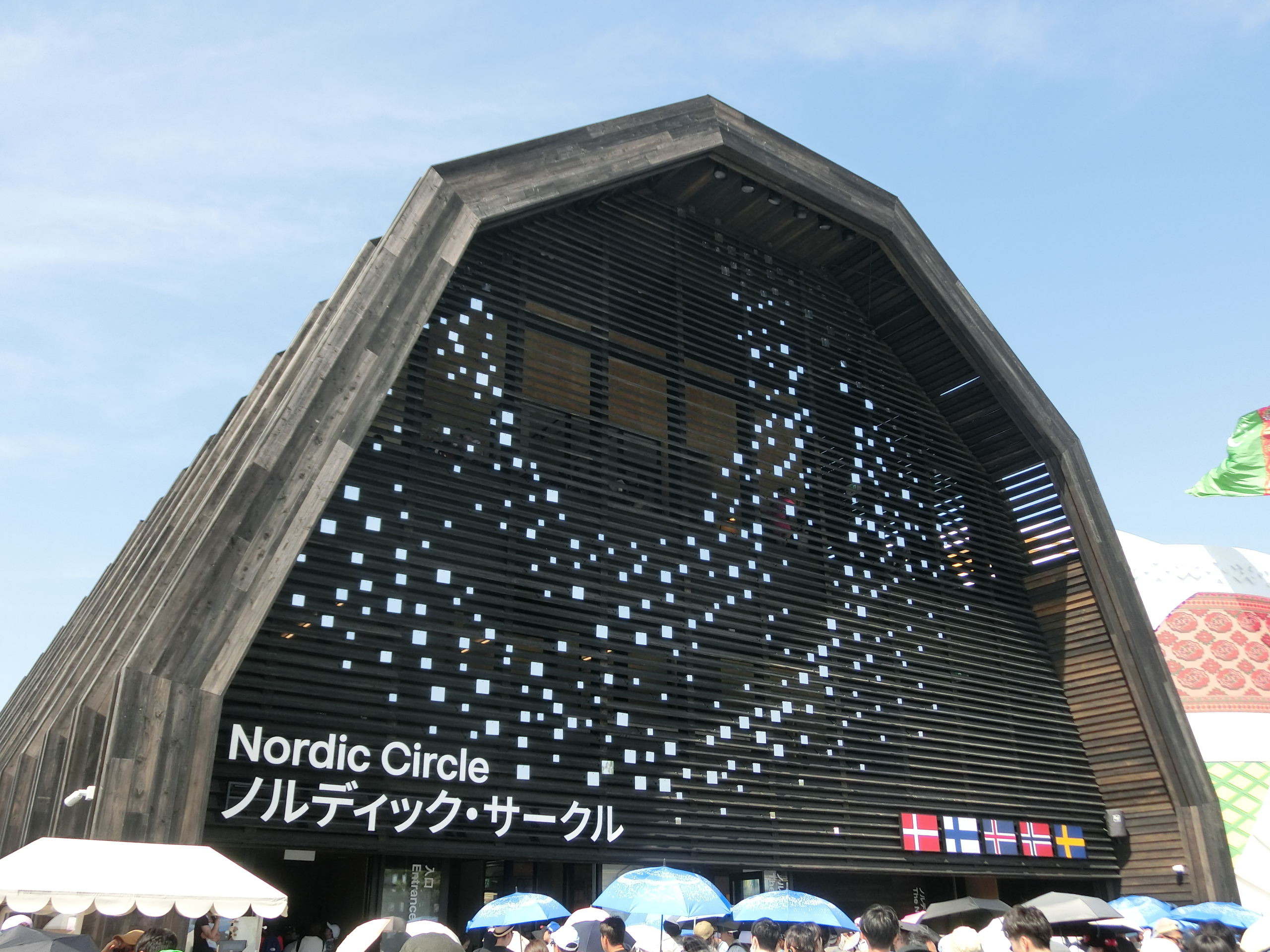
北欧館
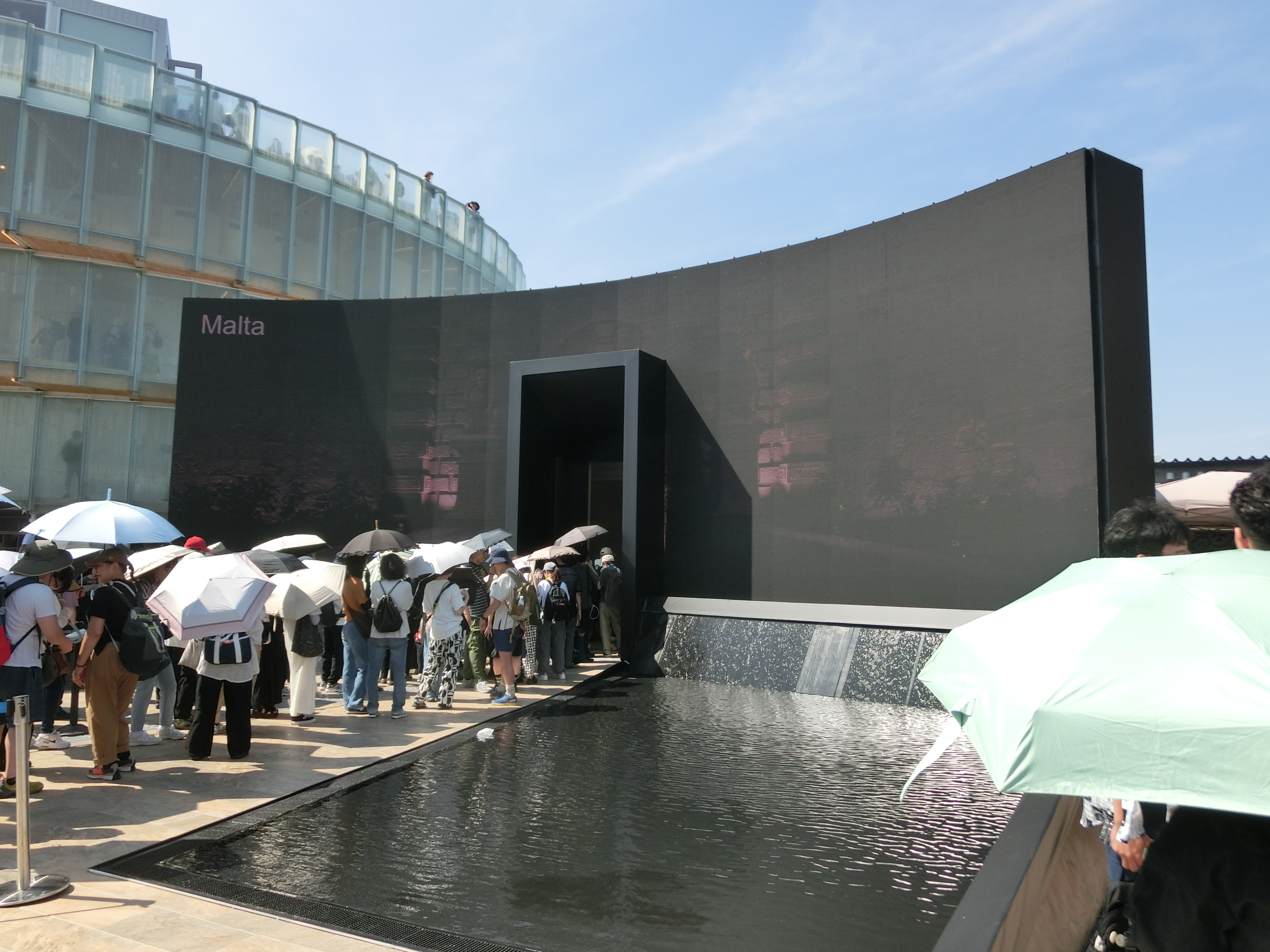
マルタ館
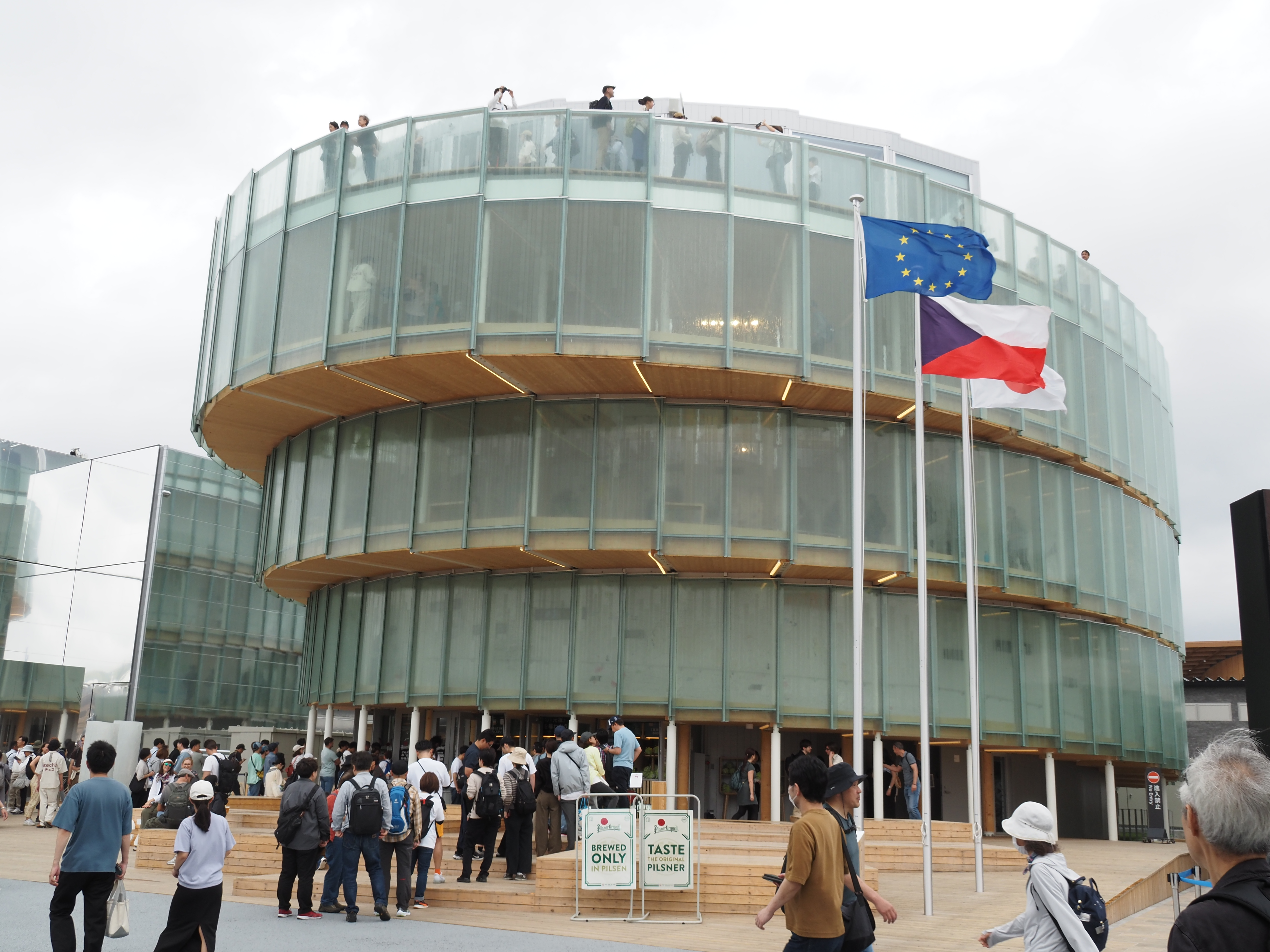
チェコ館

コモンズA館 参加国
イエメン、ウガンダ、エスワティニ、ガーナ、北マケドニア、ギニアビサウ、キルギス、グレナダ、ケニア、コソボ、コモロ、サモア、スリナム、スリランカ、セーシェル、セントクリストファー・ネービス、セントルシア、ソロモン諸島、トリニダード・トバゴ、トンガ、バヌアツ、パプアニューギニア、パラオ、バルバトス、ブルンジ、ボリビア、マラウイ、モーリシャス、ルワンダ
国際機関館 参加機関
東南アジア諸国連合（ASEAN）、イーター国際核融合エネルギー機構、国際科学技術センター、太陽に関する国際的な同盟、万博博物館
北欧館 参加国
アイスランド、スウェーデン、デンマーク、ノルウェー、フィンランド

#### セービングゾーン
大屋根リング内部西側。イギリス、イタリア、ベルギーなどの海外パビリオンが並ぶ。

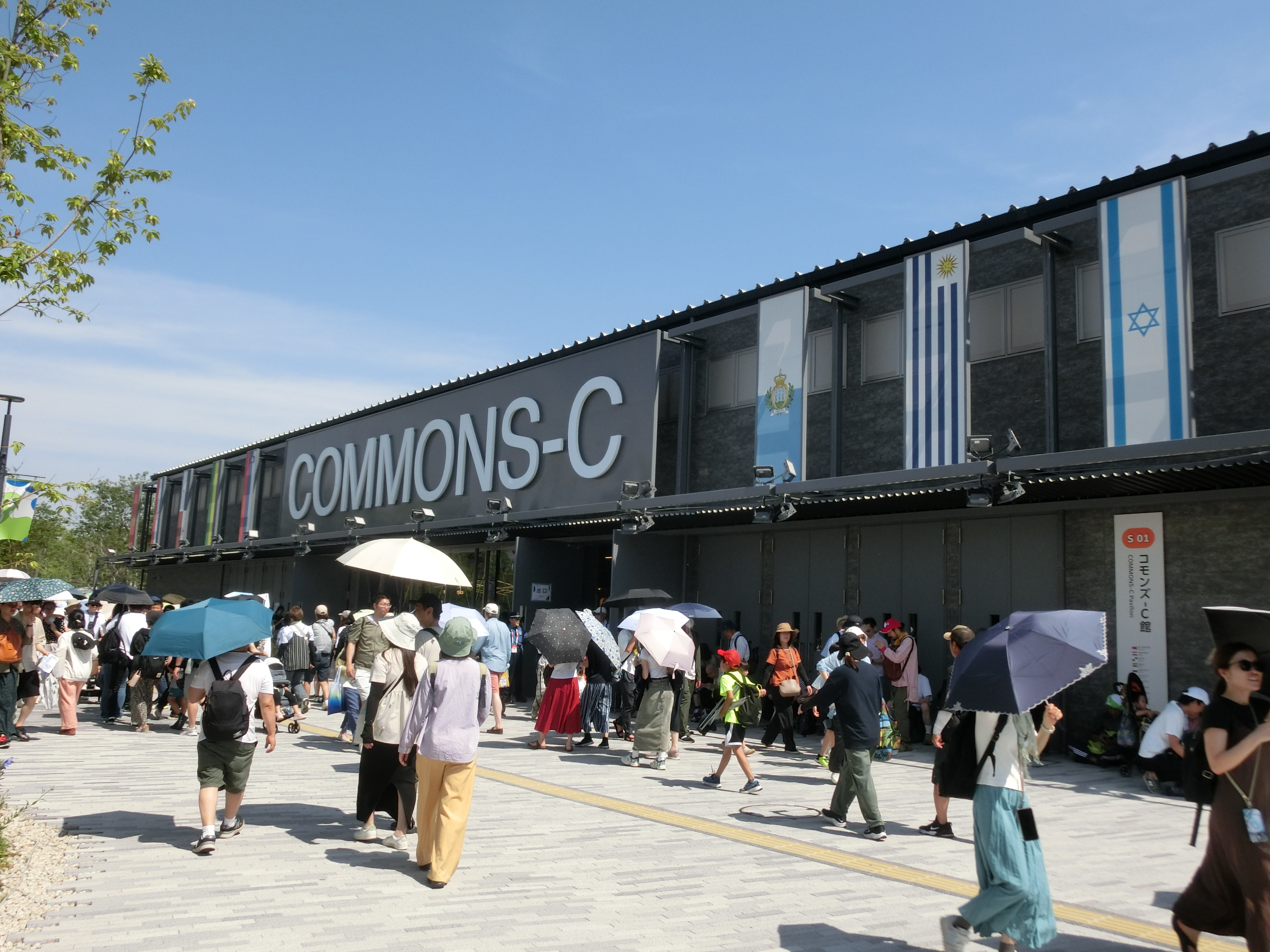
コモンズC館
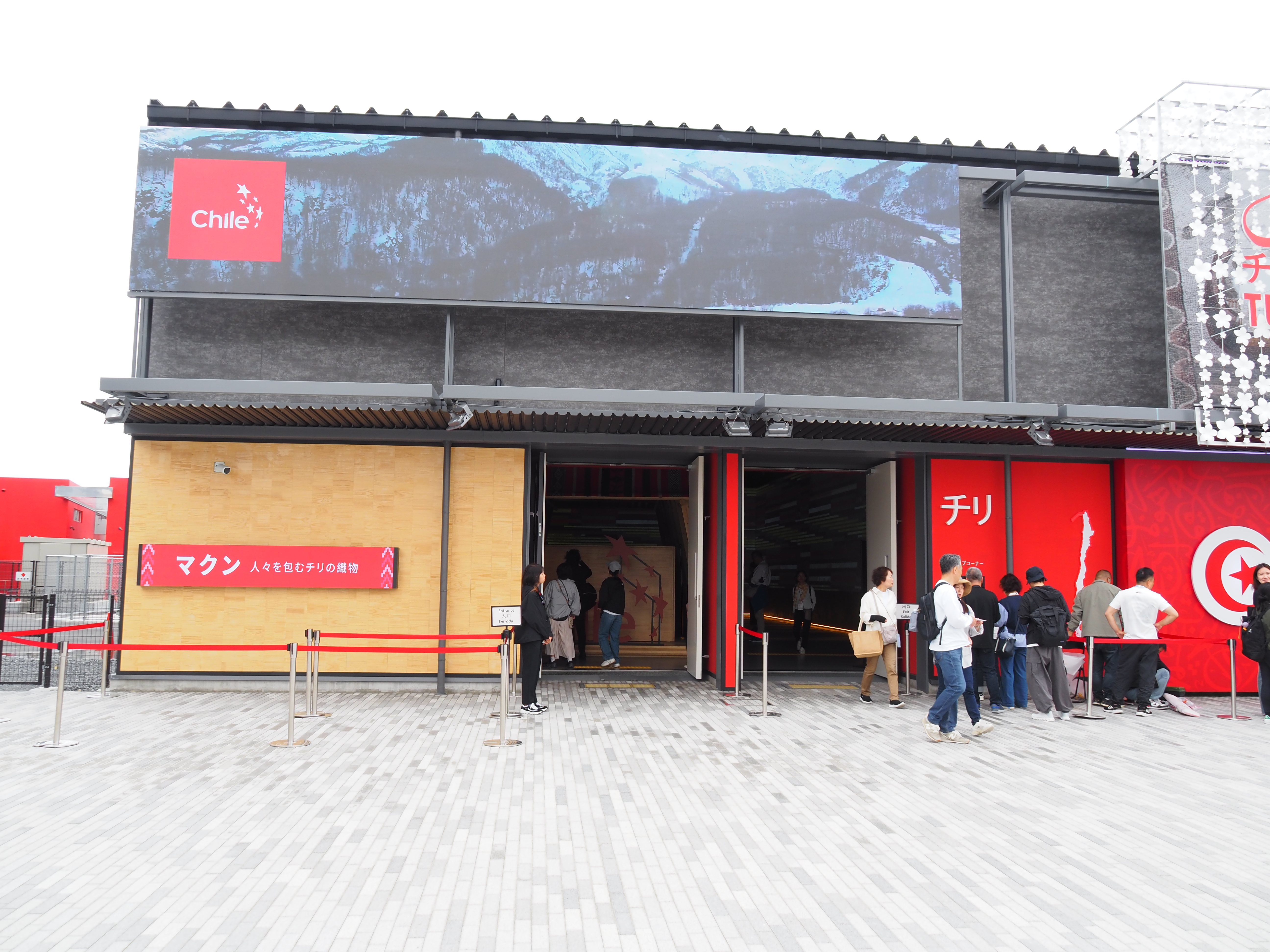
チリ館
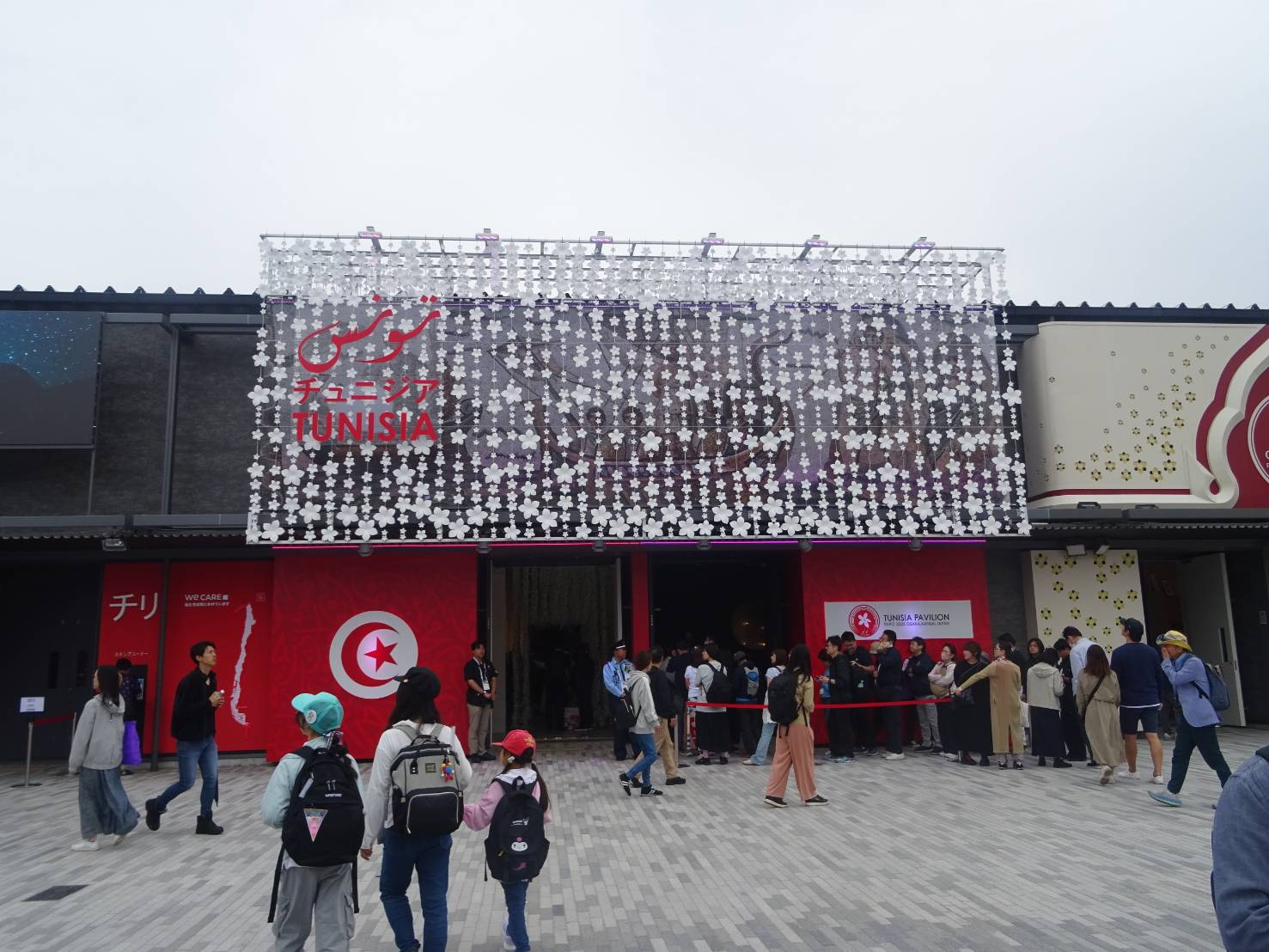
チュニジア館
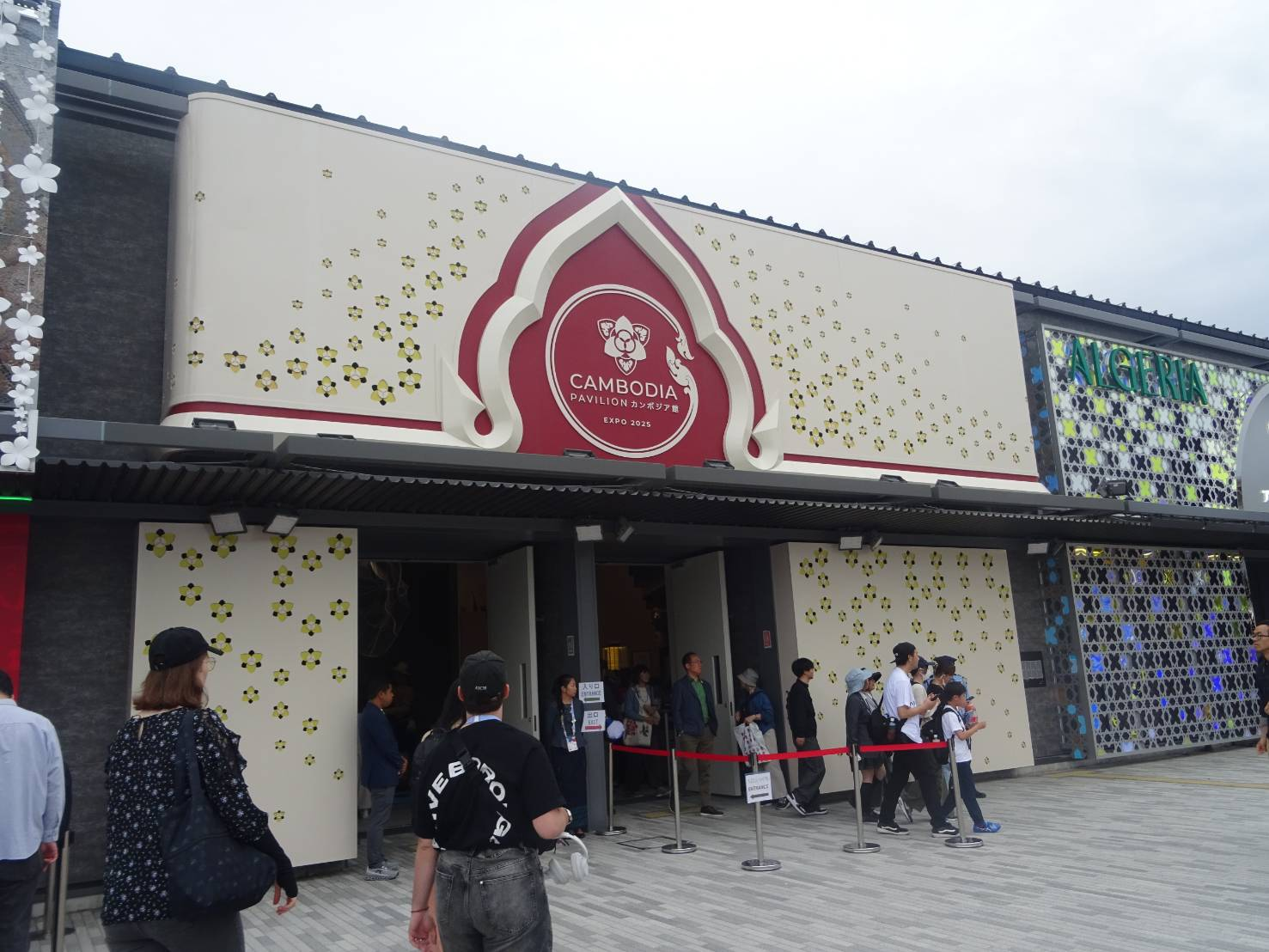
カンボジア館
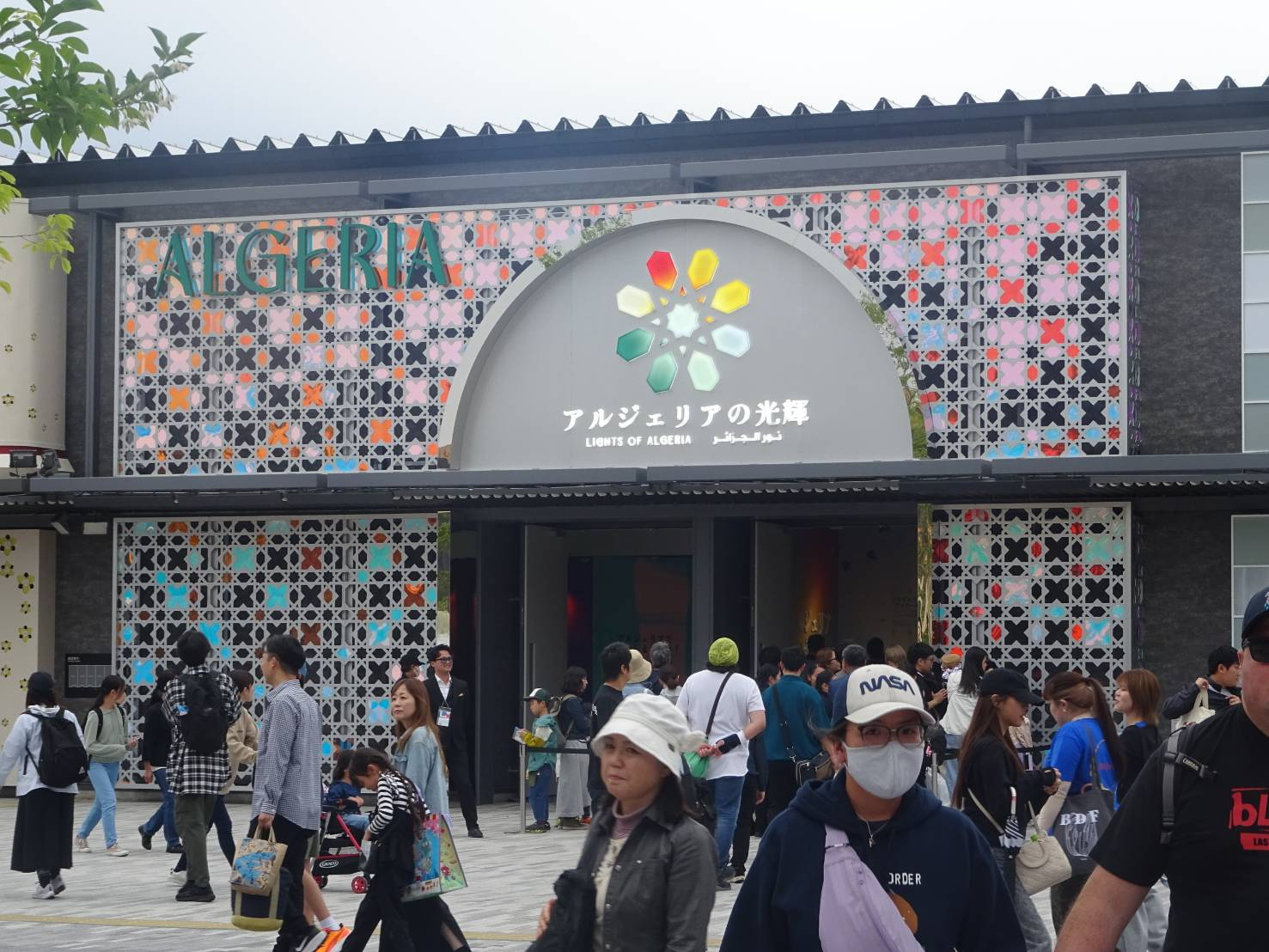
アルジェリア館
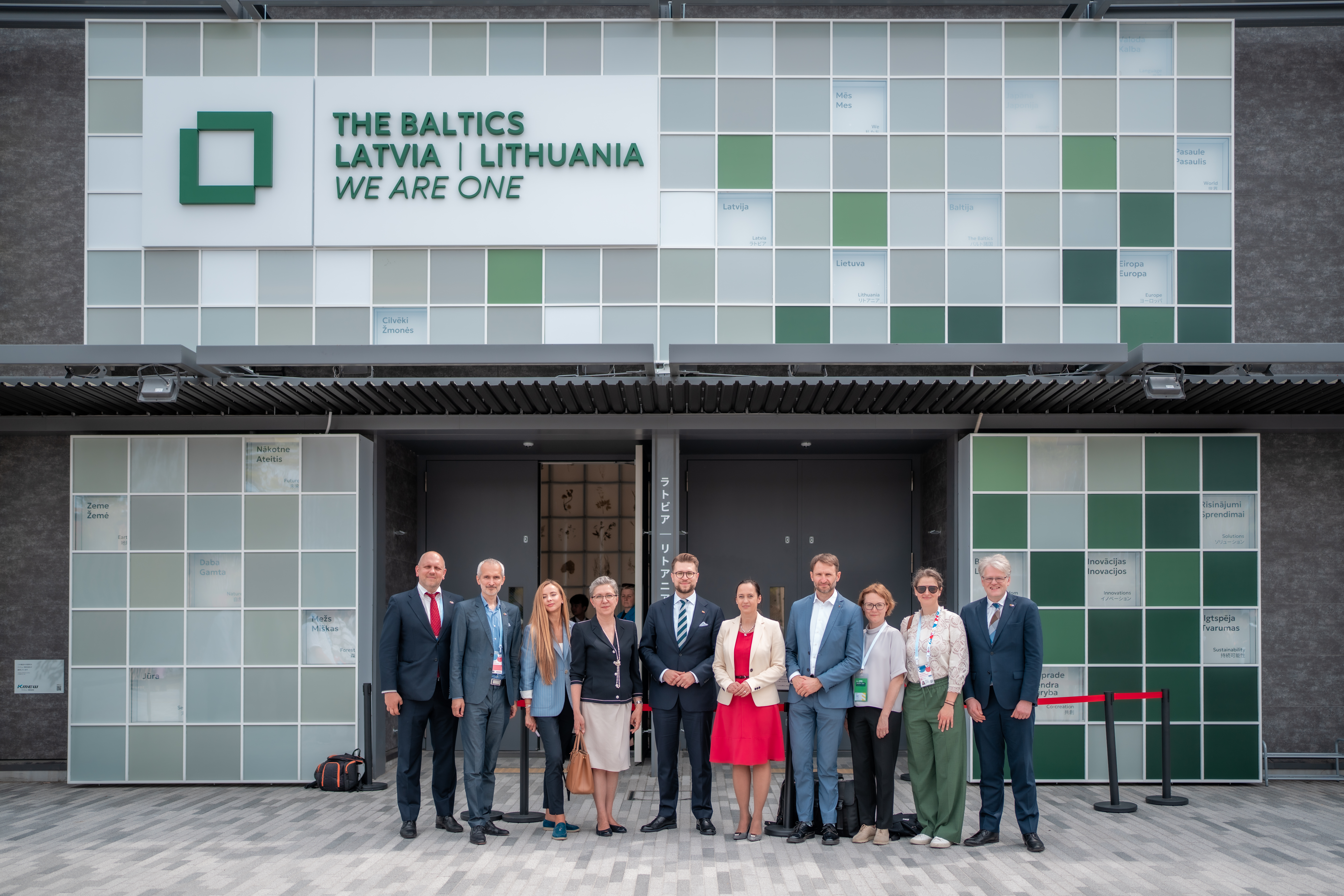
バルト館
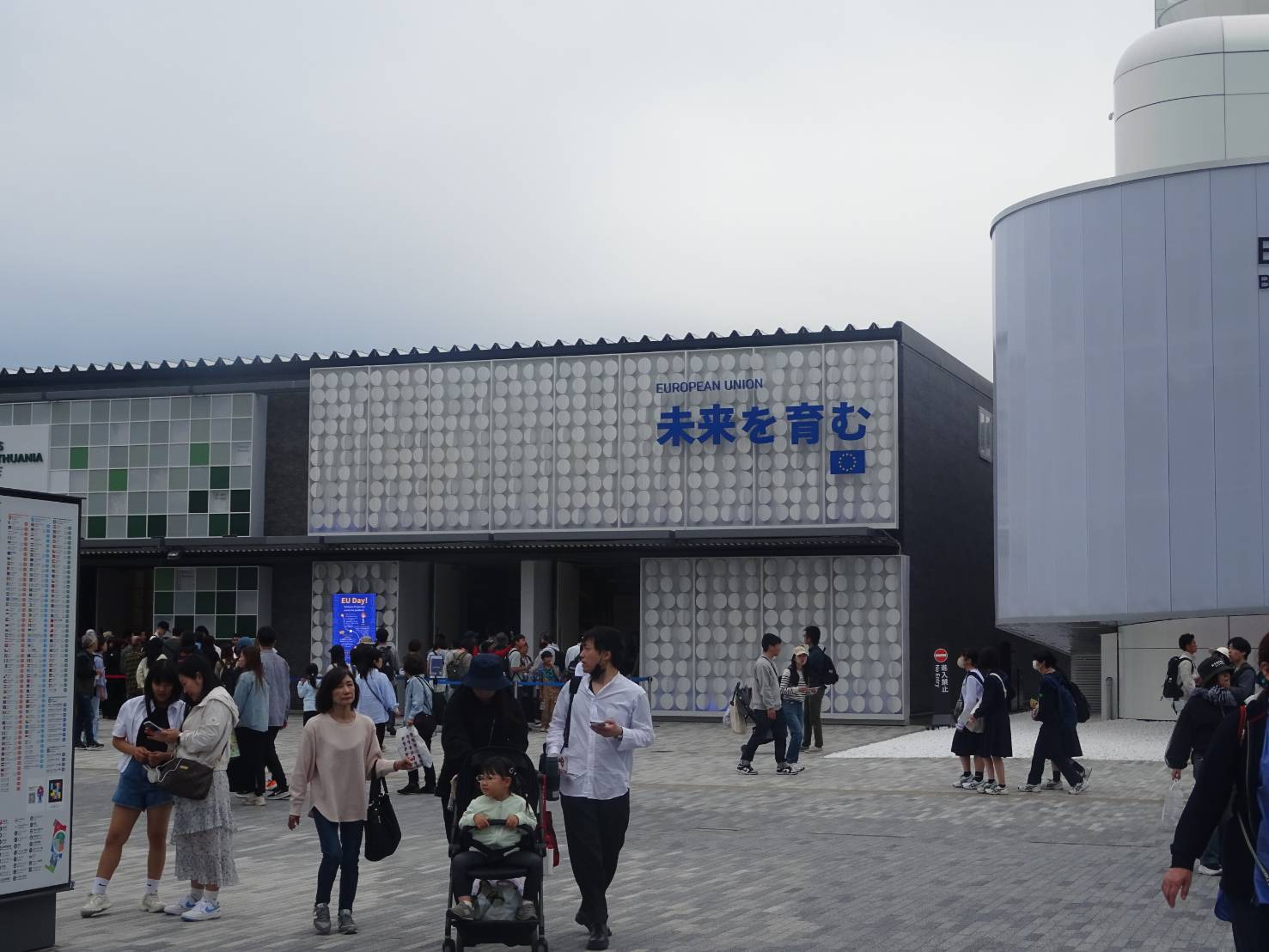
欧州連合館
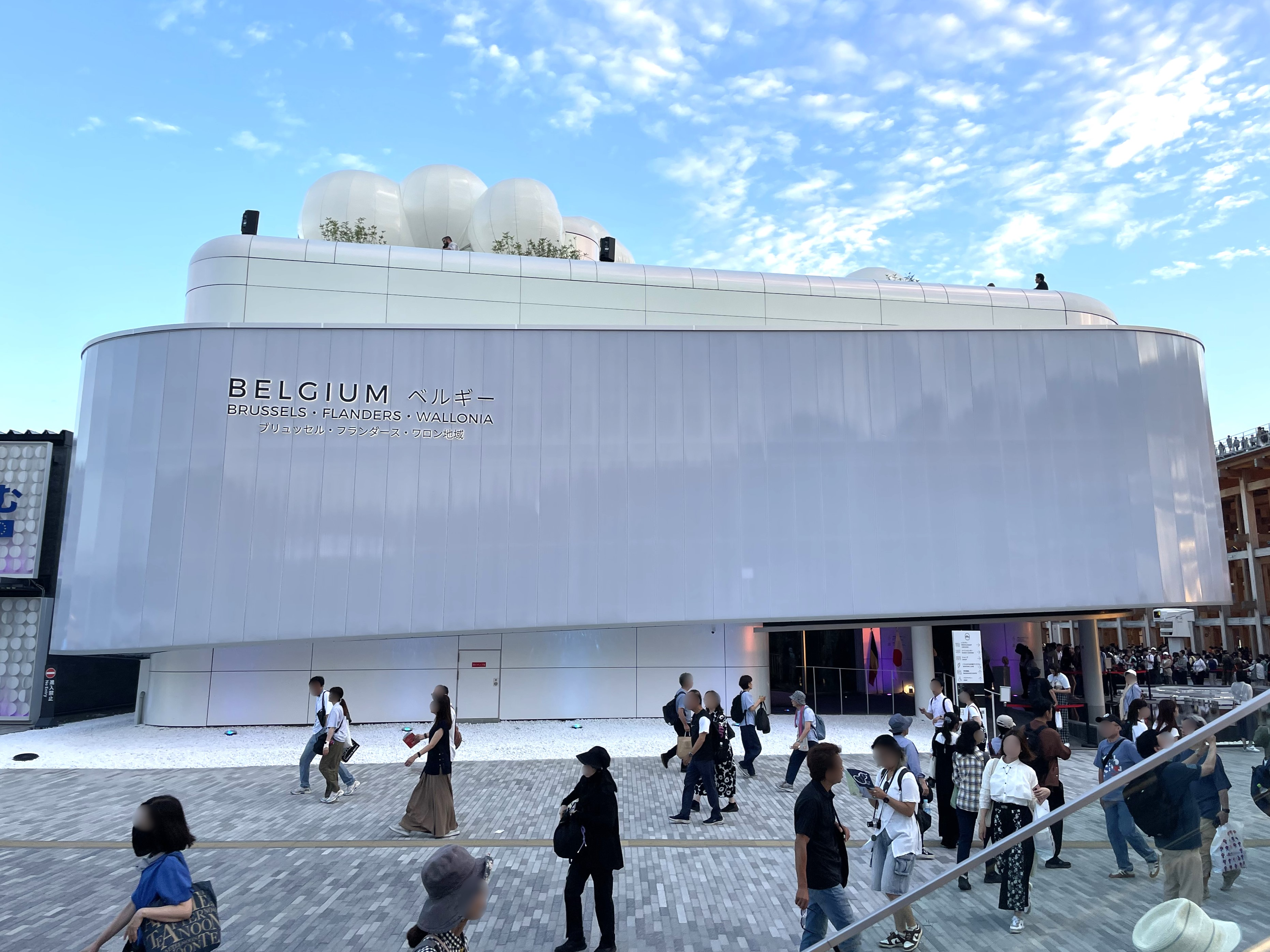
ベルギー館
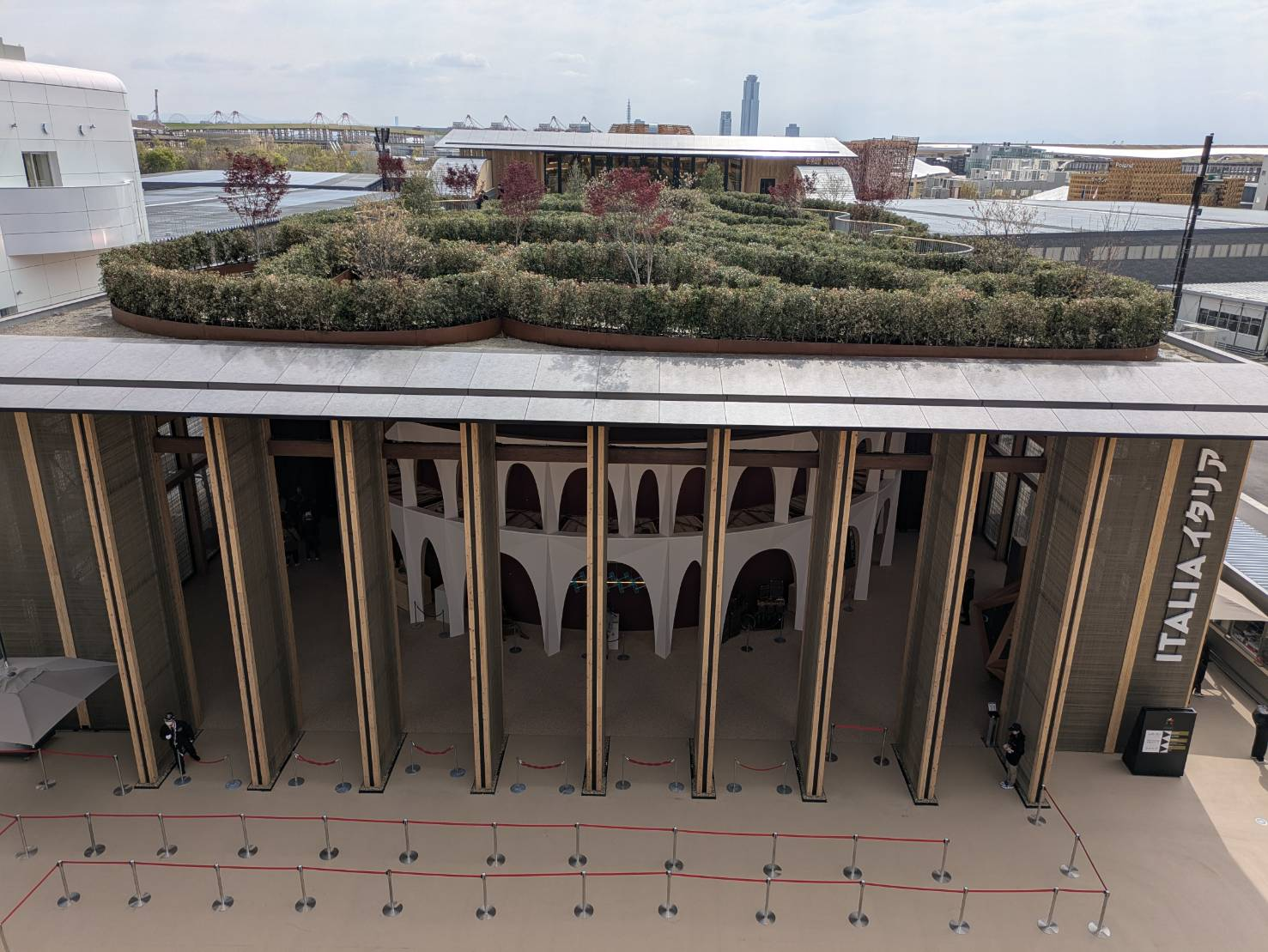
イタリア・バチカン館
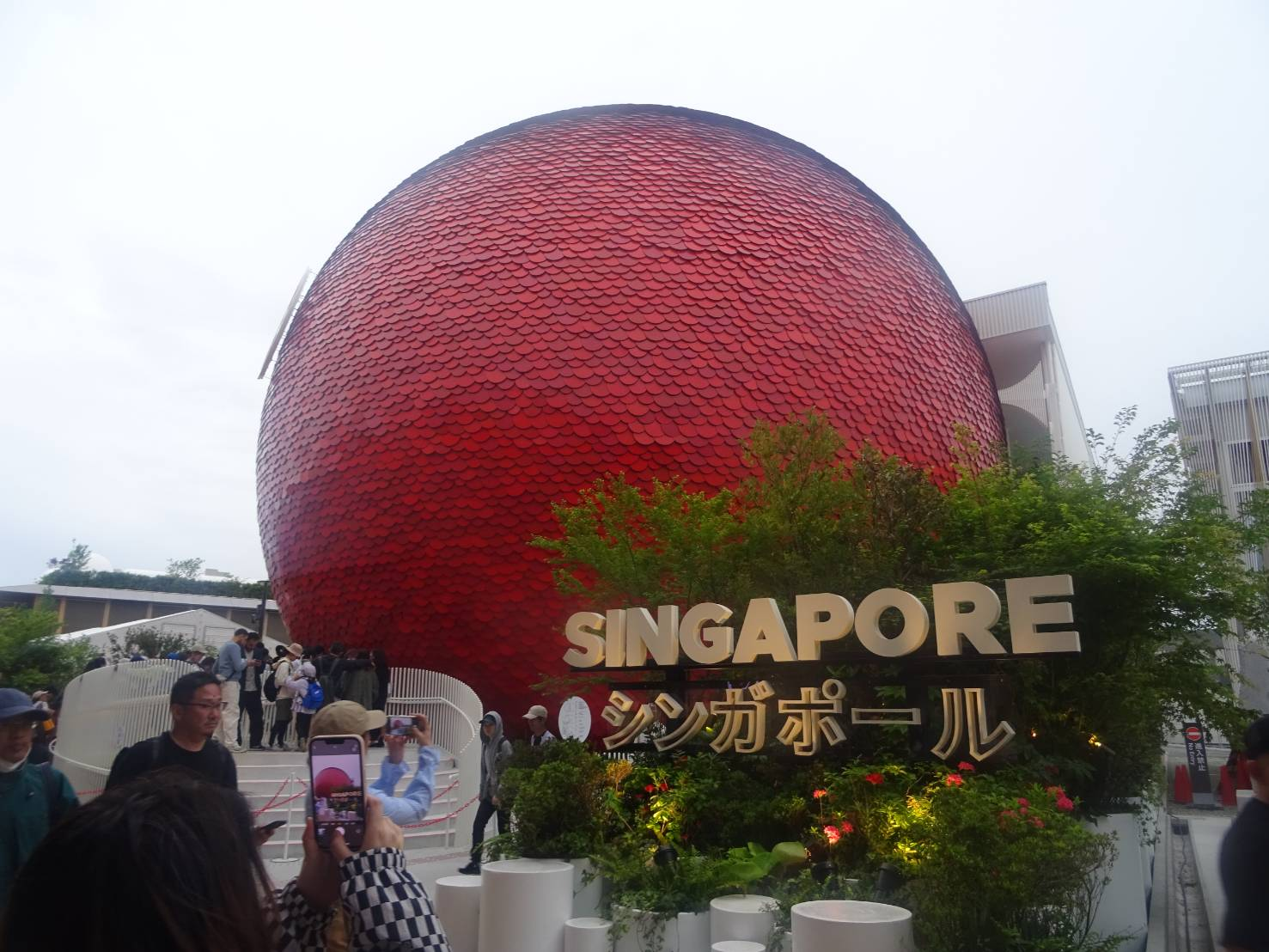
シンガポール館
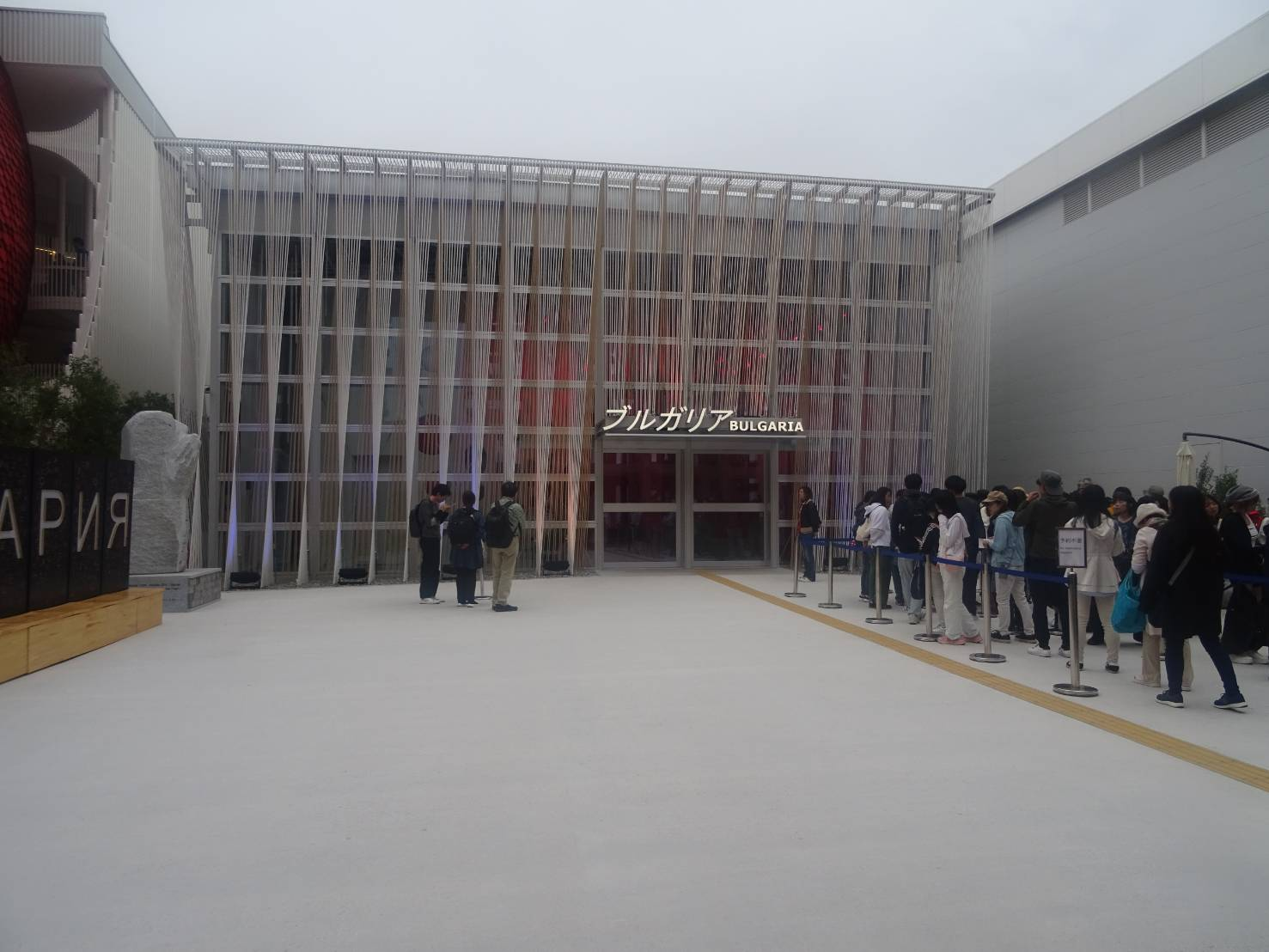
ブルガリア館
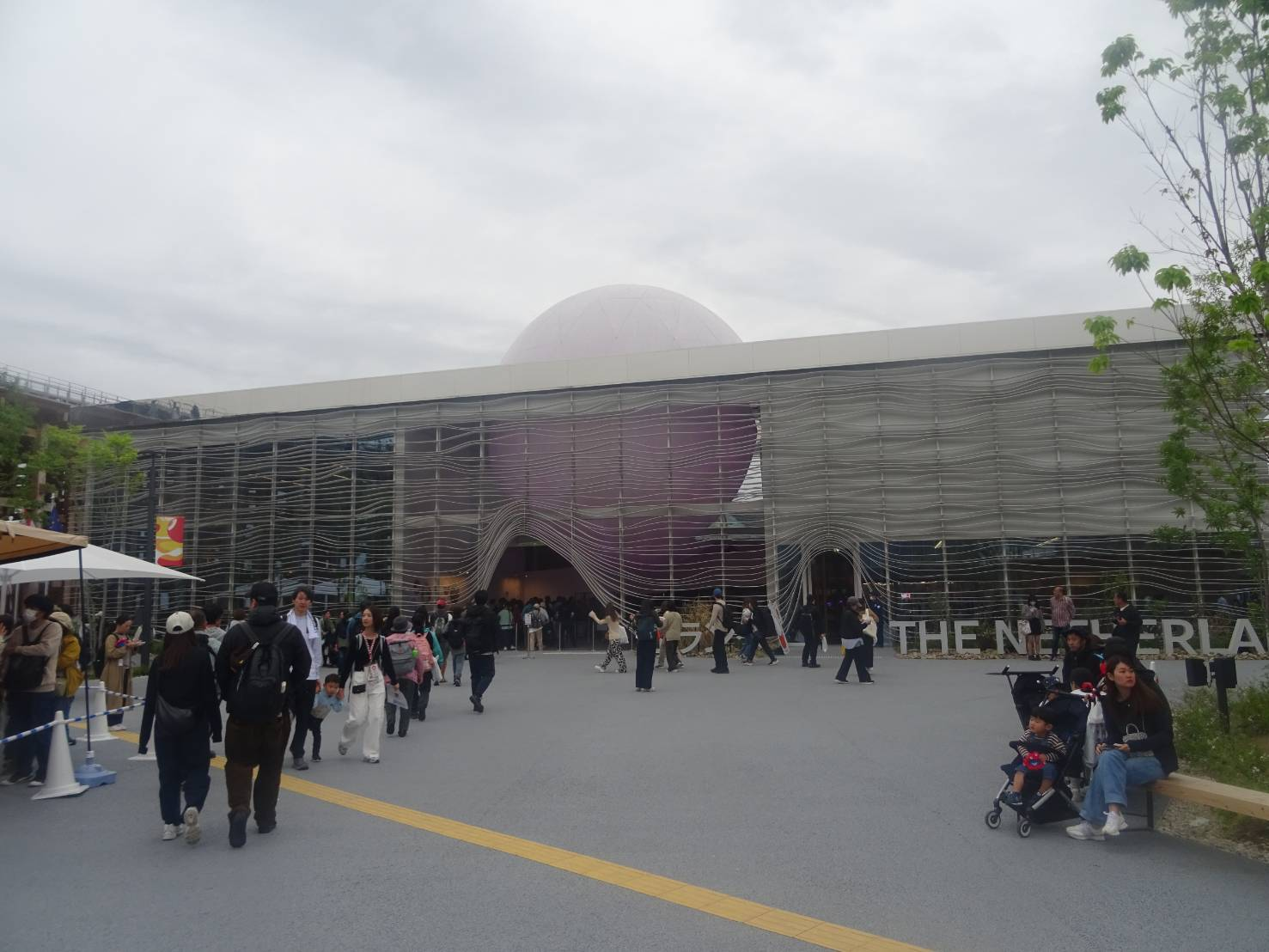
オランダ館
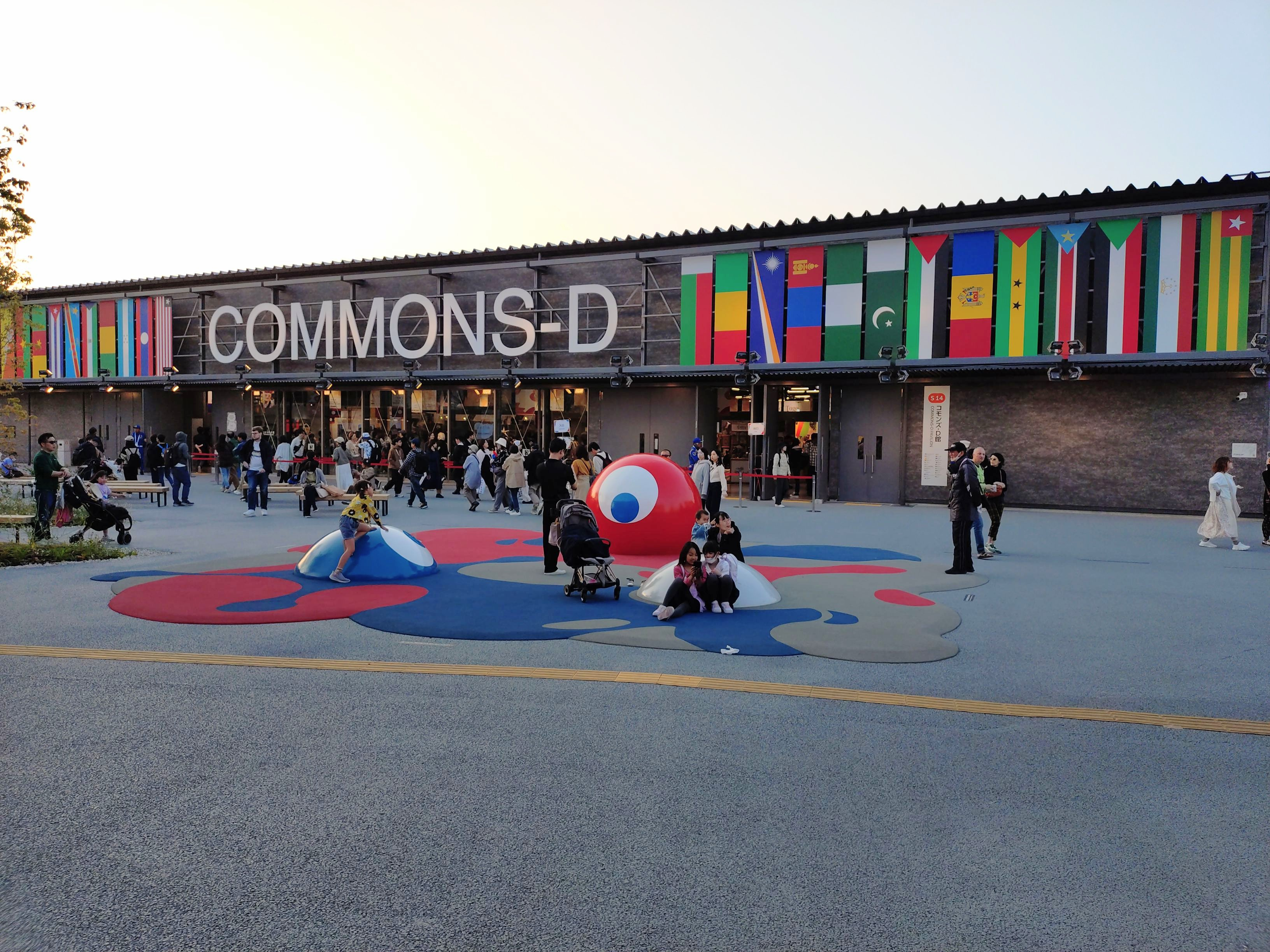
コモンズD館
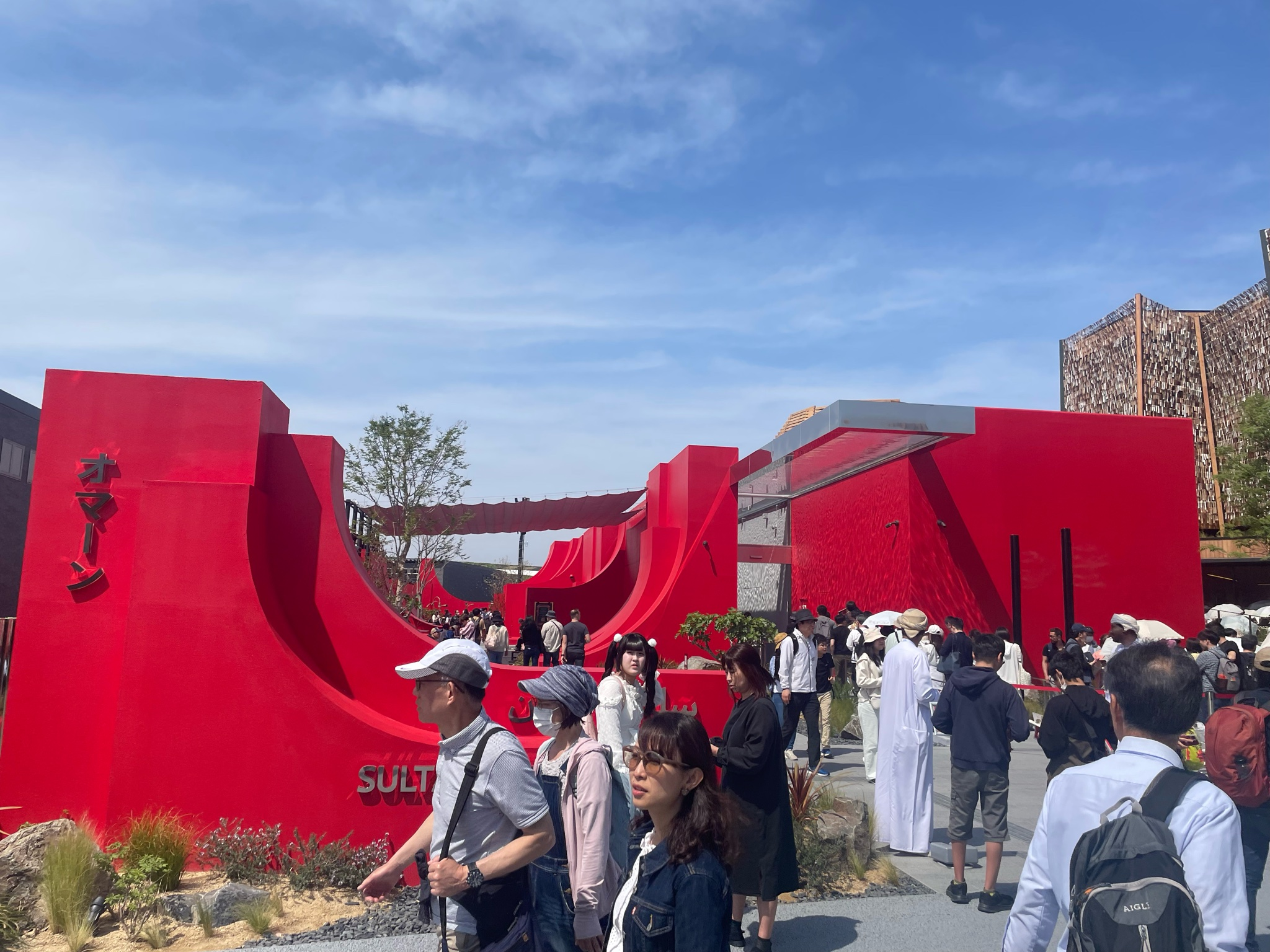
オマーン館
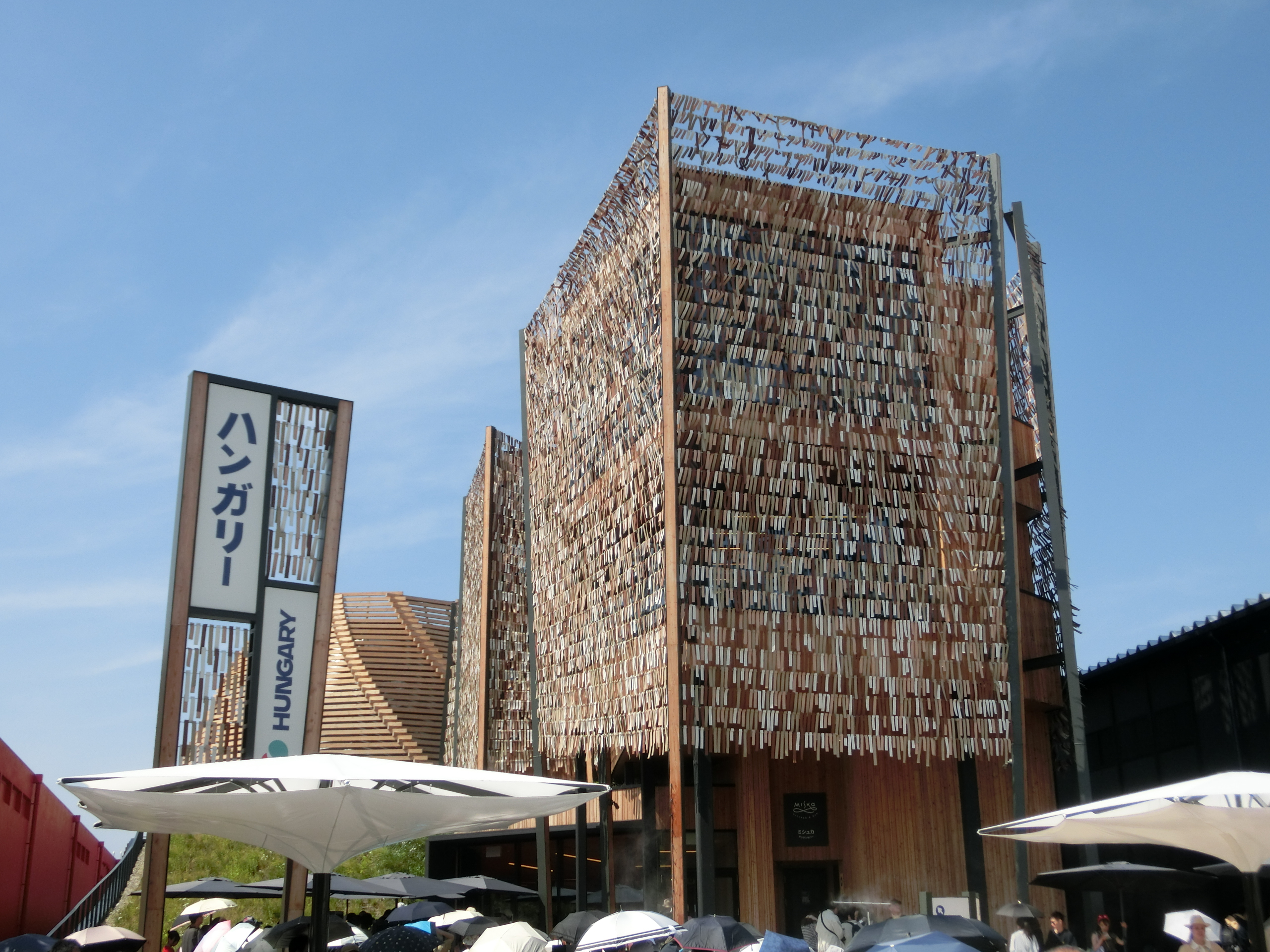
ハンガリー館
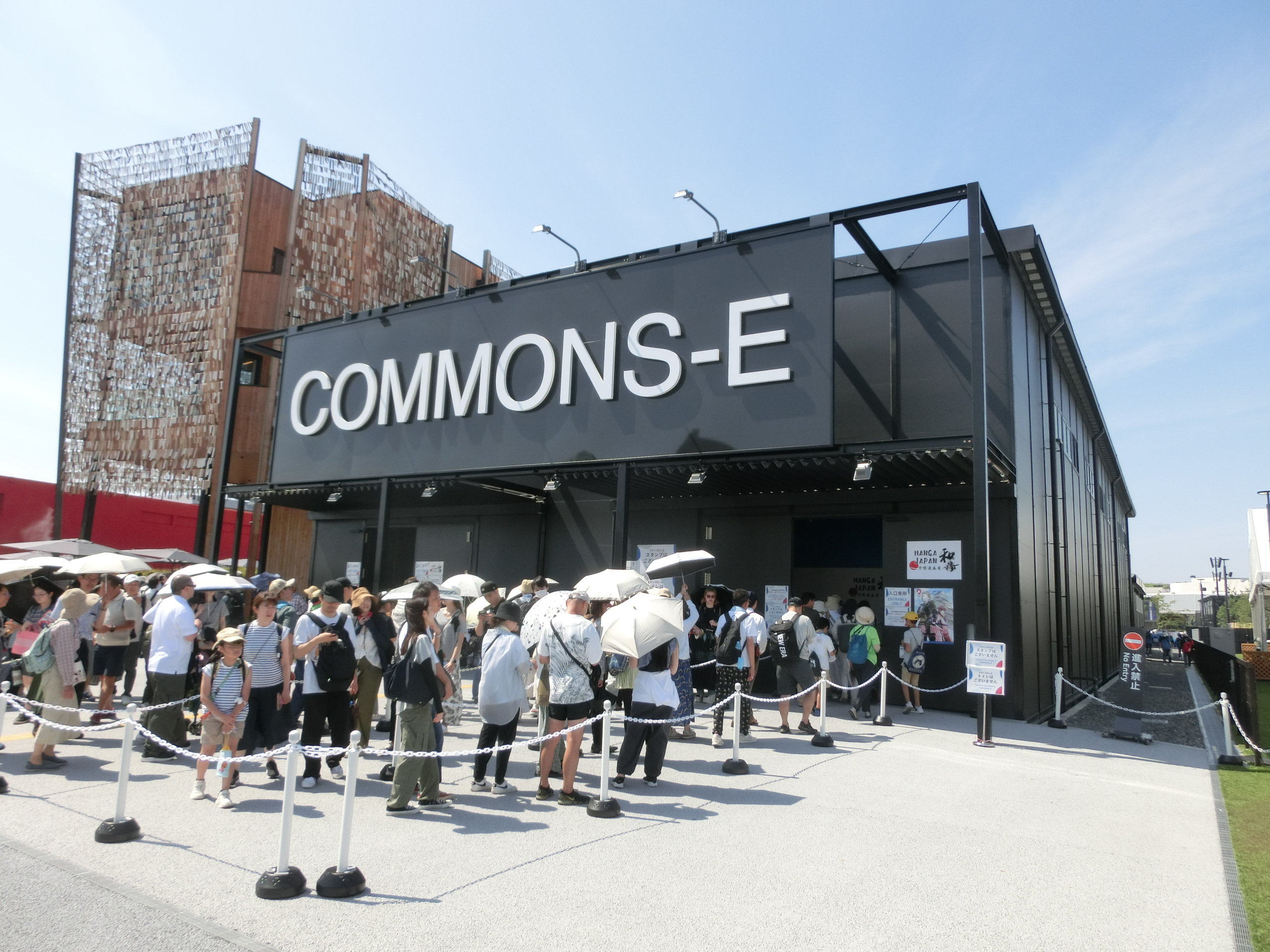
コモンズE館
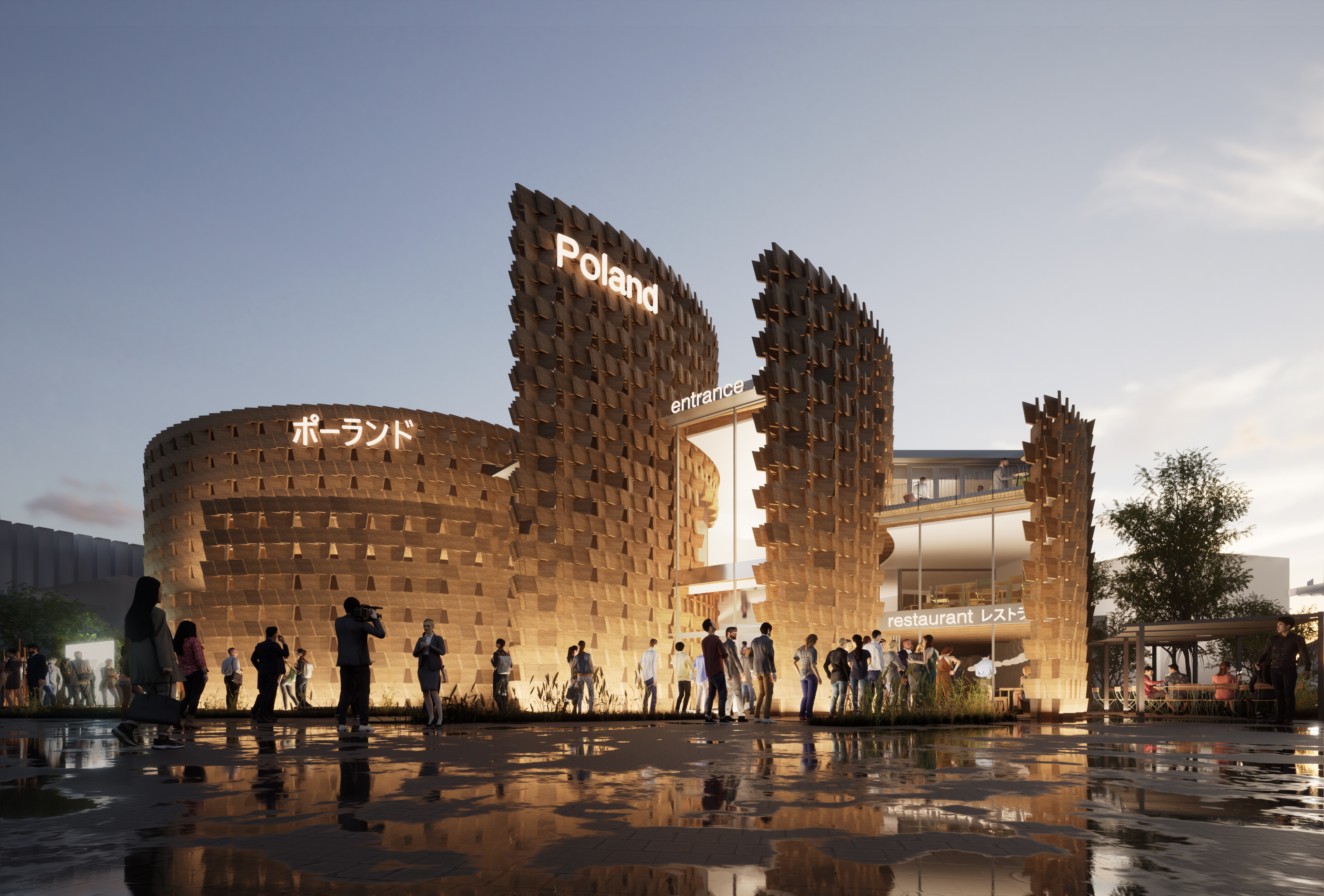
ポーランド館
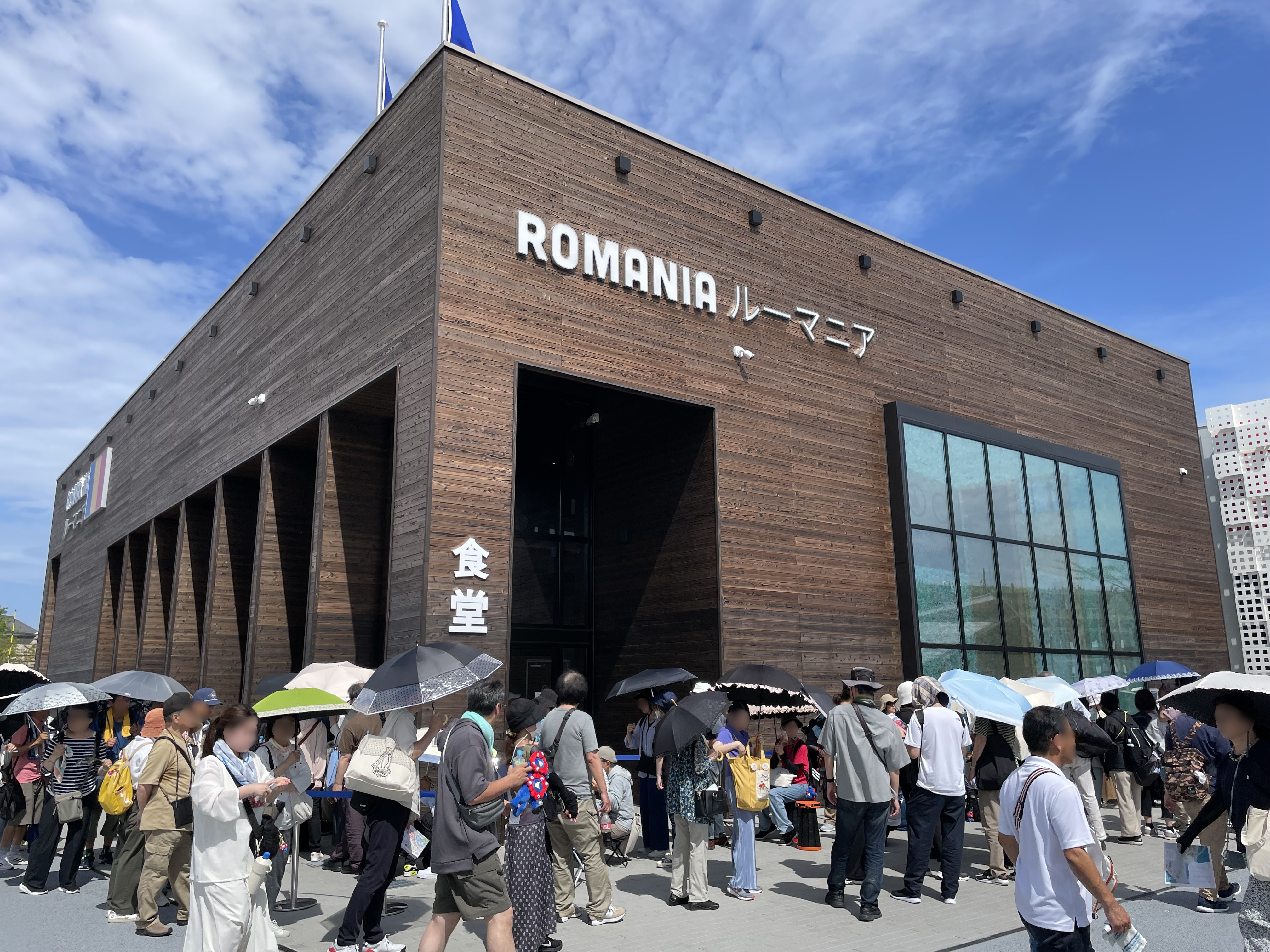
ルーマニア館
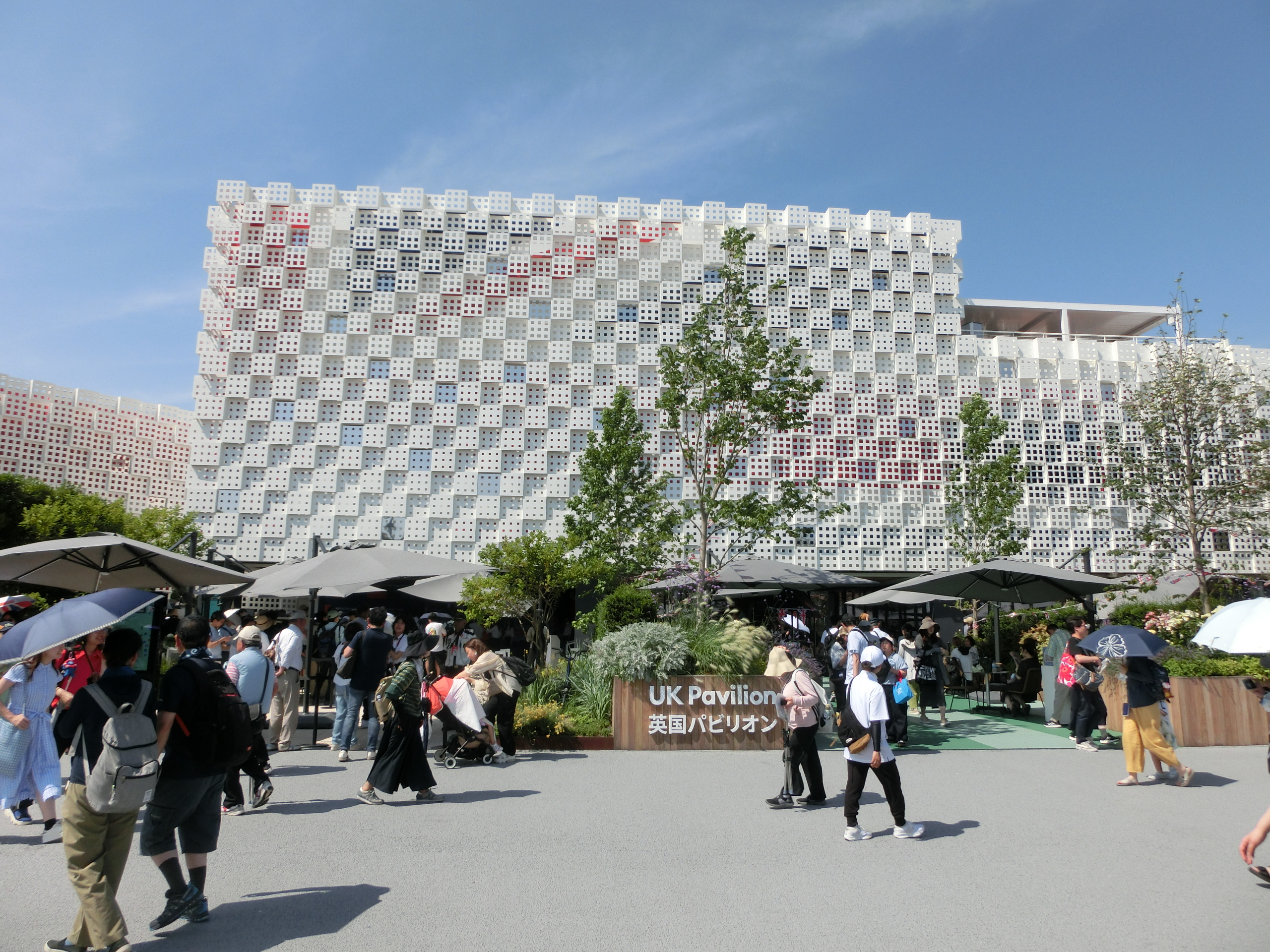
英国（イギリス）館
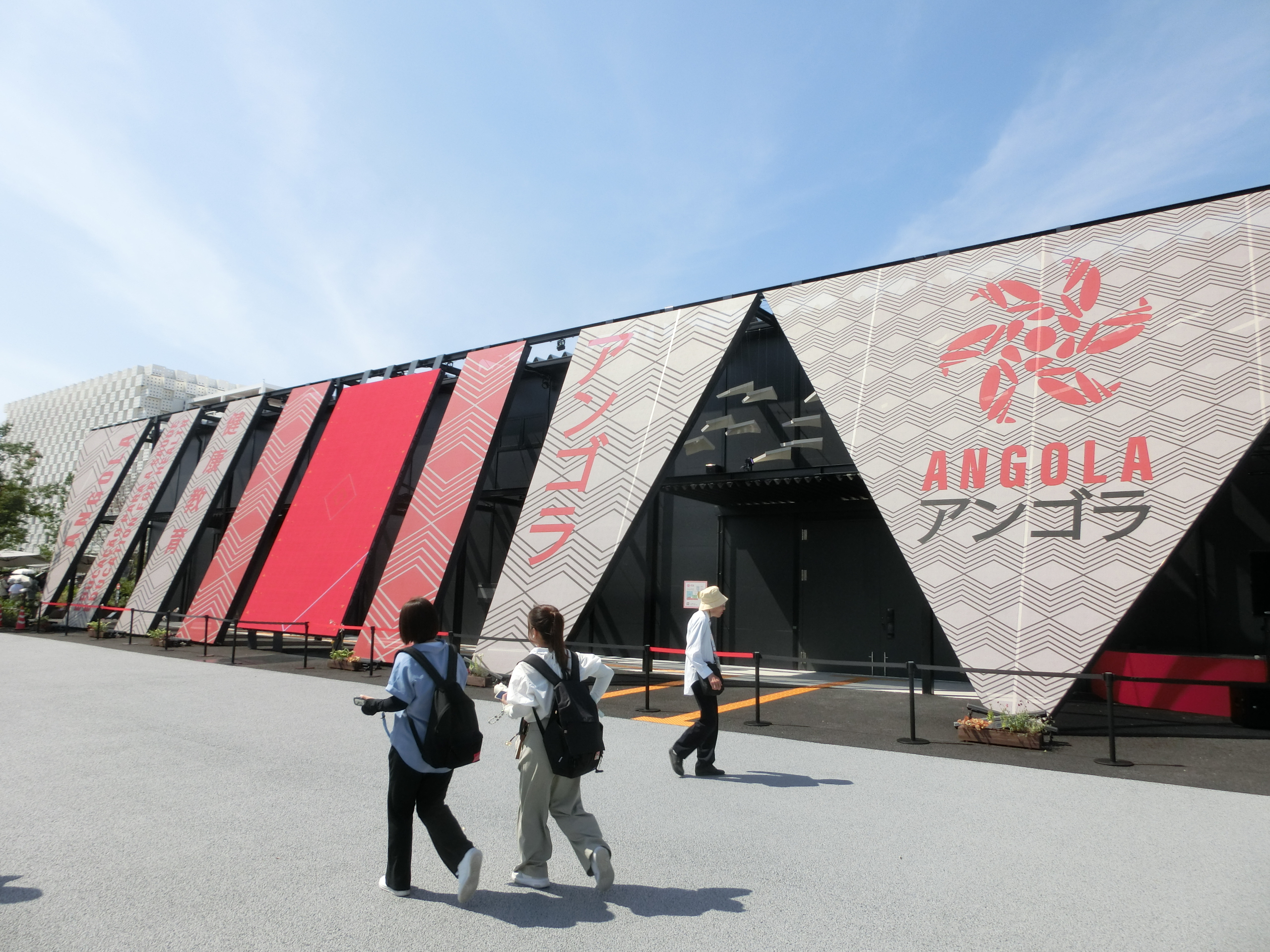
アンゴラ館

コモンズC館 参加国
イスラエル、ウクライナ、ウルグアイ、ガボン、グアマテラ、クロアチア、サンマリノ、スロバキア、スロベニア、パナマ、モンテネグロ
バルト館 参加国
ラトビア、リトアニア
コモンズD館 参加国
アンティグア・バーブーダ、カメルーン、ギニア、キューバ、コンゴ、サントメ・プリンシペ、スーダン、赤道ギニア、タジキスタン、トーゴ、ナイジェリア、パキスタン、パレスチナ、ブータン、ブルキナファソ、ホンジュラス、マーシャル諸島、マダガスカル、マリ、南スーダン、モルドバ、モンゴル、ラオス、リベリア

#### 静けさの森ゾーン
大屋根リング内部中央。約1,500本の樹木と池がある森林空間。

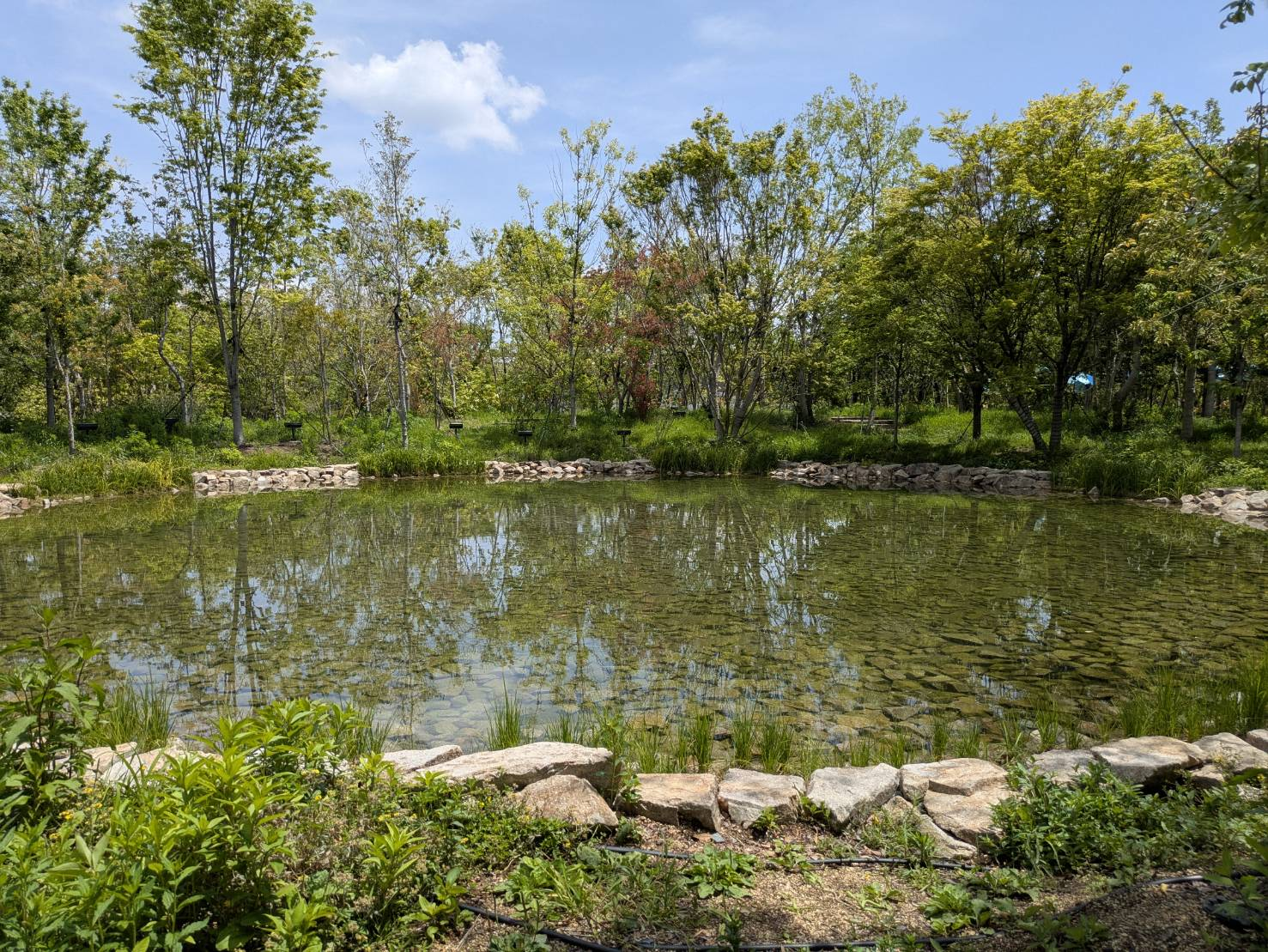
静けさの森 中心部

#### シグネチャーゾーン
大屋根リング内部、セービングゾーンとエンパワーリングゾーンの間。8つのシグネチャーパビリオンが設置。

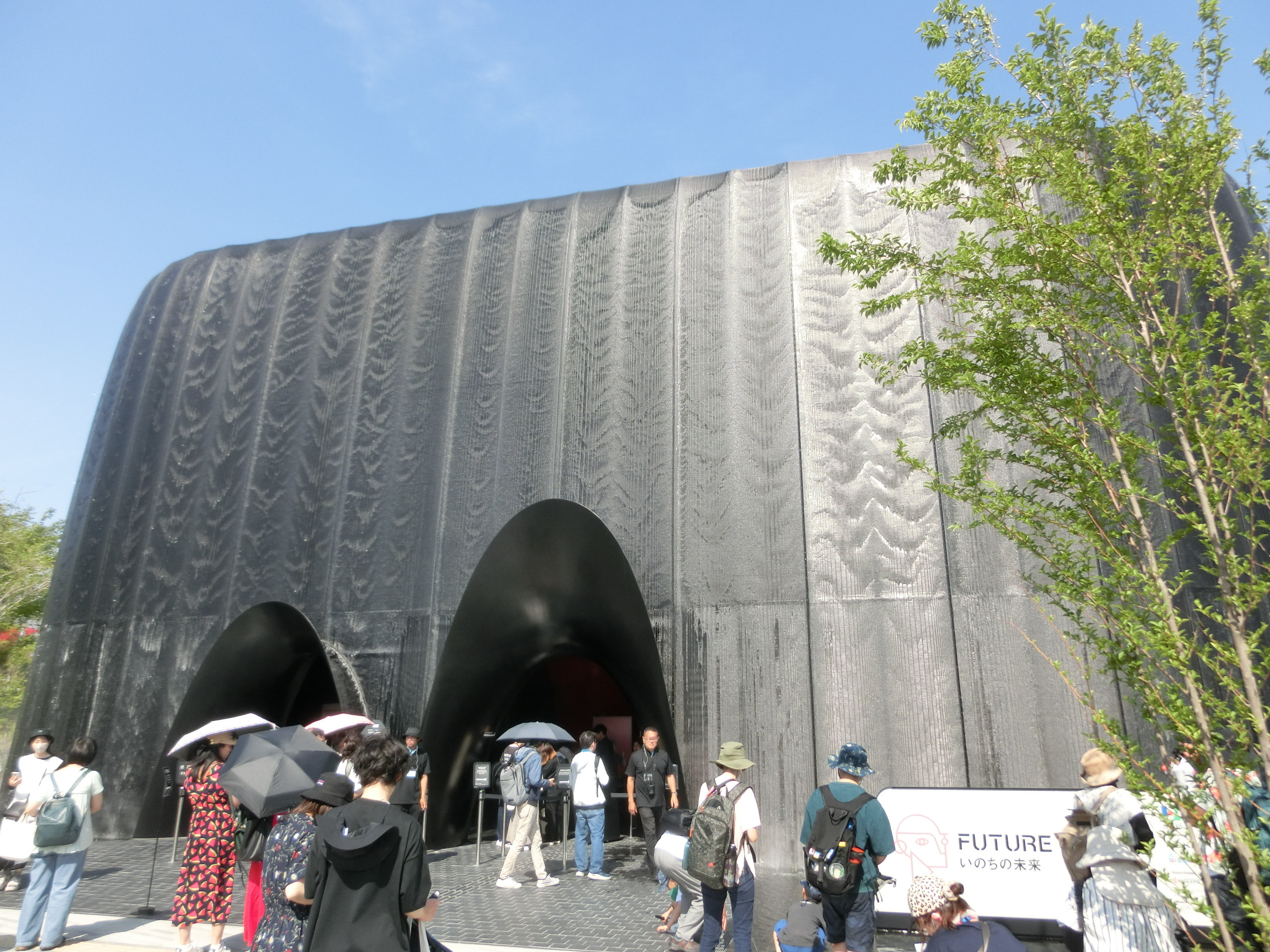
いのちの未来
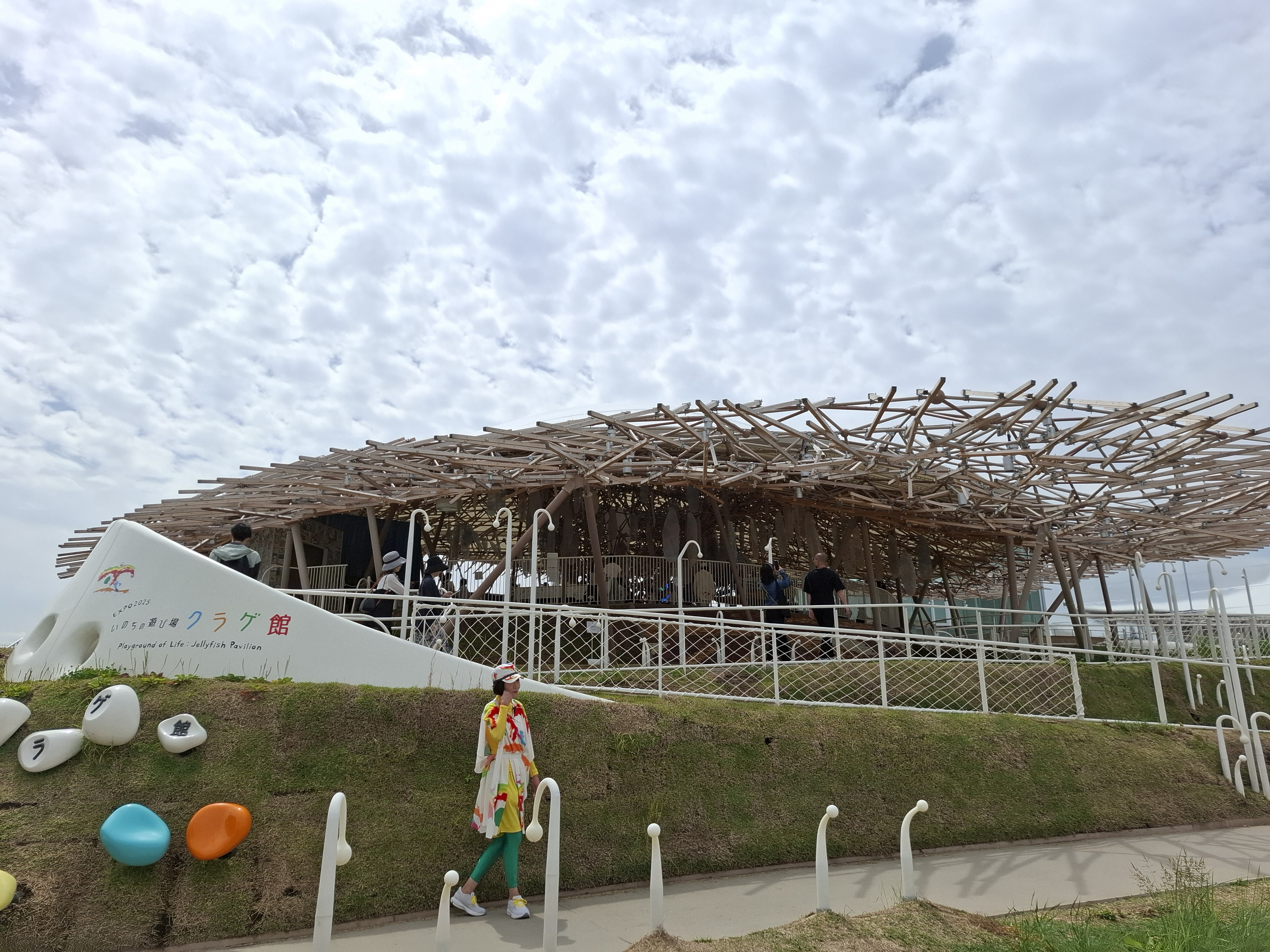
いのちの遊び場 クラゲ館
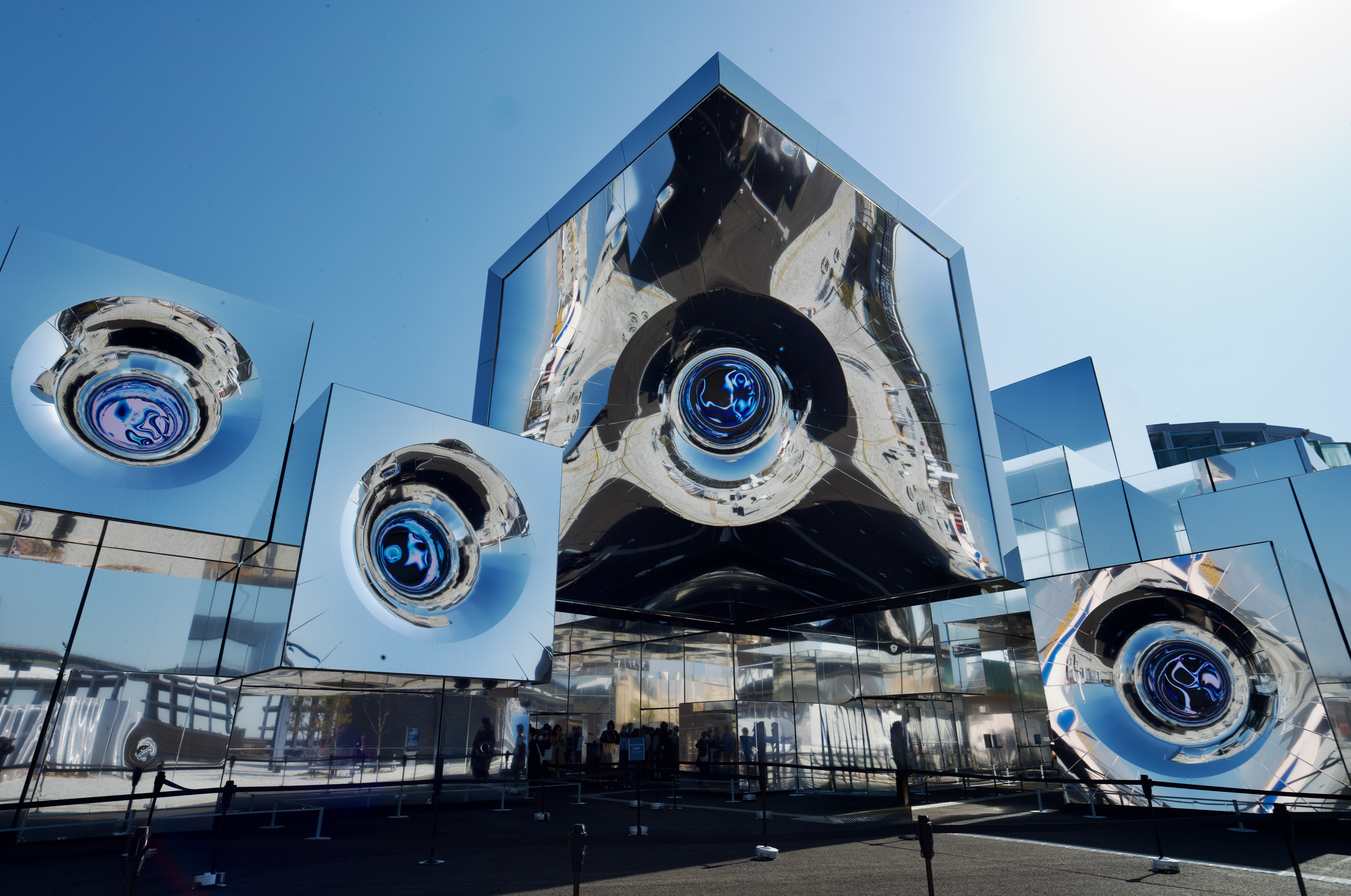
null2
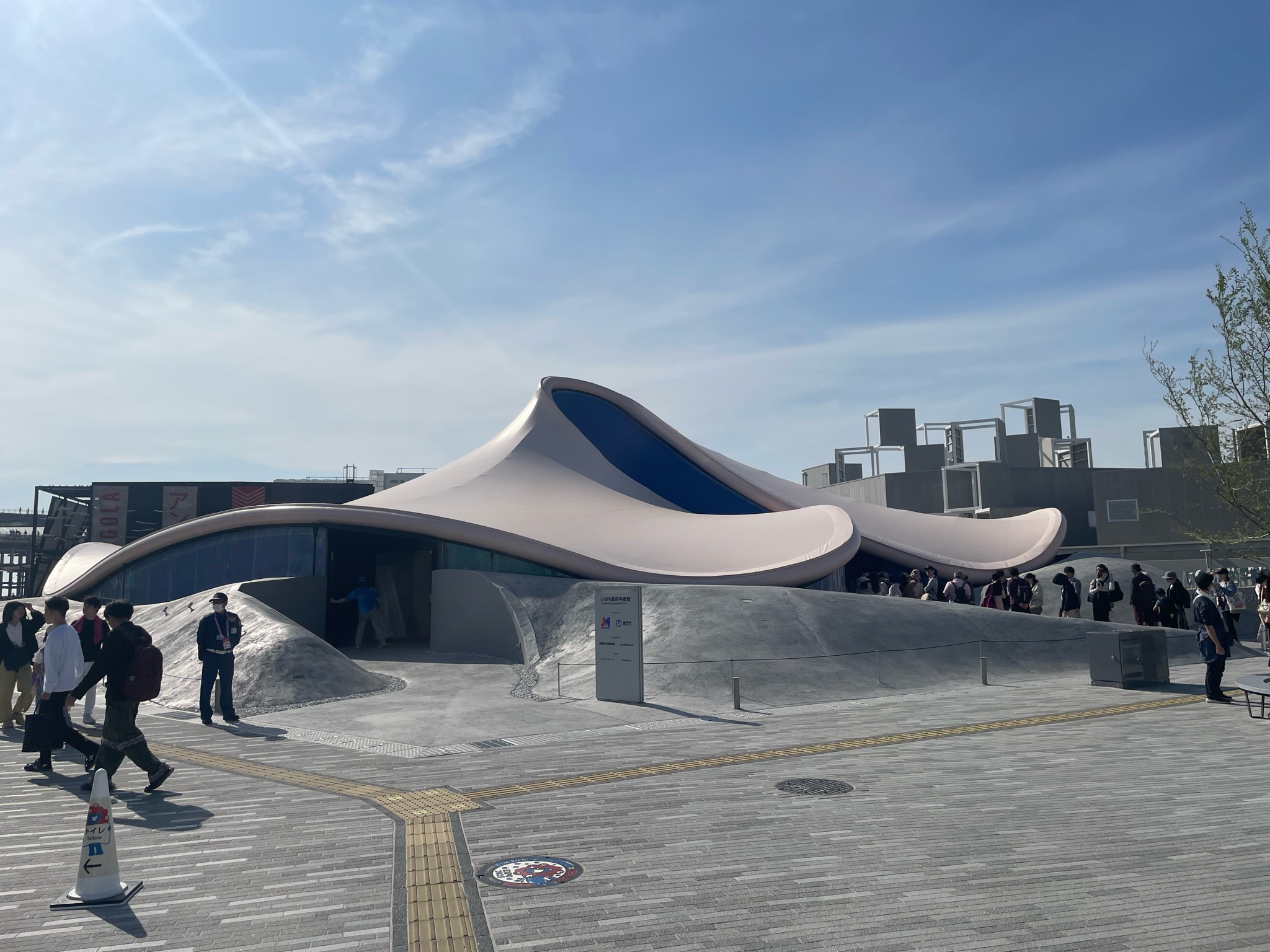
いのち動的平衡館
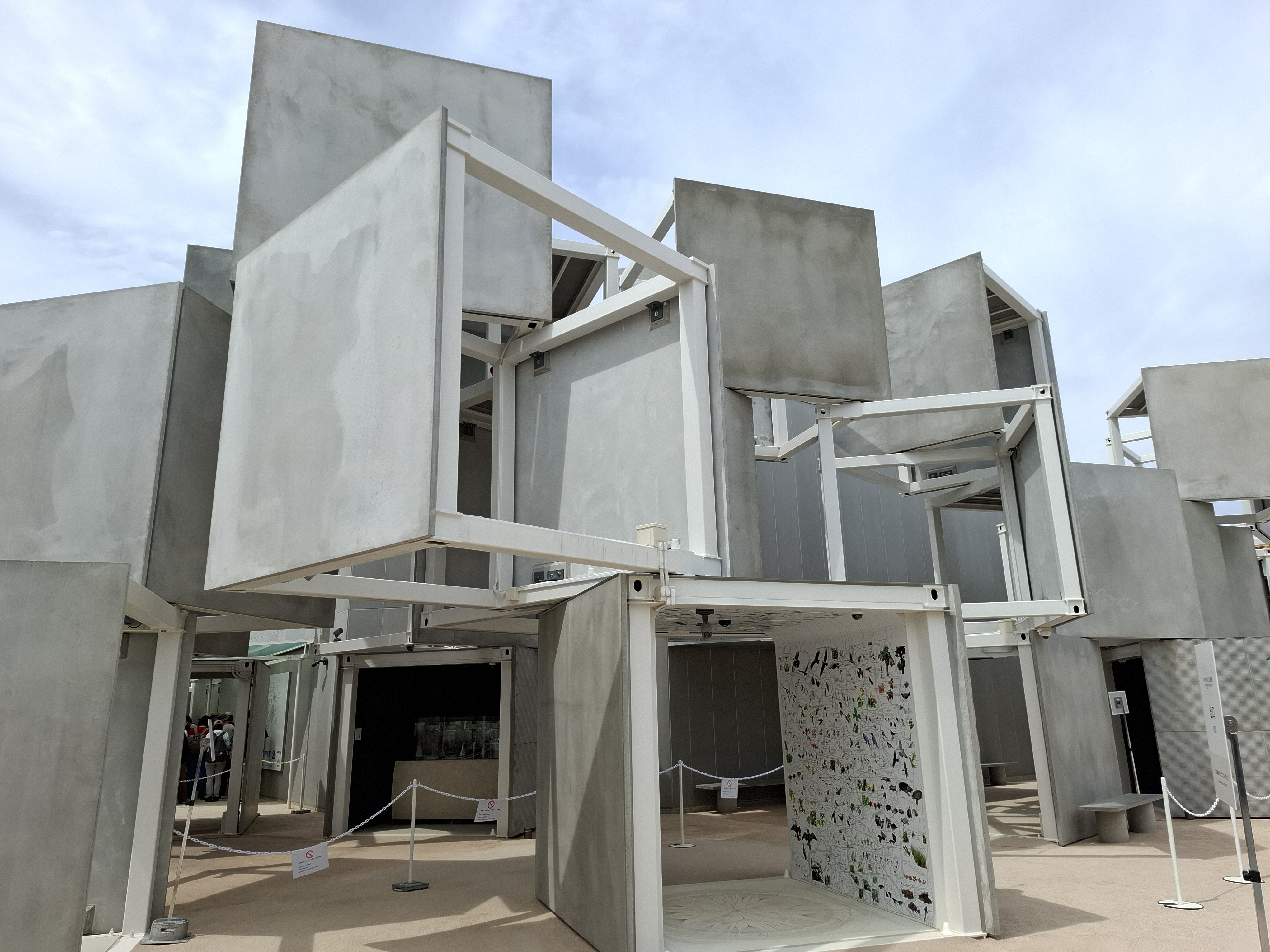
いのちめぐる冒険

##### ウォータープラザ
シグネチャーゾーンの南側にはウォータープラザがあり水上ショーが開催されている。

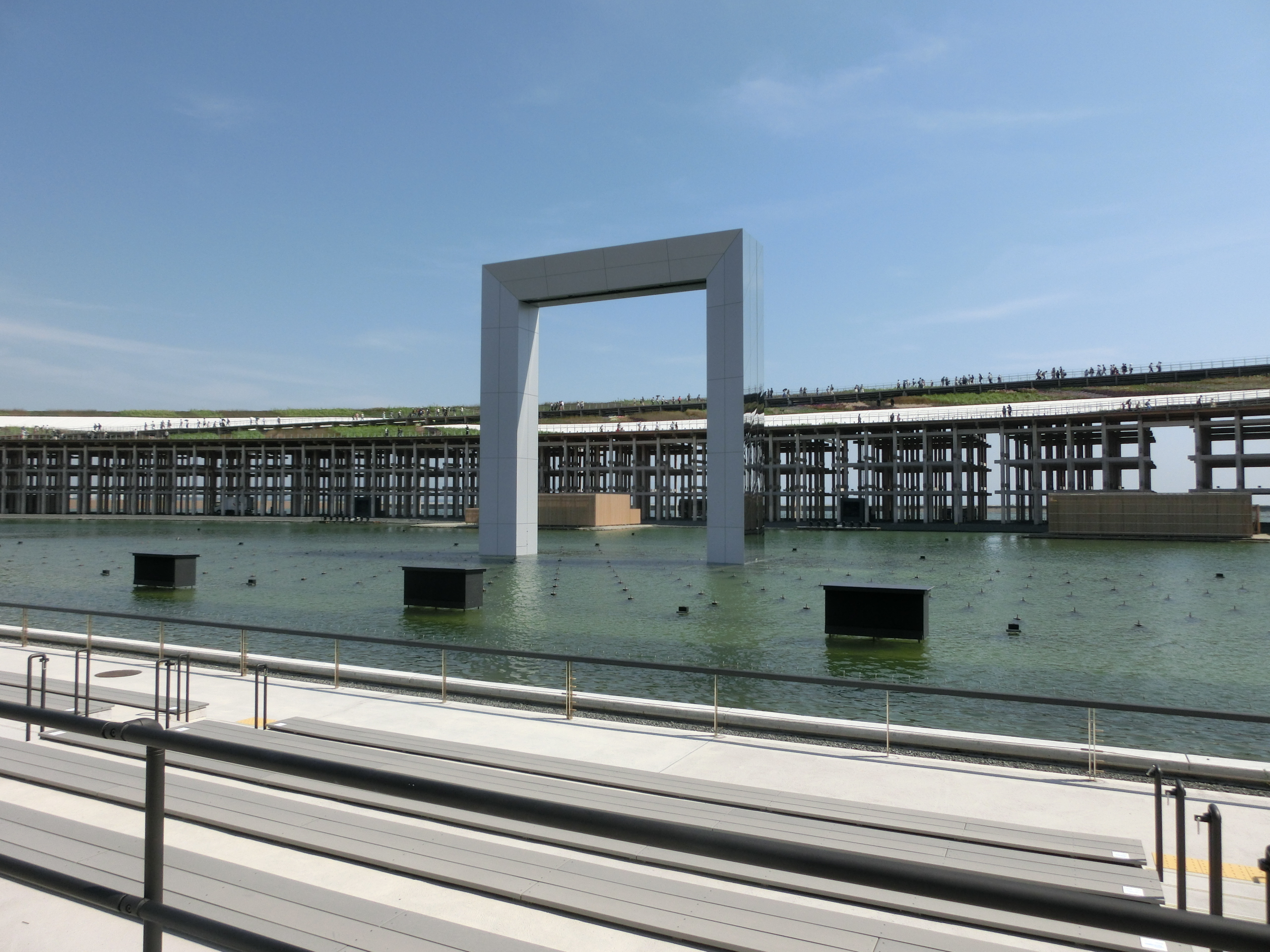
ウォータープラザ
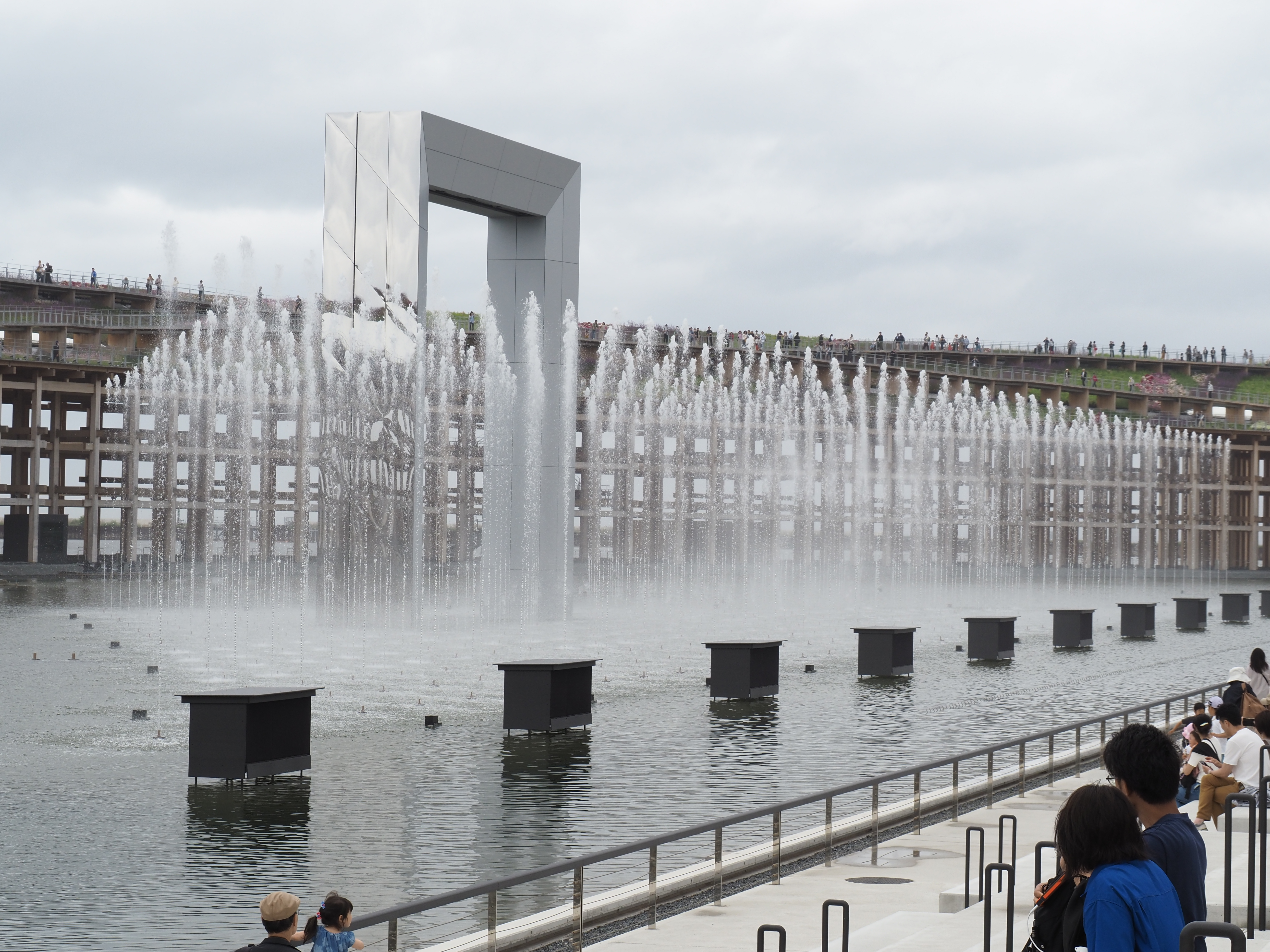
昼間のショー
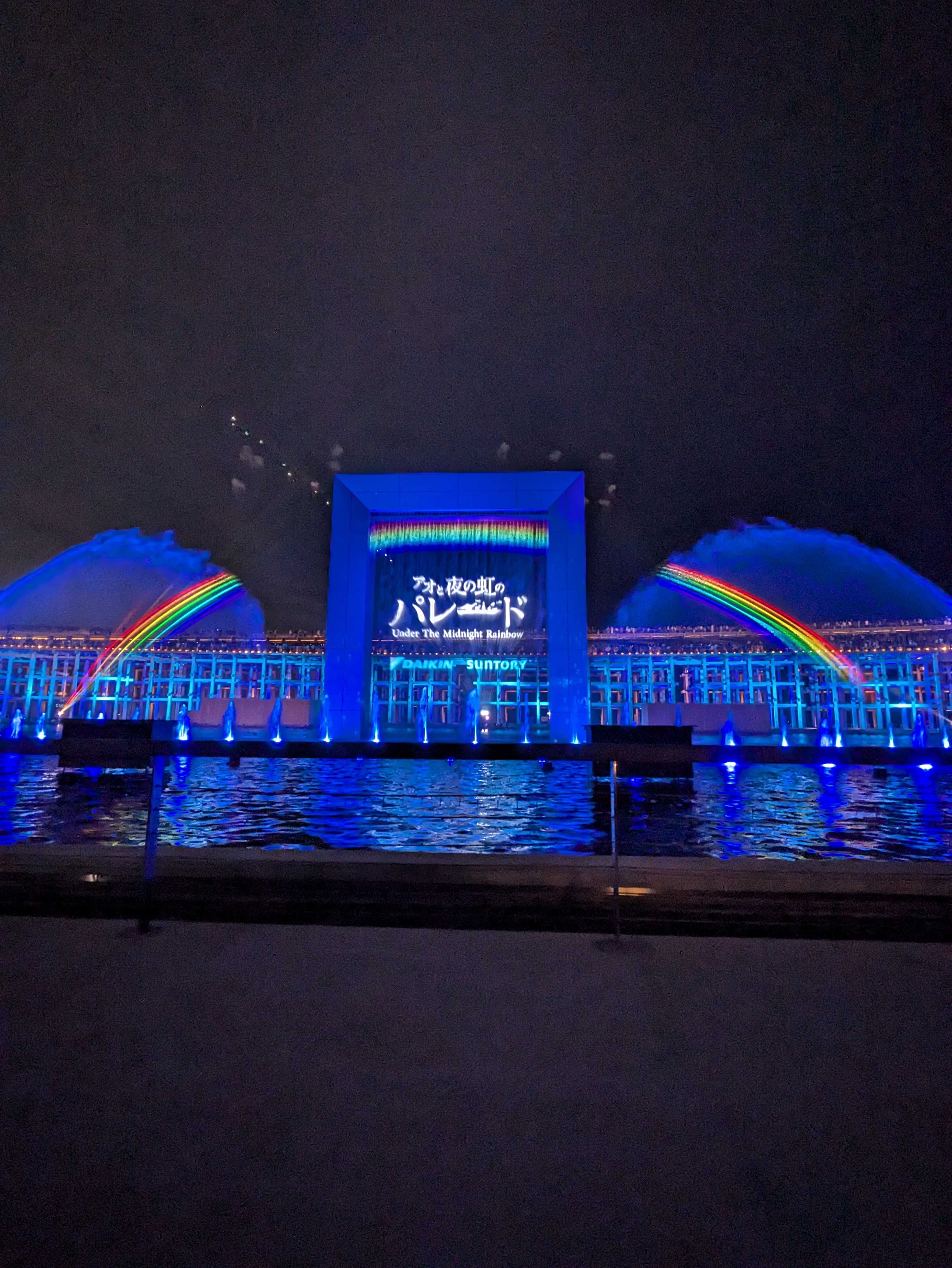
夜のショー

#### フューチャーライフゾーン
会場西端。次世代技術や未来社会ショーケース、空飛ぶクルマの離着陸場など。

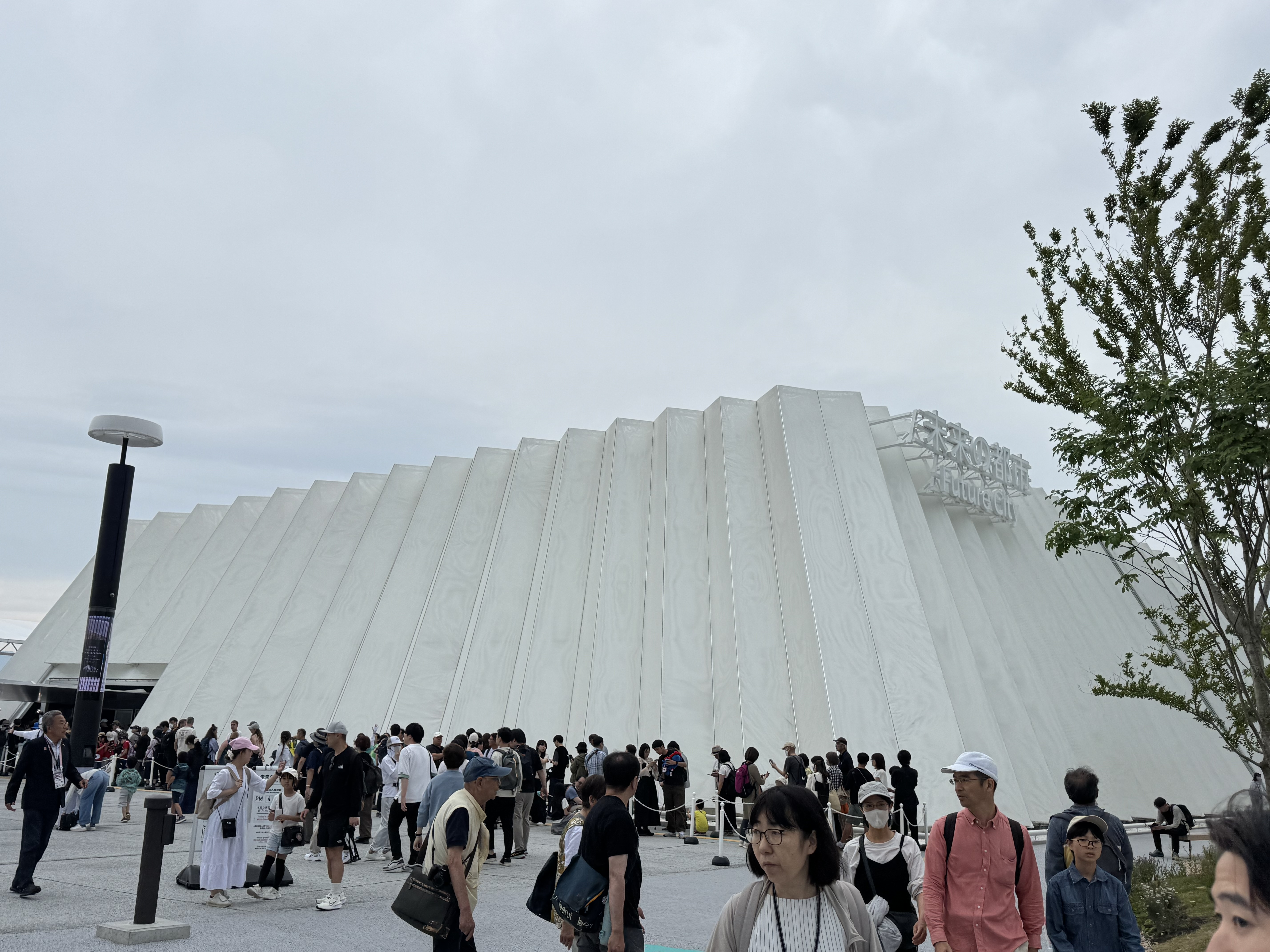
未来の都市
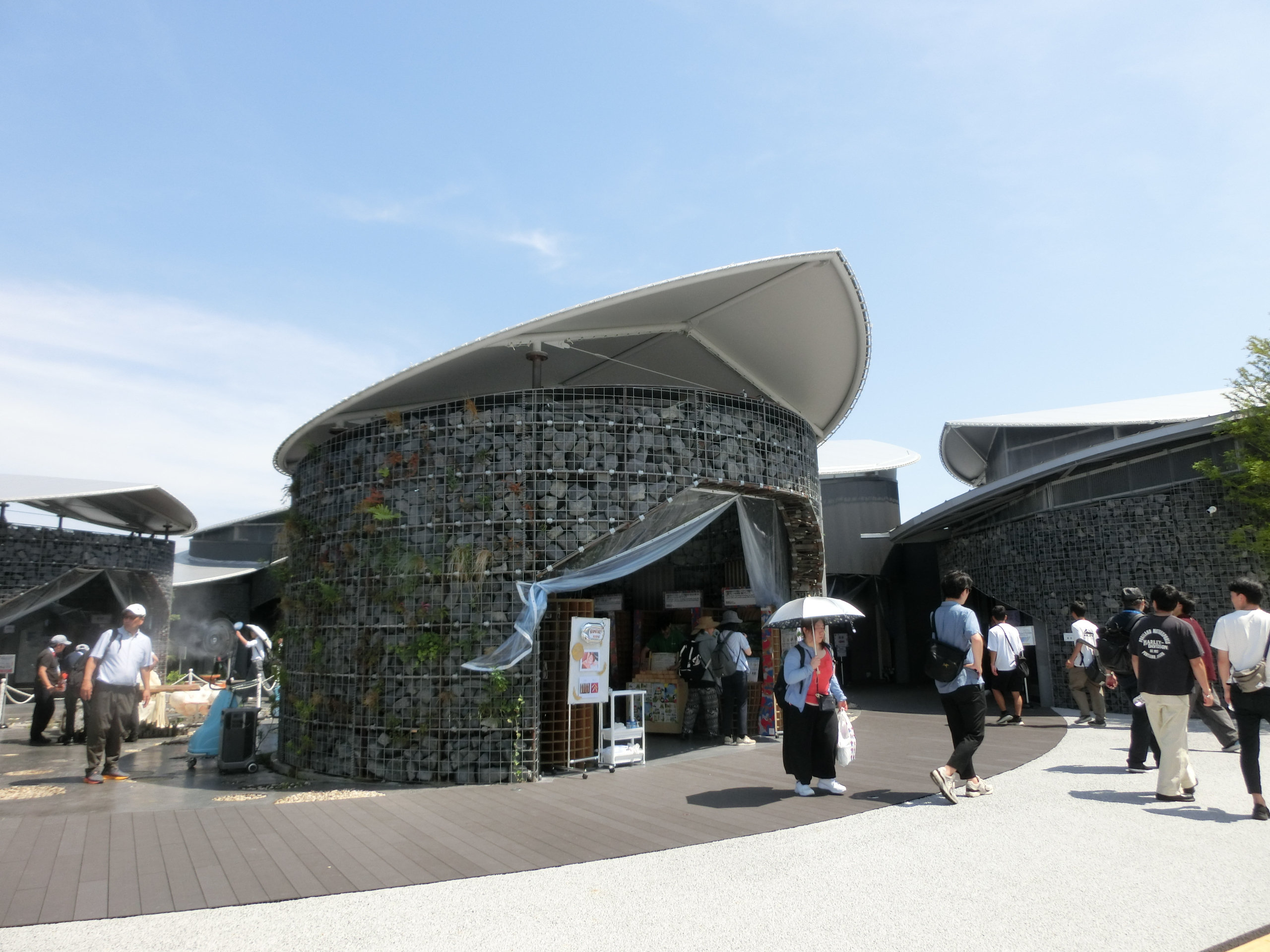
フューチャーライフヴィレッジ

#### 西ゲートゾーン
大屋根リング外部西側。企業パビリオンが並ぶ。

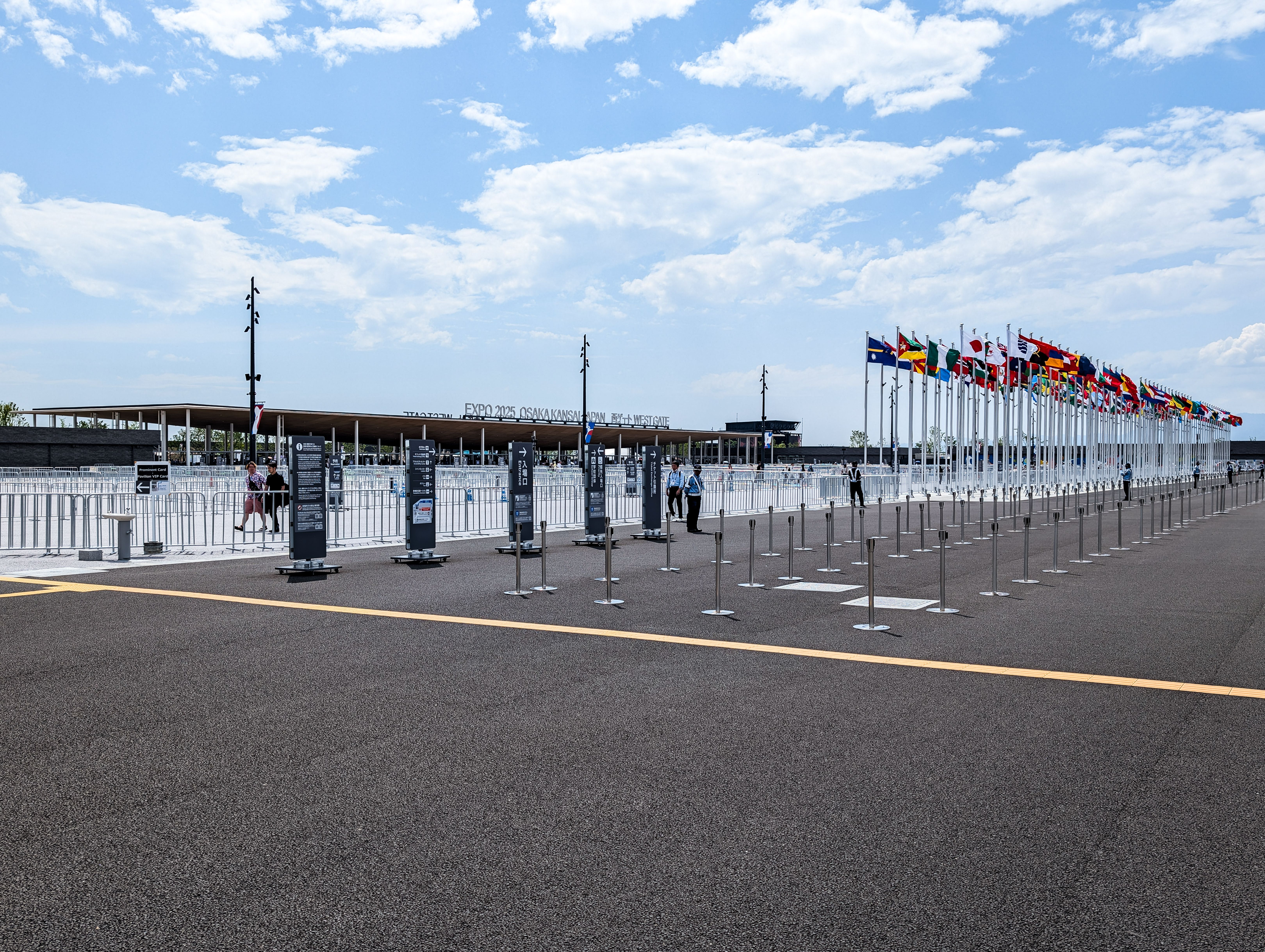
西ゲートとゲート前の旗
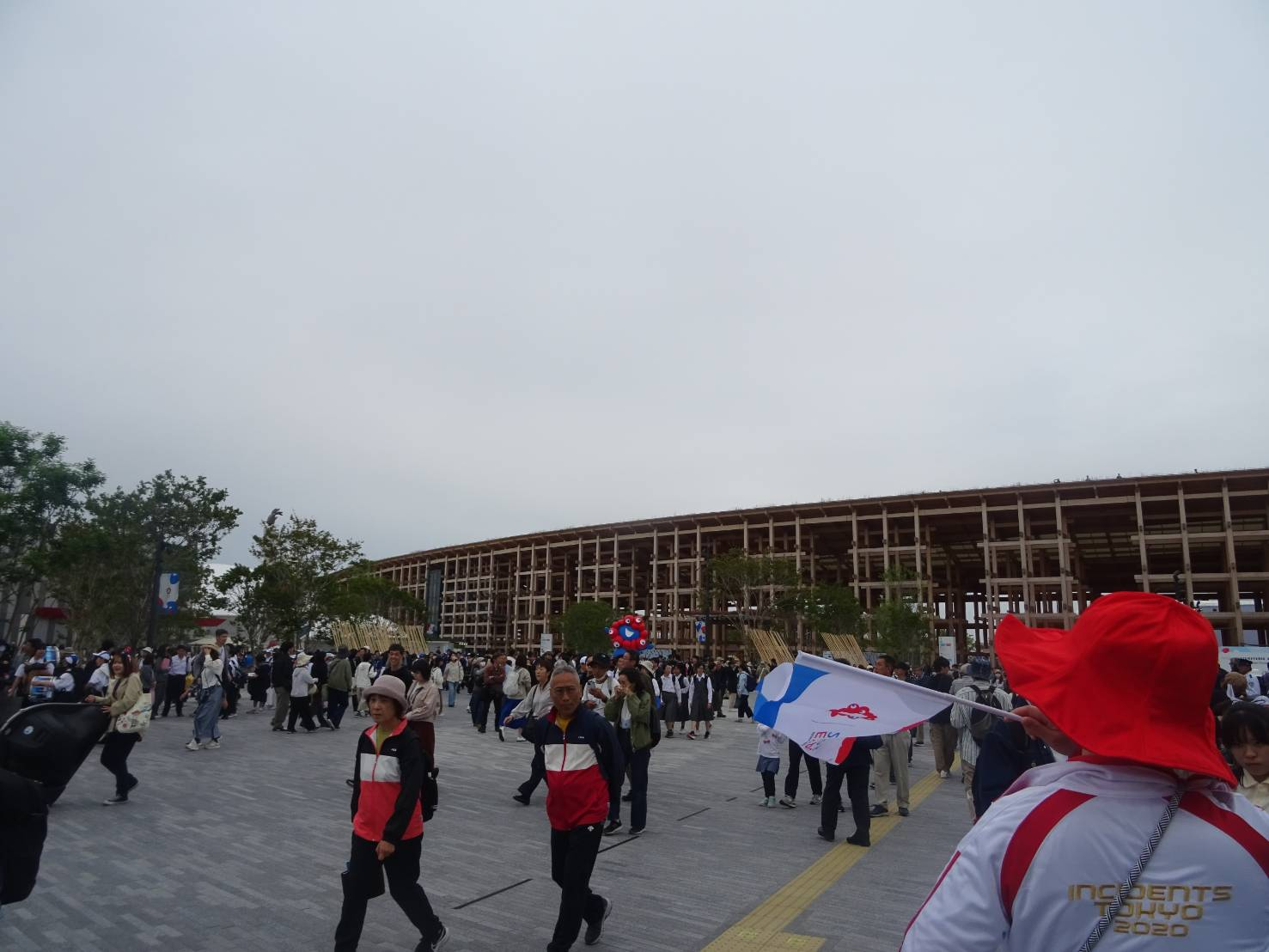
西ゲート広場
西ゲート広場にあるミャクミャク像
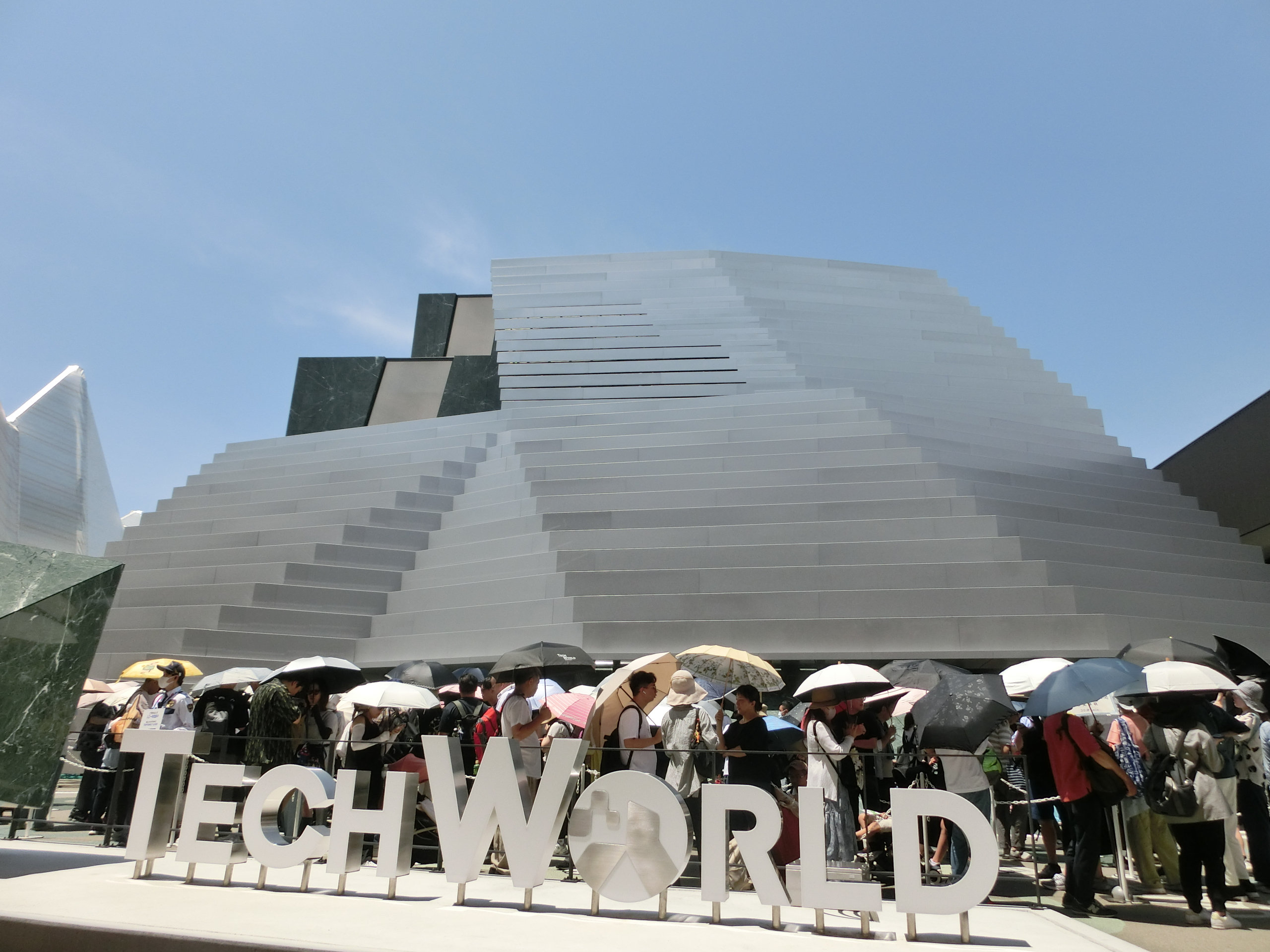
TECH WORLD（台湾）
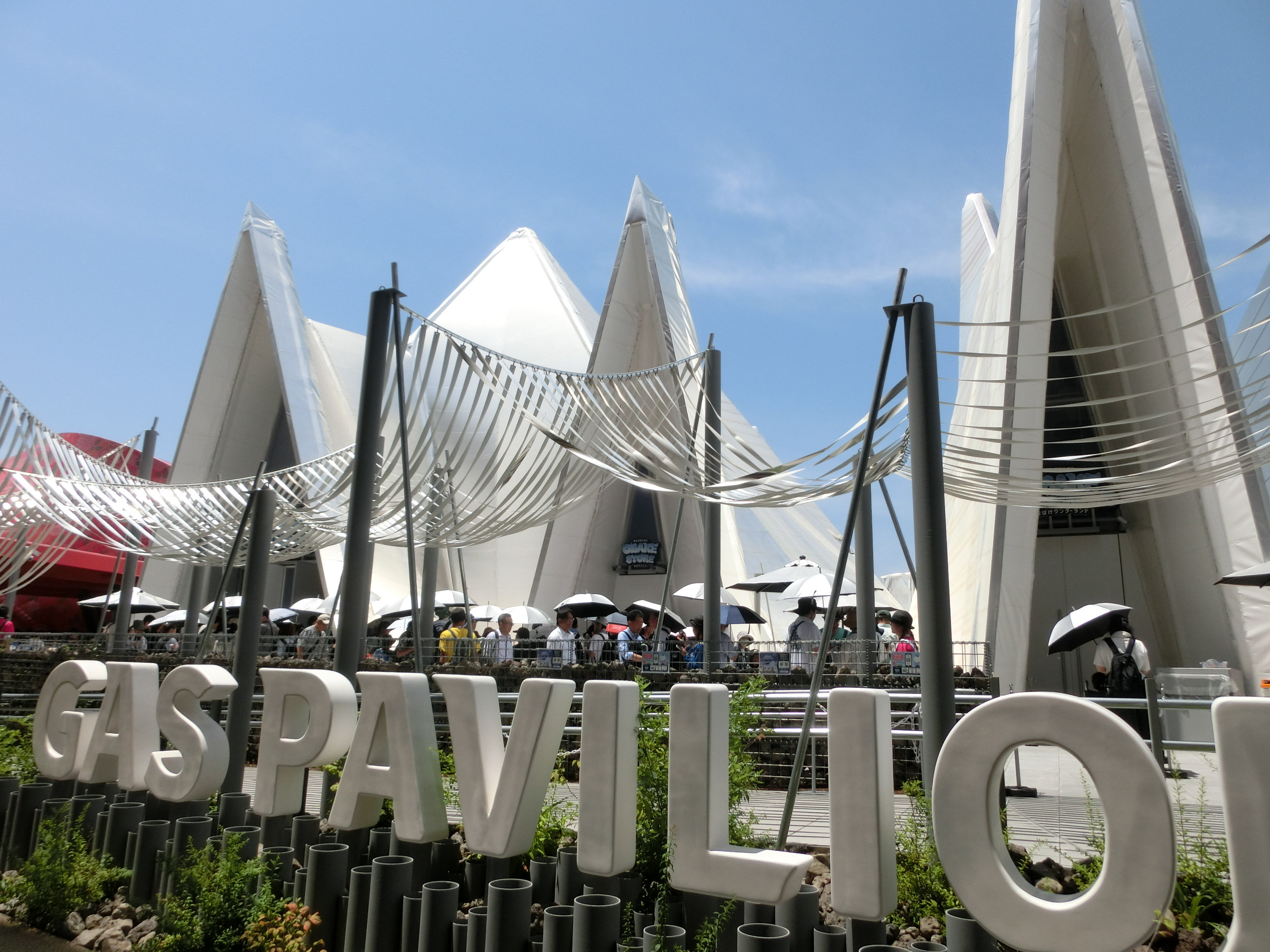
ガスパビリオン おばけワンダーランド
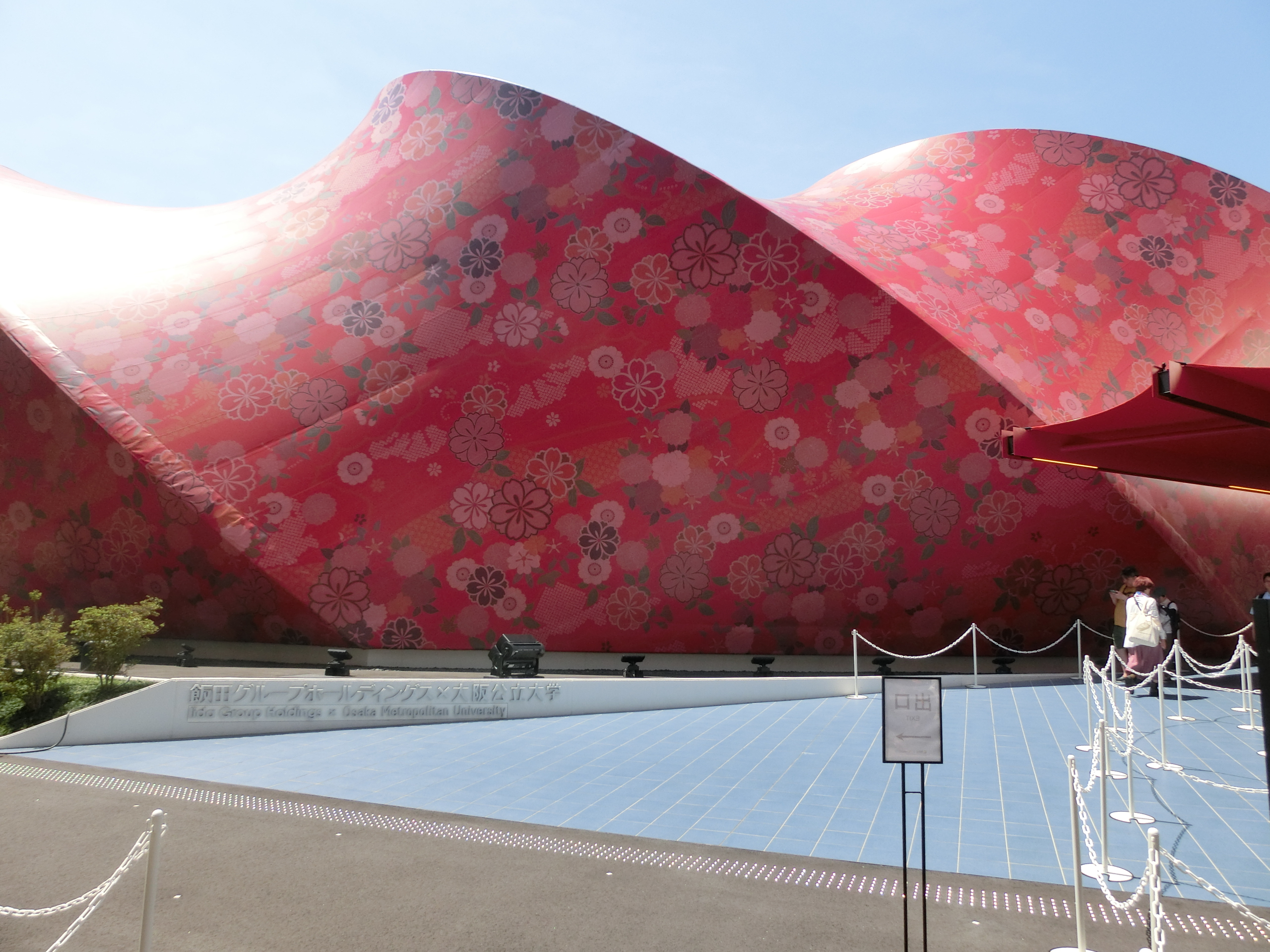
飯田グループ×大阪公立大学共同出展館
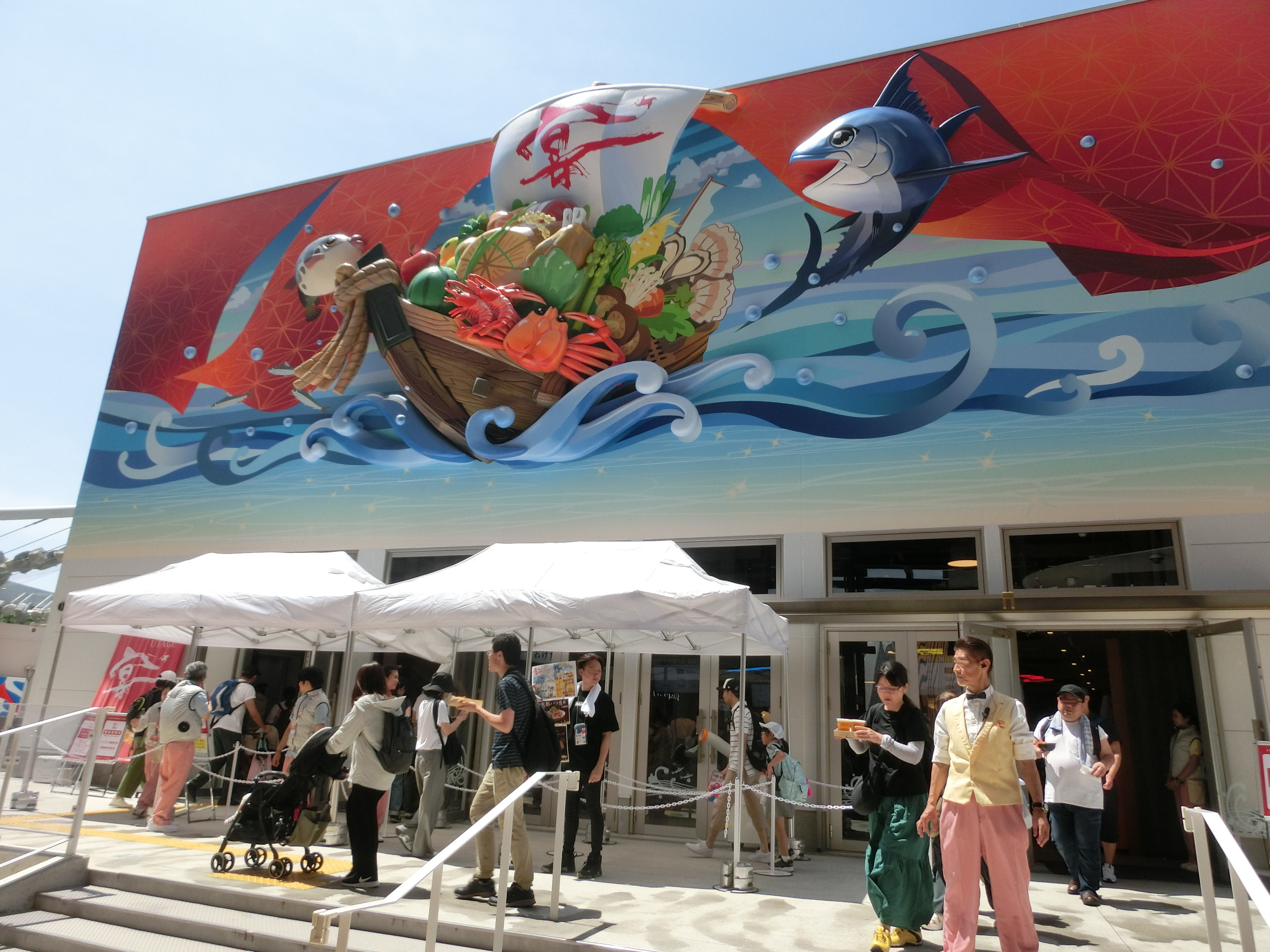
ORA外食パビリオン『宴～UTAGE～』
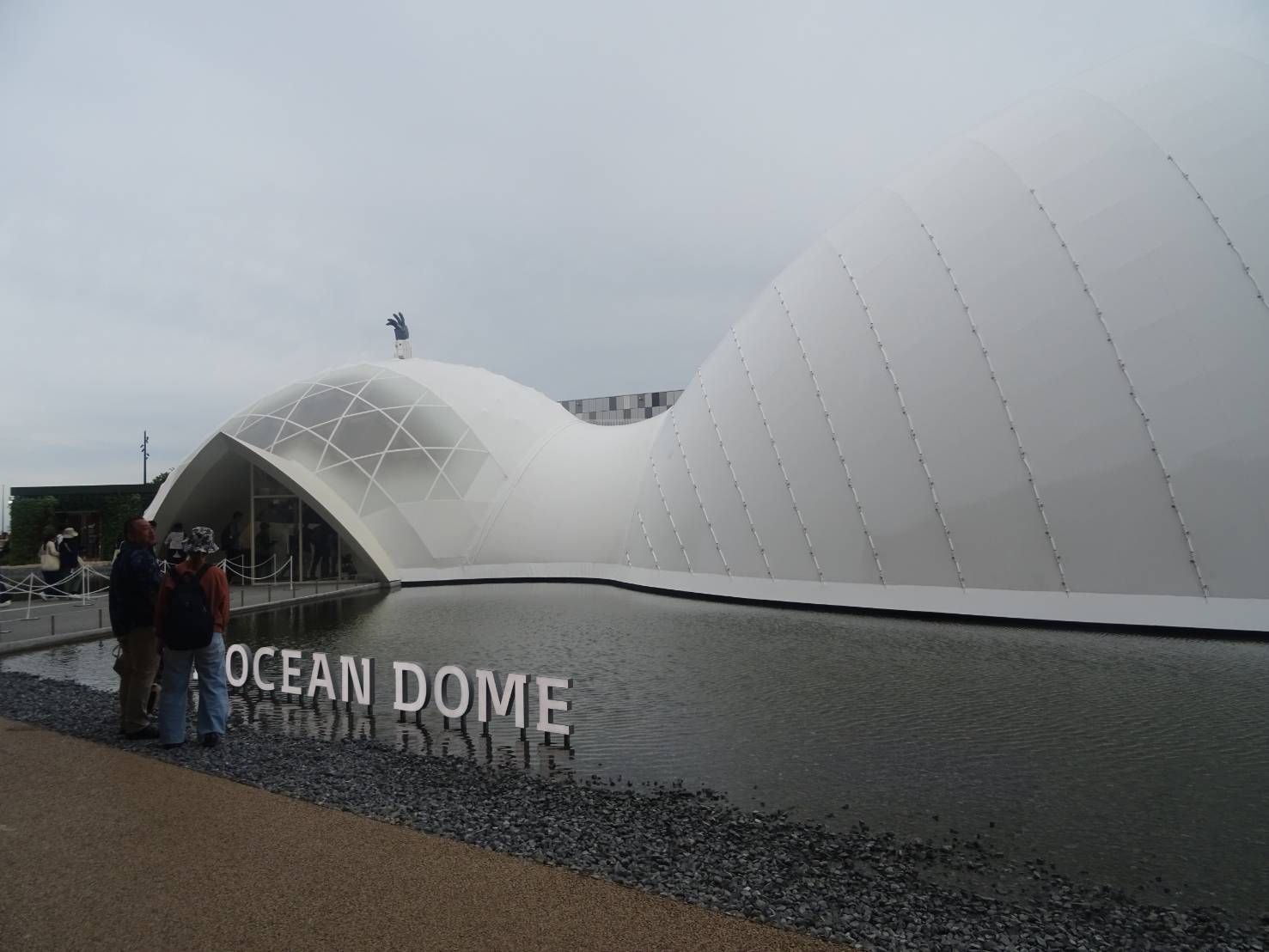
BLUE OCEAN DOME（ブルーオーシャン・ドーム）
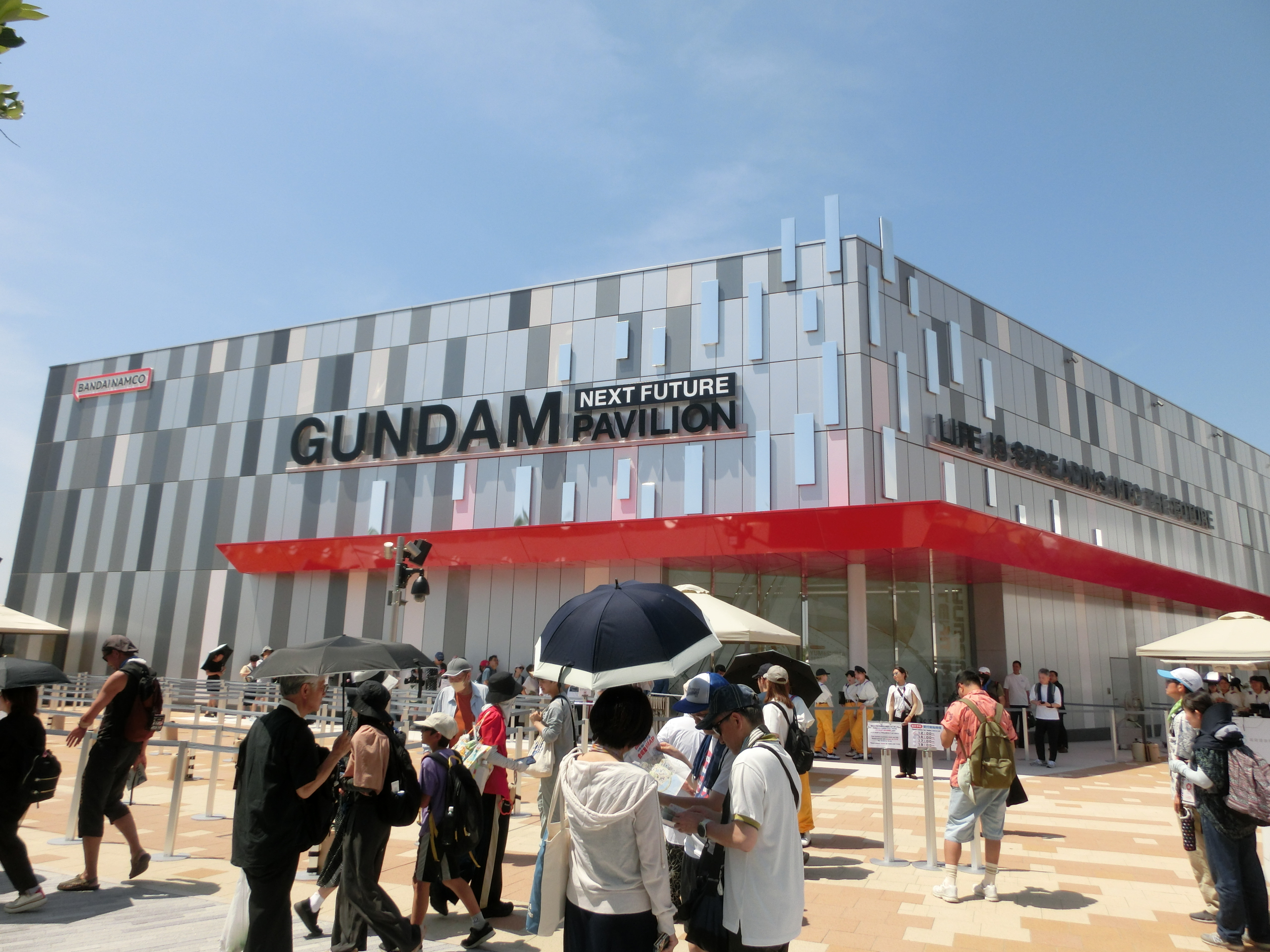
GUNDAM NEXT FUTURE PAVILION
実物大のガンダム像（夜）
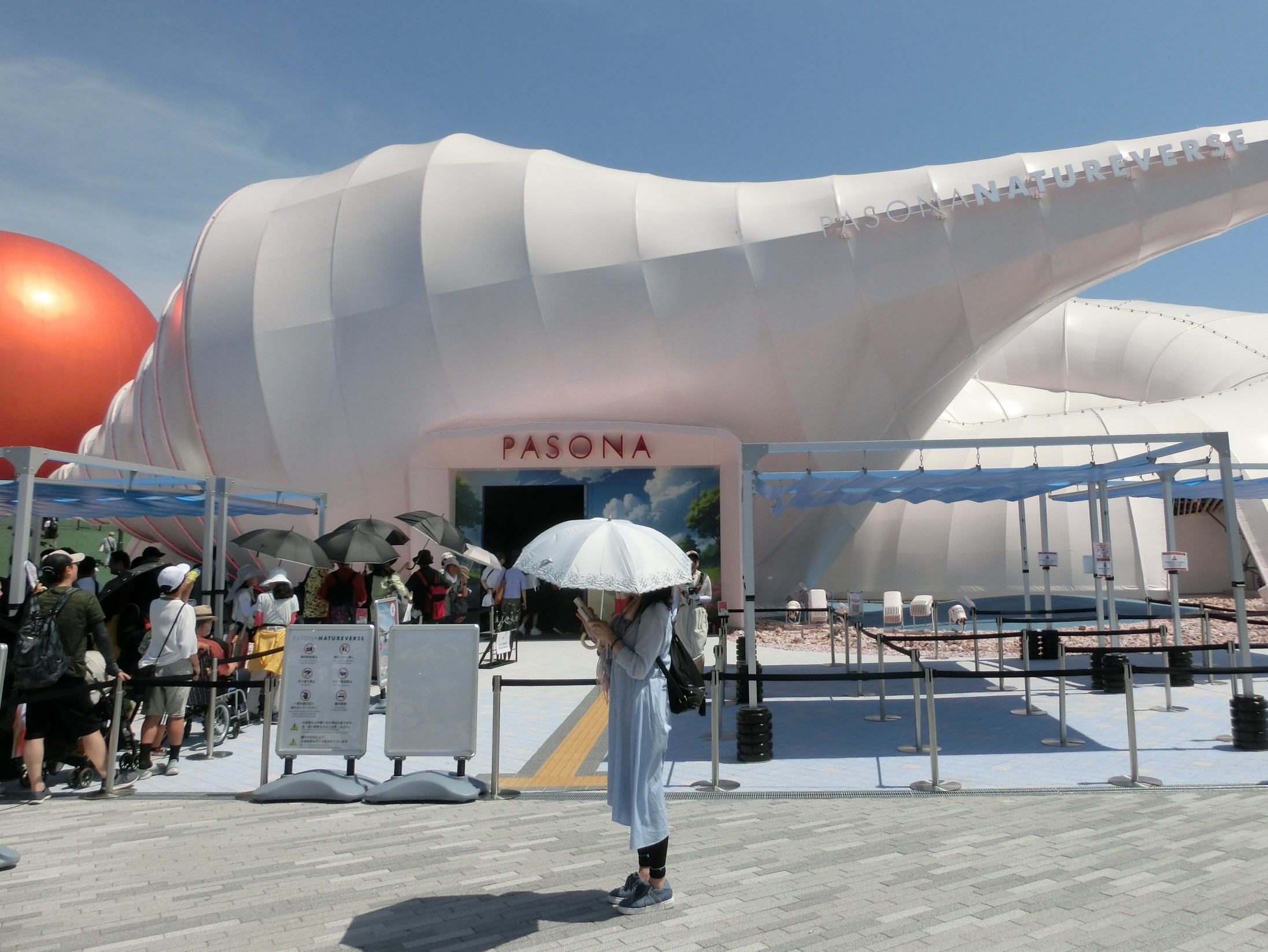
PASONA NATUREVERSE
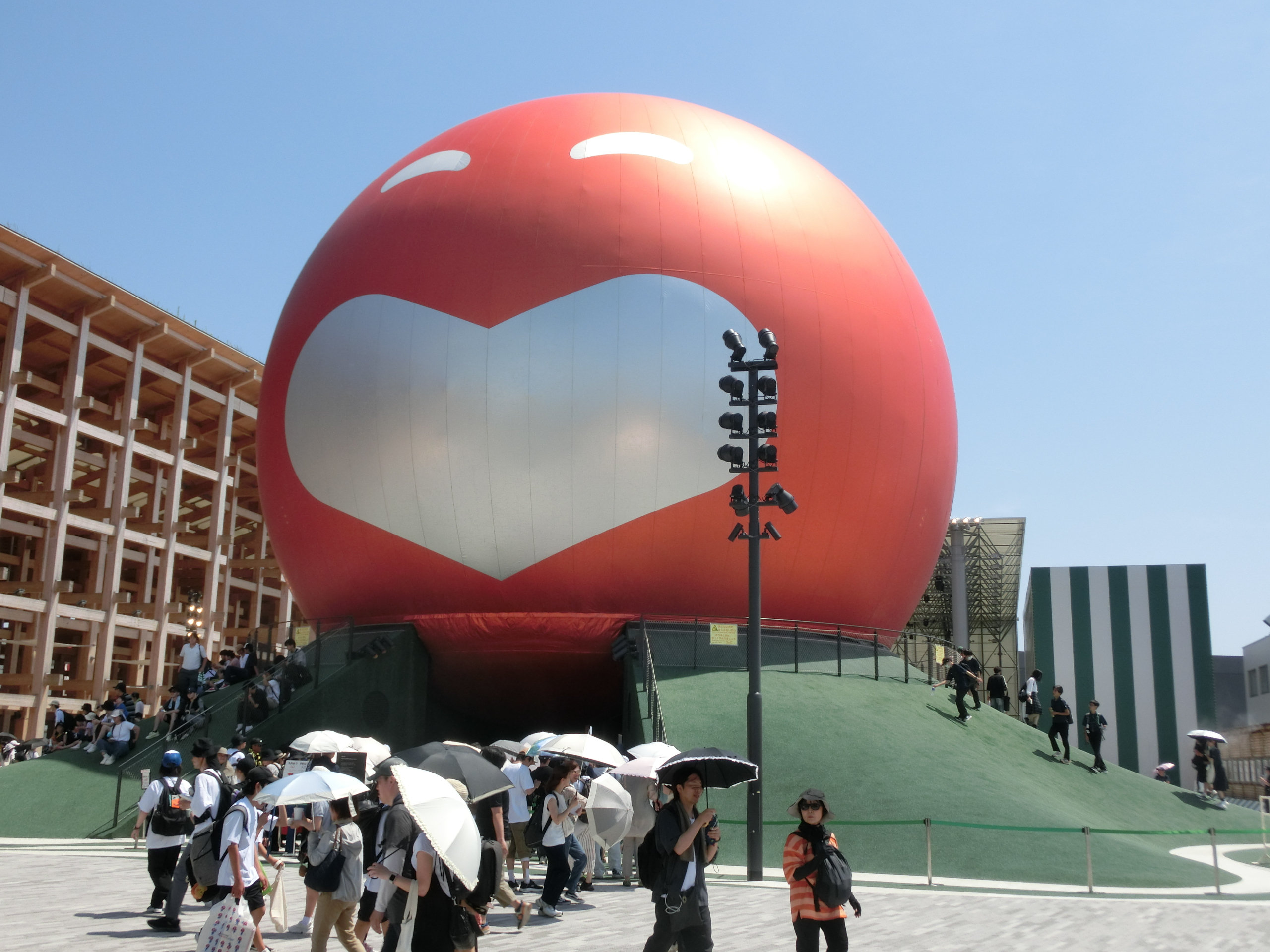
よしもと waraii myraii館

#### 東ゲートゾーン
大屋根リング外部東側。企業・自治体館、日本館などが並ぶ。

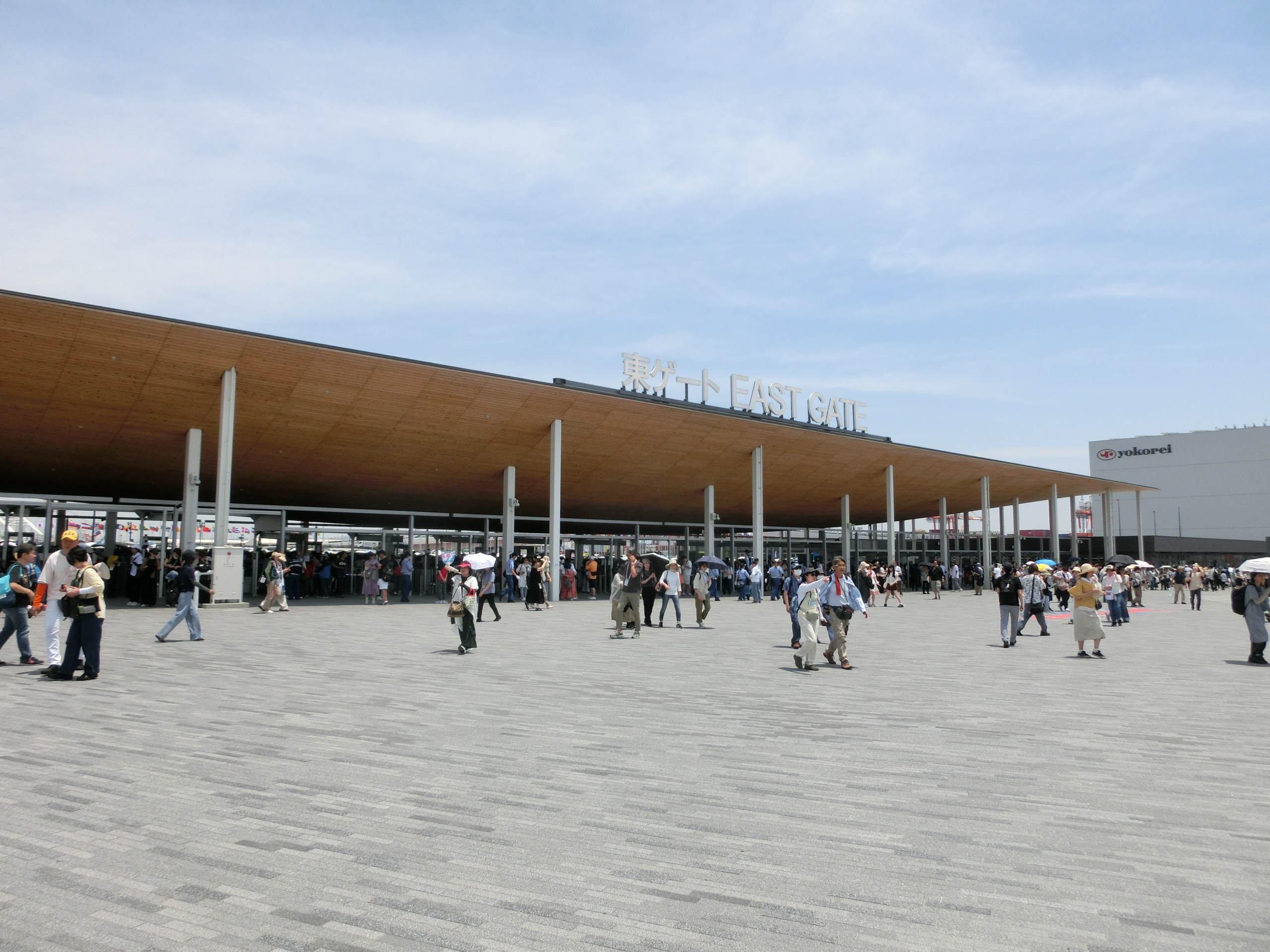
東ゲート
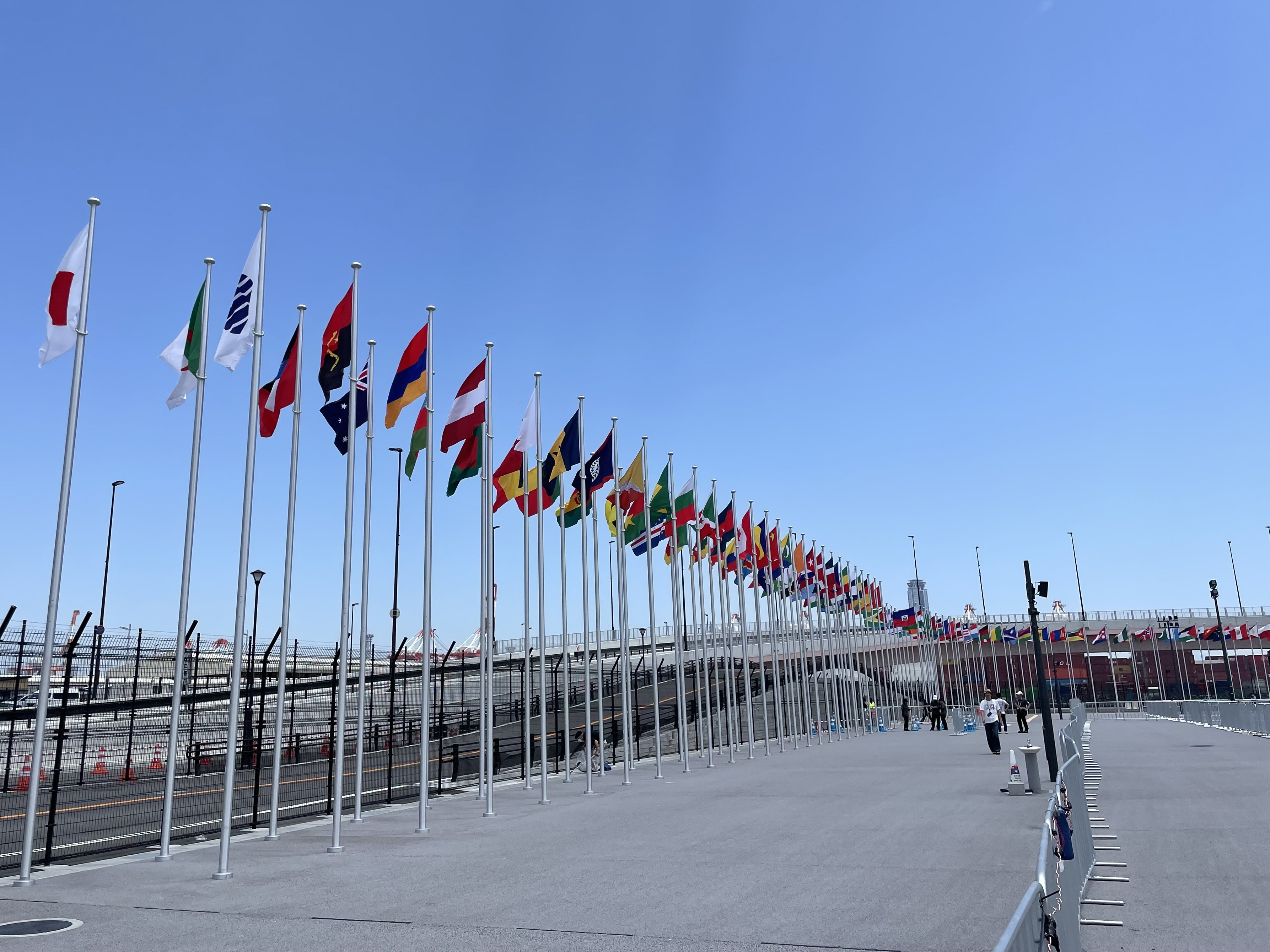
東ゲート前にある旗
東ゲート広場にあるミャクミャク像
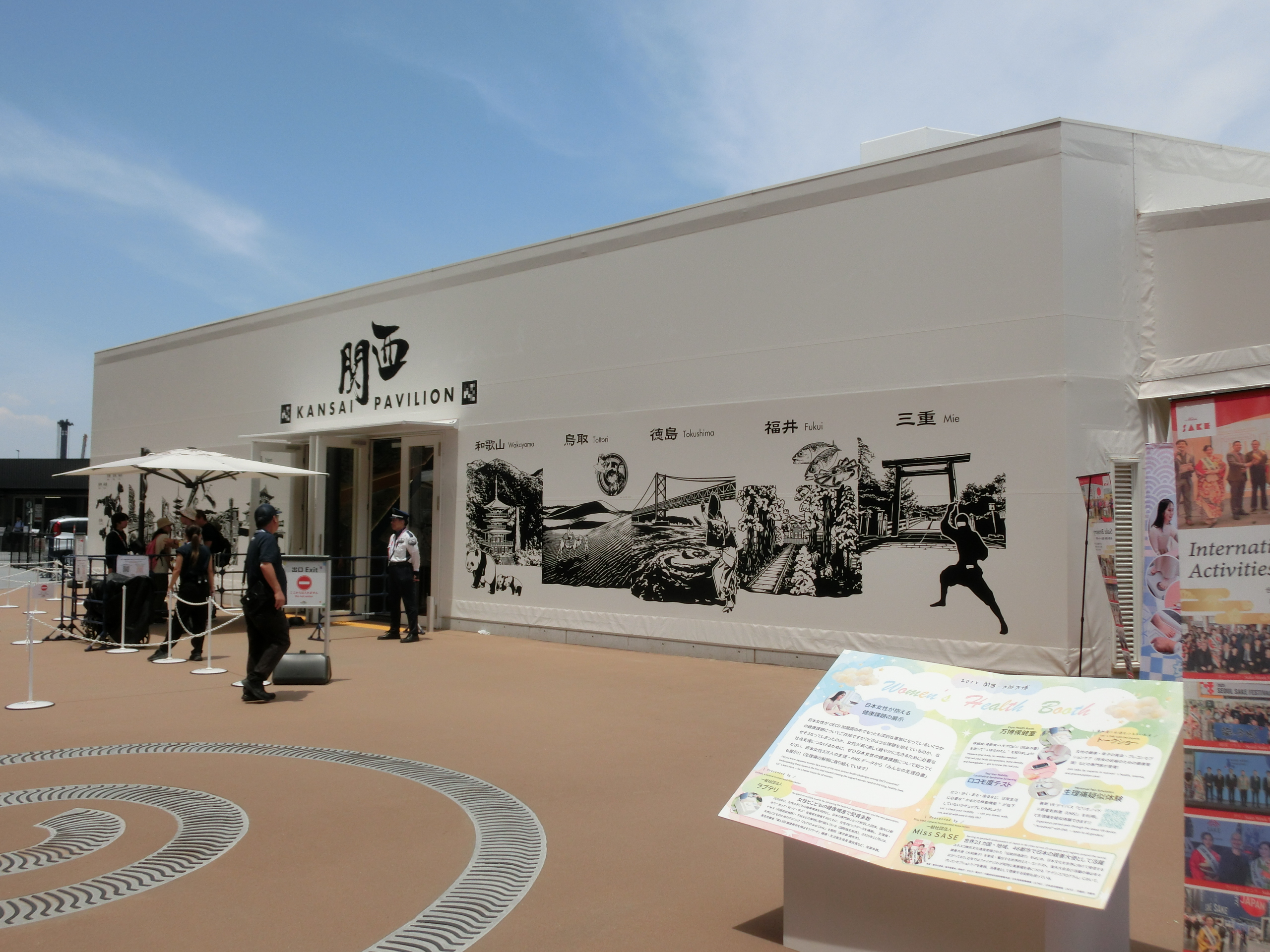
関西パビリオン
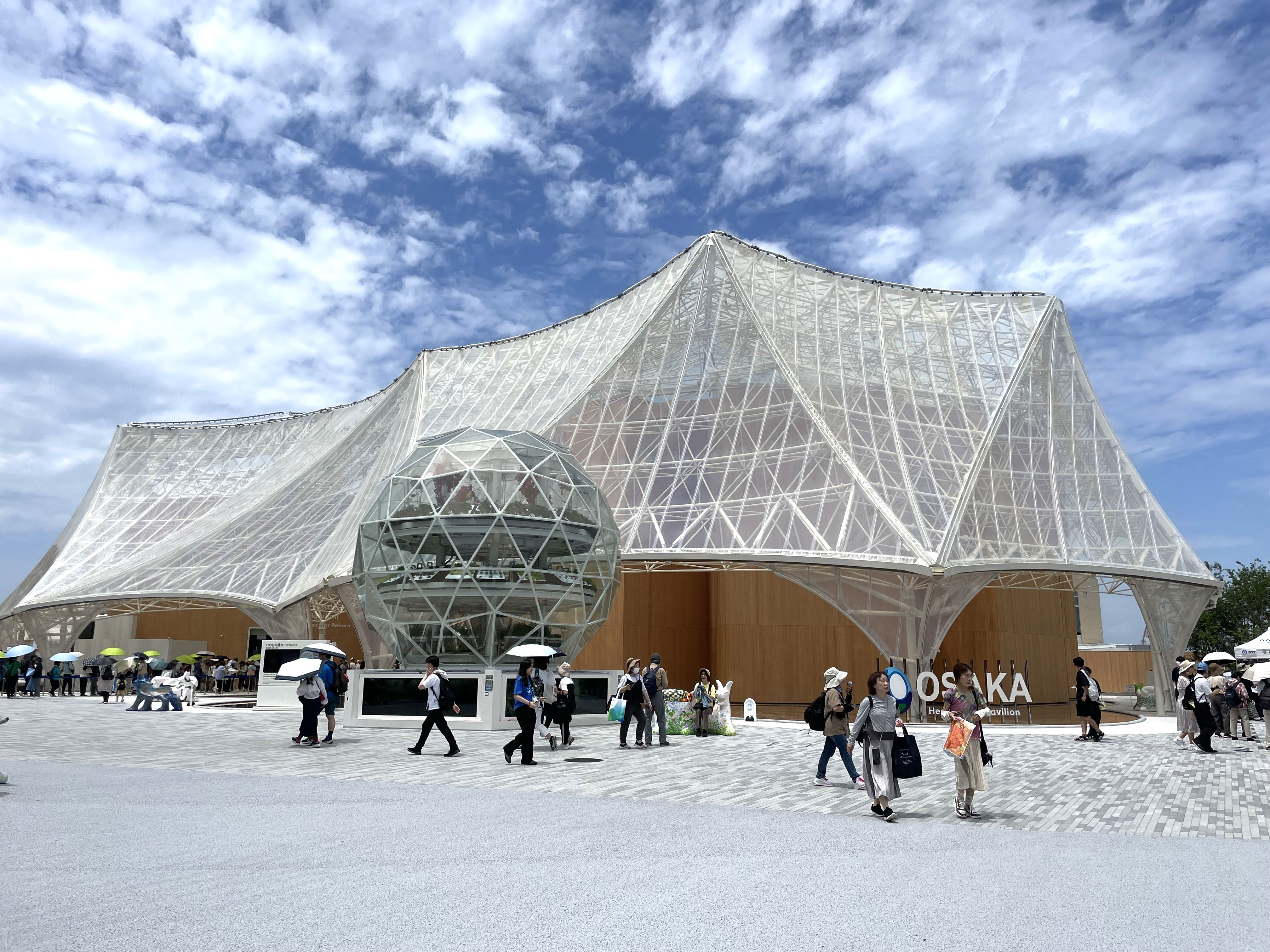
大阪ヘルスケアパビリオン
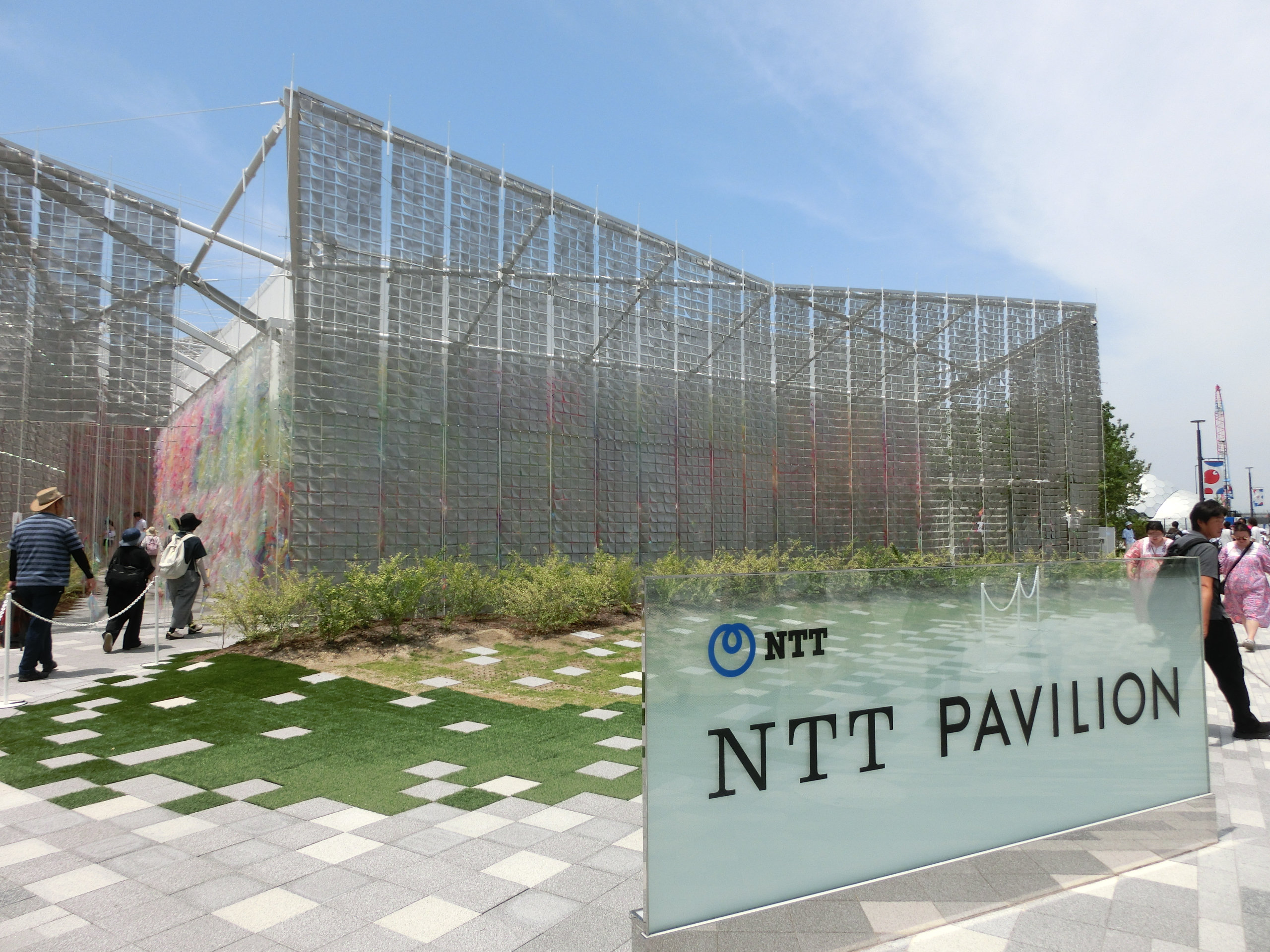
NTTパビリオン
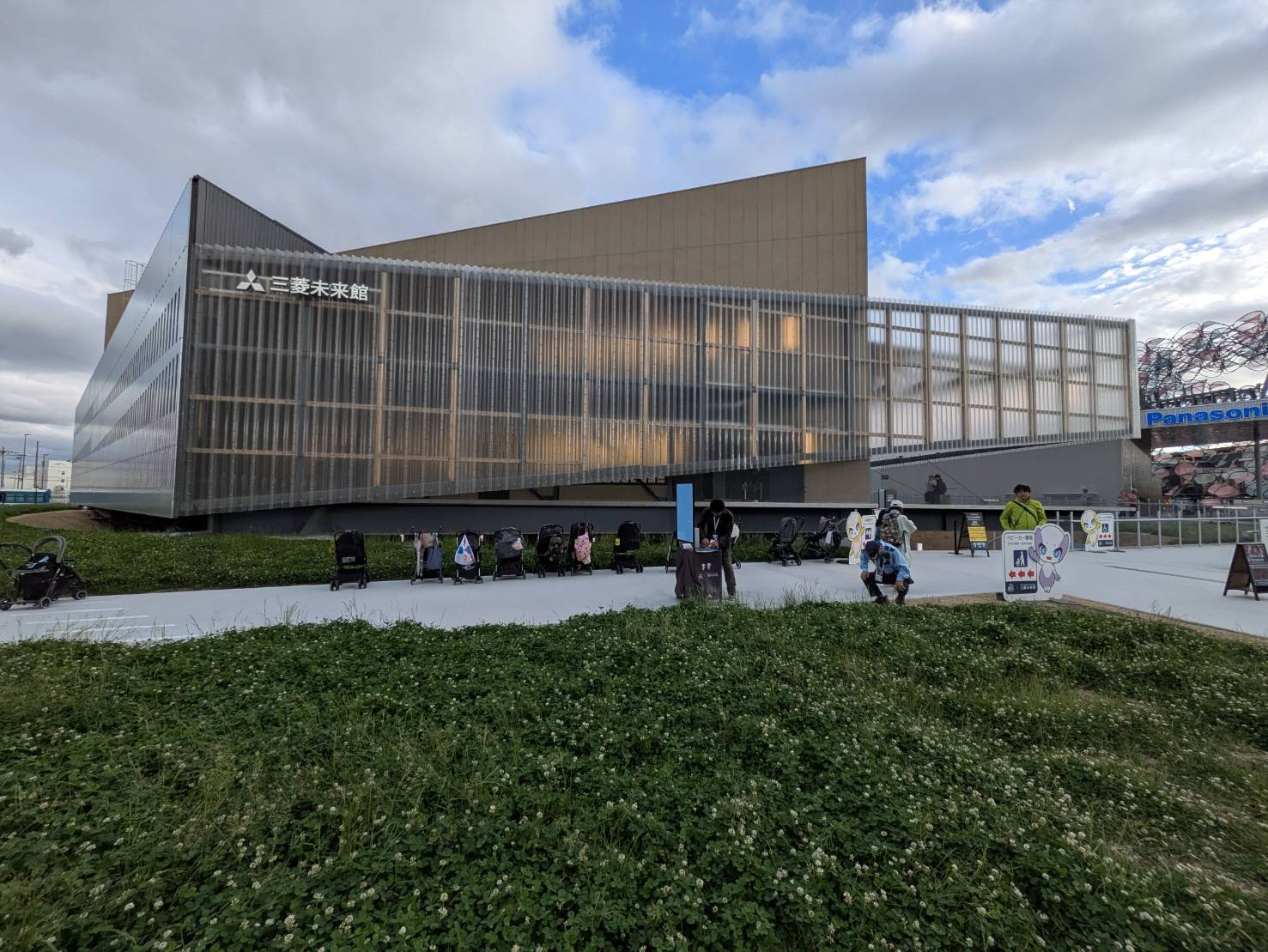
三菱未来館
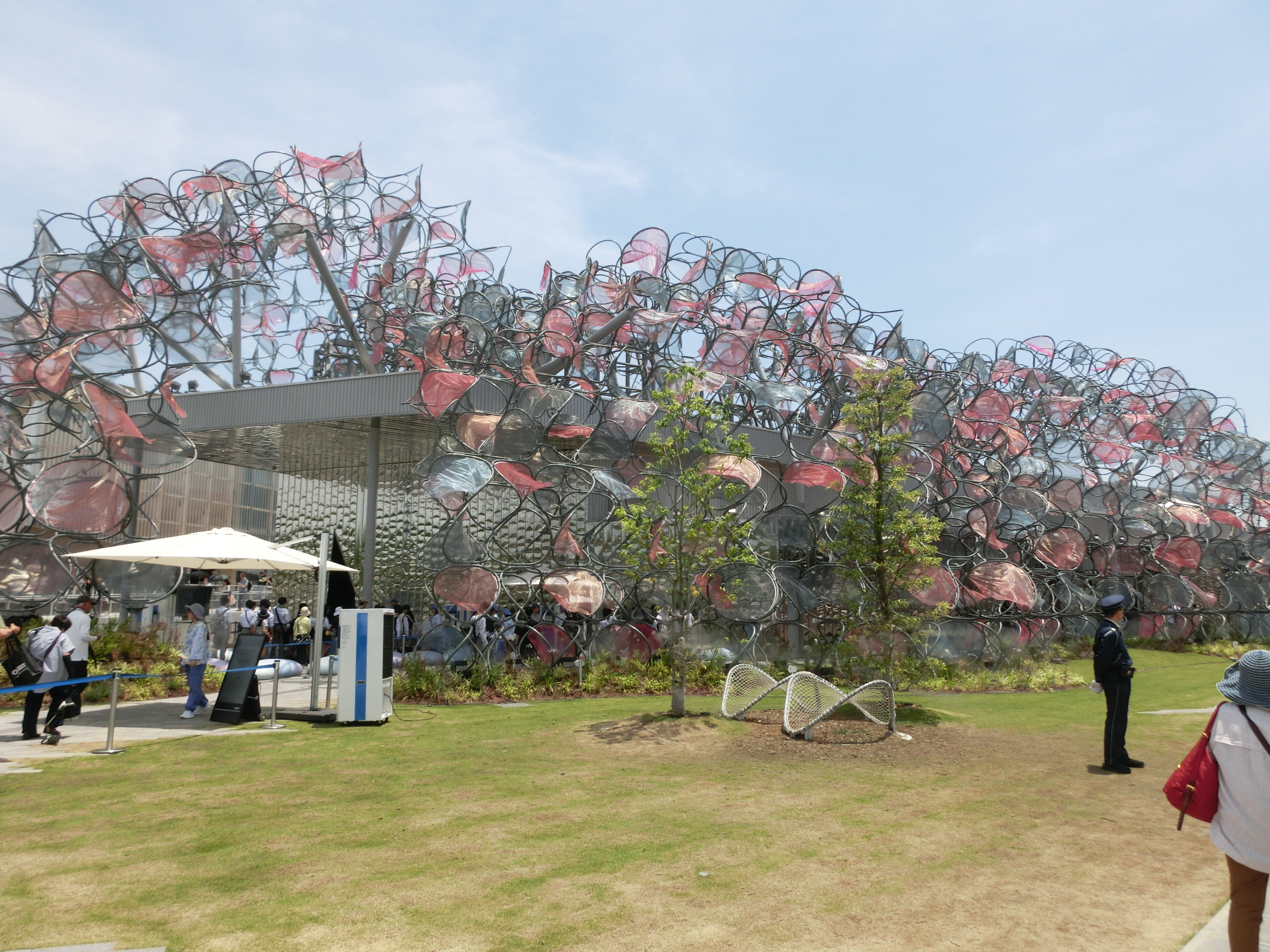
パナソニックグループパビリオン「ノモの国」
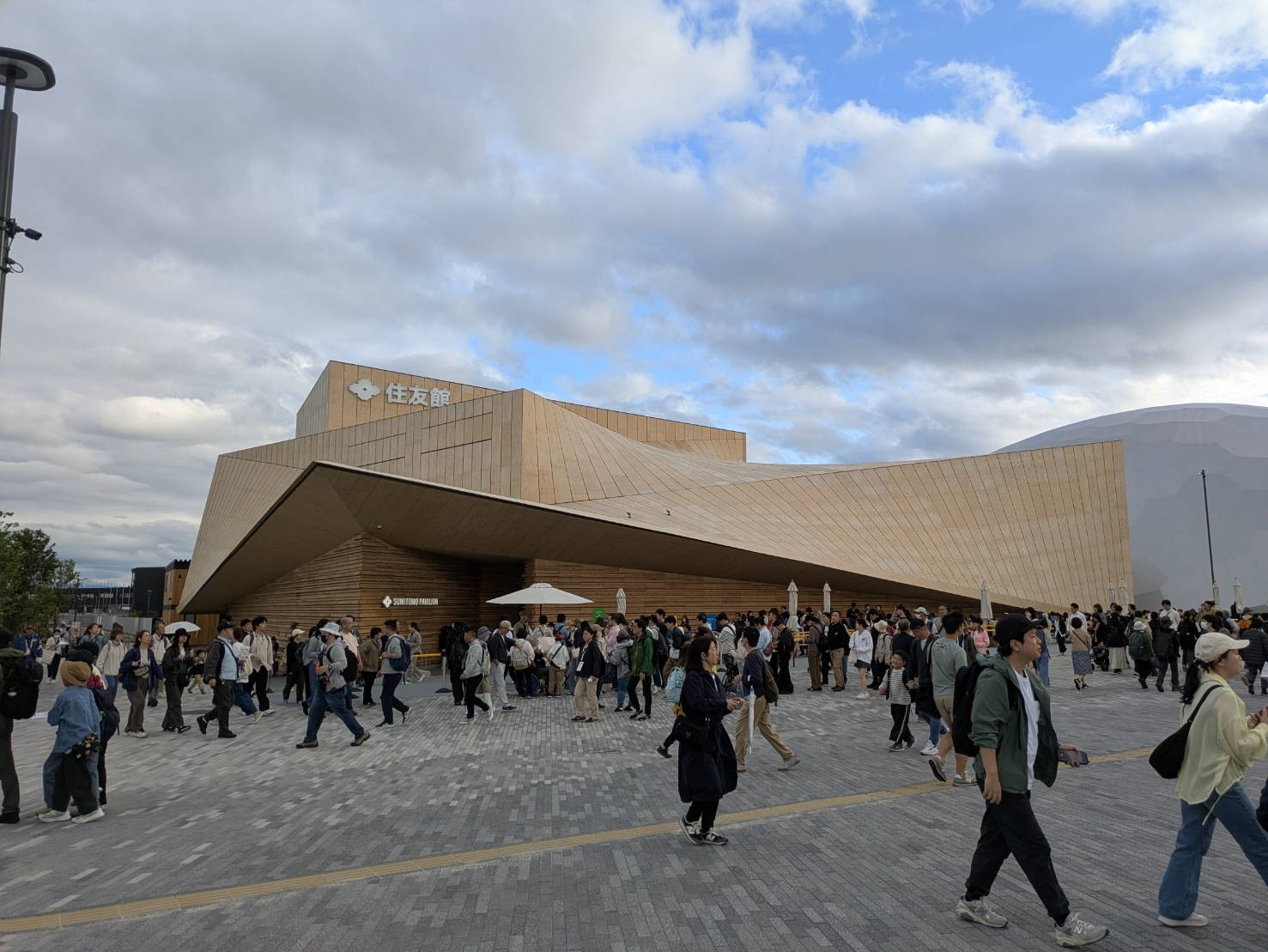
住友館
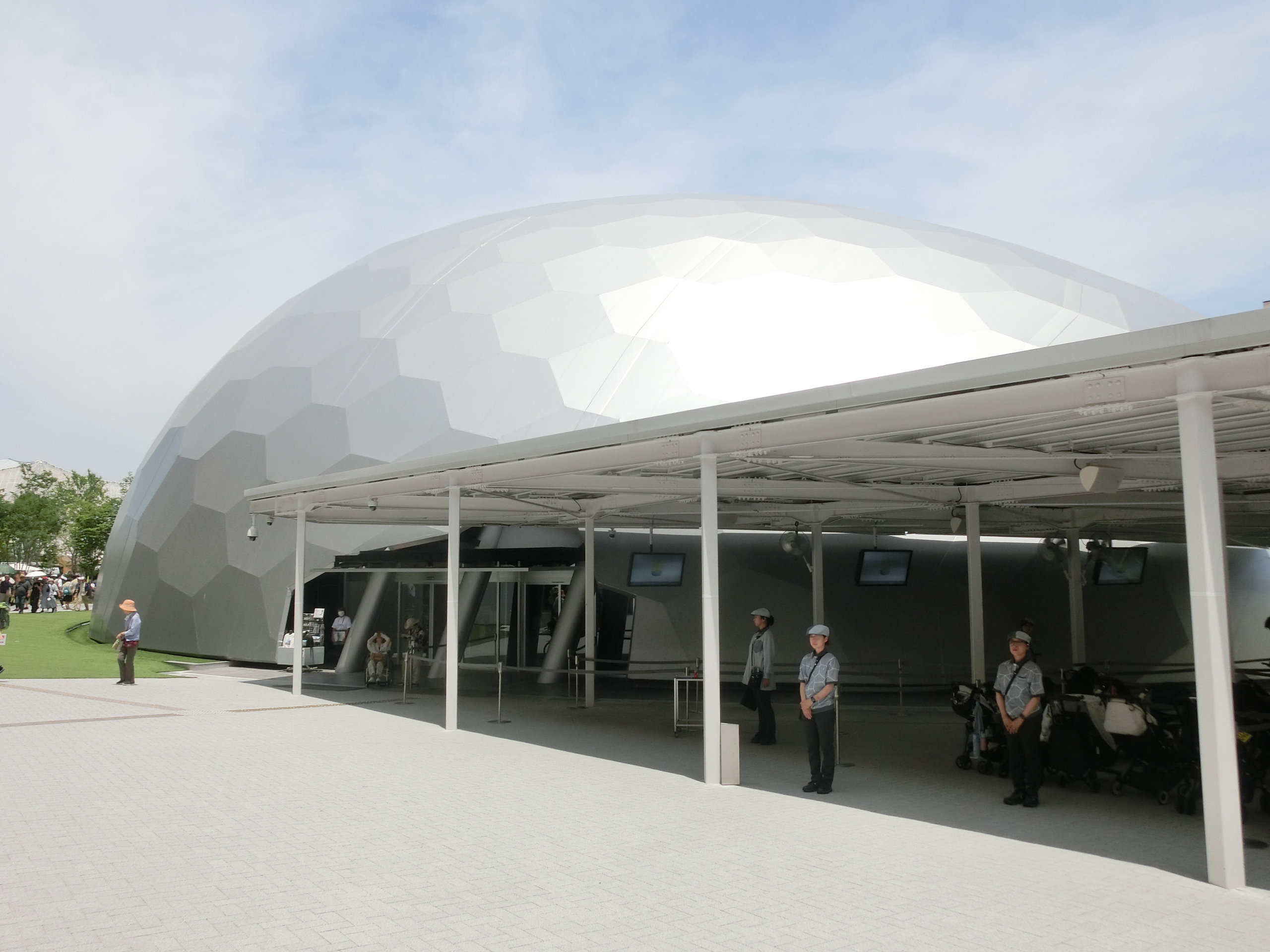
電力館 可能性のタマゴたち
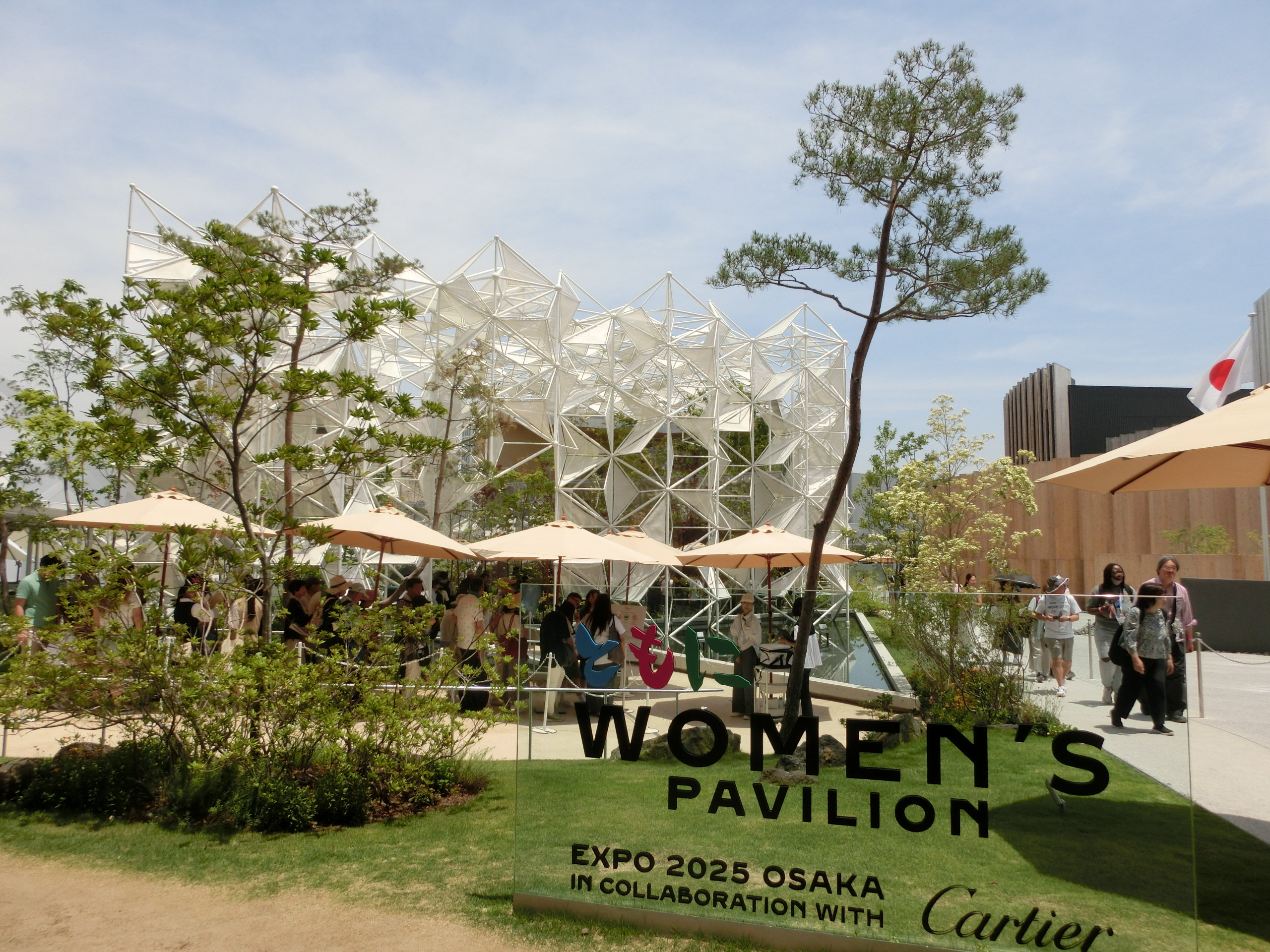
ウーマンズパビリオン in collaboration with Cartier
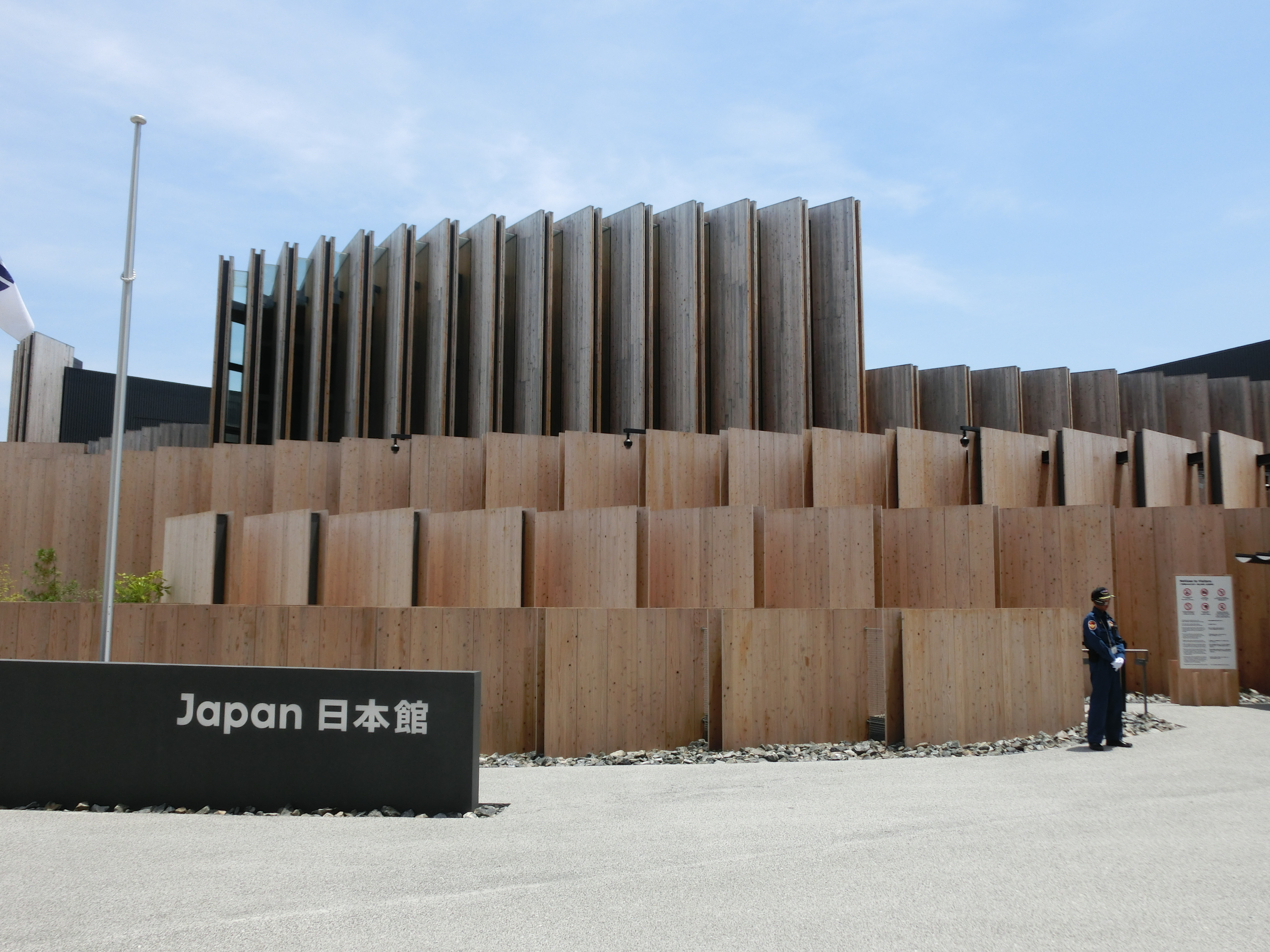
日本館
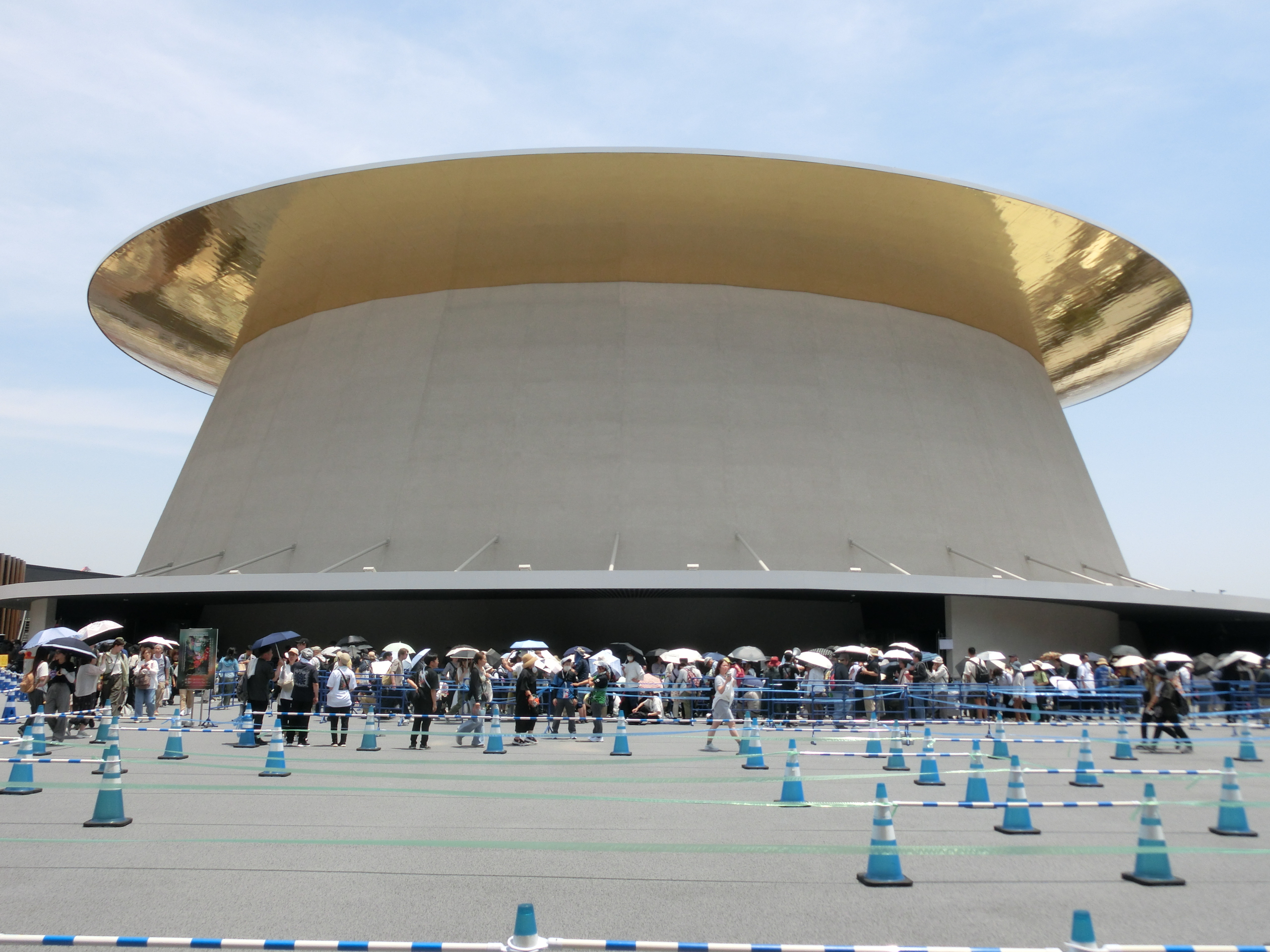
EXPOホール「シャインハット」

### 海外パビリオン（参加国・地域・国際機関）
2025年大阪万博には、世界158の国と地域および7つの国際機関が参加する。参加国は過去に日本国内で開催された万博史上で最多である。

#### 参加国
以下50音順（158の国と地域）
- アイスランド
- アイルランド
- アゼルバイジャン共和国
- アメリカ合衆国
- アラブ首長国連邦
- アルジェリア民主人民共和国
- アルメニア共和国
- アンゴラ共和国
- アンティグア・バーブーダ
- イエメン共和国
- イスラエル国
- イタリア共和国
- インド
- インドネシア共和国
- ウガンダ共和国
- ウクライナ
- ウズベキスタン共和国
- ウルグアイ東方共和国
- 英国（グレートブリテン及び北アイルランド連合王国）
- エジプト・アラブ共和国
- エスワティニ王国
- エチオピア連邦民主共和国
- オーストラリア連邦
- オーストリア共和国
- オマーン国
- オランダ王国
- ガーナ共和国
- カーボベルデ共和国
- ガイアナ共和国
- カザフスタン共和国
- カタール国
- カナダ
- ガボン共和国
- カメルーン共和国
- ガンビア共和国
- カンボジア王国
- 北マケドニア共和国
- ギニア共和国
- ギニアビサウ共和国
- キューバ共和国
- キルギス共和国
- グアテマラ共和国
- クウェート国
- グレナダ
- クロアチア共和国
- ケニア共和国
- コートジボワール共和国
- コソボ共和国
- コモロ連合
- コロンビア共和国
- コンゴ民主共和国
- サウジアラビア王国
- サモア独立国
- サントメ・プリンシペ民主共和国
- ザンビア共和国
- サンマリノ共和国
- シエラレオネ共和国
- ジブチ共和国
- ジャマイカ
- シンガポール共和国
- ジンバブエ共和国
- スイス連邦
- スウェーデン王国
- スーダン共和国
- スペイン王国
- スリナム共和国
- スリランカ民主社会主義共和国
- スロバキア共和国
- スロベニア共和国
- セーシェル共和国
- 赤道ギニア共和国
- セネガル共和国
- セルビア共和国
- セントクリストファー・ネービス
- セントビンセント及びグレナディーン諸島
- セントルシア
- ソマリア連邦共和国
- ソロモン諸島
- タイ王国
- 大韓民国
- タジキスタン共和国
- タンザニア連合共和国
- チェコ共和国
- チャド共和国
- 中央アフリカ共和国
- 中華人民共和国
- チュニジア共和国
- チリ共和国
- ツバル
- デンマーク王国
- ドイツ連邦共和国
- トーゴ共和国
- ドミニカ共和国
- トリニダード・トバゴ共和国
- トルクメニスタン
- トルコ共和国
- トンガ王国
- ナイジェリア連邦共和国
- ナウル共和国
- ネパール
- ノルウェー王国
- バーレーン王国
- ハイチ共和国
- パキスタン・イスラム共和国
- バチカン
- パナマ共和国
- バヌアツ共和国
- パプアニューギニア独立国
- パラオ共和国
- パラグアイ共和国
- バルバドス
- パレスチナ
- ハンガリー
- バングラデシュ人民共和国
- 東ティモール民主共和国
- フィジー共和国
- フィリピン共和国
- フィンランド共和国
- ブータン王国
- ブラジル連邦共和国
- フランス共和国
- ブルガリア共和国
- ブルキナファソ
- ブルネイ・ダルサラーム国
- ブルンジ共和国
- ベトナム社会主義共和国
- ベナン共和国
- ベリーズ
- ペルー共和国
- ベルギー王国
- ポーランド共和国
- ボリビア多民族国
- ポルトガル共和国
- ホンジュラス共和国
- マーシャル諸島共和国
- マダガスカル共和国
- マラウイ共和国
- マリ共和国
- マルタ共和国
- マレーシア
- ミクロネシア連邦
- 南スーダン共和国
- モーリシャス共和国
- モーリタニア・イスラム共和国
- モザンビーク共和国
- モナコ公国
- モルドバ共和国
- モンゴル国
- モンテネグロ
- ヨルダン
- ラオス人民民主共和国
- ラトビア共和国
- リトアニア共和国
- リベリア共和国
- ルーマニア
- ルクセンブルク大公国
- ルワンダ共和国
- レソト王国

（参考）参加予定から後に撤退した国
開幕前に撤退した国は12か国になる（以下五十音順）。
- アフガニスタン・イスラム共和国[169][170]
- アルゼンチン共和国[169][170]
- イラン・イスラム共和国[169][171]
- エストニア共和国[169][170]
- エルサルバドル共和国[169][171]
- ギリシャ共和国[169][170]
- ニウエ[169][170]
- ニジェール共和国[169][170]
- ボツワナ共和国[169][171]
- 南アフリカ共和国[169][171]
- メキシコ合衆国[169][170]
- ロシア連邦[169][170]

#### 国際機関
以下50音順（7国際機関）
- ITER（イーター国際核融合エネルギー機構）
- 欧州連合（EU）
- 国際科学技術センター（ISTC）
- 国際赤十字・赤新月運動
- 国際連合（UN）
- 太陽に関する国際的な同盟（英語版）（ISA）
- 東南アジア諸国連合（ASEAN）事務局

### 国内パビリオン
斜体は出展元を示す。大阪関西万博公式ウェブサイトより作成。
- 日本館 日本政府
- ウーマンズ パビリオン in collaboration with Cartier 内閣府、経済産業省、リシュモンジャパン カルティエ、博覧会協会
- 大阪ヘルスケアパビリオン 大阪府・市
- 関西パビリオン 滋賀、京都、兵庫、奈良、和歌山、鳥取、徳島、福井、三重
- 未来の都市パビリオン 日立グループ、KDDI、クボタ、他

#### 民間パビリオン
- NTT Pavilion “Natural” （仮称） 日本電信電話（NTT）
- 電力館 可能性のタマゴたち 電気事業連合会
- 住友館 住友 EXPO2025 推進委員会
- パナソニックグループパビリオン「ノモの国」 パナソニック ホールディングス
- 三菱未来館 三菱大阪・関西万博総合委員会
- よしもと waraii myraii館 吉本興業ホールディングス
- PASONA NATUREVERSE パソナグループ
- BLUE OCEAN DOME  特定非営利活動法人ゼリ・ジャパン
- GUNDAM NEXT FUTURE PAVILION バンダイナムコホールディングス
- ガスパビリオン おばけワンダーランド 一般社団法人日本ガス協会
- 飯田グループ×大阪公立大学共同出展館 飯田グループホールディングス
- ORA外食パビリオン『宴～UTAGE～』 一般社団法人大阪外食産業協会
- TECH WORLD 玉山デジタルテック株式会社（中華民国〈いわゆる台湾〉の公的団体である「台湾貿易センター（中国語版）（TAITRA）」が出資して設立された企業[172][173]）

#### シグネチャーパビリオン
シグネチャーパビリオンとは、各界で活躍する8人のプロデューサーが主導する展示パビリオンである。
- Better Co-Being 宮田裕章
- いのちの未来 石黒浩
- いのちの遊び場 クラゲ館 中島さち子
- null² 落合陽一
- いのち動的平衡館 福岡伸一
- いのちめぐる冒険 河森正治
- EARTH MART 小山薫堂
- Dialogue Theater - いのちの あかし - （英: Dialogue Theater - sign of life - ） 河瀨直美

### その他施設

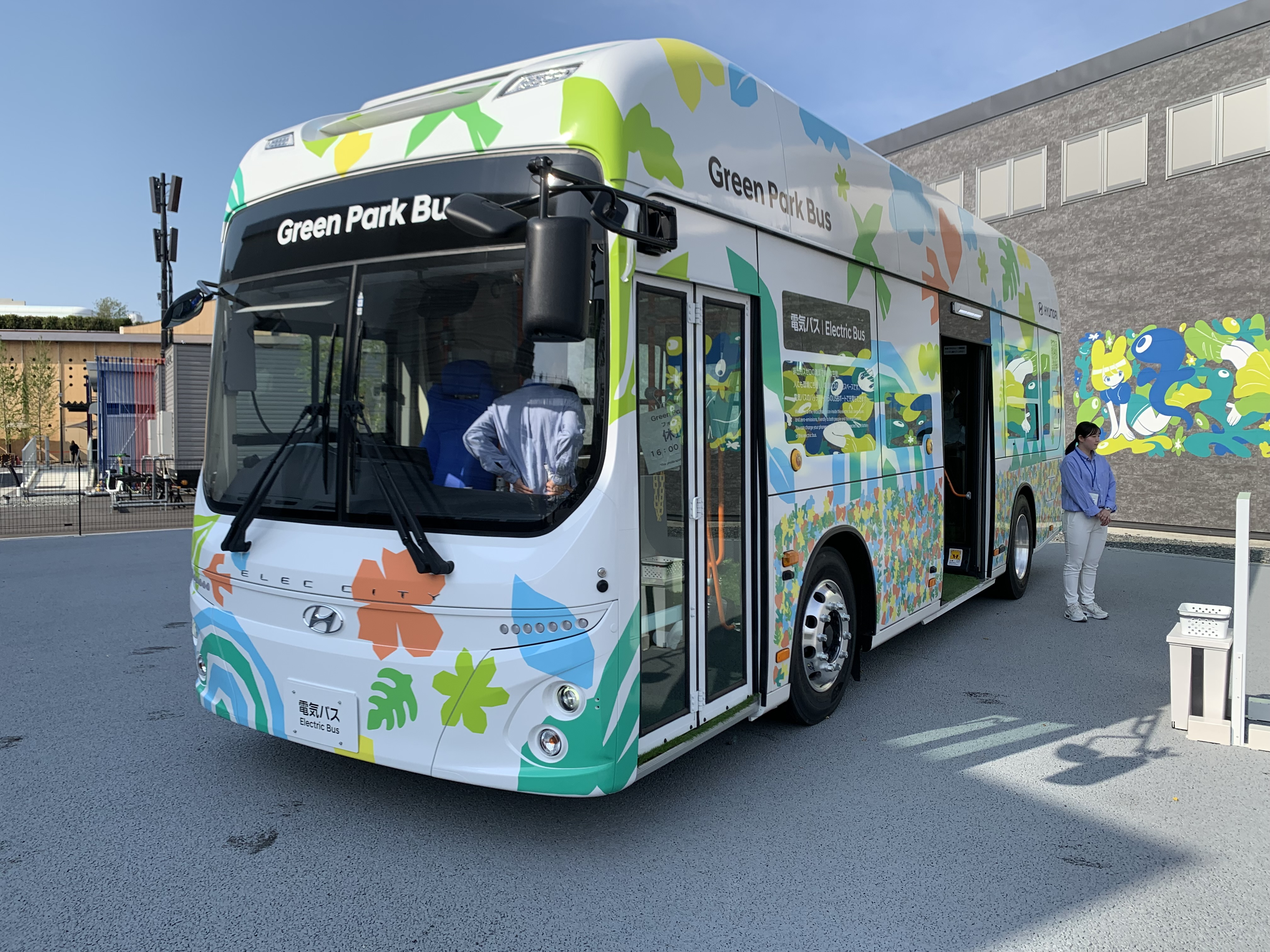
エレクシティタウン大阪・関西万博仕様「Green Park Bus」

- 夜の地球 - 当初はイランがパビリオンを出展する場所であった[175]。
- 空飛ぶクルマステーション - 当初はギリシャがパビリオンを出展する場所であった[176]。
- ミャクミャクハウス - 当初はエルサルバドルがパビリオンを出展する場所であった[176]。
- フェスティバル・ステーション - 当初はロシアがパビリオンを出展する場所であった[176]。
- 団体休憩所 - 会場内に5箇所設置[177]。このうち団体休憩所P25は当初、アルゼンチンとナイジェリアがパビリオンを出展する場所であった[176]。
- デジタルトラベルゾーン - デジタルウォレットパーク内にある、ルーム型LEDビジョンとVR体験エリア。万博会場にいながら日本各地の観光地を実際に巡っているような体験ができ、最終的に約200の映像コンテンツが集まる予定。[178]。
- Green Park Bus - ヒョンデモビリティジャパンがBEV型バス「エレクシティタウン」をベースに、中を改装し休憩所としている。
- EXPOサンセットビアテラス - 7月19日、西ゲート付近の大阪湾に面したエリア「団体休憩所西」で、最大1800人が収容できる飲酒可能スペース「EXPOサンセットビアテラス」がオープンした[179]。

### 会場内交通

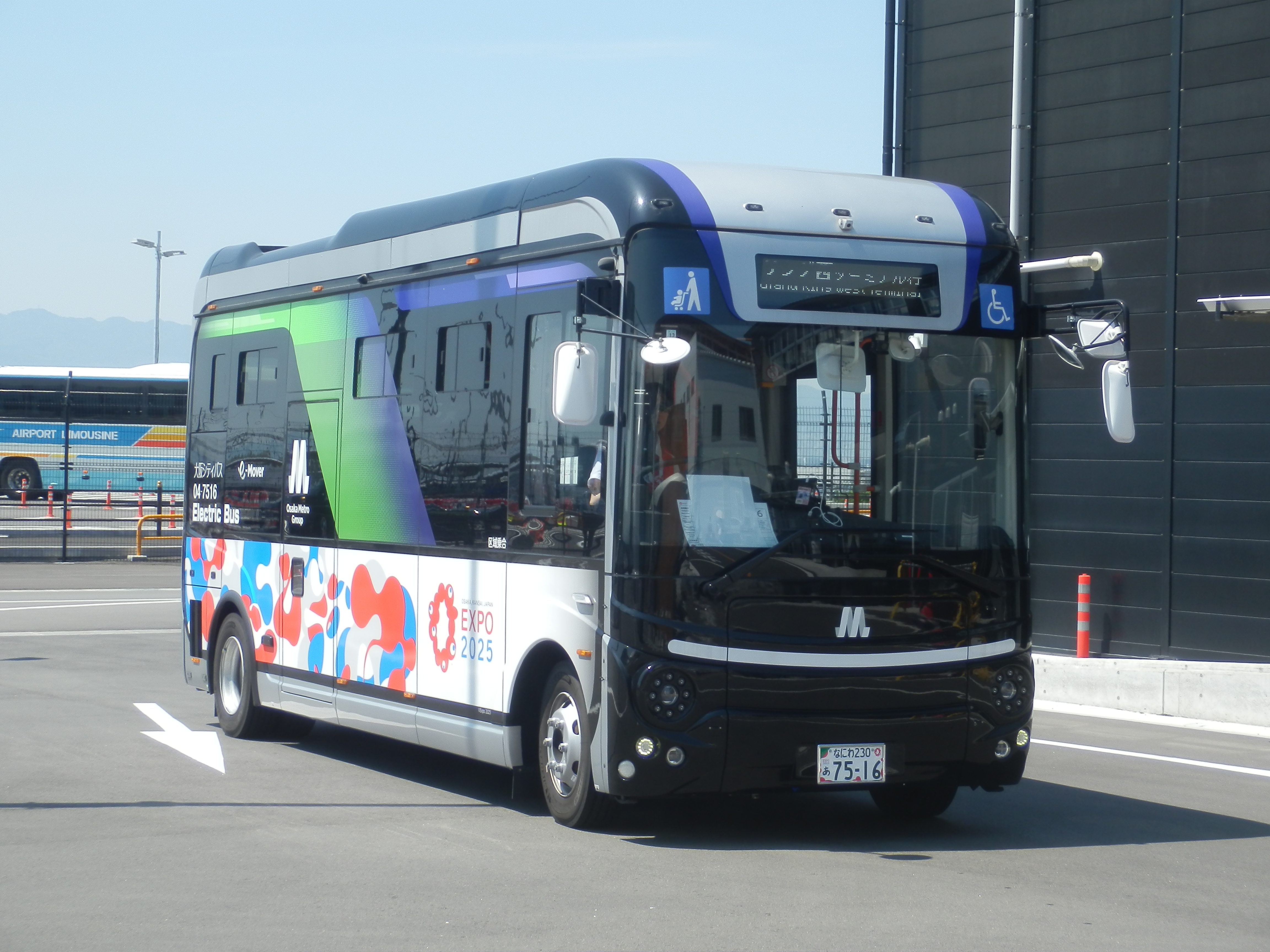
外周バス「e Mover」

これまでの日本開催の万博・花博では、いずれも会場内施設として鉄軌道路線を設置したが、大阪・関西万博では設置されなかった。公共交通機関として、会場内をほぼ周回（※西ゲート北ターミナルとリング西ターミナルは繋がっていないため、それぞれの間を会場を外周するように走行）するバス「e Mover」1路線を運行。通常便では自動給電が可能な電気バスを使用し途中停留所でも乗降ができる。昼間の一部の便では自動運転バスにて運転し、自動運転バスは起終点のみ乗降可能。料金は400円、1日券は1000円。
また長距離歩行が困難な人や高齢者向けに1人乗りの「パーソナルモビリティ」の無料貸し出しを行っている。
2025年7月1日から、東ゲート→西ゲートを移動できるシャトルバスの運行を開始。

## 会場への交通

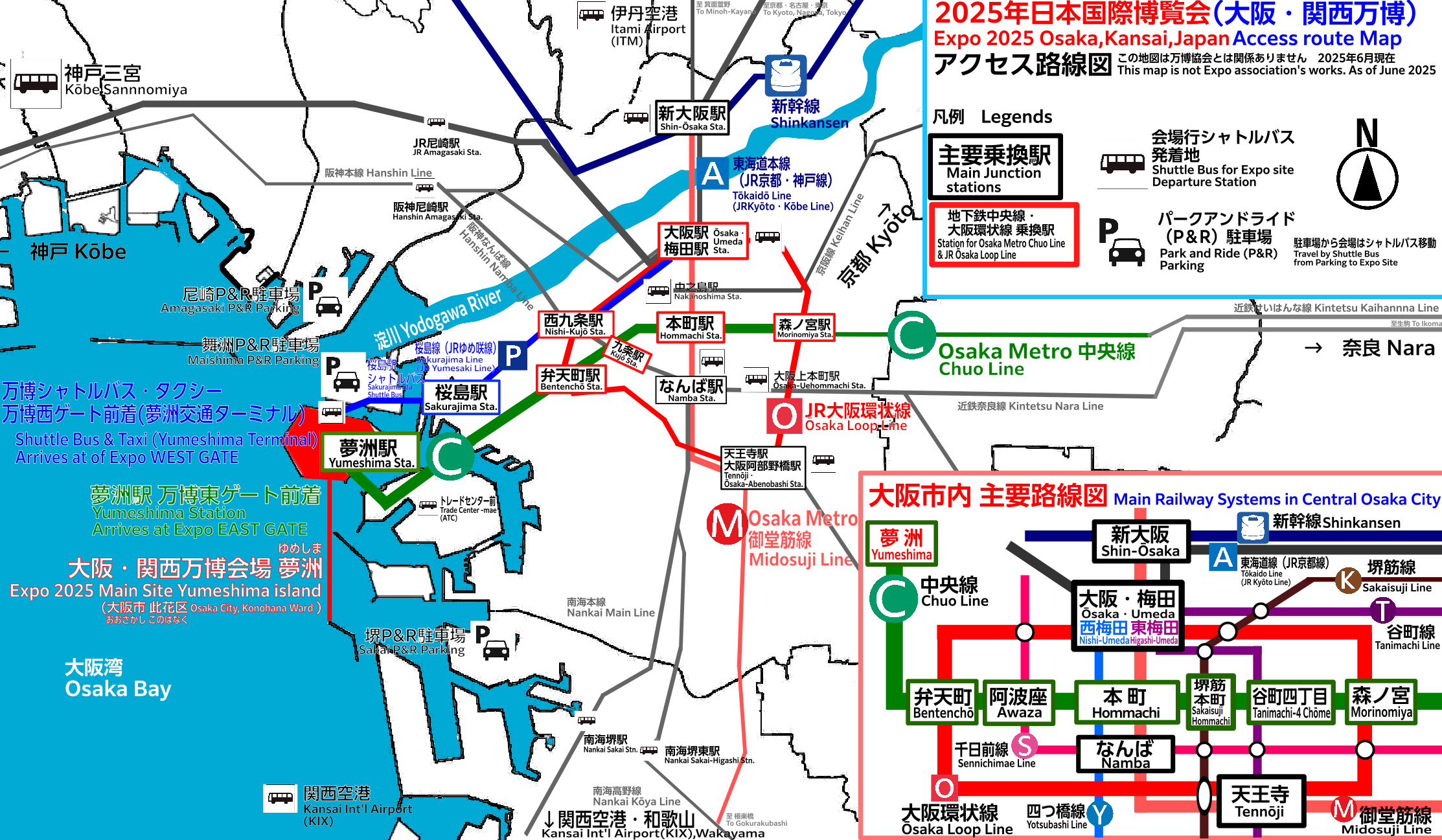
アクセスマップ（2025年6月現在）

大阪・関西万博の会場は大阪湾に浮かぶ人工島の夢洲である。歴史上初の海上万博であるため、来場には夢洲への上陸（夢洲アプローチ）が必要となる。夢洲へは、鉄道、シャトルバス、高速バス、空港バス、自転車、船舶、タクシーといった公共交通機関を利用することになる。自家用車は障がい者用駐車場利用者を除き島内に原則乗り入れ禁止のため、近隣のP&R（パークアンドライド）駐車場に駐車し、そこからはシャトルバスを利用して上陸することになる。
また、「未来社会の実験場」をコンセプトとしているこの万博では、来場者が近未来の生活を体験できる「未来社会ショーケース事業」が行われており、その一環として、会場への交通アクセスにも走行中に給電できる電気バスや水素燃料電池船など、最先端技術を搭載した未来のモビリティが採用されている。
交通手段別の来場者（想定）
| ゲート | 交通手段             | 来場者数（割合）  |
| ------ | -------------------- | ----------------- |
| 東     | Osaka Metro 中央線   | 13.3万人（58.6%） |
| 西     | P&R（パーク&ライド） | 3.5万人（15.5%）  |
| 西     | 団体バス             | 3.0万人（13.2%）  |
| 西     | シャトルバス         | 2.6万人（11.4%）  |
| 西     | タクシー             | 0.2万人（0.9%）   |

開幕前は1日に最大22.7万人の来場者のうち、13.3万人（58.6パーセント）がOsaka Metro中央線の夢洲駅を利用すると想定された。博覧会協会の推計によると、開幕後の約1か月間（2025年4月13日 - 5月10日）は1日平均の来場者数が想定の15万人より少ない10.4万人だったものの、来場者の76.6パーセントが予約不要な夢洲駅を利用している。これは割高なP&R（パーク&ライド）が5.2パーセントの利用に低迷していることなどが主な要因である。

### 鉄道

#### 夢洲駅 （Osaka Metro中央線、万博会場最寄り駅）

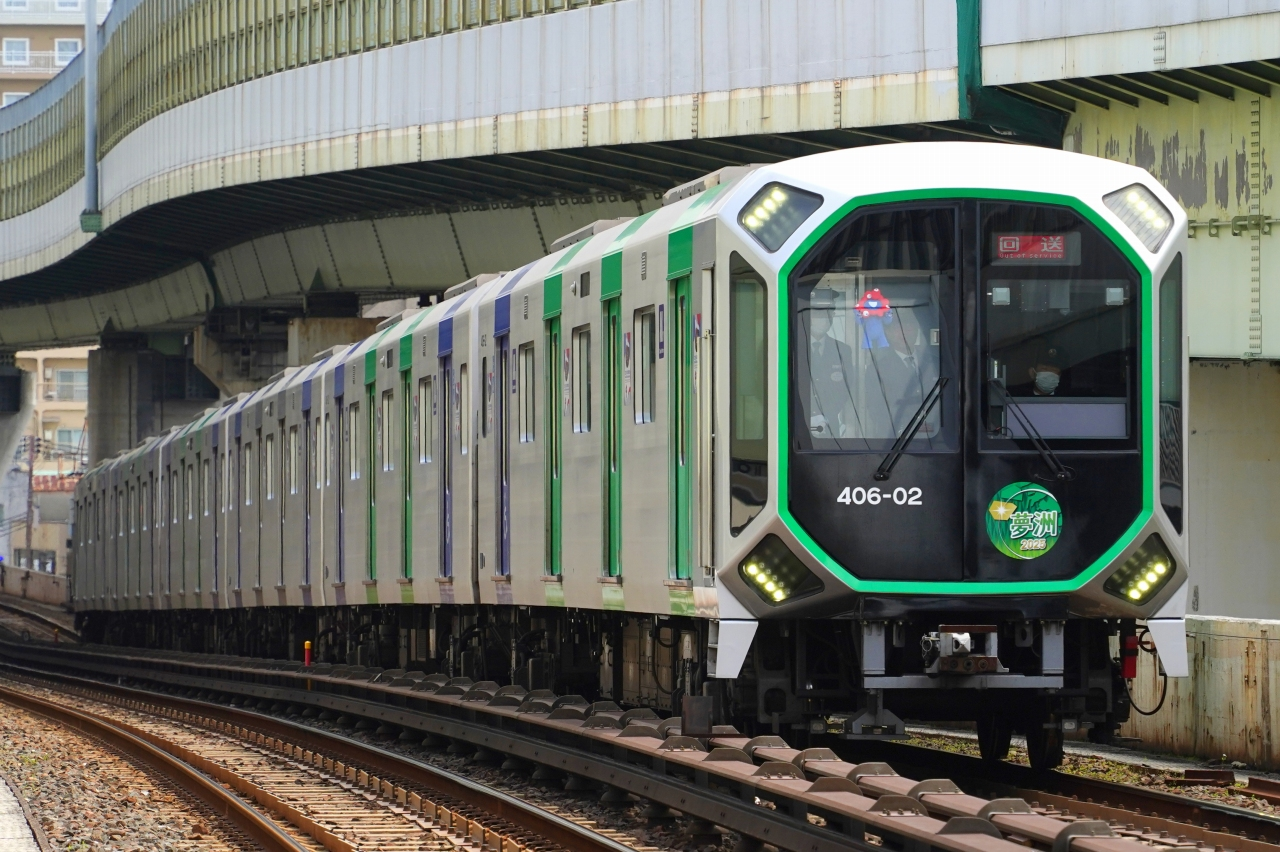
子供専用列車として運用されているOsaka Metro 400系電車。公式キャラクター・ミャクミャクが添乗している

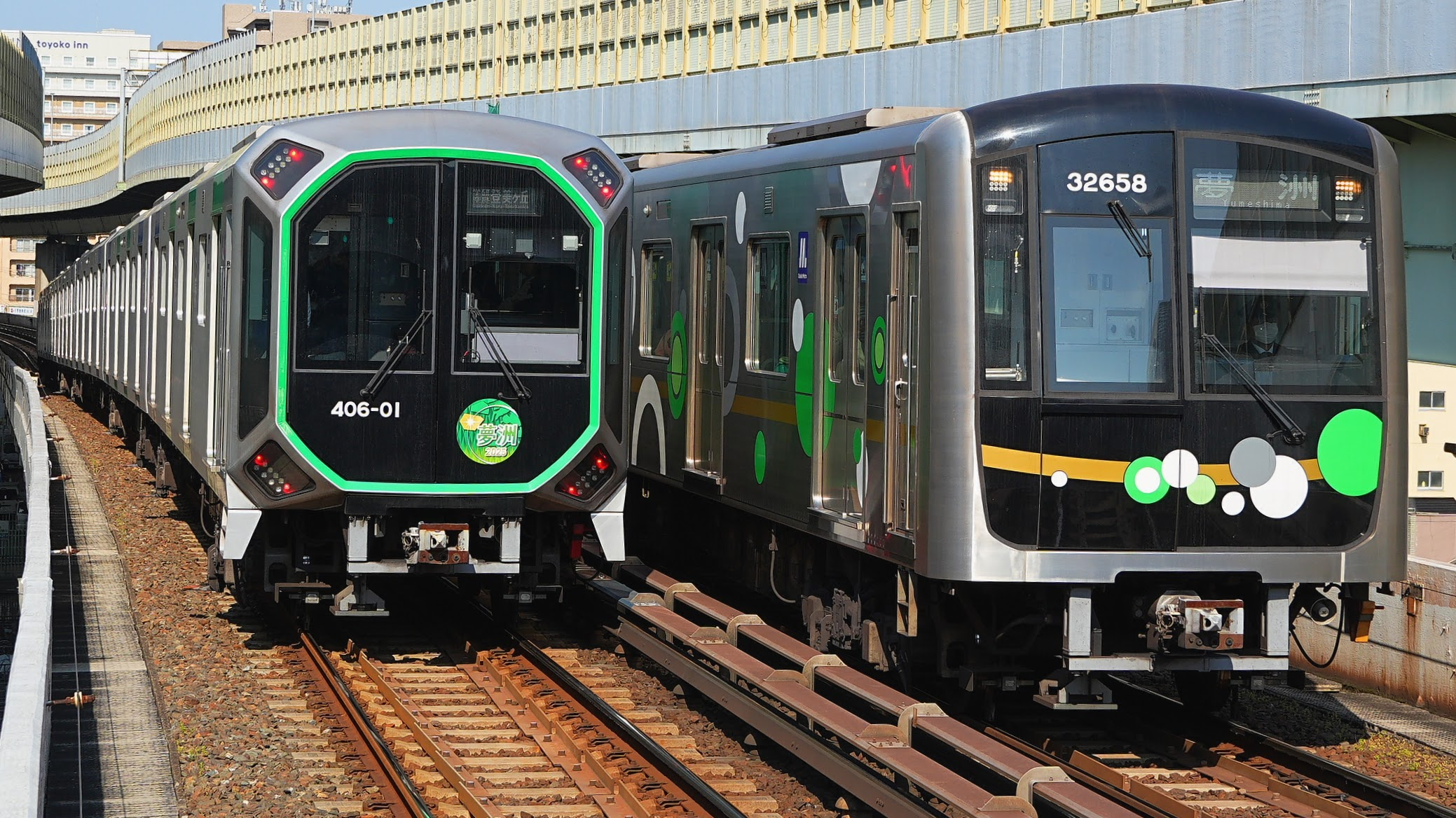
「夢洲」のヘッドマークをつけたOsaka Metro 400系電車（左）と、万博輸送のため一時的に中央線に導入されているOsaka Metro 30000A系電車（右）

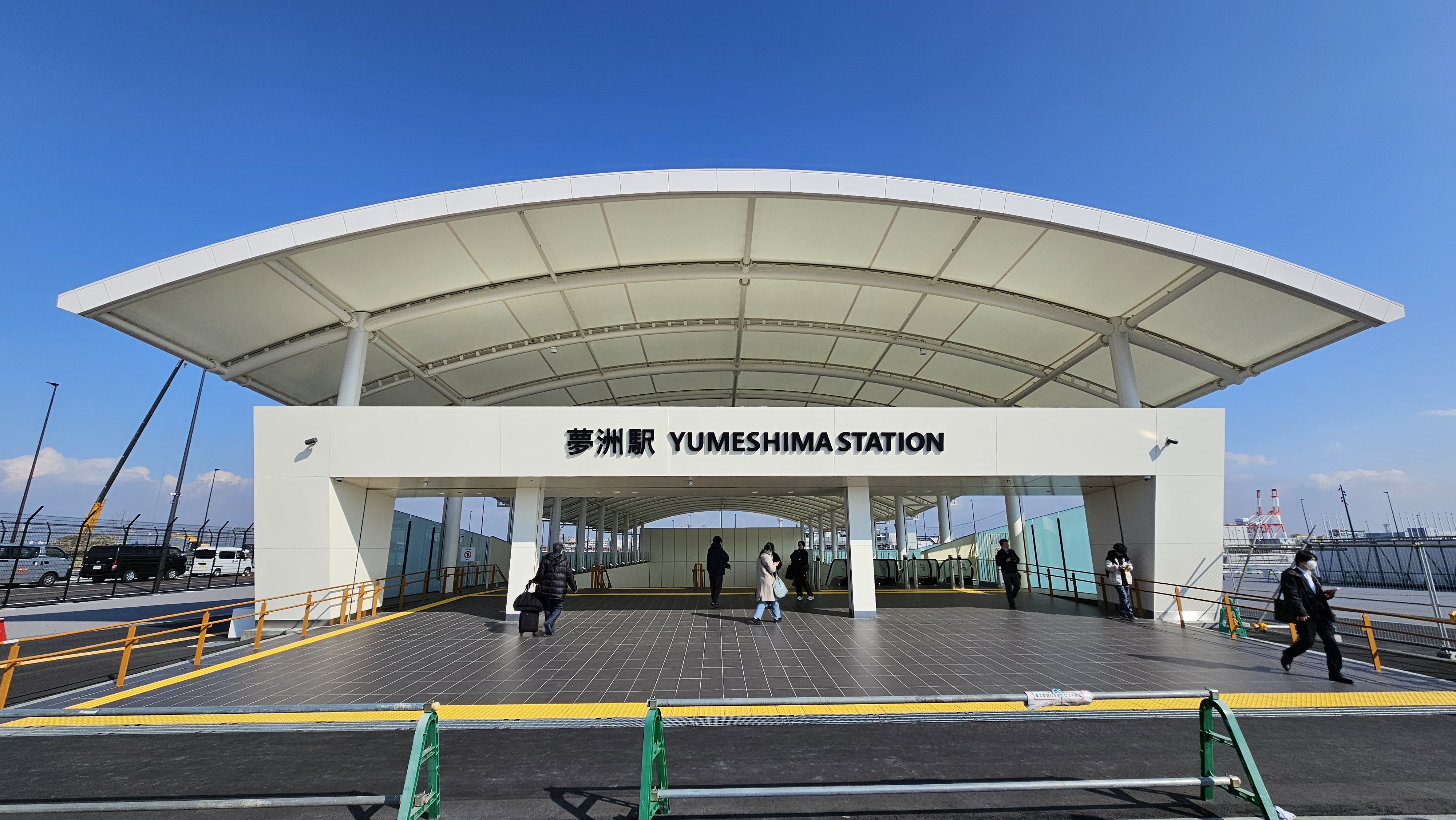
夢洲駅

万博開催に合わせて延伸開業したOsaka Metro中央線の夢洲駅が会場への最寄り駅である。夢洲駅は、万博東ゲート前に出入り口がある。夢洲に乗り入れる唯一の鉄道路線であるため、夢洲アプローチのメイン路線となる。万博開催期間中は曜日を問わず特別ダイヤで運行し、運行本数が通常期の2倍以上に増便される他、朝夕の混雑ピーク時には、1時間あたり最大24本（2分30秒間隔）を運行する。これに対応するため、Osaka Metroは2022年、万博終了までの期間限定で運行する中央線向け車両として30000A系を10編成新造・導入し、中央線の車両編成数を23編成から一時的に33編成に増やしている。また、この増備分の編成の留置場所確保のため、万博期間中は森之宮検車場の敷地内に整備予定である「森之宮新駅」の予定地に暫定的な留置線が設けられている。なお、朝のピーク時において混雑率は140パーセントに達すると見込まれている。
また、2025年4月 - 7月の平日の午前中には、大阪府内の小中学生および高校生を対象とした「子ども専用列車」と「子ども優先列車」が運行されている。

#### 桜島駅 （JRゆめ咲線）・桜島駅シャトルバス

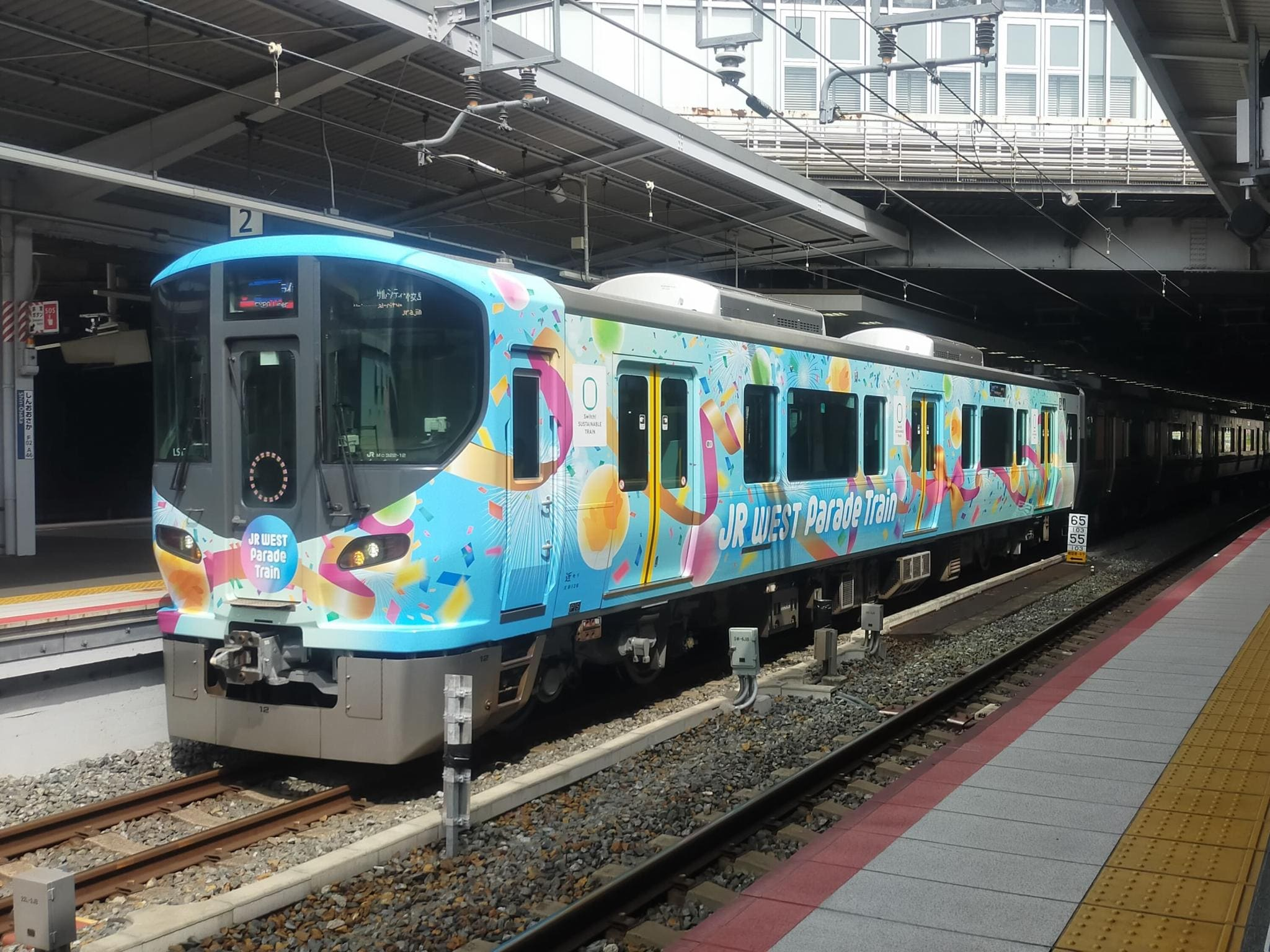
JR西日本323系「JR WEST Parade Train」による「エキスポライナー」

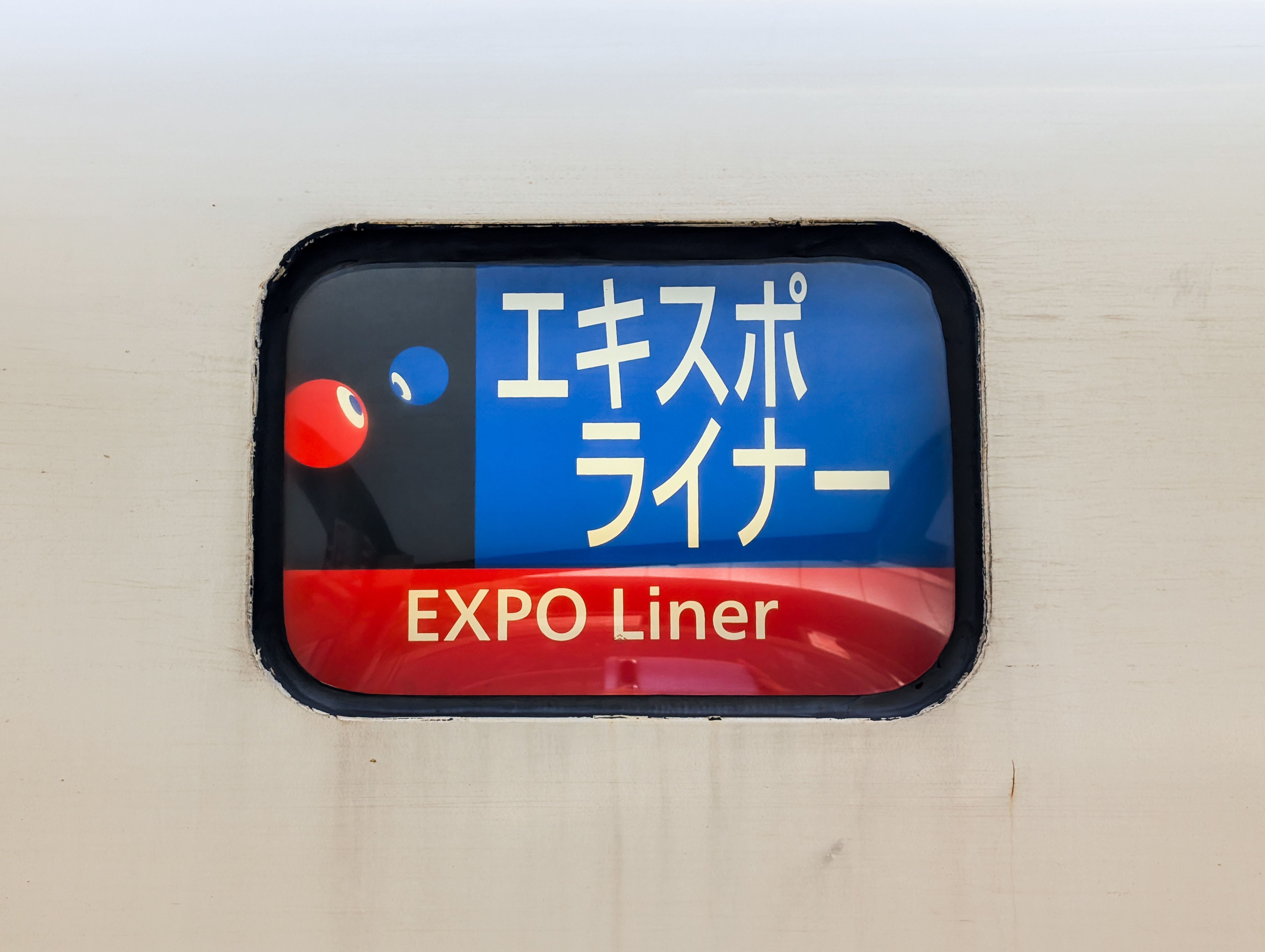
「エキスポライナー」の表示幕

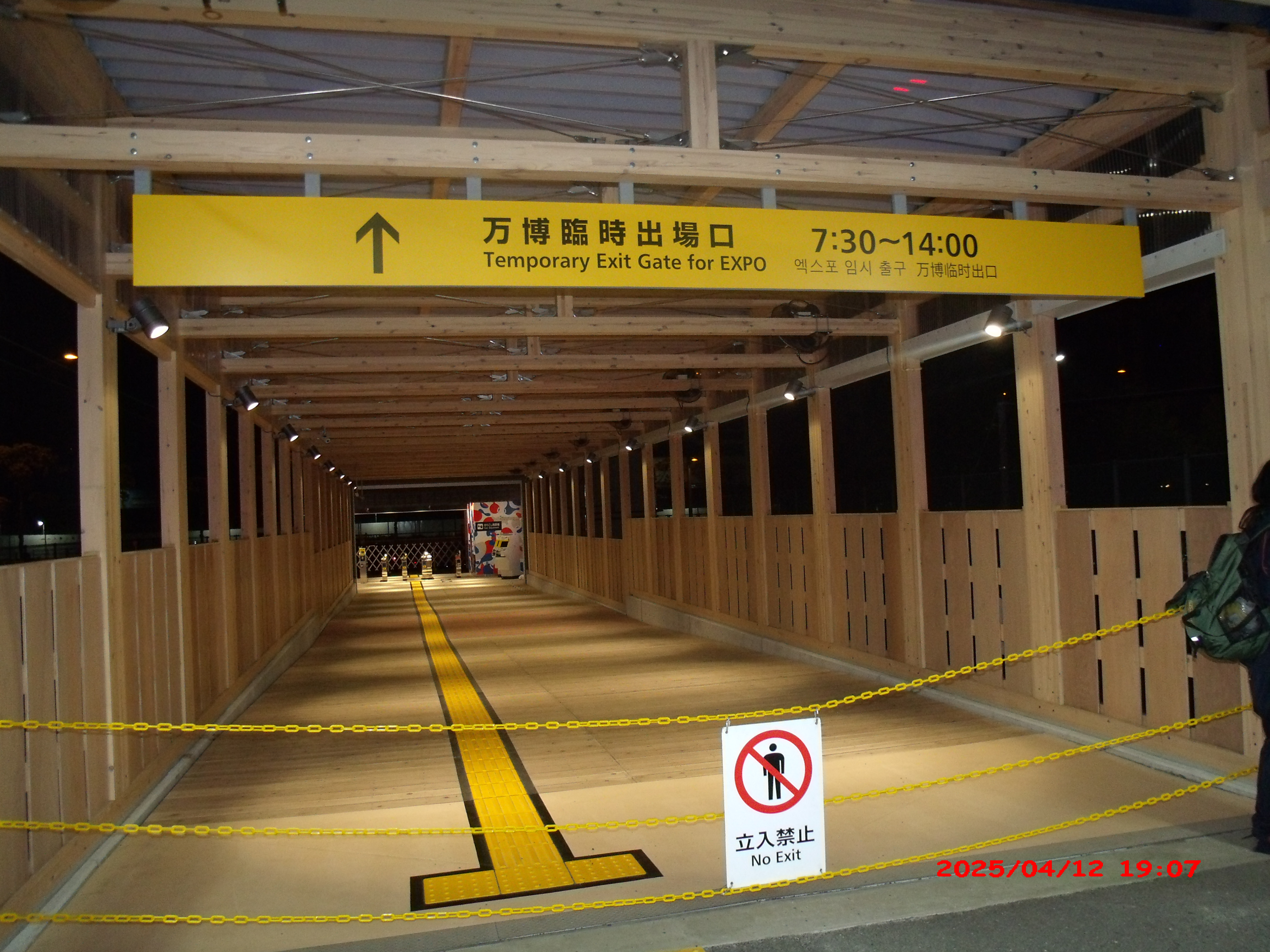
桜島駅万博臨時出場口

JRゆめ咲線の桜島駅からは、駅直結のバスターミナルから直通シャトルバスに乗り換えて会場西ゲート前へアクセスできる。基本的に予約なしで乗車が可能であるが、5月30日から、桜島駅バスターミナルを始発から10時30分に出発するバスに限り事前予約が必須となった。桜島駅 - 万博会場間は所要時間約15分で、運賃は大人・小児同額で350円で運行している。また、JR西日本は万博開催に合わせて、桜島駅の西端に長さ約30メートル、幅約5.5メートルの通路を木材で増築して、出口専用の改札機4台が設置された「万博臨時出場口」を整備、2025年3月24日から供用を開始した。利用可能時間は7時30分から14時までである。
JRゆめ咲線のピーク時の輸送は1時間あたり最大12本（5分間隔）での運行となり、シャトルバスも時間帯により異なるが5分 - 10分間隔で運行されそれぞれのダイヤで最大5台が同時に運行される。また、新大阪駅から梅田貨物線経由で桜島駅を結ぶ臨時列車「エキスポライナー」を運行し、日中はおおむね1時間あたり1本が運行される。また、JRゆめ咲線を含めた他のJR線区や東海道・山陽新幹線などにおいても利用が多い時間帯に列車が増発された他、大阪市内と関西国際空港を結ぶ特急「はるか」では万博によるインバウンド需要の増加に伴う利用拡大が想定されたことから2019年に増結用車両として271系を新造・導入して全列車を9両編成で運行することとし、従来の1.5倍の座席数を確保した。
また、万博開催に合わせ、来場者を奈良に取り込むことを目的に、大阪駅・新大阪駅と法隆寺駅・奈良駅を結ぶ臨時特急「まほろば」が2025年3月15日のダイヤ改正から土休日運転の定期列車となった他、同日から万博が閉幕する10月13日まで、追加で土休日に1往復の臨時列車「まほろば91号・92号」が運行されている。さらに、それに合わせて683系が専用仕様に改造され6000番台「安寧」となり、同年4月5日より従来の287系に代わって「まほろば」の運用に就いている。

### バス

#### シャトルバス（全便事前予約制）
近郊の主要駅からは会場直通のシャトルバスが運行され、西ゲートへ乗り入れる。なお運行される全便が予約制となっており、予約には KANSAI MaaSアプリのダウンロードが必要となる。発着場所は以下の通り。
- 新大阪（阪急高速バス新大阪ターミナル）
- 梅田（マルビル大阪・関西万博バスターミナル）
- 大阪駅（うめきたグリーンプレイスバス駐車場）
- 中之島（万博シャトルバスのりば）
- 難波（南海なんば高速バスターミナル）
- 天王寺（近鉄大阪阿部野橋駅 あべのハルカス前）
- 上本町（近鉄上本町バスターミナル）
- 堺駅 / 堺東駅（駅前バスターミナル）
- JR尼崎駅 / 阪神尼崎駅（空港リムジンバスのりば）
- コスモスクエア駅（万博シャトルバスのりば）
- 弁天町（モビリティハブ弁天町、8月1日より[215]）

詳細は公式サイトの「アクセス」に記載されている。
大阪・関西万博会場への来場客輸送のため、現在建設中である阪神高速2号淀川左岸線の2期区間がシャトルバス専用道路として暫定利用されている。シャトルバスは完成済みのトンネルを一部利用し、未完成区間では地表部を走行する。中には専用道路区間における自動運転が実施されている便もある。また、会場となる夢洲やその周辺では、会期中の交通渋滞を防ぐとともに、夢洲コンテナターミナルを利用する物流への影響を最小限に抑えるため、道路の車線拡大や交差点の高架化工事などが行われた。
万博開催に向けてシャトルバスの発着するバスターミナルの整備も進められた。大和ハウスグループは、解体が完了した大阪マルビルの跡地に暫定利用施設として大阪・関西万博会場へのシャトルバス専用のバスターミナル「マルビル大阪・関西万博バスターミナル」を整備し、博覧会協会に無償で貸与した。また、JR西日本グループが開発を手掛け、2025年3月21日に部分開業した旧梅田貨物駅跡地再開発施設「グラングリーン大阪」の一部である「うめきたグリーンプレイス」に万博会場行きシャトルバスの発着場が設けられた他、近畿日本鉄道（近鉄）は大阪上本町駅ビルの2階にある高速バスターミナルを改装。事務所などの跡地を活用し、これまで伊丹空港へのバス乗り場1つのみであったバスターミナルに、万博会場へ向かうバス乗り場が2つ増設された他、大阪上本町駅の地上ホームから直接バスターミナルへ直結する新たな改札口が新設された。
また、西日本ジェイアールバスの運行するシャトルバスでは、「地球に優しい未来の燃料」として合成燃料を使用したシャトルバスが日本で初めて運行された。
大阪市高速電気軌道は万博輸送のため、電気バスを計174台導入した。内訳は、主に舞洲P&R駐車場と万博会場を結ぶ路線で運行されるEVモーターズ・ジャパン製大型車両が115台、主にオンデマンドバスで運行されるEVモーターズ・ジャパン製小型車両が35台、桜島駅と万博会場を結ぶ路線で運行されるいすゞ製大型車両「エルガEV」が24台である。
また、南海バスと阪急バスも万博開催に合わせてエルガEVを導入し、シャトルバスとして運行している。
その他、両備バスは2025年に貸切バスとして導入した2階建てバス「Executive Double」（アストロメガ）を万博会期中はシャトルバスとして運行している。
京阪電気鉄道は万博開催に先立つ2025年3月22日にダイヤ改正を行い、大阪・関西万博の開催期間中は平日・土休日ともに、中之島駅発着の特急・快速急行の列車を臨時列車として設定し、京阪バスが運行する中之島駅と会場を結ぶシャトルバスとの接続の利便性向上を図った。

#### 高速バス・空港バス

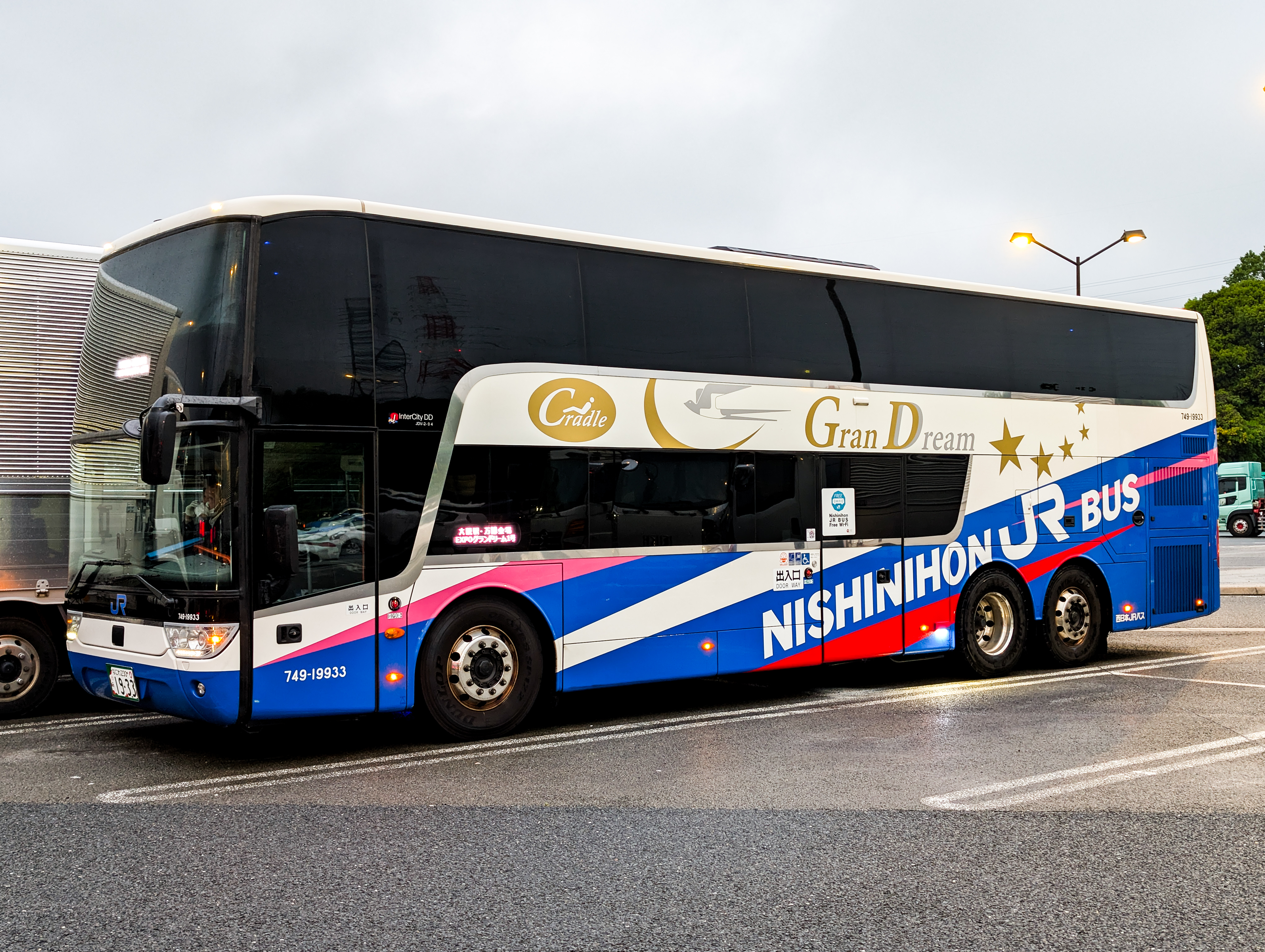
東京駅から万博会場に向かう夜行高速バス「EXPOグランドリーム1号」

- 伊丹空港・関西国際空港からの空港バスおよび、近畿各府県からの高速バスが運行される。また、全国各地と万博会場を結ぶ夜行バスも運行されている。なお、会場内への大型手荷物の持ち込みは禁止されているため、宿泊ホテルおよび空港や駅のロッカー預ける必要がある。発着場所は以下の通り。
- 空港・港
  - 伊丹空港、関西国際空港、大阪港
- 近畿
  - 京都、神戸三宮、神戸空港・六甲フェリーターミナル、姫路、三田
- 中国・四国地方
  - 広島、岡山、徳島、高松・国分寺
- 中部地方
  - 名古屋、福井、清水
- 関東地方
  - 東京新宿、大宮、東京ディズニーシー、西船橋、幕張

詳細は公式サイトの「高速バス・空港バスでご来場の方へ」に記載されている。
西日本ジェイアールバスとジェイアールバス関東は、東京駅およびバスタ新宿（新宿駅）と大阪駅を結ぶ「青春エコドリーム号」と「グランドリーム号」のうち上下2本の行先を万博会場に延伸し、「EXPOエコドリーム号」と「EXPOグランドリーム号」として下りは万博初日前夜の4月12日、上りは万博初日から運行している。また、WILLER EXPRESSもバスタ新宿と梅田を結ぶ夜行便1往復について、4月12日より万博会場への乗り入れを開始した。WILLER EXPRESSは「万博の開催期間中は、大阪周辺の宿泊施設の空室不足が見込まれるが、夜行バスをホテルの代わりに利用すれば0泊3日で万博に行くことができる」としている。

### 自家用車・タクシー

#### 自家用車

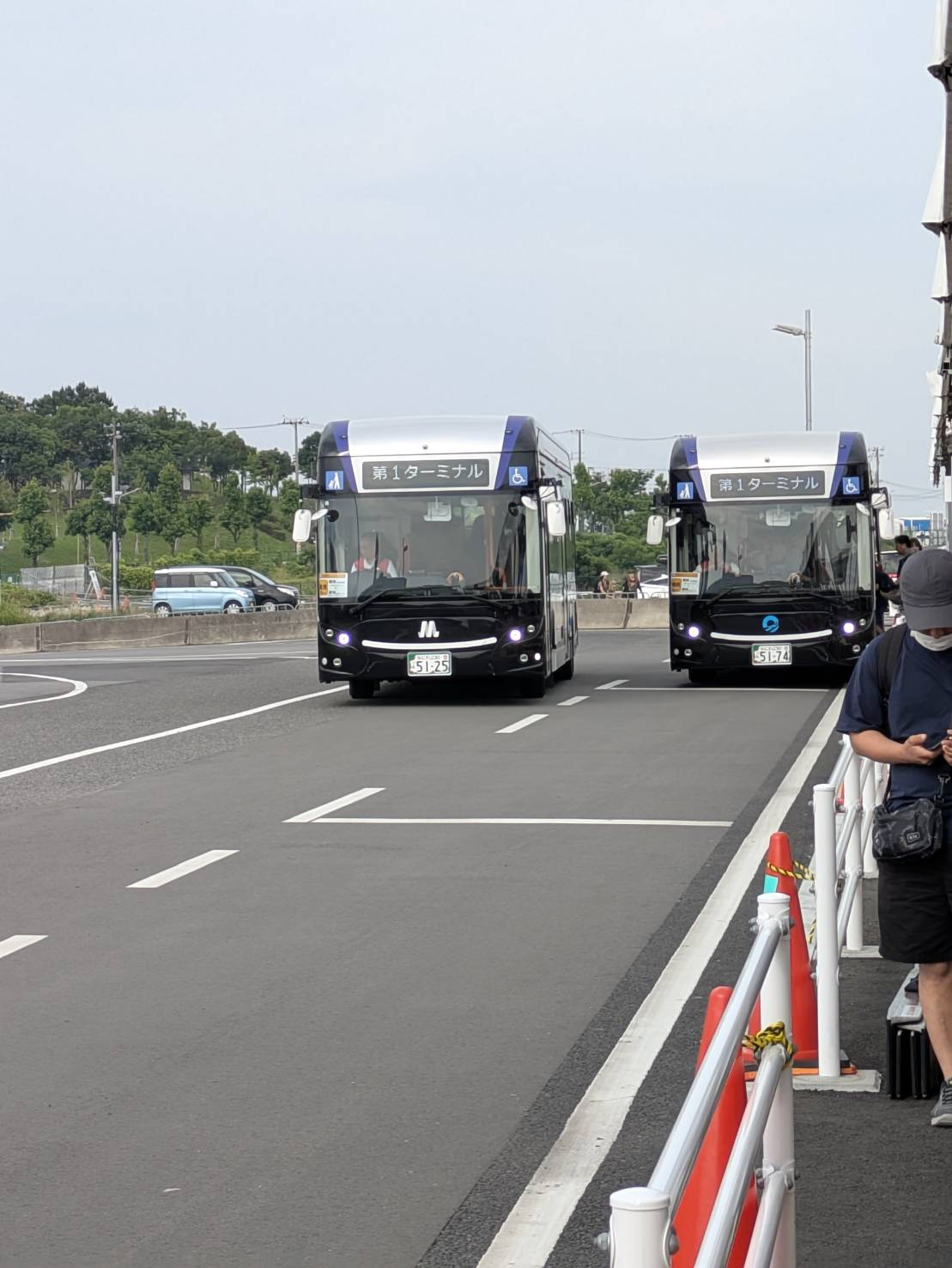
舞洲P&R発のシャトルバス

会場への自家用車での乗り入れは原則禁止となっている。自家用車で来場の際は、舞洲、尼崎、堺に設置しているP&R（パークアンドライド）駐車場に駐車し、そこからはP&Rシャトルバスに乗り換え会場へ向かう。駐車場は舞洲に9000台、尼崎に3000台、堺に2000台が用意されており、駐車場は前日までの事前予約が必要。
- 舞洲
  - 湾岸舞洲出入口 - 阪神高速5号湾岸線
  - 淀川左岸舞洲出入口 - 阪神高速2号淀川左岸線
- 尼崎
  - 尼崎東海岸出入口 - 阪神高速5号湾岸線
- 堺
  - 三宝出入口 - 阪神高速4号湾岸線 / 阪神高速6号大和川線

なお、会場東ゲート近くには障がい者用駐車場が用意されている。対象は特別割引券の対象となる障害者手帳保持者および傷病等で車椅子または歩行具を利用しないと移動が困難である者に限定され、利用には来場前日までの予約が必要となる。しかし連日事前予約で埋まる状況が続いたことから、5月24日より当面の間、舞洲P&R駐車場に障がい者用駐車当日予約枠を開設している。
愛・地球博では駐車場周辺の道路において連日渋滞が発生したことから、協会は駐車料金について、できるだけ公共交通機関での来場を促し、渋滞を防ぐため、近郊から利用した場合に鉄道よりやや高くなるように設定することとし、基本料金は舞洲が5500円、堺と尼崎が5000円に設定された。しかし周辺の民間駐車場よりも高額であることから利用が低迷し、開幕1か月間の利用台数は協会の想定である1日計5000 - 7000台を大幅に下回り、最大容量の1 - 2割にあたる1000 - 2000台にとどまっていた。これを受けて吉村大阪府知事は「使われないと意味がない」として協会に大幅な値下げの検討を要望した。5月24日より15時以降の駐車料金について半額以下に値引きされることになった。

#### タクシー・ライドシェア
タクシーでの夢洲アプローチは可能である。なおタクシー来場の場合は、会場西ゲート前の夢洲第1交通ターミナルに乗り入れる。
万博開催に合わせ、会期中は大阪府内における「日本版ライドシェア」の規制が大幅に緩和されており、大阪市周辺に限られていた運行エリアが大阪府全域に拡大されている他、曜日を問わず24時間運行できるようになった。

### 自転車
会場へは自転車でのアクセスが可能である。駐輪場は夢洲の万博会場付近および会場対岸にある人工島咲洲のコスモスクエアの2箇所に設置される。なお、会場の駐輪場を利用する場合は事前予約が必要である。駐輪場の収容台数は、夢洲が約600台、コスモスクエアが約130台。
夢洲自転車駐輪場
前日までの事前予約が必要で、利用料金は500円。淀川リバーサイドサイクルラインから常吉大橋 - 舞洲 - 夢舞大橋経由で夢洲アプローチを行う。なお常吉大橋と夢舞大橋を経由する際は、自転車を降り歩道を押し歩きで通過しなければならない。
咲洲自転車駐車スペース（コスモスクエア）
Osaka Metro中央線コスモスクエア駅の駅前に設置される。予約は不要で利用料金は無料。コスモスクエア駅からは中央線で夢洲アプローチを行う。

### 航空路
万博開催に合わせ関西国際空港や神戸空港を発着する飛行機の数を増やすため、飛行ルートを2025年3月20日から淡路島上空を飛行する新ルートに切り替えた。
関西国際空港では万博による訪日客の増加を見込み、2021年から約4年かけて第1ターミナルの改装を行い、受け入れ可能な国際線旅客数を年間約4000万人まで増加させた。改装後の第1ターミナルは2025年3月27日に全面運用が始まった。また、万博開催に伴う増便に備え、新たに駐機場を貨物用3機分、旅客用2機分の計5機分増設した
2006年の開港以来国内線のみを運航してきた神戸空港では、万博開催に合わせて国際線用の第2ターミナルが整備され、2025年4月18日から関西空港の国際線を補完する形で国際チャーター便の運航を開始した。
なお、当初は会場外のポートや関西国際空港から万博会場までの間で「空飛ぶクルマ」を運航する予定となっていたが、安全性に関する国の証明が開幕までに得られないことから断念した。

### 船舶

#### 旅客船

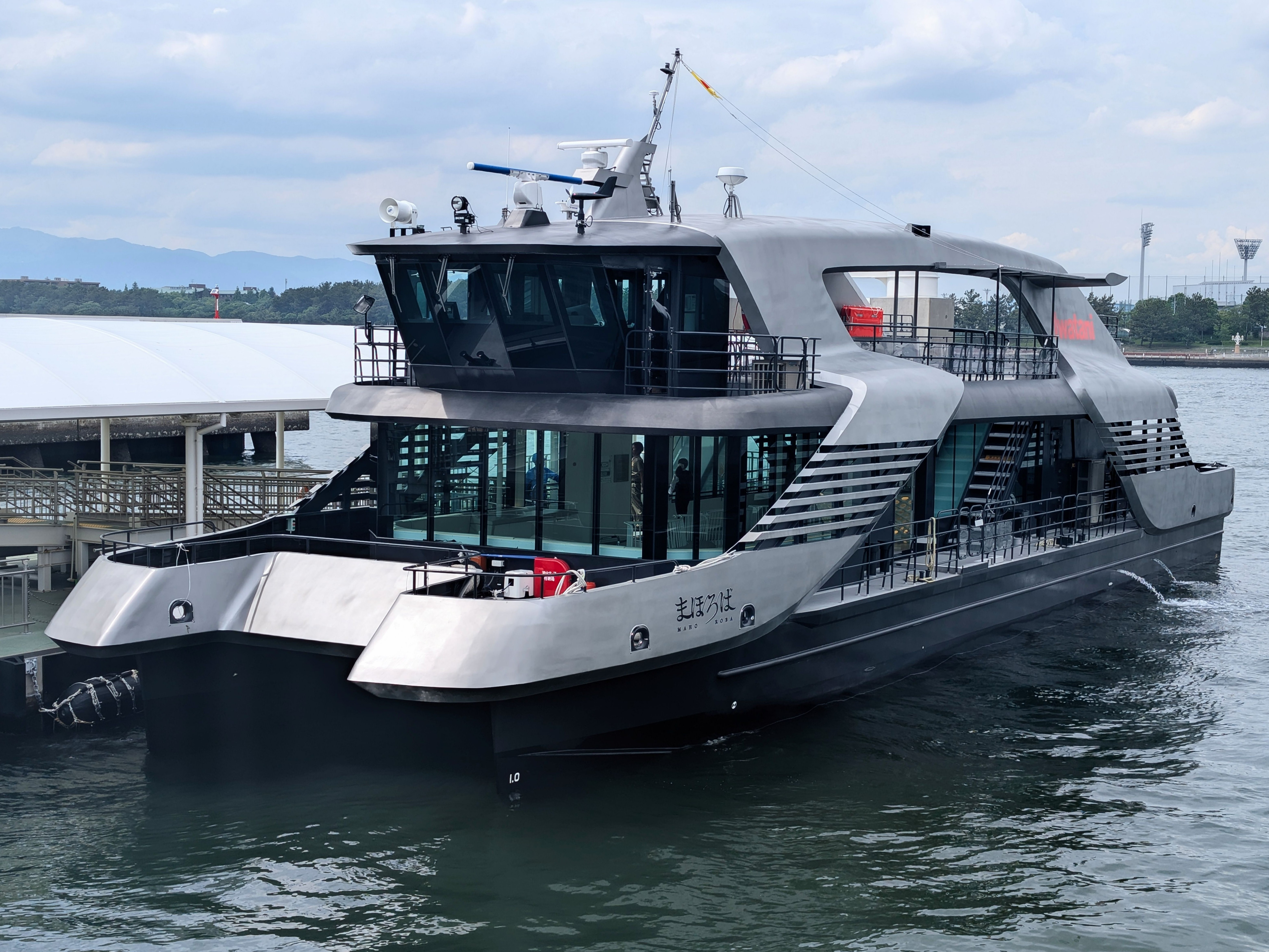
中之島GATEおよびユニバーサルシティポートと夢洲浮桟橋を結ぶ水素燃料電池船「まほろば」

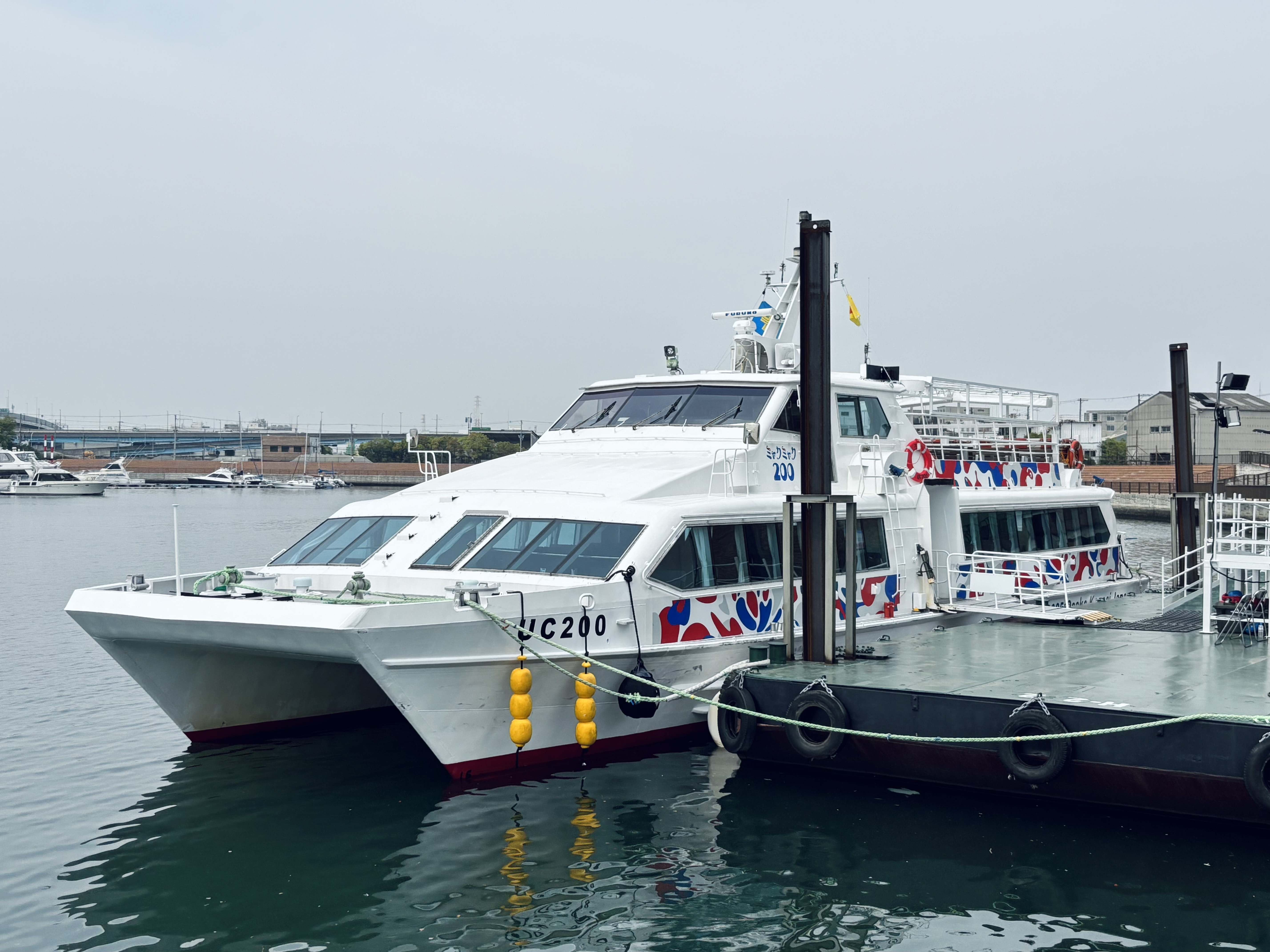
堺旧港と夢洲浮桟橋を結ぶユニバーサルクルーズの旅客船「ミャクミャク200」

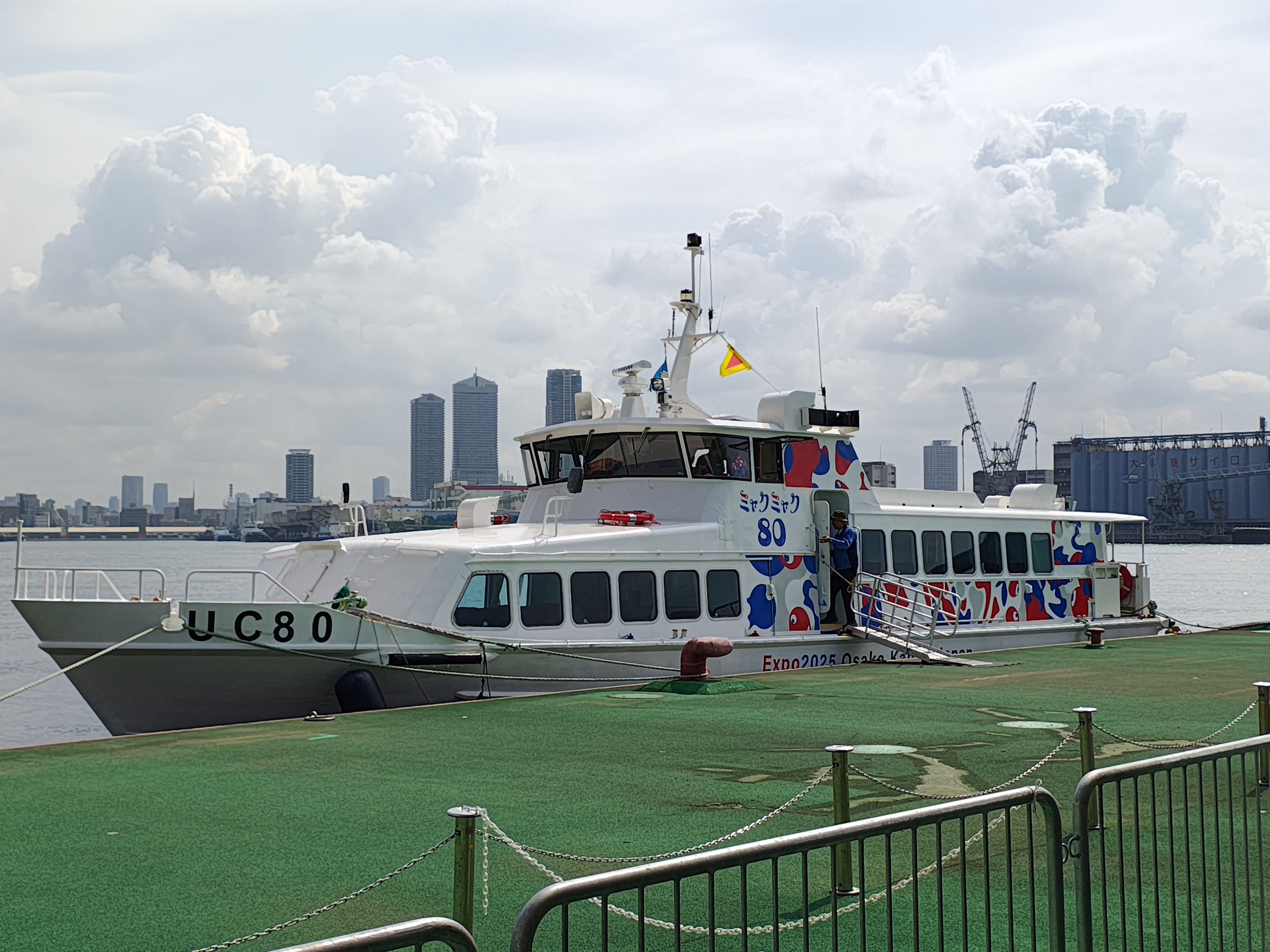
ユニバーサル・シティ・ポートと夢洲浮桟橋を結ぶユニバーサルクルーズの旅客船「ミャクミャク80」

旅客船を利用する場合、船は夢洲浮桟橋へ着岸し、夢洲からは船シャトルバス（バス）で会場へ移動する。旅客船の発着地は以下の通りである。
- 神戸市臨海部 ※各港と直結。
  - 神戸港
  - 神戸空港
- 淡路島 ※各港と直結。
  - 淡路交流の翼港
  - 岩屋港
- 大阪市内中心部
  - 堂島浜船着場
  - 中之島GATE
  - ユニバーサルシティポート
  - 海遊館西はとば
  - 天保山
- 淀川・十三
  - 十三緊急用船着場
  - 北港マリーナ
- 堺旧港

また、夢洲を発着地とした、会場周辺の大阪湾上を周遊する遊覧船も就航される。
大阪府は夢洲への船舶アクセス拠点として、安治川沿いの府有地を開発して整備された「中之島GATE」を活用した他、阪急十三駅近くの淀川に新たな船着き場を整備したが、採算性や条件に合致する船舶の運航が困難などの理由から定期便を運行する事業者は少なく、淀川の船着き場に至っては現れていない。また、現在運航されている定期船に関しても、割高な運賃などを理由に利用者数は想定を下回っている。ある事業者は高額な夢洲の桟橋利用料が運賃を押し上げている要因の一つであると指摘している。これを受けて大阪府の吉村洋文知事は6月17日、大阪府と大阪市および堺市から博覧会協会に対し、桟橋利用料金の減免と利用時間の延長を提案したことを明らかにしたほか、ユニバーサルクルーズは各地と万博会場を結ぶ旅客船の乗船料を7月1日から最大6割強値下げすることを発表した。
パソナグループは、神戸市の和幸船舶が保有する高速船「awaline きらら」を利用した「PASONA NATUREVERSE号」を万博期間中に運航すると発表した。
淡路交流の翼港と万博会場である夢洲を結ぶ路線で、片道運賃は3,600円。また、乗船客には大阪・関西万博内でパソナグループが出展するパビリオン「PASONA NATUREVERSE」の優先入館チケットが特典としてプレゼントされる。

#### フェリー
大阪市内における宿泊施設の空室不足や宿泊費高騰から、寝泊まりしながら移動できるフェリーの人気が高まっている。鹿児島県の志布志港と大阪南港を結ぶフェリー「さんふらわあ」は、万博開幕から1か月間で前年同期より利用客が400人以上増加した。特に万博の入場券付きのツアーが人気を集めている。
また、高松東港と神戸三宮フェリーターミナルを結ぶ「ジャンボフェリー」は、万博開催を見据えて、三宮19時台発の高松東港行きとその復路便を降りずに乗り通すことでホテル代わりにフェリーを利用できる「ふね泊」サービスを開始した。
なおフェリーを利用する場合は、阪神港の各フェリーターミナルからシャトルバスや公共交通機関などで会場へ向かうことになり、名門大洋フェリーやオレンジフェリーの利用者を対象に、大阪南港フェリーターミナルと万博会場を結ぶシャトルバスが運行されている。

### トラブル
- 4月22日21時半頃、Osaka Metro中央線の大阪港駅で、長田駅発夢洲駅行きの上り列車が車両故障のため、ホームの停止位置より約10メートル手前で停止した。この影響で中央線が約1時間に渡り全線で運転を見合わせ、22時24分に運転を再開した。中央線が万博会場である夢洲へアクセスできる唯一の鉄道であったことや、夢洲駅に近い東ゲートとシャトルバスが発着する西ゲートの間で徒歩移動ができないことから、夢洲駅構内では改札内だけで一時約4000人が滞留した。また、改札前などで入場規制がかかり、多くの人が東ゲートの喫煙所などで風雨をしのぐ事態となった。これについて大阪府の吉村知事は翌23日、「今後を考える上で重要な事案」と見解を示し、博覧会協会にも改善策を提案したことを明らかにした[259][260][261][262][263]。これらの課題のうち、東ゲートから西ゲートへの徒歩移動については6月16日から行えるようになり[264]、さらに7月1日からは東ゲートから西ゲートに向かうシャトルバスの運行を開始した[264]。
- 4月28日16時半頃、舞洲P&R駐車場と万博会場を結ぶ自動運転のシャトルバスが舞洲のバス待機場でコンクリートの壁に接触する事故が発生した。手動運転に切り替えて停止し、運転手が運転席から離れていた際に動き出し、接触したという。電気システムのトラブルでサイドブレーキが作動しなかったことことが原因である。この影響で、同区間の自動運転のシャトルバスが運休となっていたが[265][266]、6月25日から運行が再開された[267]。しかし、7月21日正午すぎ、自動運転車両が会場近くの夢洲北高架橋を走行中に、右側前輪が縁石に接触する事故が起きた[268]。そのため、安全が確認されるまで自動運転での運行は当面中止とされている[268]。

## 関係各所

### 政府の対応
2018年11月23日（日本時間24日未明）の万博招致決定を受け、同年12月21日に世耕弘成経済産業大臣が万博の担当大臣に任命され、日本政府は専任の万博担当大臣を置くことができるようにするための特措法として「平成三十七年に開催される国際博覧会の準備及び運営のために必要な特別措置に関する法律（万博特措法、平成31年法律第18号）」を制定した。これにより2020年9月16日より専任の万博担当大臣が設置された。なお特措法の題名は、2021年9月1日に「令和七年に開催される国際博覧会の準備及び運営のために必要な特別措置に関する法律」に改題されている。

### アンバサダー
万博の顔となる「2025年日本国際博覧会アンバサダー」が2020年2月14日に発表された。就任したのは以下の6組（50音順、一部退任済み）。
- コブクロ（黒田俊介、小渕健太郎）
- 佐渡裕
- 宝塚歌劇団
- 十代目 松本幸四郎
- 山中伸弥

【これまでに在任したアンバサダー】
- ダウンタウン（浜田雅功、松本人志）（2025年3月31日退任）

### プロデューサー
総合プロデューサーは、大阪市の特別顧問なども務めた大阪維新の会のブレーンである森下竜一。
2020年7月13日、プロデューサー10人の発表記者会見があった。
会場デザインプロデューサー
- 藤本壮介（建築家）

会場運営プロデューサー
- 石川勝（プランナー）

テーマ事業プロデューサー8人
- 福岡伸一（生物学者、青山学院大学教授）
- 河森正治（アニメーション監督）
- 河瀨直美（映画監督）
- 小山薫堂（放送作家、京都造形芸術大学副学長・教授）
- 石黒浩（ロボット工学者、大阪大学栄誉教授）
- 中島さち子（音楽家）
- 落合陽一（メディアアーティスト、筑波大学准教授）
- 宮田裕章（保健学者、慶応大学教授）[273]

2021年12月15日、催事企画プロデューサーにクリエイティブディレクター・音楽イベントプロデューサーで「東京パラリンピック閉会式」総合演出を担当した小橋賢児が就任発表。開会式などの催事の計画や催事施設の運営管理を担うことになる。

### 共創パートナー
2025年万国博覧会の大阪招致におけるオフィシャルパートナーに引き続き、同博覧会協会により「TEAM EXPO 2025」と銘打ち「共創パートナー」が募られている。
2022年12月、公式キャラクター「ミャクミャク」のライセンス事業を巡り、博覧会協会は電通や伊藤忠商事など4社で構成する共同企業体（JV）を選定し11月末にライセンス契約をしたが、2020年東京オリンピック・パラリンピックにおける一連の贈収賄事件やテスト大会の入札談合など「五輪疑獄」の渦中にある広告代理店電通などが選定されたことに対し大阪府議会から批判がなされた。電通は万博誘致時から誘致委員会のオフィシャルパートナーを、誘致決定後の2021年2月からは博覧会協会の共創パートナーを務めている。同社はこのライセンス事業以外にも、小山薫堂プロデュース「いのちをつむぐ」、石黒浩の「いのちを拡げる」、宮田裕章の「いのちを響き合わせる」など計8件の事業を落札している。電通と共に五輪テスト大会入札談合で家宅捜索を受けた博報堂は、河瀬直美の「いのちの輝きプロジェクト」など計6件の、同様に家宅捜索を受けたADKマーケティング・ソリューションズも計1件の万博事業を落札しているなど、「広告代理店の博覧会」と化していると批評されている
。

### 公益社団法人2025年日本国際博覧会協会
招致成功を受けて、2019年（平成31年）1月に設立された。本部は大阪市の大阪府咲洲庁舎に所在。同年（令和元年）10月に一般社団法人から公益社団法人に移行。
- 名誉総裁
  - 秋篠宮文仁親王（皇嗣）[62]
- 名誉会長
  - 石破茂（内閣総理大臣）[88]
- 会長（代表理事）
  - 十倉雅和（日本経済団体連合会名誉会長〈元会長〉、住友化学相談役）[280]（2021年6月16日就任[281] - 現任）

【これまで在任した会長（代表理事） ※肩書きは当時】
- 中西宏明（日本経済団体連合会会長、日立製作所会長）（2019年1月30日就任 - 2021年6月1日退任）

- 事務総長（代表理事）
  - 石毛博行（元経済産業審議官、前日本貿易振興機構理事長）[280]（2019年5月15日就任[282] - 現任）
- 副会長（理事）
  - 松本正義（関西経済連合会会長、住友電気工業会長）[280]（2019年1月30日就任[31] - 現任）
  - 鳥井信吾（大阪商工会議所会頭、元関西経済同友会代表幹事、サントリーホールディングス副会長）[280]（2022年4月11日就任[283] - 現任）
  - 永井靖二（wikidata）（関西経済同友会代表幹事、大林組副社長執行役員）[280]（2025年5月16日就任[284] - 現任）
  - 堀場厚（京都商工会議所会頭、堀場製作所会長）（2025年1月17日就任[285] - 現任）
  - 川崎博也（神戸商工会議所会頭、元神戸製鋼所社長）[280]（2022年12月13日就任[283] - 現任）
  - 小林健（日本商工会議所会頭、元三菱商事社長、成蹊学園理事長）[280]（2022年12月13日就任[283] - 現任）
  - 新浪剛史（経済同友会代表幹事、サントリーホールディングス社長）[280]（2023年6月14日就任[286] - 現任）
  - 吉村洋文（大阪府知事）[280]（2019年1月30日就任[31] - 2019年3月21日退任[287]〈当時は大阪市長〉、2019年5月15日再任[282] - 現任）
  - 横山英幸（大阪市長）[280]（2023年4月26日就任[286] - 現任）
  - 三日月大造（関西広域連合長、滋賀県知事、元国土交通副大臣）[280]（2022年12月13日就任[283] - 現任）
  - 國部毅（公益社団法人2025年日本国際博覧会協会財務委員会委員長、三井住友フィナンシャルグループ会長）[280]（2020年12月8日就任[288] - 現任）
  - 浅川智恵子（日本科学未来館館長、IBMフェロー）[280]（理事：2021年9月13日就任[289]、副会長：2021年12月15日就任[289] - 現任）
  - 池坊専好（華道家元池坊次期家元、池坊華道会副理事長）[280]（理事：2019年10月23日就任[282]、副会長：2023年12月14日就任[286] - 現任）
  - ウスビ・サコ（元京都精華大学学長）[280]（理事：2021年9月13日就任[289]、副会長：2021年12月15日就任[289] - 現任）

【これまで在任した副会長（理事） - 退任順 ※肩書きは当時】
- 小林喜光（経済同友会代表幹事、三菱ケミカルホールディングス会長）（2019年1月30日就任 - 2019年4月26日退任）
- 黒田章裕（関西経済同友会代表幹事、コクヨ副会長）（2019年1月30日就任 - 2019年5月14日退任）
- 立石義雄（京都商工会議所会頭、オムロン社長）（2019年1月30日就任 - 2020年3月31日退任）
- 池田博之（関西経済同友会代表幹事、りそな銀行副会長）（2019年5月15日就任 - 2020年5月12日退任）
- 井戸敏三（関西広域連合長、兵庫県知事）（2019年1月30日就任 - 2020年12月3日退任）
- 深野弘行（関西経済同友会代表幹事、伊藤忠商事関西担当専務理事、元経産官僚）（2020年6月25日就任 - 2021年5月11日退任）
- 尾崎裕（関西商工会議所連合会会長・大阪商工会議所会頭、元大阪ガス会長）（2019年1月30日就任 - 2022年3月29日ごろ退任〈同日に大商会頭を退任〉）
- 古市健（関西経済同友会代表幹事、日本生命保険副会長）（2021年6月16日就任 - 2022年5月16日退任）
- 家次恒（神戸商工会議所会頭、シスメックス会長）（2019年1月30日就任 - 2022年11月7日退任）
- 三村明夫（日本商工会議所会頭、元新日本製鐵会長）（2019年1月30日就任 - 2022年11月17日退任）
- 仁坂吉伸（関西広域連合長、和歌山県知事）（2021年1月15日就任 - 2022年12月3日退任）
- 松井一郎（大阪市長）（2019年1月30日就任 - 2019年3月24日退任〈当時は大阪府知事〉、2019年5月15日再任 - 2023年4月6日退任）
- 櫻田謙悟（経済同友会代表幹事、SOMPOホールディングス会長）（2019年5月15日就任 - 2023年4月27日退任）
- 生駒京子（関西経済同友会代表幹事、プロアシスト社長）（理事：2021年9月13日就任、副会長：2022年6月27日就任 - 2023年5月15日退任）
- 角元敬治 （関西経済同友会代表幹事、三井住友銀行副会長）（2023年6月14日就任 - 2024年5月16日退任）
- 塚本能交（京都商工会議所会頭、ワコールホールディングス会長）（2020年6月25日就任 - 2024年12月31日退任）
- 宮部義幸（関西経済同友会代表幹事、パナソニックホールディングス副社長）（2024年6月27日就任 - 2025年5月15日ごろ退任〈同日に同友会代表幹事を退任〉）

- 理事
  - 小川理子（パナソニックテクニクスブランド事業担当参与、関西渉外・万博担当参与）[280]（2021年9月13日就任[289] - 現任）
  - ロバート・キャンベル（東京大学名誉教授、早稲田大学特命教授、元国文学研究資料館館長）[280]（2021年9月13日就任[289] - 現任）
  - 栗原美津枝（経済同友会幹事〈元副代表幹事〉、価値総合研究所会長）[280]（2021年9月13日就任[289] - 現任）
  - 佐野真由子（京都大学大学院教育学研究科教授）[280]（2021年9月13日就任[289] - 現任）
  - 澤田拓子（関西経済連合会副会長、塩野義製薬副会長）[280]（2023年9月29日就任[286] - 現任）
  - 寺田千代乃（元関西経済同友会代表幹事、アート引越センター[注釈 14]名誉会長）[280]（2019年10月23日就任[282] - 現任）
  - 野崎治子（国立大学法人京都大学理事）[280]（2021年9月13日就任[289] - 現任）
  - 廣瀬恭子（大阪商工会議所副会頭・女性会会長、広瀬製作所社長）[280]（2021年9月13日就任[289] - 現任）
  - 野田由美子（日本経済団体連合会副会長、ヴェオリア・ジャパン会長）[280]（2023年6月14日就任[286] - 現任）
  - フォーリー淳子（関西経済同友会常任幹事、大同門社長）[280]（2022年6月27日就任[283] - 現任）
  - 福本ともみ（サントリー芸術財団シニアアドバイザー）[280]（2021年9月13日就任[289] - 現任）
  - 御手洗瑞子（気仙沼ニッティング社長）[280]（2022年3月15日就任[289] - 現任）
  - 芳野友子（日本労働組合総連合会会長）[280]（2022年3月15日就任[289] - 現任）

【これまで在任した理事 - 退任順 ※肩書きは当時】
- 髙橋政代（ビジョンケア社長）（2019年10月23日就任 - 2023年6月14日退任）
- 武内紀子（日本経済団体連合会審議員会副議長、コングレ会長）（2021年9月13日就任 - 2023年6月14日退任）
- 長谷川眞理子（総合研究大学院大学学長）（2021年9月13日就任 - 2023年6月14日退任）
- トラウデン直美（モデル・タレント、環境省サステナビリティ広報大使）（2023年9月29日就任 - 2024年3月21日退任）

- 副事務総長（理事）
  - 小野平八郎（元財務省大臣官房総括審議官）[280]（2023年9月19日就任[286] - 現任）
  - 髙科淳（元内閣官房内閣審議官兼国際博覧会推進本部事務局次長）[280]（2022年7月15日就任[283] - 現任）
  - 東川直正（元国土交通省近畿地方整備局長）[280]（2022年7月1日就任[283] - 現任）
  - 田中清剛（元大阪府副知事）[280]（2023年5月8日就任[286] - 現任）
  - 櫟真夏（元関西経済連合会常務理事、元関西電力滋賀支社長）[280]（理事：2019年5月15日就任[282]、副事務総長：2019年5月28日就任[282] - 現任）
  - 水谷徹（元サントリーホールディングス常務執行役員、元サントリービール社長）[280]（理事：2024年10月11日就任[297]、副事務総長：2024年10月15日就任[297] - 現任）

【これまで在任した副事務総長（理事） - 退任順】
- 森清（元近畿経済産業局長）（2019年7月5日就任 - 2021年6月30日退任）
- 前田泰宏（元中小企業庁長官）（2021年7月1日就任 - 2022年7月14日退任）
- 竹内廣行（元大阪府副知事 ）（理事：2019年5月15日就任、副事務総長：2019年6月1日就任 - 2023年5月7日退任）

- 監事
  - 小原正敏（きっかわ法律事務所代表弁護士）[280]（2019年1月30日就任[31] - 現任）
  - 中務裕之（中務公認会計士・税理士事務所所長、公認会計士・税理士）[280]（2019年1月30日就任[31] - 現任）
- 顧問
  - 木下康司（元財務事務次官）[298]

### パビリオン関係者
- 日本政府館名誉館長
  - 藤原紀香[299]

## 来場者数

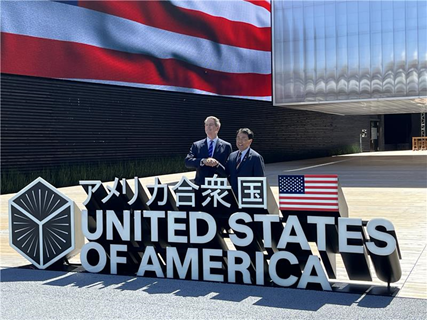
アメリカ合衆国のナショナル・デーに際して来場した大統領代表団団長スコット・ベッセント（左）と日本政府代表赤澤亮正（右）（2025年7月19日、アメリカ館にて）

開幕前は半年間の会期中に2820万人（1日平均で約15万人）、ピーク時の1日に最大22.7万人が来場すると想定された。
開幕初日の2025年4月13日はブルーインパルスの展示飛行（荒天のため中止）やAdoの音楽ライブが予定されたこともあり、14万6426人（一般来場者12万4339人）が来場。この日は午前中にデジタルチケットを提示する入場ゲートで通信障害が発生し、天候が悪化した午後には帰宅しようとする人が夢洲駅に殺到するなど、長蛇の列を伴う幕開けとなった。2日目以降は来場者数がいったん減少し、開幕1か月目はゴールデンウィーク期間中を除き、一般来場者数が4万 - 9万人台で推移した。
5月中旬以降は予約枠の拡大や夜間券の入場時間前倒しの効果もあり、来場者数が増加。5月23日には開幕初日を40日ぶりに上回る16万3509人（一般来場者数14万5245人）が来場した。また通期パスの割引コード配布最終日だった5月31日は、打上花火や音楽ライブなどのイベントが重なり過去最多の18万7762人が来場。一般来場者数（16万9923人）が初めて15万人を超えた。2か月目（5月13日 - 6月7日の4週間）の来場者数は、開幕1か月間（4月13日 - 5月12日）より1日平均で3.7万人増加している。
愛知万博の実績などから、後半の3か月間は前半期の1.5倍が来場すると見込まれている。

### 主な来場促進策
スタッフの人件費や警備費用などの運営費用1160億円のうち約8割をチケット収入で賄う計画で、1840万枚のチケット販売（2200万人の一般来場）が損益分岐点とされる。収益事業ではなく来場者の満足度も重要な要素だが、赤字になった場合は行政または経済界による穴埋めが必要となる。そのため以下の来場促進策が行われた。
- 入場チケットの前売り販売

前売り券は会期前の2023年11月30日 - 2024年10月6日に「超早割」で販売された。また経済界にも前売り券の購入が約700万枚割り当てられた。
- 通期パスの販売促進

会期中何度も入場できる「通期パス」の入場可能時間は前売り開始時点で11時だったが、開幕前に「1日券」と同じ9時に繰り上げられた。また4 - 5月の来場者に通期パスを6000円安い2万4000円で購入できる割引コードが配布された。開幕までに5万7866枚だった通期パスの販売数は、開幕後2か月間で累計36万枚に達している。
- 夜間の強化

入場が集中する午前中に比べて、夜間は受け入れ拡大の余地が大きいとされた。そのため「夜間券」の入場可能時間を1時間早い16時にする「トワイライトキャンペーン」が5月7日から始まった。また閉場時間を22時から23時に繰り下げる案も出されたが、実現にはスタッフの労務管理面で課題も多いとみられる。会場の閉場時間は維持したまま、7月1日から飲食店や物販店が30分遅い21時半まで営業可能になった。同時に公式ストア4店も閉店時間を21時45分に15分繰り下げた。また大阪ヘルスケアパビリオンは飲食・物販エリアの営業時間を7月下旬から30分延長し、21時半まで（屋外の飲食スペースは21時45分）にする予定。
- 西ゲートの活用

開幕前は来場者の58.6パーセントが夢洲駅に直結する東ゲートを利用すると見込まれたが、開幕後1か月間の実績では76.6パーセントに達しており、想定より利用度が低い西ゲートの活用が課題である。5月24日より15時以降のP&R（パーク&ライド）の駐車料金について半額以下に値引きされた。6月15日から西ゲートとアジア太平洋トレードセンター（ATC）を結ぶ有料の予約制シャトルバスを運行開始。6月16日からは12時まで東→西ゲートの会場外を徒歩移動できるようになり、7月1日からはシャトルバスの運行も始まった。また西ゲートとコスモスクエア駅を結ぶシャトルバスも6月29日から新設された。
- ブルーインパルスのリベンジ飛行

開幕初日（4月13日）に荒天のため中止された「ブルーインパルス」の展示飛行が7月12日 - 13日に実現した。これは吉村洋文大阪府知事の要望を受け、防衛省が再飛行に応じたものである。7月12日の総来場者数は過去3番目（当時）に多い18万9672人、7月13日は17万9512人を記録した。
- 夏季は花火を毎晩打ち上げ

夏パス期間（7月19日 - 8月31日）中の集客策として、会場で花火を毎晩打ち上げる。これまでに最多来場者数を更新した花火大会「Japan Fireworks」を7月21日、23日、8月23日に、1回当たり75 - 140発ほどのミニ花火大会を残りの日に行う。
開幕前の前売り販売は目標の1400万枚を下回る969万2401枚だったが、開幕後は上記の促進策もあり販売ペースが増加。開幕後2か月間のチケット販売ペースを維持できれば、8月には黒字化を達成できる見込みが立ってきた。入場チケットの累計販売数は8月15日時点で1866万2963枚に到達した。日本国際博覧会協会によると、損益分岐点の1840万枚は会期前の想定であるため、実際の収支は会期後に確定するという。

### 熱烈な来場者
20年前から世界各地の万博に毎日通う76歳の女性が「万博おばあちゃん」として話題になった。この女性は今回も大阪・関西万博に毎日通うため、2024年12月に大阪市住之江区の賃貸住宅に家族で転居。開幕前の4月7日には此花区の万博情報を発信する「此花区万博広報大使」に就任した。46日連続の来場で全パビリオンを制覇した5月28日には、オランダパビリオンで記念セレモニーが行われた。また同日この女性は大阪観光局の「大阪・関西万博PR大使」に就任した。2005年の愛知万博と同じように全184日間の来場を目指しながら、広報活動も行う。

### 警察・消防の特別体制
多くの来場者や国内外の要人が集まる万博会場では、警察・消防の特別体制が組まれている。大阪府警察は会場内の管理棟に「会場警察隊」の本部を設置し、テロ対策や雑踏対策などを強化。各部門から集められた250人態勢の会場警察隊は警戒・巡回のほか事件捜査、事故対応、迷子の対応、道案内などにあたっている。大阪府警察によると「会場警察隊」が会期前半（4月13日 - 7月12日）に取り扱った事件・事故などの件数は約900件（暫定値）だった。
大阪市消防局も会場内に「大阪・関西万博消防センター」を設置。隊員50人、車両5台態勢で緊急事案に対応している。日本国際博覧会協会によると、開幕後15日間（2025年4月13日 - 27日）の救急搬送件数は1日あたり0 - 7人に相当する51件。5月の会場内の救急出場件数（速報値）は147件だった。
また広大な会場内には、大阪府医師会から派遣された医師が常駐する3か所の診療所と、看護師が常駐する5か所の応急手当所が設置されている。9割以上を占める軽症者は看護師が対応し、中等症以上は医師が診察を行う。重篤な患者は診療所の医師が応急処置を行った後、大阪市消防局の救急車やドクターヘリで大阪市内64の協力病院に搬送する態勢である。日本国際博覧会協会の発表によると、4月13日 - 7月21日に会場外へ救急搬送された患者は350人で、このうち熱中症（疑い含む）が45人だった。
- 2月 - 会場警察隊が活動開始[353]
- 3月27日 - 会場警察隊と万博消防センターの合同発足式を挙行[353][354]
- 4月1日 - 防災訓練を実施。大阪府警察、大阪市消防局、自衛隊などから計約100人が参加[360]。
- 4月4日 - ブラジル館で起きた火災に消防車16台が出動[361][362]。

### 統計情報
開幕日（2025年4月13日）からの来場者数は、以下の通り。なお関係者はAD証で入場した運営スタッフや報道陣などを指す。来場者数に関係者を含む集計方法は、前回のドバイ万博を参考にしたものである。
| 日目   | 日付              | 総来場者数 （人） | 関係者数 （人） | 一般来場者数 （人） | 備考                                                      |
| ------ | ----------------- | ----------------- | --------------- | ------------------- | --------------------------------------------------------- |
| 1      | 4月13日（日）     | 146,426           | 22,087          | 124,339             | 開幕初日                                                  |
| 2      | 4月14日（月）     | 70,488            | 16,828          | 53,660              |                                                           |
| 3      | 4月15日（火）     | 63,719            | 15,938          | 47,781              |                                                           |
| 4      | 4月16日（水）     | 73,869            | 15,166          | 58,703              |                                                           |
| 5      | 4月17日（木）     | 82,692            | 15,040          | 67,652              |                                                           |
| 6      | 4月18日（金）     | 93,908            | 15,187          | 78,721              |                                                           |
| 7      | 4月19日（土）     | 108,773           | 14,692          | 94,081              |                                                           |
| 1週目  | 4月13日 - 19日    | 639,875           | 114,938         | 524,937             | 累計総来場者63万9875人                                    |
| 8      | 4月20日（日）     | 95,524            | 16,142          | 79,382              |                                                           |
| 9      | 4月21日（月）     | 99,638            | 17,352          | 82,286              |                                                           |
| 10     | 4月22日（火）     | 103,729           | 17,099          | 86,630              |                                                           |
| 11     | 4月23日（水）     | 99,140            | 17,795          | 81,345              |                                                           |
| 12     | 4月24日（木）     | 108,888           | 17,376          | 91,512              |                                                           |
| 13     | 4月25日（金）     | 110,759           | 17,591          | 93,168              |                                                           |
| 14     | 4月26日（土）     | 122,102           | 17,299          | 104,803             | 「伊勢神宮奉納全国花火大会」開催                          |
| 2週目  | 4月20日 - 26日    | 739,780           | 120,654         | 619,126             | 累計総来場者数137万9655人                                 |
| 15     | 4月27日（日）     | 102,015           | 16,985          | 85,030              |                                                           |
| 16     | 4月28日（月）     | 121,282           | 17,465          | 103,817             |                                                           |
| 17     | 4月29日（火）     | 97,559            | 17,813          | 79,746              |                                                           |
| 18     | 4月30日（水）     | 101,397           | 17,621          | 83,776              |                                                           |
| 19     | 5月1日（木）      | 105,945           | 17,548          | 88,397              |                                                           |
| 20     | 5月2日（金）      | 104,805           | 17,741          | 87,064              |                                                           |
| 21     | 5月3日（土）      | 120,696           | 17,886          | 102,810             | 4連休初日                                                 |
| 3週目  | 4月27日 - 5月3日  | 753,699           | 123,059         | 630,640             | 累計総来場者数213万3354人                                 |
| 22     | 5月4日（日）      | 136,805           | 16,289          | 120,516             |                                                           |
| 23     | 5月5日（月）      | 126,371           | 16,804          | 109,567             |                                                           |
| 24     | 5月6日（火）      | 76,517            | 16,935          | 59,582              | 4連休最終日                                               |
| 25     | 5月7日（水）      | 91,688            | 16,932          | 74,756              | この日から夜間券の入場可能時間を16時に前倒し              |
| 26     | 5月8日（木）      | 105,449           | 18,578          | 86,871              |                                                           |
| 27     | 5月9日（金）      | 105,782           | 19,813          | 85,969              |                                                           |
| 28     | 5月10日（土）     | 128,918           | 21,373          | 107,545             |                                                           |
| 4週目  | 5月4日 - 10日     | 771,530           | 126,724         | 644,806             | 累計総来場者数290万4884人                                 |
| 29     | 5月11日（日）     | 121,667           | 18,268          | 103,399             |                                                           |
| 30     | 5月12日（月）     | 117,658           | 17,856          | 99,802              |                                                           |
| 31     | 5月13日（火）     | 123,640           | 18,087          | 105,553             |                                                           |
| 32     | 5月14日（水）     | 129,527           | 17,668          | 111,859             |                                                           |
| 33     | 5月15日（木）     | 129,456           | 17,762          | 111,694             |                                                           |
| 34     | 5月16日（金）     | 132,817           | 17,700          | 115,117             |                                                           |
| 35     | 5月17日（土）     | 123,974           | 16,464          | 107,510             |                                                           |
| 5週目  | 5月11日 - 17日    | 878,739           | 123,805         | 754,934             | 累計総来場者数378万3623人                                 |
| 36     | 5月18日（日）     | 121,927           | 16,404          | 105,523             |                                                           |
| 37     | 5月19日（月）     | 133,661           | 17,441          | 116,220             |                                                           |
| 38     | 5月20日（火）     | 129,506           | 17,856          | 111,650             |                                                           |
| 39     | 5月21日（水）     | 133,581           | 19,012          | 114,569             |                                                           |
| 40     | 5月22日（木）     | 137,767           | 18,026          | 119,741             |                                                           |
| 41     | 5月23日（金）     | 163,509           | 18,264          | 145,245             | 開幕初日の来場者数を更新                                  |
| 42     | 5月24日（土）     | 132,105           | 16,373          | 115,732             |                                                           |
| 6週目  | 5月18日 - 24日    | 952,056           | 123,376         | 828,680             | 累計総来場者数473万5679人                                 |
| 43     | 5月25日（日）     | 143,752           | 16,746          | 127,006             |                                                           |
| 44     | 5月26日（月）     | 149,197           | 18,174          | 131,023             | 累計総来場者数500万人突破                                 |
| 45     | 5月27日（火）     | 139,790           | 18,875          | 120,915             |                                                           |
| 46     | 5月28日（水）     | 149,383           | 18,852          | 130,531             |                                                           |
| 47     | 5月29日（木）     | 145,291           | 18,578          | 126,713             |                                                           |
| 48     | 5月30日（金）     | 152,666           | 18,599          | 134,067             |                                                           |
| 49     | 5月31日（土）     | 187,762           | 17,839          | 169,923             | 通期パスの割引コード配布最終日。「双葉花火」開催日        |
| 7週目  | 5月25日 - 31日    | 1,067,841         | 127,663         | 940,178             | 累計総来場者数580万3520人                                 |
| 50     | 6月1日（日）      | 152,473           | 18,970          | 133,503             |                                                           |
| 51     | 6月2日（月）      | 150,131           | 17,780          | 132,351             |                                                           |
| 52     | 6月3日（火）      | 108,130           | 17,423          | 90,707              | 荒天                                                      |
| 53     | 6月4日（水）      | 137,675           | 17,965          | 119,710             | この日から水上ショー中止                                  |
| 54     | 6月5日（木）      | 139,576           | 18,046          | 121,530             |                                                           |
| 55     | 6月6日（金）      | 165,243           | 19,094          | 146,149             |                                                           |
| 56     | 6月7日（土）      | 173,305           | 17,808          | 155,497             |                                                           |
| 8週目  | 6月1日 - 7日      | 1,026,533         | 127,086         | 899,447             | 累計総来場者数683万53人                                   |
| 57     | 6月8日（日）      | 151,565           | 19,040          | 132,525             |                                                           |
| 58     | 6月9日（月）      | 137,452           | 17,886          | 119,566             | 梅雨入り                                                  |
| 59     | 6月10日（火）     | 110,260           | 18,217          | 92,043              | 荒天                                                      |
| 60     | 6月11日（水）     | 126,489           | 18,144          | 108,345             |                                                           |
| 61     | 6月12日（木）     | 141,488           | 18,683          | 122,805             |                                                           |
| 62     | 6月13日（金）     | 167,424           | 18,567          | 148,857             |                                                           |
| 63     | 6月14日（土）     | 153,590           | 18,119          | 135,471             |                                                           |
| 9週目  | 6月8日 - 14日     | 988,268           | 128,656         | 859,612             | 累計総来場者数781万8321人                                 |
| 64     | 6月15日（日）     | 155,099           | 18,338          | 136,761             |                                                           |
| 65     | 6月16日（月）     | 142,427           | 18,022          | 124,405             |                                                           |
| 66     | 6月17日（火）     | 132,133           | 17,213          | 114,920             |                                                           |
| 67     | 6月18日（水）     | 137,356           | 18,277          | 119,079             |                                                           |
| 68     | 6月19日（木）     | 137,110           | 17,998          | 119,112             |                                                           |
| 69     | 6月20日（金）     | 163,355           | 18,801          | 144,554             |                                                           |
| 70     | 6月21日（土）     | 178,484           | 17,514          | 160,970             |                                                           |
| 10週目 | 6月15日 - 21日    | 1,045,964         | 126,163         | 919,801             | 累計総来場者数886万4285人                                 |
| 71     | 6月22日（日）     | 150,279           | 16,926          | 133,353             |                                                           |
| 72     | 6月23日（月）     | 127,557           | 17,463          | 110,094             |                                                           |
| 73     | 6月24日（火）     | 125,851           | 17,481          | 108,370             |                                                           |
| 74     | 6月25日（水）     | 135,352           | 17,751          | 117,601             |                                                           |
| 75     | 6月26日（木）     | 132,737           | 19,235          | 113,502             |                                                           |
| 76     | 6月27日（金）     | 156,426           | 18,721          | 137,705             | 梅雨明け                                                  |
| 77     | 6月28日（土）     | 202,819           | 17,829          | 184,990             | 「大曲花火」開催日。過去最高来場者数更新                  |
| 11週目 | 6月22日 - 28日    | 1,031,021         | 125,406         | 905,615             | 累計総来場者数989万5306人                                 |
| 78     | 6月29日（日）     | 151,041           | 17,104          | 133,937             | 累計総来場者数1000万人突破                                |
| 79     | 6月30日（月）     | 123,342           | 17,459          | 105,883             |                                                           |
| 80     | 7月1日（火）      | 108,315           | 17,687          | 90,628              |                                                           |
| 81     | 7月2日（水）      | 113,877           | 17,857          | 96,020              |                                                           |
| 82     | 7月3日（木）      | 124,748           | 19,491          | 105,257             |                                                           |
| 83     | 7月4日（金）      | 142,339           | 18,567          | 123,772             |                                                           |
| 84     | 7月5日（土）      | 150,497           | 16,494          | 134,003             |                                                           |
| 12週目 | 6月29日 - 7月5日  | 914,159           | 124,659         | 789,500             | 累計総来場者数1080万9465人                                |
| 85     | 7月6日（日）      | 127,652           | 16,108          | 111,544             |                                                           |
| 86     | 7月7日（月）      | 110,680           | 17,221          | 93,459              |                                                           |
| 87     | 7月8日（火）      | 112,241           | 17,236          | 95,005              |                                                           |
| 88     | 7月9日（水）      | 116,208           | 17,430          | 98,778              |                                                           |
| 89     | 7月10日（木）     | 118,706           | 17,931          | 100,775             |                                                           |
| 90     | 7月11日（金）     | 143,370           | 18,024          | 125,346             | 水上ショー再開                                            |
| 91     | 7月12日（土）     | 189,672           | 18,163          | 171,509             | ブルーインパルスが展示飛行。 空飛ぶクルマのデモ飛行再開。 |
| 13週目 | 7月6日 - 7月12日  | 918,529           | 122,113         | 796,416             | 累計総来場者数1172万7996人                                |
| 92     | 7月13日（日）     | 179,512           | 18,710          | 160,802             | ブルーインパルスが展示飛行。                              |
| 93     | 7月14日（月）     | 113,067           | 17,337          | 95,730              |                                                           |
| 94     | 7月15日（火）     | 119,461           | 17,317          | 102,144             |                                                           |
| 95     | 7月16日（水）     | 125,357           | 17,685          | 107,672             |                                                           |
| 96     | 7月17日（木）     | 111,303           | 17,490          | 93,813              |                                                           |
| 97     | 7月18日（金）     | 130,031           | 18,004          | 112,027             |                                                           |
| 98     | 7月19日（土）     | 155,958           | 17,781          | 138,177             | 夏パス期間開始                                            |
| 14週目 | 7月13日 - 7月19日 | 934,689           | 124,324         | 810,365             | 累計総来場者数1266万2685人                                |
| 99     | 7月20日（日）     | 171,971           | 16,821          | 155,150             |                                                           |
| 100    | 7月21日（月）     | 148,627           | 17,291          | 131,336             | 「関門海峡花火」開催日                                    |
| 101    | 7月22日（火）     | 118,531           | 17,397          | 101,134             |                                                           |
| 102    | 7月23日（水）     | 162,001           | 18,819          | 143,182             | 「スペシャル花火」開催日                                  |
| 103    | 7月24日（木）     | 121,933           | 19,920          | 102,013             |                                                           |
| 104    | 7月25日（金）     | 131,194           | 18,602          | 112,592             |                                                           |
| 105    | 7月26日（土）     | 144,306           | 17,503          | 126,803             |                                                           |
| 15週目 | 7月20日 - 7月26日 | 998,563           | 126,353         | 872,210             | 累計総来場者数1366万1248人                                |
| 106    | 7月27日（日）     | 137,860           | 19,009          | 118,851             |                                                           |
| 107    | 7月28日（月）     | 138,087           | 20,580          | 117,507             |                                                           |
| 108    | 7月29日（火）     | 129,336           | 19,832          | 109,504             |                                                           |
| 109    | 7月30日（水）     | 126,173           | 19,561          | 106,612             | 大阪市で津波注意報が発表されたが、会場は通常営業          |
| 110    | 7月31日（木）     | 123,742           | 18,358          | 105,384             |                                                           |
| 111    | 8月1日（金）      | 123,223           | 18,531          | 104,692             |                                                           |
| 112    | 8月2日（土）      | 136,320           | 18,047          | 118,273             |                                                           |
| 16週目 | 7月27日 - 8月2日  | 914,741           | 133,918         | 780,823             | 累計総来場者数1457万5989人                                |
| 113    | 8月3日（日）      | 136,134           | 19,342          | 116,792             |                                                           |
| 114    | 8月4日（月）      | 120,607           | 18,383          | 102,224             |                                                           |
| 115    | 8月5日（火）      | 127,093           | 18,324          | 108,769             |                                                           |
| 116    | 8月6日（水）      | 131,191           | 18,855          | 112,336             |                                                           |
| 117    | 8月7日（木）      | 136,068           | 19,294          | 116,774             |                                                           |
| 118    | 8月8日（金）      | 145,058           | 19,146          | 125,912             |                                                           |
| 119    | 8月9日（土）      | 160,350           | 18,216          | 142,134             |                                                           |
| 17週目 | 8月3日 - 8月9日   | 956,501           | 131,560         | 824,941             | 累計総来場者数1553万2490人                                |
| 120    | 8月10日（日）     | 161,641           | 17,350          | 144,291             | 悪天候のため水上ショー、ドローンショー、ミニ花火を中止    |
| 121    | 8月11日（月）     | 163,441           | 16,393          | 147,048             |                                                           |
| 122    | 8月12日（火）     | 190,088           | 17,752          | 172,336             |                                                           |
| 123    | 8月13日（水）     | 193,554           | 17,707          | 175,847             |                                                           |
| 124    | 8月14日（木）     | 185,240           | 17,693          | 167,547             | 開場時間を9時30分に変更                                   |
| 125    | 8月15日（金）     | 183,854           | 18,203          | 165,651             |                                                           |
| 126    | 8月16日（土）     | 170,044           | 17,757          | 152,287             |                                                           |
| 18週目 | 8月10日 - 8月16日 | 1,247,862         | 122,855         | 1,125,007           | 累計総来場者数1678万0352人                                |

## 経済効果
経済産業省が2024年3月に発表した試算によると、万博の経済効果は国内で約2.9兆円に上る。会場の建設や運営、関連のインフラ整備などに計7275億円が投じられるほか、来場者の消費（入場料、交通費、宿泊代など）も期待されている。
会場のアクセスを担うOsaka Metroは万博だけで輸送収入が150億円以上に上ると予測。近鉄グループホールディングス（HD）も鉄道事業の増収効果を約20億円、関連事業（グッズ販売、ホテル、旅行販売など）も含めると約125億円の増収を見込む。ゴールデンウィーク期間（4月25日 - 5月6日）の利用実績は、Osaka Metroが万博やインバウンド（訪日外国人）の影響で前年の同時期と比べ11.5パーセント増加。大阪方面の利用が好調だった長距離路線も東海道新幹線が前年同時期比5パーセント増、山陽新幹線も同3パーセント増だった。

## ギネス世界記録
大阪・関西万博では建築物やイベントなどがギネス世界記録に認定されている。
- 大屋根リング：世界最大の木造建築物として認定された（認定面積：6万1035.55平方メートル）[94][95]。
- マーチングバンド：1万2269人の吹奏楽隊が大屋根リングを行進し「世界最大のマーチングバンド」として認定された[393][394]。
- 水と空気のマジカルダンス：来場客の身ぶり手ぶりに合わせて約300基の噴水から水が吹き上がる昼間の水上イベントが認定された（認定面積：約2100平方メートル）[395]。
- ドローンショー：開幕日の4月13日より全184日間にわたり、レッドクリフによる1,000機のドローンショーを実施。開幕初日の2,500機による特別演出の大規模ドローンショーでは、ギネス世界記録達成した。「タイトル：Largest aerial display of a tree formed by multirotors/drones（マルチローター ドローンによる最大の木の空中ディスプレイ）」[396][397]。
- 盆踊り：7月26日夜、62か国、3900人余りによる盆踊りが行われ、参加者と国籍の数で認定された[398]。

## 問題点

### 開催費用の増大
2017年9月、会場建設費を約1250億円と見込み、国、大阪府市、経済界がそれぞれ400億円強を負担するという試算を博覧会国際事務局に提出した。そのうち経済界からは松本正義関西経済連合会会長の出身母体住友グループの白水会と日本経済団体連合会で100億円、関西経済界で200億円を負担する案がまとまった。その後、白水会では2019年9月の会合で100億円の寄付を行うことが決定された。
2020年12月、諸物価の高騰などを理由に、会場建設費見込額は最大1850億円に上方修正された。国、大阪府市、経済界は以前と同様にそれぞれ3分の1ずつを負担するとしている。2022年10月、パビリオンの建設費については当初試算よりも25億円増加の99億円に上振れすることとなった。2023年9月、会場建設費はさらに450億円積み増した2350億円程度にする方向で調整が行われた。
同年11月27日、会場建設費とは別に837億円の国の負担費用がかかることを万博担当相である自見英子が発表した。内訳は、日本館の建設や展示、運営、撤去などにかかる総費用が最大約360億円、発展途上国の出展支援が約240億円、警備費が約199億円、万博開催の機運醸成に向けた費用が約38億円としている。これには一部の内装工事の費用などは盛り込まれておらず、上振れが見込まれている。
12月14日、万博協会は万博の運営費（人件費など）を当初想定の4割増の1,160億円に引き上げる資金計画案を発表した。会場の運営や安全対策などの「会場管理費」に最多の560億円を計上。前年に発生した安倍晋三銃撃事件やソウル梨泰院雑踏事故を受けた混雑対策や警備の強化により、当初想定の2倍近くに膨らんだとしている。

### 「しんぶん赤旗」「公明新聞」の取材拒否
日本国際博覧会協会（万博協会）は、万博開幕前に行ったリハーサル「テストラン」や報道機関向け内覧会において、日本共産党の機関紙「しんぶん赤旗」の取材を拒否していた。開幕後、万博協会は、「しんぶん赤旗」に取材発行証を発行すると発表した。ただし、取材内容などを事前に提示することが条件になる。
このほか、公明党の機関紙「公明新聞」の取材も拒否していたという。

### 全面禁煙ルールについて
万博開幕後、会場内で全面禁煙ルールが守られていない状況について報道があった。今回の万博の「いのち」や「健康」といったテーマを踏まえ、万博協会は、夢洲の会場内を全面禁煙としていた。また、2024年3月には会場の西側で工事中にメタンガスに引火し、爆発する事故が起きていたり、開幕直前には同じエリアの地下で爆発の恐れがある濃度のガスが検知されたりしており、喫煙には引火リスクもある。

### メッコールの販売
会場内で、世界平和統一家庭連合（旧統一教会）系企業の「一和（イルファ）」が製造する麦炭酸飲料「メッコール」が販売されていたことが判明し、SNSなどで物議を醸した。運営会社は指摘を受けて販売を中止した。博覧会協会は「統一教会系企業の製品と認識していなかった」と説明している。

### ユスリカの大量発生
会場となった夢洲では、周辺に湿地や水辺が多いことや、会場南側の「ウォータープラザ」などに塩分耐性を持つシオユスリカが生息していることから、ユスリカが大量発生した。ユスリカは人を刺すことはないものの、建物に付着するなどして景観や衛生面に影響を及ぼし、来場者や関係者からは不快感を訴える声が相次いだ。大阪府はアース製薬などに協力を要請し、駆除対策製品の提供や薬剤散布などの対策が講じられた。この大量発生に関連し、SNS上では「大阪万博のユスリカがマラリアを媒介する」といった偽情報が拡散されたが、専門家やファクトチェック機関は、ユスリカが人を刺さず感染症も媒介しないことを説明している。

### レジオネラ属菌の検出
5月28日、会場中心部の「静けさの森」にある人工池から、また翌月4日には、水上ショーが行われる「ウォータープラザ」の海水から、いずれも国の指針の値の20倍のレジオネラ属菌が検出された。これを受け、水上ショーの当面中止や池の利用の停止といった対応が取られた。保健所からレジオネラ属菌検出の報告を受けてもすぐには入場禁止の措置を取らず、これについて博覧会協会は「保健所からの助言は緊急性が必要だとは認識しなかった」としている。しかしこれは、結果が速やかに分かる「生菌PCR法」による結果であり、専門家から「検査対象の菌以外のものに反応することがある」との指摘があった。これを受け、より精度の高い「培養法」で再検査したところ、ウォータープラザの海水から肺炎を引き起こすおそれのあるレジオネラ属菌は検出されなかったため、大阪市保健所などと相談した上で、水上ショーは7月11日より再開された。また、静けさの森の親水池では、清掃や消毒が実施された結果、6月7日の再検査で指針値を下回ったため、利用再開の検討が進められることになった。一方で、一部の施設は静けさの森中央の池につながっていることから、生物への影響を考慮して会期中の利用停止を決めた。

### 海外パビリオン建設費の未払い問題
海外パビリオンのうち、アンゴラ館やマルタ館、中国館などで、建設に関わった二次下請業者への建設費が、元請から支払われていないケースが相次いで発覚している。突貫工事が影響した可能性もあり、これらの業者はいずれも窮状を訴えている。

### 無許可営業による海外館工事問題
建設業法に違反し無許可でアンゴラ館の内装工事を請け負っていた「一六八建設」に対し、大阪府は8月6日から30日間の営業停止処分を行った。大阪府は、他の海外館でも建設に関わった3社の無許可営業に関して調査を進めている。

## テレビ放送
万博関連または万博内で収録や中継された番組
- 発信Live ジモトノチカラ!（BSよしもと）
  - 〜大阪・関西万博開催直前SP〜（2025年3月20日）
  - 〜大阪・関西万博SP〜（2025年7月21日）
- 民放5局同時生放送! EXPO2025大阪・関西万博開幕前日SP（2025年4月12日、民放在阪5局）
- 大阪・関西万博開会式（2025年4月12日、NHK総合）
- ぐるっと万博おひるまえ（2025年5月2日 - 、毎週金曜日、NHK総合）
- 超万博♡宣伝部（2025年5月3日 - 、毎月第1土曜日、毎日放送）
- 徹子の部屋（2025年5月5日 - 5月6日、テレビ朝日）
  - 5月5日は、桂文枝、5月6日は、コシノ3姉妹（コシノヒロコ、コシノジュンコ、コシノミチコ）
- 櫻井翔のワンナイトスタディ（2025年5月22日、フジテレビ）
- DAIGOも台所〜きょうの献立何にする?〜「出張!DAIGOも天下の台所」（2025年5月26日 - 30日、ABCテレビ）
- 欽ちゃん&香取慎吾の全日本仮装大賞グランドチャンピオン大会in万博（2025年5月26日、日本テレビ）
- 大和ハウススペシャル音楽堂EXPO（2025年5月31日、読売テレビ）
- ネプリーグ「大阪・関西万博クイズSP」（2025年6月9日、フジテレビ）
- 金曜ロードショー「万博会場でタイムスリップ！日本人が1番踊りたい神曲ベスト30〜時代を作った大ヒットダンス曲〜」（2025年6月13日、日本テレビ）
- 町中華で飲ろうぜ「大阪万博記念SP」（2025年6月16日、BS-TBS）
- 月曜から夜ふかし「大阪・関西万博に行ってみた件」（2025年8月4日、日本テレビ）

## 万博会場の跡地利用
閉幕後の跡地利用については、大阪府・大阪市が民間から案を募集し、そのうち2案を優秀提案に選んだ。案は、大林組大阪本店をはじめとする7社のグループと、関電不動産開発をはじめとする6社のグループが選ばれた。
大林組大阪本店など7社の案は、将来のF1誘致を見据えたサーキット場の整備や大型アリーナ、ショッピングモール、ホテルなどからなる案。関電不動産開発など6社の案は、スライダーを備えたウォーターパークやホテルなどを備えた、隣接するMGM大阪との繋がりを意識した複合リゾート施設とする案である。大阪市は2025年10月以降に開発事業者を公募する予定としている。